# Vanitas

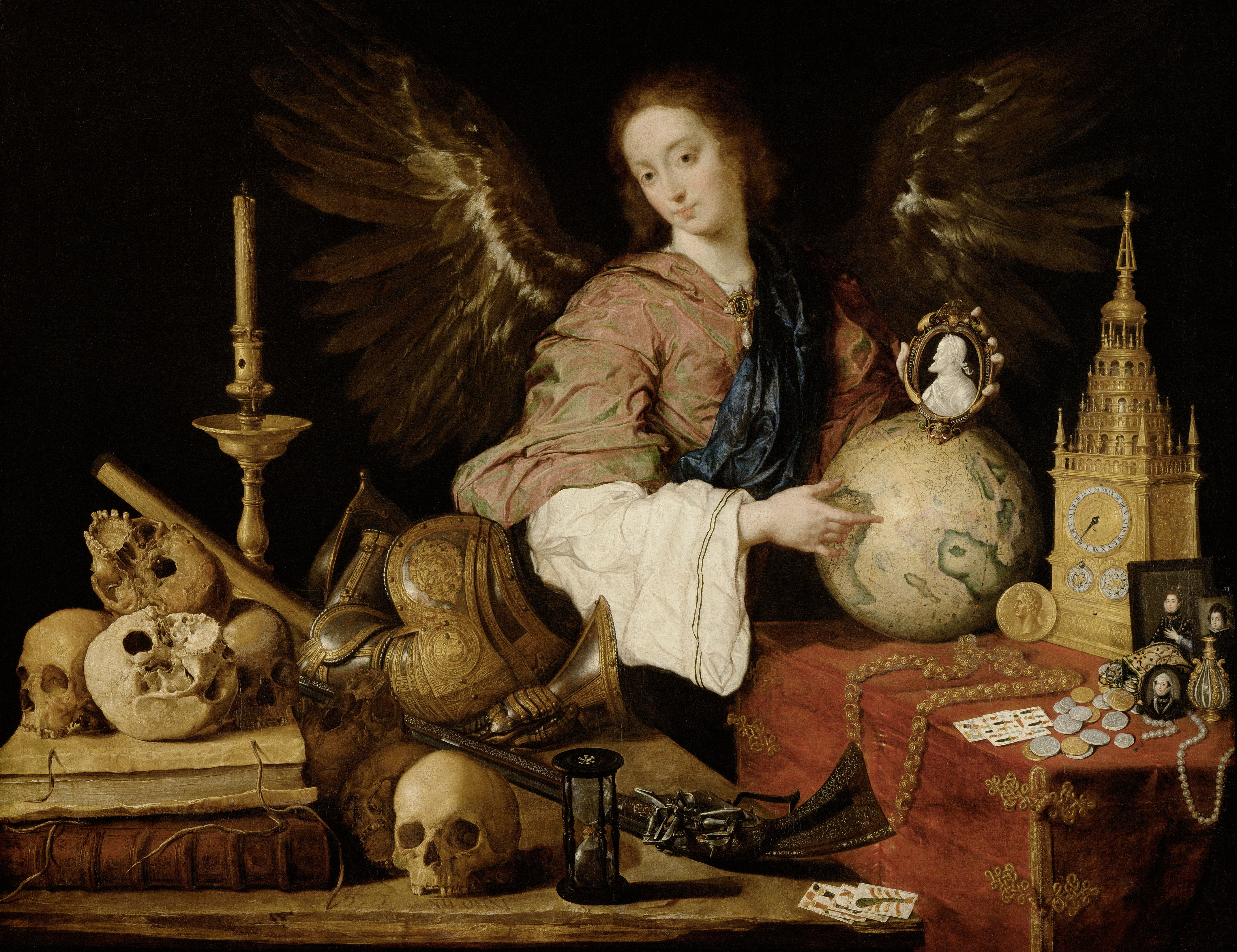
Alegoría de la vanidad (1632-1636), de Antonio de Pereda, Museo de Historia del Arte de Viena

La vanitas es un género artístico que resalta la vacuidad de la vida y la relevancia de la muerte como fin de los placeres mundanos. Se considera un subgénero del bodegón o naturaleza muerta, por lo general de alto valor simbólico y alegórico. Es un término latino (vanĭtas) que significa vanidad (de vanus, «vacío»), entendida no como soberbia u orgullo sino en el sentido de futilidad, insignificancia, fragilidad de la vida, brevedad de la existencia.
Este tipo de representaciones se encuentran prácticamente en toda la historia del arte: cráneos y esqueletos aparecen en los frescos pompeyanos y en la Edad Media eran frecuentes las llamadas danzas de la muerte. Sin embargo, su mayor auge se dio durante el Barroco, época en que pasó a considerarse un género independiente. En dicho período cabe establecer su inicio en los Países Bajos en torno a 1620, desde donde se extendió por Francia y Flandes y, posteriormente, Alemania, Italia, España y otros países.
Su nombre y su concepción se relacionan con un pasaje del Eclesiastés (Ec 1, 2): Vanitas vanitatum et omnia vanitas («vanidad de vanidades, todo es vanidad»). El mensaje que pretende transmitir es la futilidad de los placeres mundanos frente a la certeza de la muerte, animando a la adopción de un estoico punto de vista sobre la vida.

## Definición

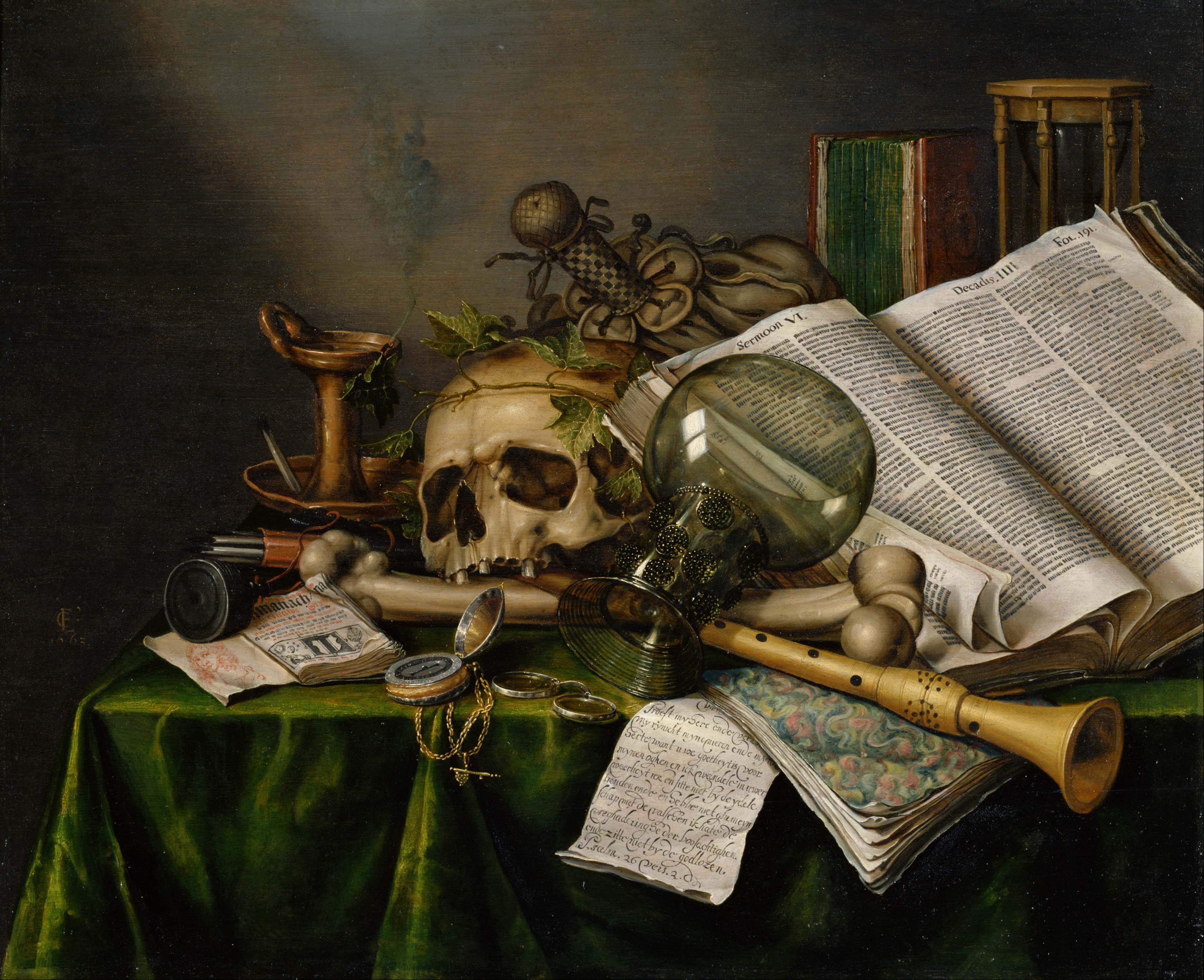
Vanitas con libros, manuscritos y una calavera (1663), de Edwaert Collier, Museo Nacional de Arte Occidental, Tokio

La vanitas se suele considerar un subgénero de la naturaleza muerta, aunque tiene también una estrecha relación con la alegoría. Tiene fuertes connotaciones simbólicas y filosóficas, a menudo relacionadas con la religión cristiana, ya sea católica o protestante. Este género pretendía transmitir tres mensajes fundamentales: un concepto de la vida como algo pasajero, transitorio, incluso extremadamente fugaz; la idea de que cualquier bien que pueda adquirir el ser humano, ya sea material o inmaterial, es vacuo, irrelevante, carente de sentido; y una finalidad de redención, de preparar el alma para la salvación y la vida eterna.
Se caracteriza principalmente por el carácter simbólico de los objetos representados, alusivos en general a la fragilidad y la brevedad de la vida, al tiempo que pasa, a la inevitabilidad de la muerte. Por lo general, se contraponen diversos objetos relativos a los dones de la naturaleza o de la actividad humana con otros alegóricos de la muerte y la vacuidad de la vida. Entre ellos destaca el cráneo o el esqueleto humano, símbolo por excelencia de la muerte. Otros objetos aluden a cualidades humanas efímeras como el saber, la riqueza, el placer o la belleza, de las que se muestra su caducidad y su vana persecución. Otros símbolos que suelen encontrarse en las vanidades son fruta podrida, flores marchitadas, insectos, conchas, velas consumidas, relojes (mecánicos o de arena), burbujas, polvo, humo, vasos vacíos o volcados, pipas vacías o arquitectura en ruinas, todos ellos símbolos de la brevedad y la naturaleza efímera de la vida. También se encuentran alusiones alegóricas a conceptos como las ciencias, las letras y las artes, el conocimiento (libros, instrumentos científicos), la riqueza (dinero, joyas) y el poder (coronas, armas), o bien actividades humanas (instrumentos musicales, juegos de naipes o dados), así como en ocasiones un globo terráqueo como símbolo del poder terrenal. Los objetos que evocan la riqueza o el placer figuran en contraposición a los que representan la muerte y denotan la insignificancia que tienen en relación con el tránsito de la vida. En ocasiones pueden aparecer espinas de trigo o coronas de laurel como símbolo de resurrección. En otras ocasiones se añaden frases —generalmente latinas— como memento mori («recuerda que morirás»), tempus fugit («el tiempo huye»), ubi sunt («¿dónde están?») o sic transit gloria mundi («así pasa la gloria del mundo»).

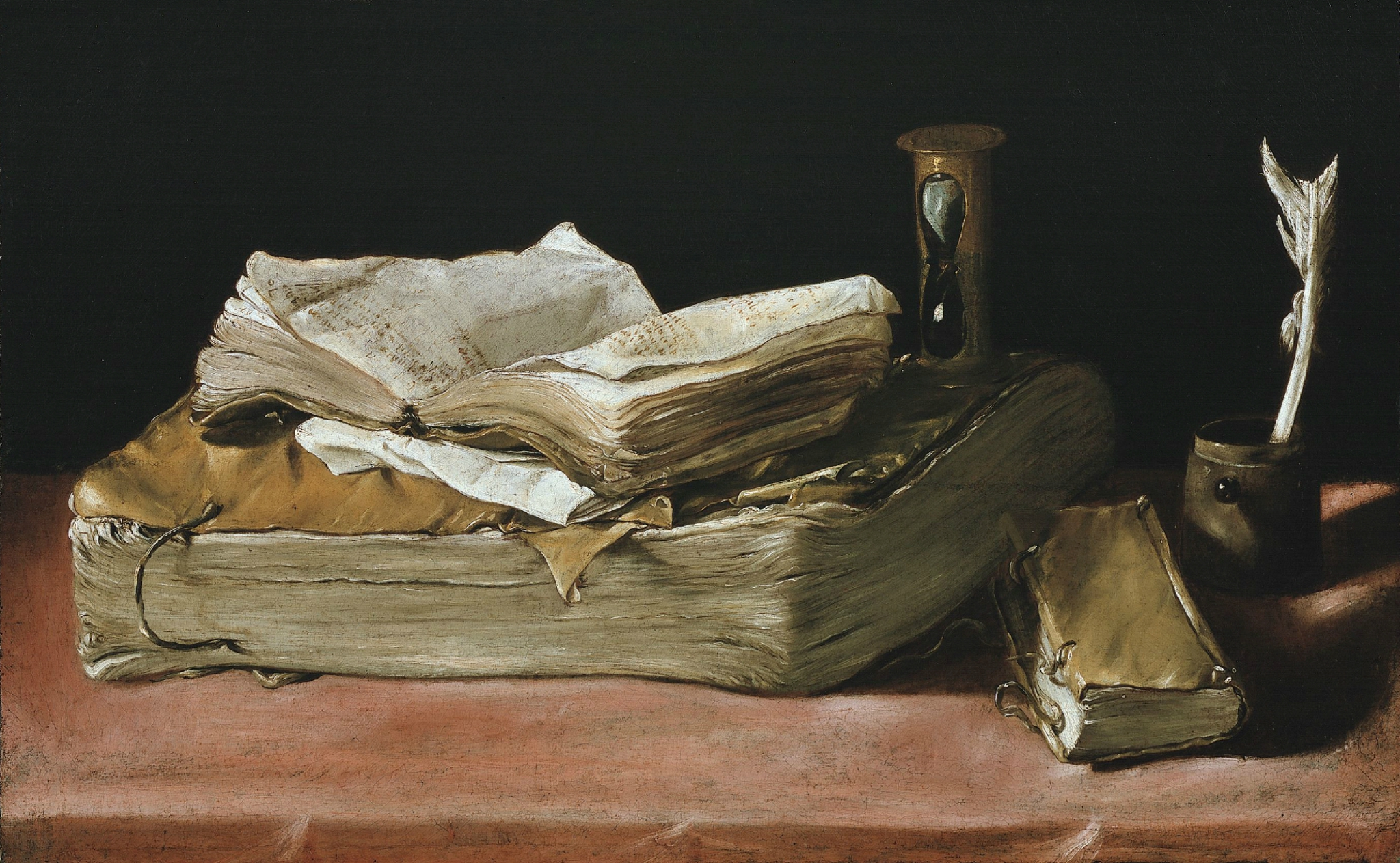
Naturaleza muerta con libros y un reloj de arena (c. 1630-1640), artista español anónimo, Gemäldegalerie de Berlín

Los bodegones de animales muertos pueden ser también considerados una forma de vanitas, por cuanto la contemplación de unos restos de carne evocan el final de la vida. Esta línea de obras tiene una larga tradición que va desde El buey desollado de Rembrandt hasta versiones modernas del mismo tema realizadas por Chaïm Soutine, Marc Chagall y Francis Bacon.
El historiador Jan Białostocki diferenció tres grupos de símbolos en las vanitas: los de la existencia terrena, los de la mortalidad de la vida humana y los de la resurrección a la vida eterna. Los dos primeros se refieren a la actividad humana, dividida a su vez, según Hadrianus Junius, en tres conceptos: vita contemplativa (libros, objetos relacionados con las artes y las ciencias), vita practica (joyas, armas, coronas, cetros) y vita voluptuaria (copas, vasijas, instrumentos musicales, naipes y dados).
Un tema derivado de la vanitas es la futilidad del conocimiento, ejemplificado generalmente por libros, contrapuestos a los símbolos habituales de la vanidad: un exponente es Naturaleza muerta con libros y un reloj de arena (c. 1630-1640, Gemäldegalerie de Berlín), obra de un artista barroco español anónimo, en que aparecen tres libros sobre una mesa y un reloj de arena invertido en el que justo empieza a caer la arena, simbolizando el paso del conocimiento escrito de una generación a otra, aunque el conocimiento individual sea limitado.

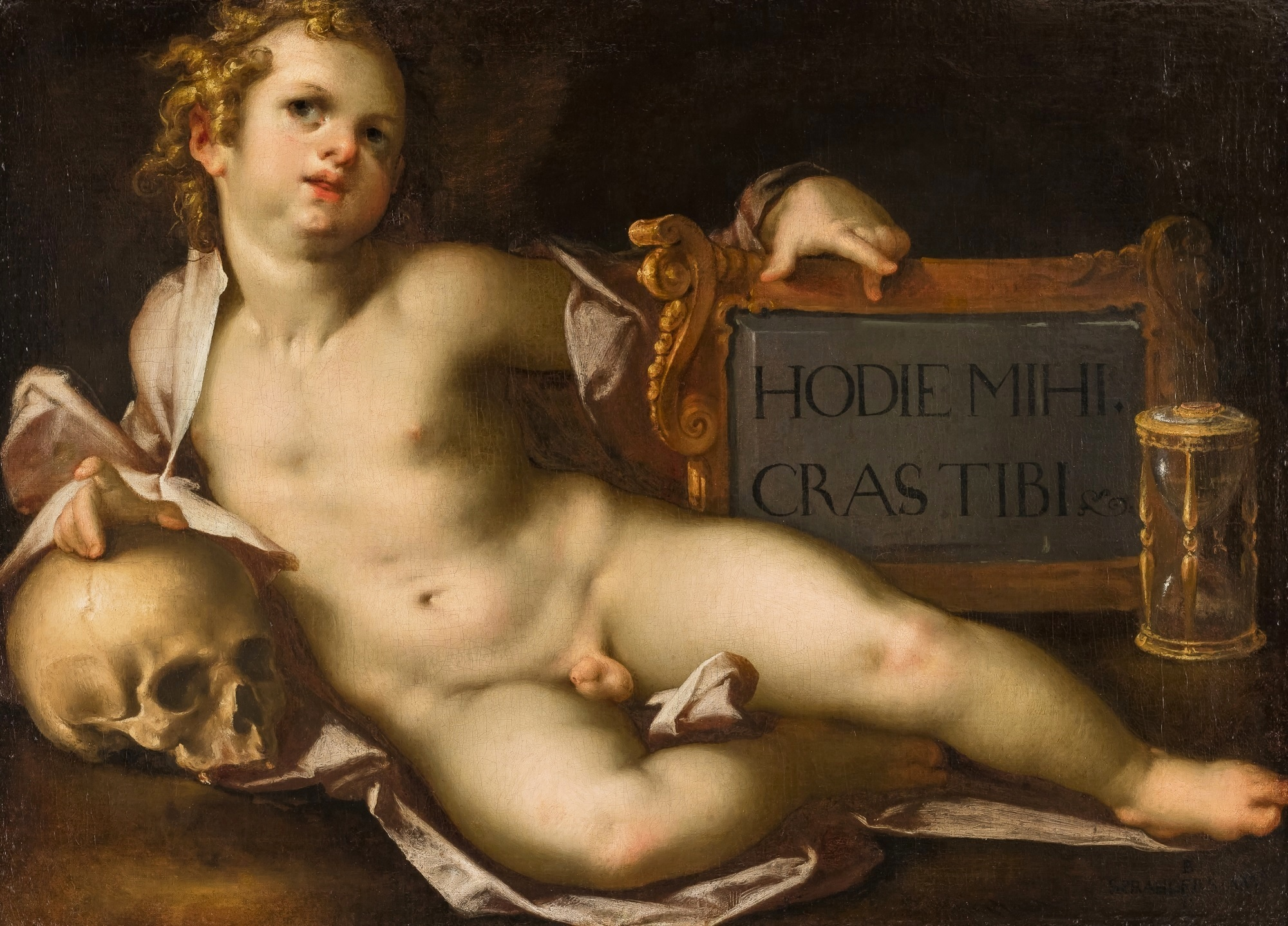
Vanitas con putto (c. 1600), de Bartholomäus Spranger, castillo de Wawel, Cracovia, ejemplo de Nascendo morimur

Existen también varios subgéneros de la vanitas, como el Nascendo morimur («así como nacemos, morimos»), en el que generalmente se representa a un bebé o un niño pequeño junto a una calavera o algún otro recordatorio de la muerte, en el sentido de que la muerte es tan natural como el nacer; o el homo bulla («hombre burbuja»), en el que suele aparecer un niño haciendo pompas de jabón, como símbolo de la fragilidad de la vida, un tema procedente de la frase latina Homo bulla est («el ser humano es como una pompa de jabón»).

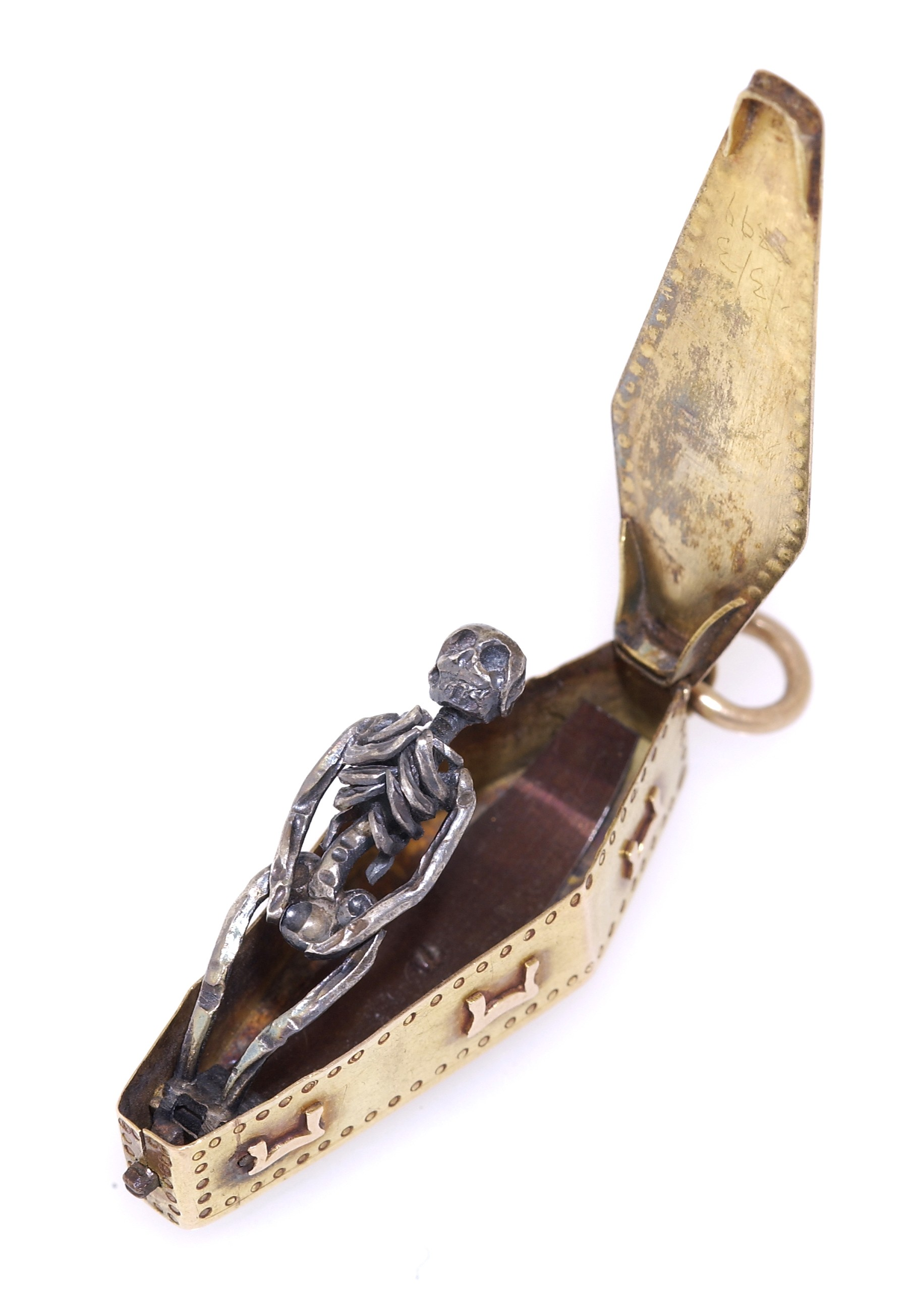
Colgante Memento mori,

Aunque se desarrolló sobre todo en la pintura, existen también algunos ejemplos de vanitas en el grabado, la escultura e incluso en la arquitectura, como en la capilla Magdalenenklause, en los jardines del palacio de Nymphenburg en Múnich. También se dio incluso en la orfebrería y joyería: entre los siglos xvi y xviii fueron corrientes un tipo de colgantes llamados Memento mori, unos estuches con forma de ataúd que al abrirlos aparecía un esqueleto, realizados generalmente en oro, plata o marfil. También se produjeron estatuillas con forma de esqueleto o bien anillos, que además de imágenes de esqueletos o cráneos solían llevar algún mensaje de tipo religioso.
Conviene recordar que, como subgénero del bodegón, la vanitas por antonomasia basa su composición en la exposición en una imagen de diversos objetos inertes, con la presencia o no de la figura humana, en todo caso secundaria. Sin embargo, en ocasiones puede entremezclarse con otros géneros artísticos en composiciones que combinen diversos géneros, como puede ocurrir con la pintura religiosa (como, por ejemplo, Tentaciones de san Jerónimo de Francisco de Zurbarán), la pintura de género (La tasadora de perlas de Johannes Vermeer) o el retrato (Niña haciendo pompas de jabón (Luisa María Ana de Borbón) de Pierre Mignard).
Cabe reseñar por último la relación entre la vanitas y el género artístico-literario de la emblemática, especialmente en el Barroco. Este tipo de obras aportaron buena parte del repertorio iconográfico a las vanitas, ya que cada objeto adquiría un significado simbólico que podía ser reconocido por todo aquel iniciado en la materia. El emblema barroco aglutinaba imagen, poesía y retórica, con un alto contenido simbólico y alegórico. Por lo general, se componían de un dibujo (pictura), un lema (inscriptio) y un epigrama (subscriptio), normalmente en latín. El inicio de la vanitas en los Países Bajos estuvo fuertemente relacionado con libros de emblemas como Sinnepoppen de Roemer Visscher (Ámsterdam, 1614), Emblemata of zinne-werck de Johan de Brune (Ámsterdam, 1624), Emblemata de Zacharias Heyns (Rótterdam, 1625) y Sinne- en minnebeelden de Jacob Cats (Ámsterdam, 1627). Por lo general, este tipo de emblemas tenían un objetivo moralizante, como combatir las adicciones al juego, la bebida o el tabaco, o incluso el coleccionismo de conchas marinas y el cultivo de los tulipanes —cuya euforia especulativa dio lugar a la llamada Crisis de los tulipanes—. Muchos de estos motivos pasaron a la vanitas.

## Historia

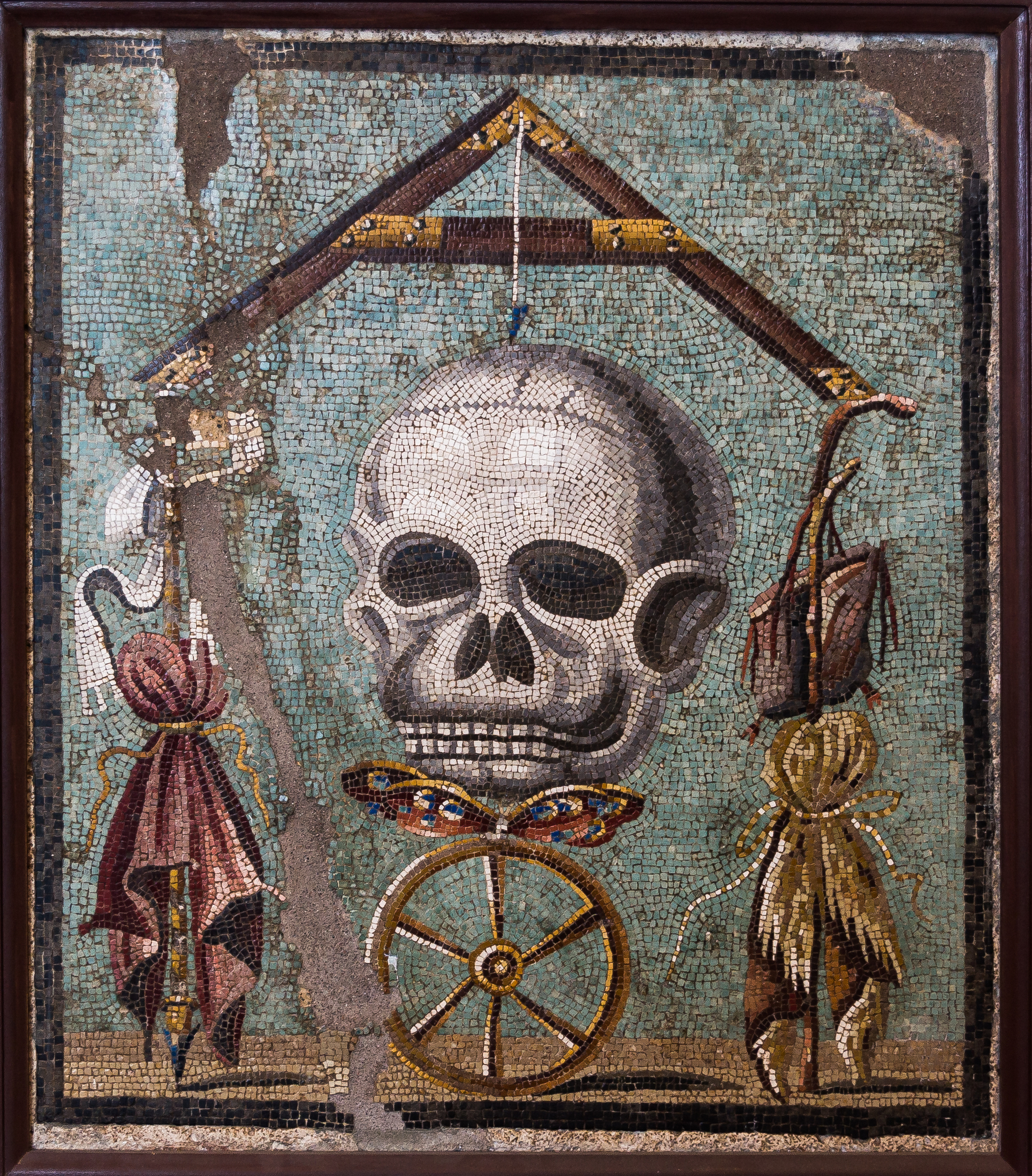
Memento mori, mosaico pompeyano, Museo Arqueológico Nacional de Nápoles

### Antecedentes
Los principales antecedentes de la vanitas se encuentran en las diversas representaciones relativas a la muerte, generalmente ejemplificadas con esqueletos o cráneos, de las cuales existen múltiples manifestaciones desde la prehistoria. Sin embargo, en relación con el género estudiado, conviene atender más que las simples representaciones alusivas a la muerte las que añaden un componente filosófico o moral, las que señalan a la brevedad de la vida y la inevitabilidad de la muerte. Estas manifestaciones aparecieron sobre todo en el arte romano, relacionadas con el memento mori, la frase que los siervos repetían a los generales romanos en sus triunfos para recordarles que las glorias eran efímeras. Imágenes de ese tipo se encuentran en los frescos pompeyanos del siglo I a. C. que se conservan en el Museo Arqueológico Nacional de Nápoles, generalmente con esqueletos en diferentes actitudes, a veces sujetando vasos o jarras u otro tipo de utensilios relacionados con los banquetes romanos.
Uno de estos mosaicos conservados en Nápoles, titulado Memento mori (Pompeya I, 5, 2) representa la Rueda de la Fortuna, que puede hacer que los ricos, simbolizados por la tela morada a la izquierda, sean pobres, mientras los pobres, simbolizados por la piel de cabra a la derecha, sean ricos, todo ello vigilado por la muerte en forma de cráneo sobre la rueda y la vida colgando de un hilo: cuando se rompe, el alma, simbolizada por la mariposa, vuela. Otro es el llamado Carpe diem («aprovecha el día») o Esqueleto copero, que muestra un esqueleto con copas en las manos. Otro mosaico famoso de la antigüedad es el titulado Gnōthi seautón (γνῶθι σεαυτόν, «conócete a ti mismo» en griego), conservado en el Museo delle Terme di Diocleziano (Roma), en que se ve un esqueleto recostado sobre su guadaña. Cabe reseñar también un mosaico del siglo III a. C. conservado en el Museo Arqueológico de Hatay en Antioquía, que muestra un esqueleto con una jarra de vino y una hogaza de pan y la inscripción «sed alegres, vivid vuestra vida».
Otras muestras de este tipo de representaciones fueron las larva convivialis, figurillas en forma de esqueleto, ya sea exentas o realizadas en relieve en jarras y otros objetos. Cabe destacar en este terreno las copas talladas de Boscoreale.

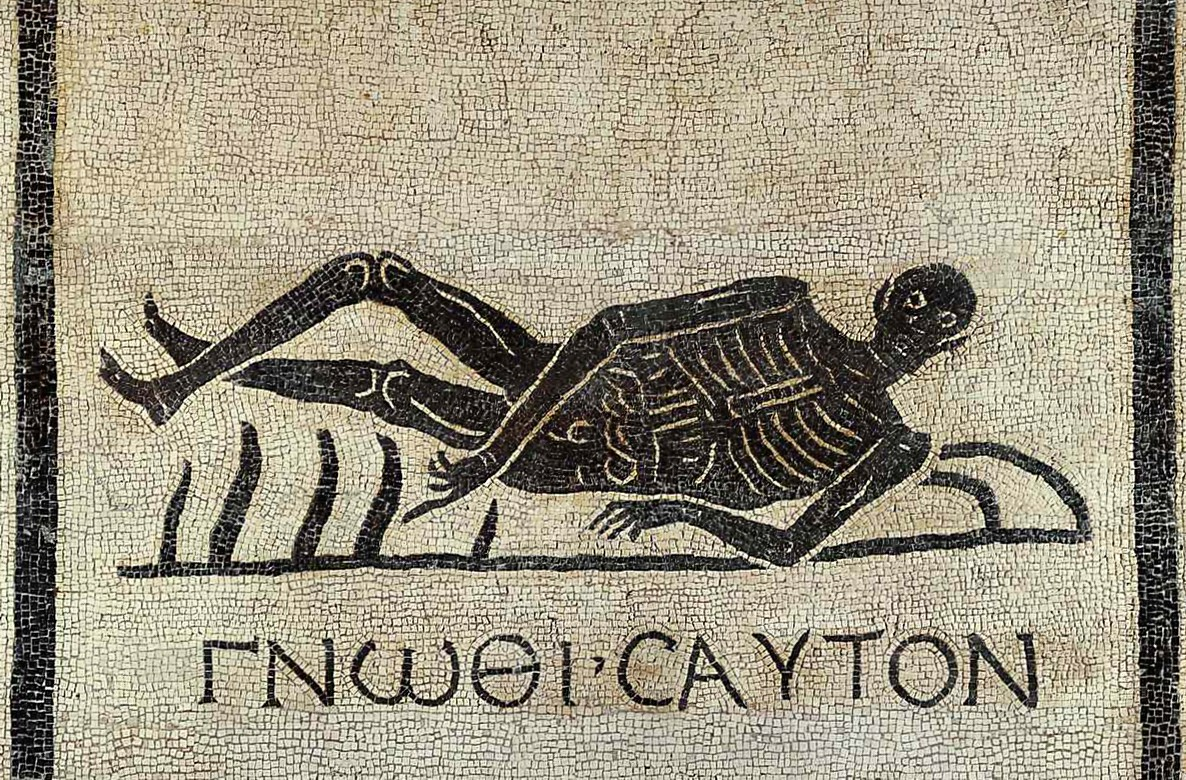
Gnōthi seautón, mosaico romano, Museo delle Terme di Diocleziano, Roma
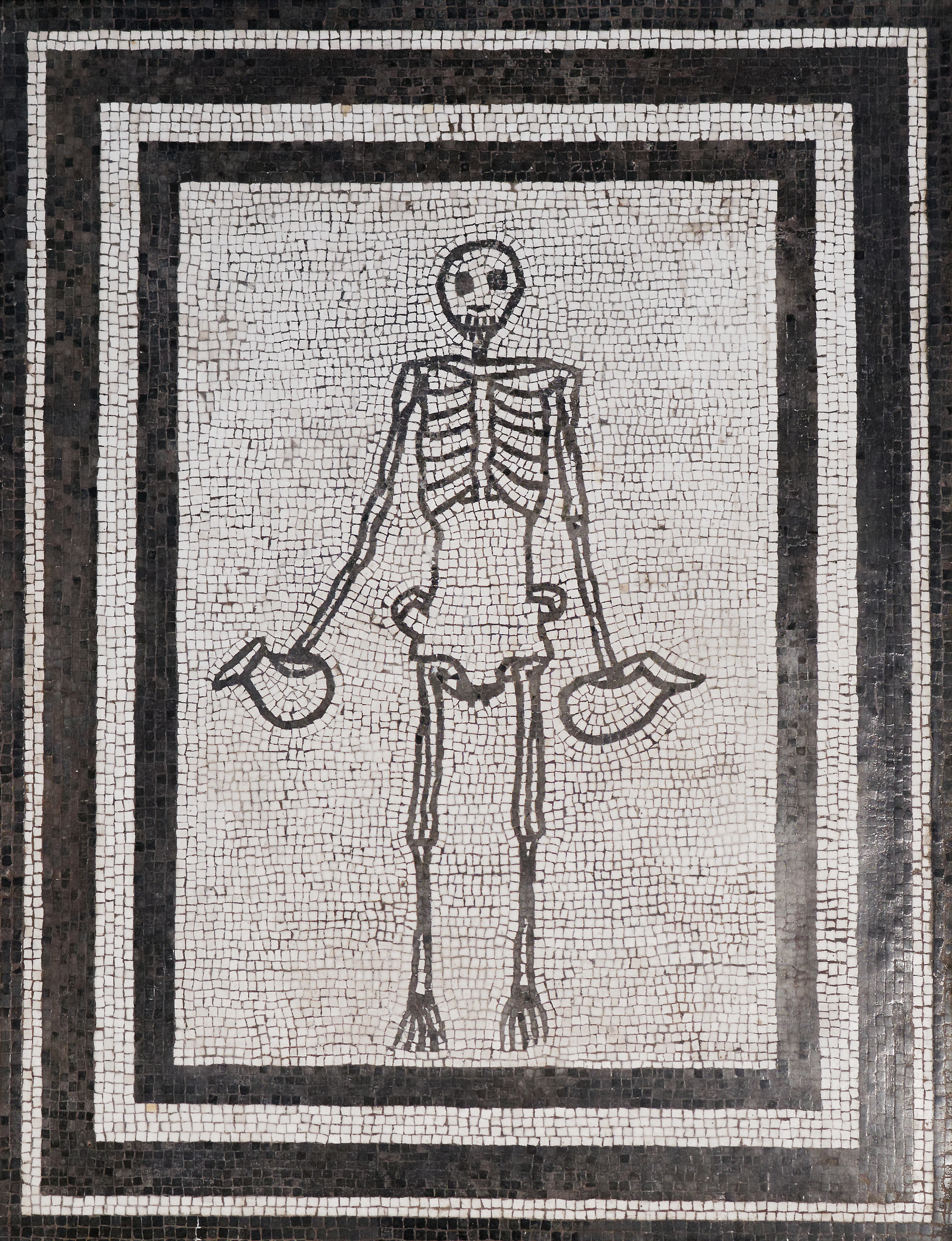
Carpe diem, mosaico pompeyano (siglo I a. C.), Museo Arqueológico Nacional de Nápoles
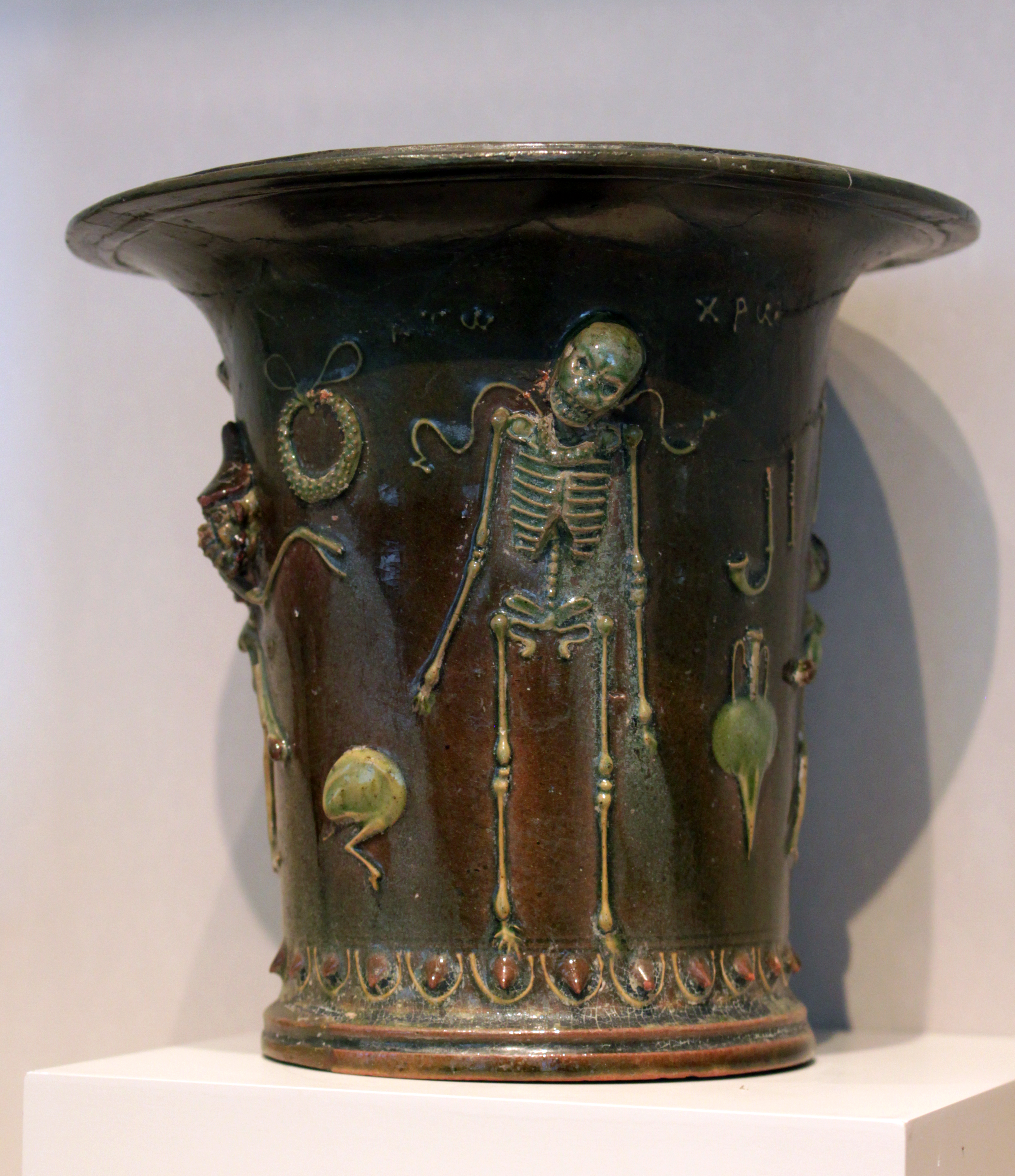
Copa con larva convivialis (c. siglo I a. C.-siglo I d.C.), Museos Estatales de Berlín
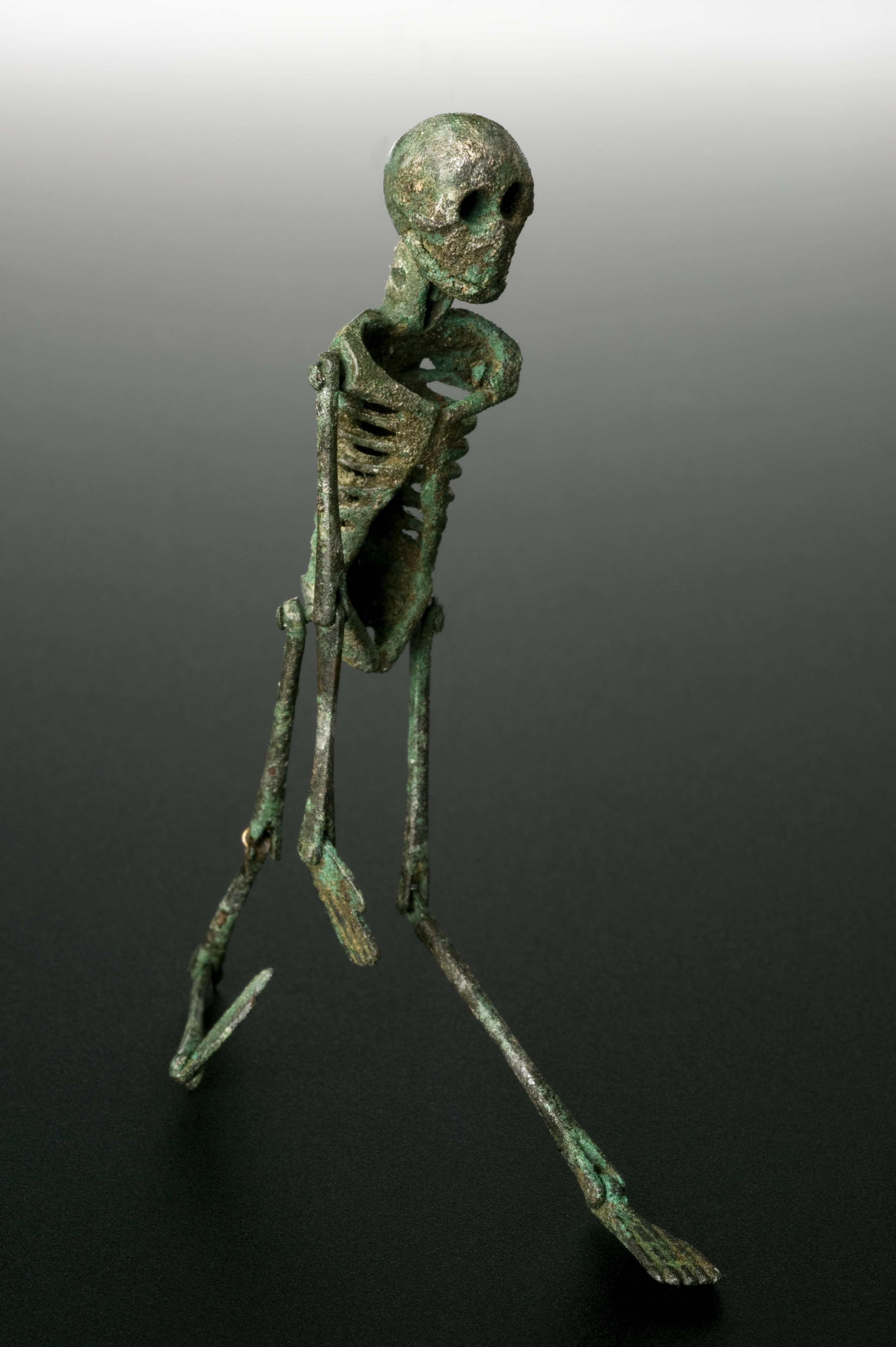
Memento mori romano (c. 200-500 d.C.)

Durante el románico se emplearon imágenes de memento mori en los muros de las iglesias como mensajes moralizantes para la feligresía, como recordatorio de la fugacidad de la vida y la necesidad de la penitencia y la redención. En numerosas ocasiones se trataba de calaveras, con una iconografía heredera de las imágenes romanas, como en el caso de la calavera pintada por el Maestro de Sorpe para la nave central de la iglesia de Sant Pere de Sorpe (mediados del siglo XII, actualmente en el Museo Nacional de Arte de Cataluña) o la esculpida en uno de los canetes del ábside de la iglesia de San Martino de Villallana (siglo XIII).

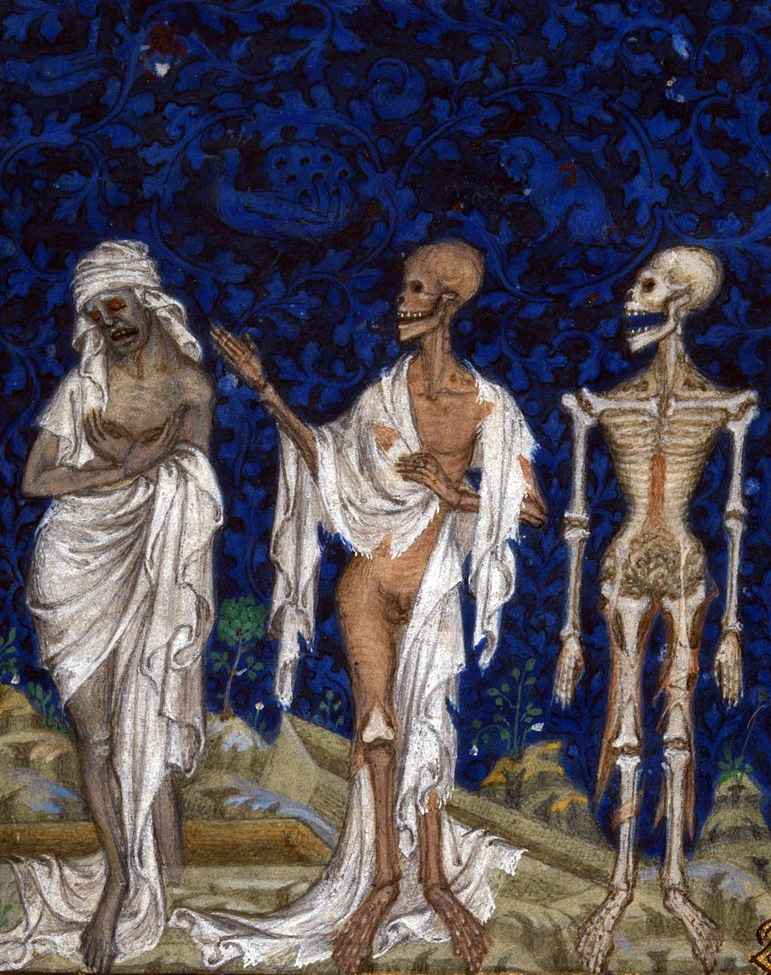
Psalterio de Bona de Luxemburgo (c. 1349), de Jean y Bourgot Le Noir, The Cloisters, Nueva York

En la Edad Media hay que valorar el impacto de la peste negra en la sociedad de la época, que conllevó un sentimiento de familiaridad con la muerte y de consideración de la vida como algo frágil y efímero. Ello se tradujo en representaciones como las «danzas de la muerte», un tipo de escenas donde figuraban cortejos de esqueletos bailando y tocando música, que acompañaban a personas de los tres estamentos sociales (nobleza, clero y plebe), a los que guiaban a su trágico final. Estas imágenes se solían acompañar de versos que ilustraban el tema y en época medieval incluso se recreaban en vivo, de forma teatralizada, una tradición que aún perdura en diversos lugares, como en la procesión de Verges (provincia de Gerona) celebrada los jueves santos.
En relación con esta temática cabe citar una interesante obra del gótico italiano, El triunfo de la muerte o La leyenda de los tres vivos y los tres muertos (c. 1355, Camposanto de Pisa), atribuida tanto a Francesco Traini como a Buonamico Buffalmacco. En ella aparece un grupo de caballeros y damas a caballo que se encuentra en su camino con tres ataúdes abiertos; en un lateral, un ermitaño sostiene un rollo de papel con el mensaje «la muerte vence al orgullo y a la vanidad».

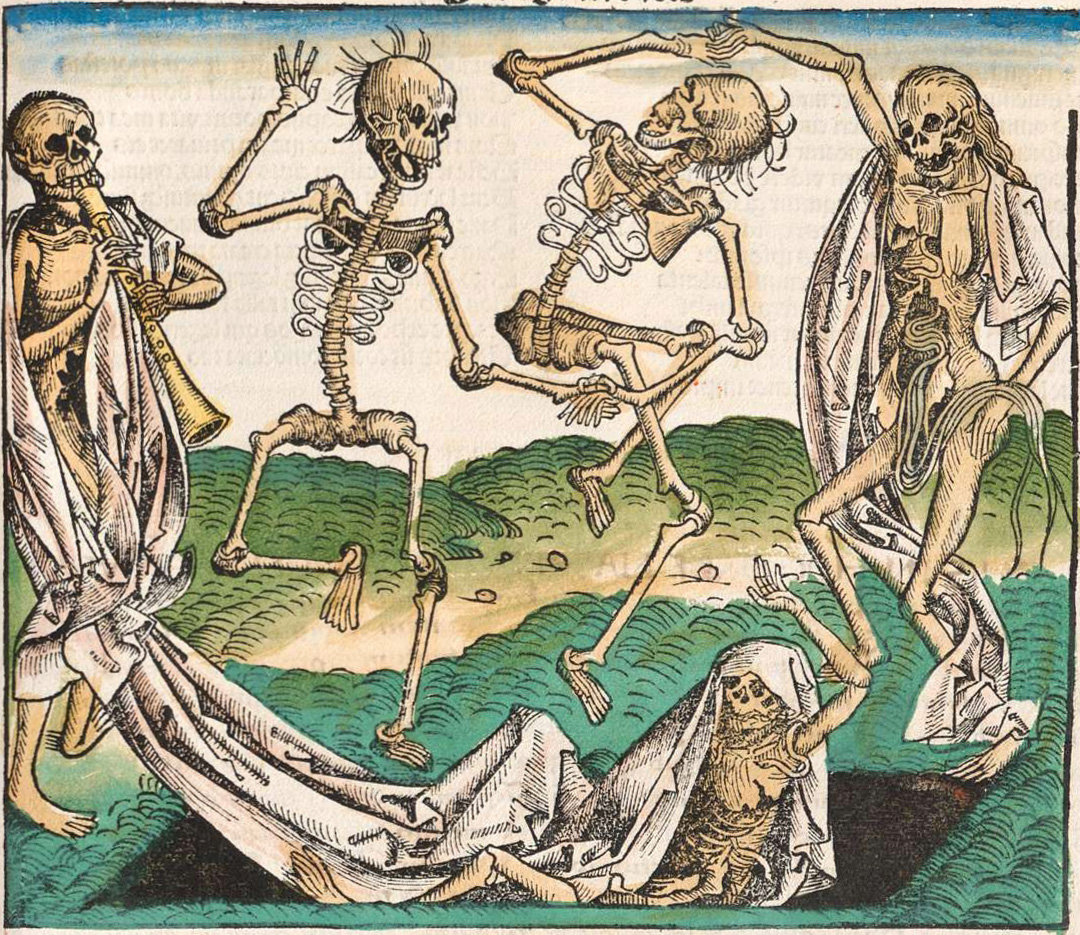
La Danza de la Muerte (1493), de Michael Wolgemut

En el siglo XV se fueron desarrollando un tipo de imágenes que apuntaban ya al género de la vanitas: uno de los primeros antecedentes fue el Tríptico Braque de Rogier van der Weyden (1450, Museo del Louvre, París), un retablo de contenido religioso que muestra en su parte frontal varios personajes del Nuevo Testamento, mientras que por su lado posterior, con los paneles cerrados, muestra un cráneo y una cruz. Otro exponente fue el Retrato de Hieronymus Tschekkenbülin del Maestro de Basilea (c. 1487), formado por dos paneles donde se representan el retratado y un esqueleto, enfrentados uno al otro.
En relación con esta temática, una de las representaciones más emblemáticas durante toda la historia del arte fue la calavera, presente ya en los frescos pompeyanos y que se encuentra en la Edad Media y el Renacimiento en obras como el mencionado Tríptico Braque de Rogier van der Weyden, el frontispicio del Retrato de Girolamo Casio de Giovanni Antonio Boltraffio (c. 1510), el Retrato de Jane-Loyse von Nettesheim de Bartholomäus Bruyn el Viejo (1524, Museo Kröller-Müller, Otterlo), las Vanidades de Jacopo Ligozzi (1604, colección Aberconway, Bodnant) y la Vanitas de Jacob de Gheyn (1603, Museo Metropolitano de Arte, Nueva York). Durante los siglos xv y xvi este tipo de representaciones solían realizarse a menudo en la parte posterior de los retablos, como en el Díptico de san Juan Bautista y santa Verónica de Hans Memling (c. 1475): en la puerta izquierda (Pinacoteca Antigua de Múnich) representó una calavera situada en un nicho, con la inscripción latina morieris («moriréis»), mientras que en la puerta derecha (National Gallery de Washington D. C.) pintó también dentro de un nicho un cáliz con una serpiente. Otro ejemplo es la Naturaleza muerta con cráneo de Jan Gossaert (1517, Museo del Louvre, París), situado en la parte posterior del Díptico de Jean II Carondelet, que contiene una inscripción en latín que dice «aquel que piense siempre en la muerte puede despreciar siempre todas las cosas», una frase de san Jerónimo.

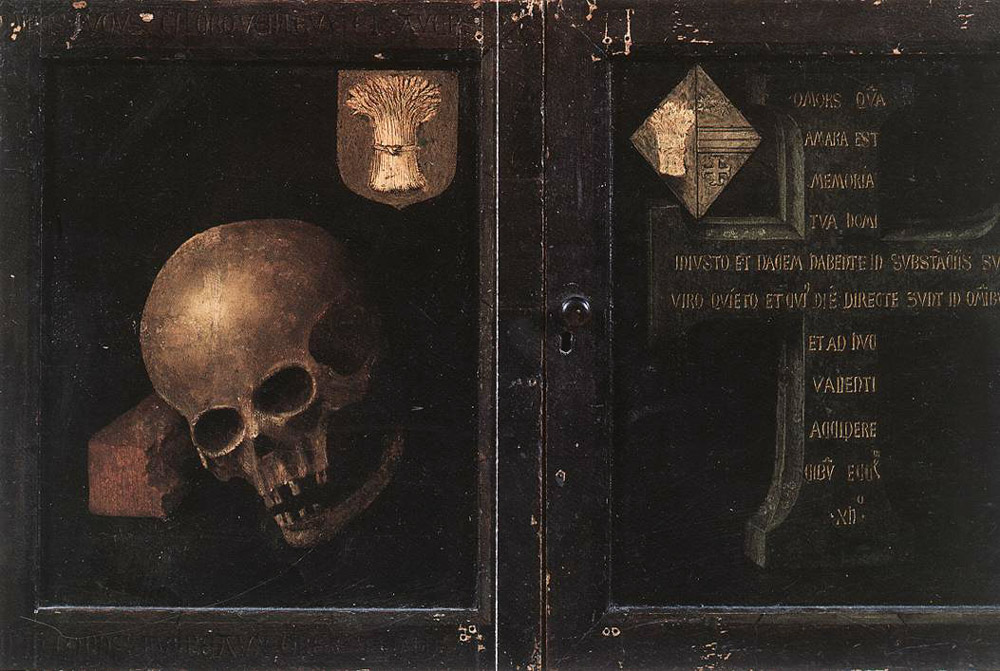
Tríptico Braque (1450), de Rogier van der Weyden, Museo del Louvre, París

Otro de los orígenes iconográficos de la vanitas se encuentra en las representaciones medievales de san Jerónimo en su celda, en las que solían aparecer un libro y una vela como símbolos de la reflexión intelectual y un cráneo y un reloj de arena como alusiones a la inevitabilidad de la muerte. Una representación de ese tipo sería un San Jerónimo actualmente perdido de Jan Van Eyck —se conserva una copia en el Detroit Institute of Arts—, en el que se inspiraría un lienzo del mismo tema de Colantonio (Museo de Capodimonte, Nápoles) y que daría origen a varias réplicas, como las de Vittore Carpaccio y Antonello da Messina. De aquí pasó a representaciones más materialistas de otros santos, como el San Eloy de Petrus Christus (1449, Metropolitan Museum, Nueva York), en que figuran objetos suntuosos en vez de los típicos símbolos de la vanitas como puede ser el cráneo; e incluso a temas profanos, como en Banqueros de Quentin Metsys (1510, Museo del Louvre, París), Calaveras, báculos y libros de Fra Vincenzo da Verona (1520-1523, Museo del Louvre, París) o El cambista y su mujer de Marinus van Reymerswaele (1539, Museo del Prado, Madrid). Otros artistas que trataron el tema fueron: Antonio Allegri da Correggio (San Jerónimo, 1515-1518, Real Academia de Bellas Artes de San Fernando, Madrid), Alberto Durero (San Jerónimo, 1521, Museo Nacional de Arte Antiguo, Lisboa), Joos van Cleve (San Jerónimo en su estudio, c. 1525, Musée des Beaux-Arts et d'Archéologie de Châlons-en-Champagne), Jan Cornelisz. Vermeyen (San Jerónimo meditando, 1525, Museo del Louvre, París) y Tiziano (San Jerónimo, 1560, Pinacoteca de Brera).

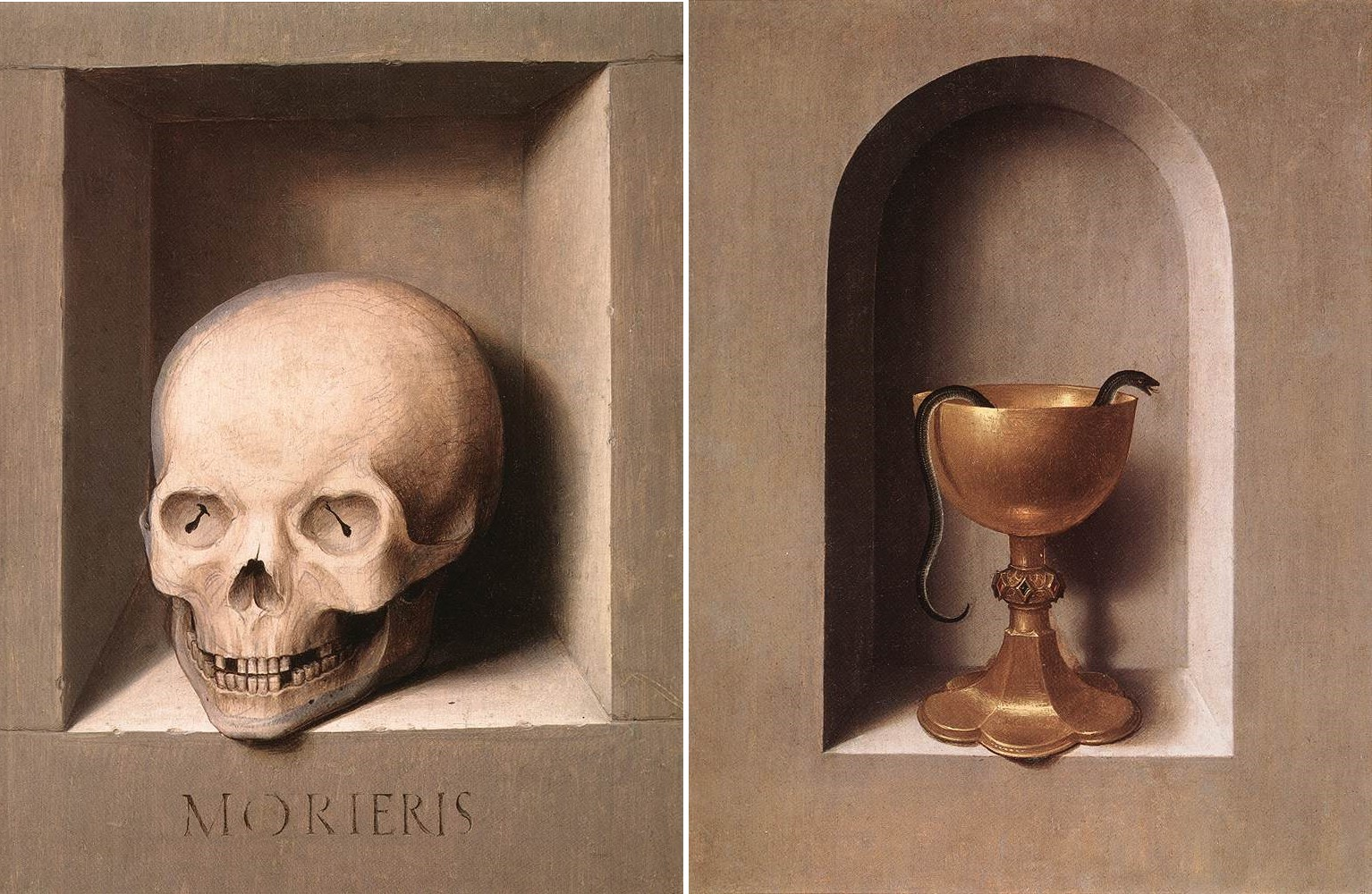
Díptico de san Juan Bautista y santa Verónica (c. 1475), de Hans Memling, Pinacoteca Antigua de Múnich y National Gallery de Washington D. C.

La calavera también se asocia corrientemente con las figuras de san Francisco de Asís y santa María Magdalena —suele ser un atributo habitual de los penitentes—, así como a la crucifixión de Cristo, que se produjo en el Gólgota, «el lugar del cráneo», donde según la tradición se hallaba la tumba de Adán.
Un primer artista que realizó obras cercanas a lo que sería una vanitas plena fue Vincenzo dalle Vacche, autor en 1520 de dos taraceas para la iglesia de San Benedetto Novello de Padua: Vanidad del poder terrenal de la Iglesia y los legos, donde presenta entre otros objetos una cruz pectoral, una corona, un reloj de arena y una calavera; y Vanidad de la ciencia, con un globo celeste, un sextante, un libro de matemáticas, una partitura y una viola con una cuerda rota.
En las primeras décadas del siglo XVI cabe destacar también las diversas imágenes de Hans Baldung Grien en las que mostraba jóvenes doncellas acosadas por el esqueleto de la Muerte, como en El caballero, la doncella y la Muerte (c. 1505, Museo del Louvre, París), La Muerte y la doncella (1517, Museo de Arte de Basilea), La Muerte y la doncella (1518-1520, Museo de Arte de Basilea) y Las Edades y la Muerte (1541-1544, Museo del Prado, Madrid). En Las tres edades y la Muerte (1509-1510, Museo de Historia del Arte de Viena) compuso una alegoría de la vida formada por tres distintas edades (un niño, una joven desnuda y una anciana) enfrentadas al esqueleto de la Muerte, que sostiene un reloj de arena.
Una obra excepcional cercana ya a la vanitas barroca es Los embajadores de Hans Holbein el Joven (1533, The National Gallery, Londres). Se trata de un doble retrato: Jean de Dinteville (izquierda), embajador de Francia en Inglaterra, y Georges de Selve (derecha), obispo de Lavaur que actuó de embajador ante el Sacro Imperio Romano Germánico, la república de Venecia y la Santa Sede. Ambos personajes se apoyan con el brazo sobre un aparador dispuesto a modo de bodegón, con múltiples objetos relacionados con el quadrivium, las cuatro ciencias matemáticas pertenecientes a las siete artes liberales: aritmética, geometría, música y astronomía. Pero lo más curioso es un objeto situado a los pies de los embajadores no perceptible a simple vista —de hecho, no fue descifrado hasta el siglo XX—: una calavera en anamorfosis, una imagen deformada que solo se puede percibir con una lente (o con el dorso de una cuchara) situada de forma perpendicular a la imagen.
Como símbolo de la muerte, la calavera era un objeto corriente en las celdas de los monjes católicos, especialmente durante la Contrarreforma, como objeto de meditación sobre el sentido de la vida y lo efímero de la existencia. Así, era un objeto corriente en la representación de los santos, como se aprecia en la obra de El Greco: San Francisco en éxtasis (1577-1580, Museo Lázaro Galdiano, Madrid), La Magdalena penitente (1585-1590, Museo Cau Ferrat, Sitges), Santo Domingo en oración en su celda (c. 1590-1600, colección J. Nicholas Brown, Newport, Rhode Island), San Francisco arrodillado en meditación (1595-1600, M. H. de Young Memorial Museum, San Francisco), San Jerónimo penitente (1595-1600, National Gallery of Scotland, Edimburgo), San Francisco y fray León meditando sobre la muerte (1600-1606, veinticuatro versiones en museos de todo el mundo).

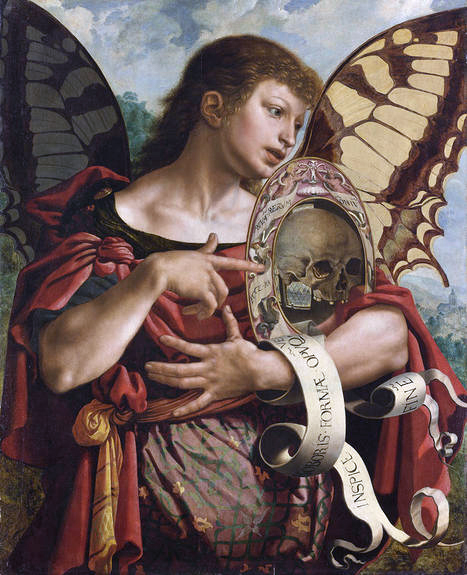
Vanitas (c. 1535-1540), de Jan Sanders van Hemessen, Palais des Beaux-Arts de Lille

Una obra bastante sobrecogedora es In omnibus operibus de Juan de Juanes (primera mitad del siglo XVI, Museo de Bellas Artes de Valencia), en que aparece únicamente una calavera con una cartela con el mensaje In omnibus operibus tuis memorare novissima tua et in aeternum non peccabis («en tus acciones ten presente tu final, y así jamás cometerás pecado», Eclesiastés 7, 36). Esta obra denota la influencia flamenca, especialmente por el dibujo y el tratamiento de la luz.

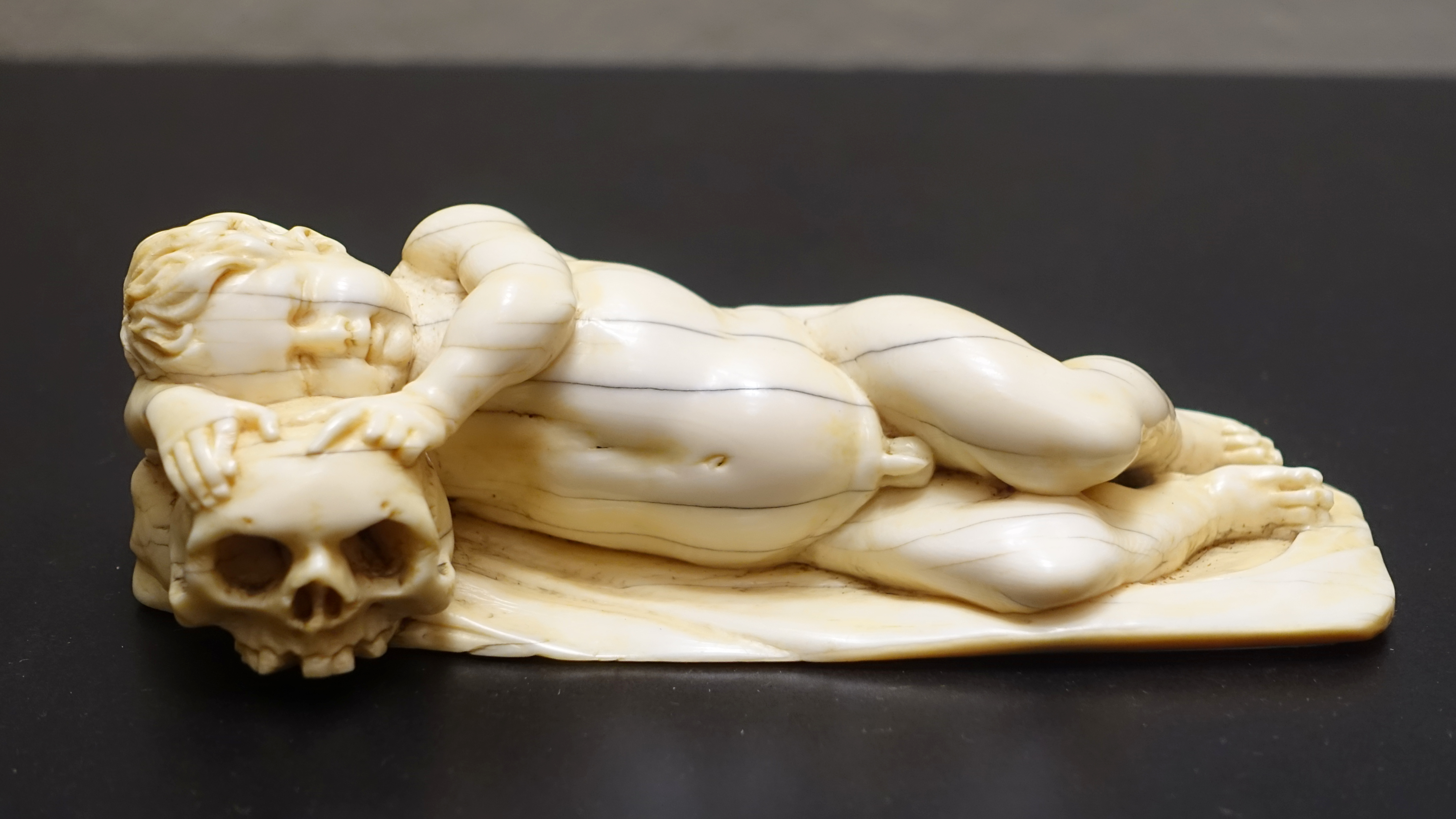
Amorcillo durmiente con calavera (c. 1600), talla en marfil, probablemente neerlandesa, Museum Schnütgen, Colonia

Una pintura que se acerca a la vanitas barroca es la Vanidad del flamenco Jan Sanders van Hemessen (c. 1535-1540, Palais des Beaux-Arts de Lille), en el que aparece un ángel con alas de mariposa que sostiene un espejo en cuyo reflejo aparece un cráneo. Alrededor del espejo figura el mensaje Ecce rapinam rerum omnium («la muerte saquea todas las cosas») y en la cinta que rodea el brazo del ángel «mira el final de la fuerza, la belleza y la riqueza». La obra fue probablemente el panel izquierdo de un díptico, del que seguramente el derecho sería un retrato, cuyo personaje sería el reflejado en el espejo y al que el ángel advierte de lo efímero de la existencia.
Otra obra de interés con la presencia de la calavera es el Retrato de familia de Adriaen Thomasz. Key (1583, Museo del Prado, Madrid), en la que aparece un padre rodeado de sus seis hijos, con la mano apoyada en una calavera situada sobre una mesita, junto a la que aparece también un reloj de arena, ambos símbolos de la fugacidad de la vida, en este caso probablemente por la pérdida de la madre, que no aparece en la imagen.
En el terreno del grabado hay que destacar la obra del alemán Alberto Durero, autor de una célebre estampa, San Jerónimo en su gabinete (1514), donde aparece el santo en su estudio, con una calavera en el alféizar de una ventana y un perro y un león dormidos a sus pies. Otra obra suya fue El caballero, la Muerte y el Diablo (1513, Galería Nacional de Arte, Washington D. C.), donde un jinete con armadura montado a caballo se encuentra en su camino con la Muerte y el Diablo, en forma de figuras monstruosas; la Muerte lleva un reloj de arena, mientras que en la esquina inferior izquierda figura una calavera. Formado en el taller de Durero, Barthel Beham fue un notable retratista, aunque fue en el grabado donde obtuvo un gran éxito, especialmente con escenas populares de pequeño tamaño. Realizó varias obras de memento mori, como Niño con tres calaveras (1529, Galería Nacional de Arte, Washington D. C.). Otro exponente fue Heinrich Aldegrever, igualmente alemán, pintor, grabador y orfebre influido por la pintura flamenca y por Durero, autor de temas religiosos, mitológicos y retratos. Hacia 1530 realizó Respice Finem («piensa en el final»), donde aparece una mujer desnuda con un reloj de arena en la mano y un sepulcro abierto a sus pies, con una calavera en el suelo.

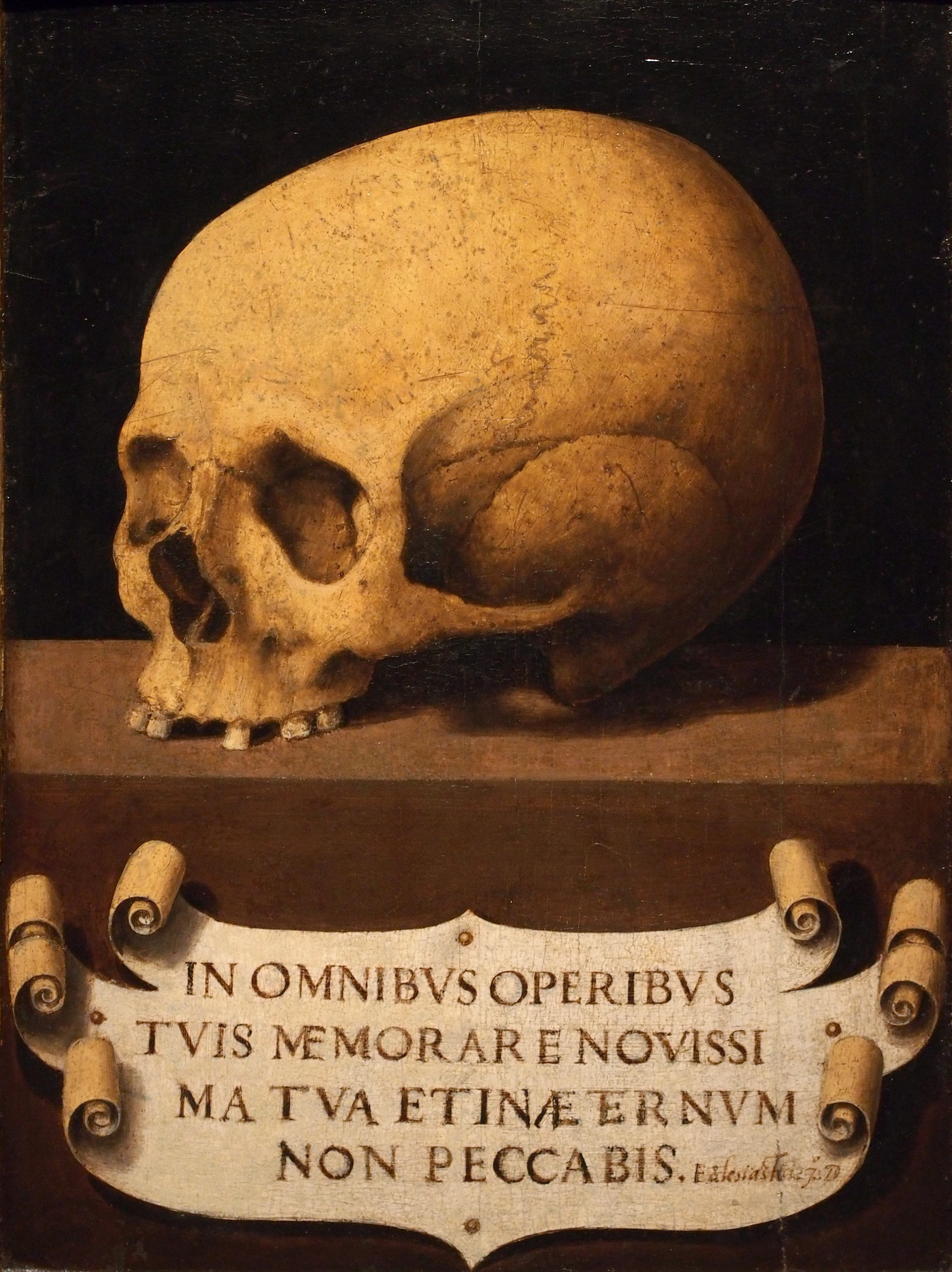
In omnibus operibus (primera mitad del siglo XVI), de Juan de Juanes, Museo de Bellas Artes de Valencia
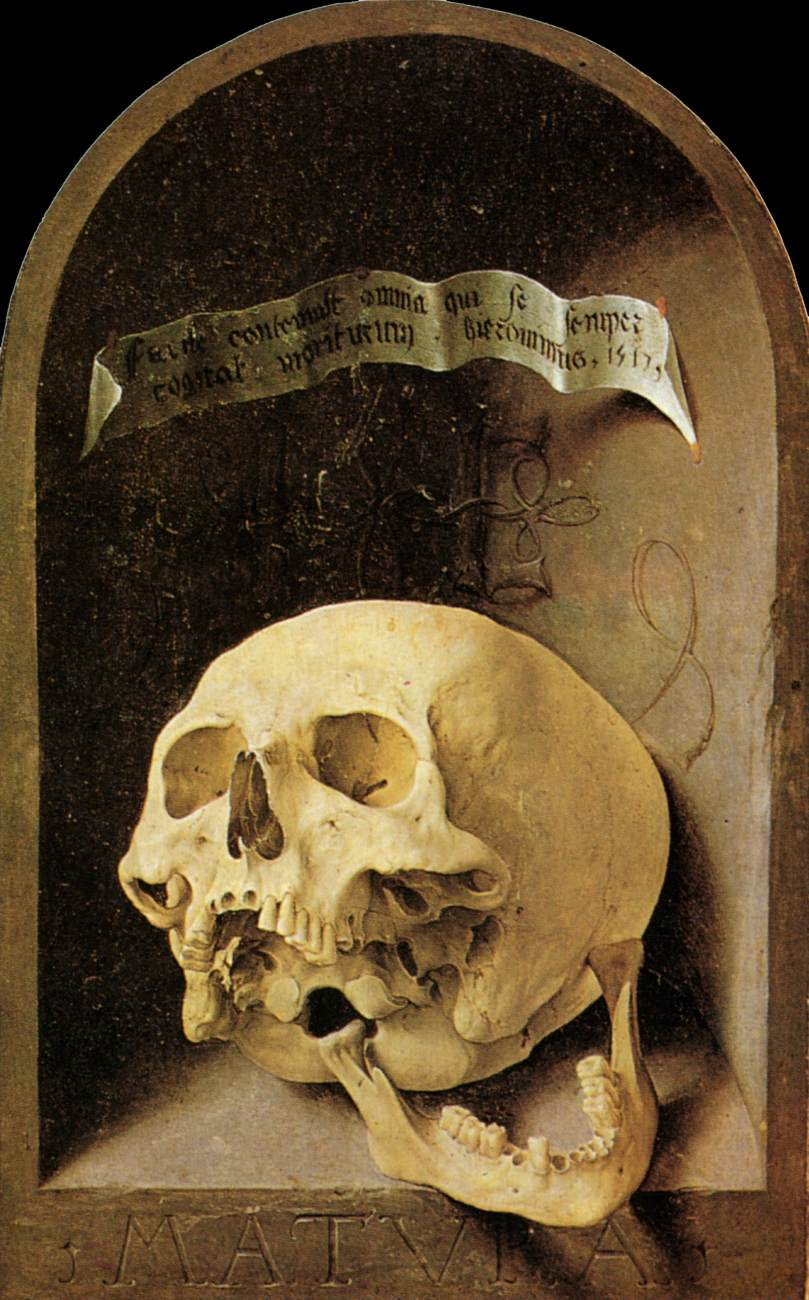
Naturaleza muerta con cráneo (1517), de Jan Gossaert, Museo del Louvre, París
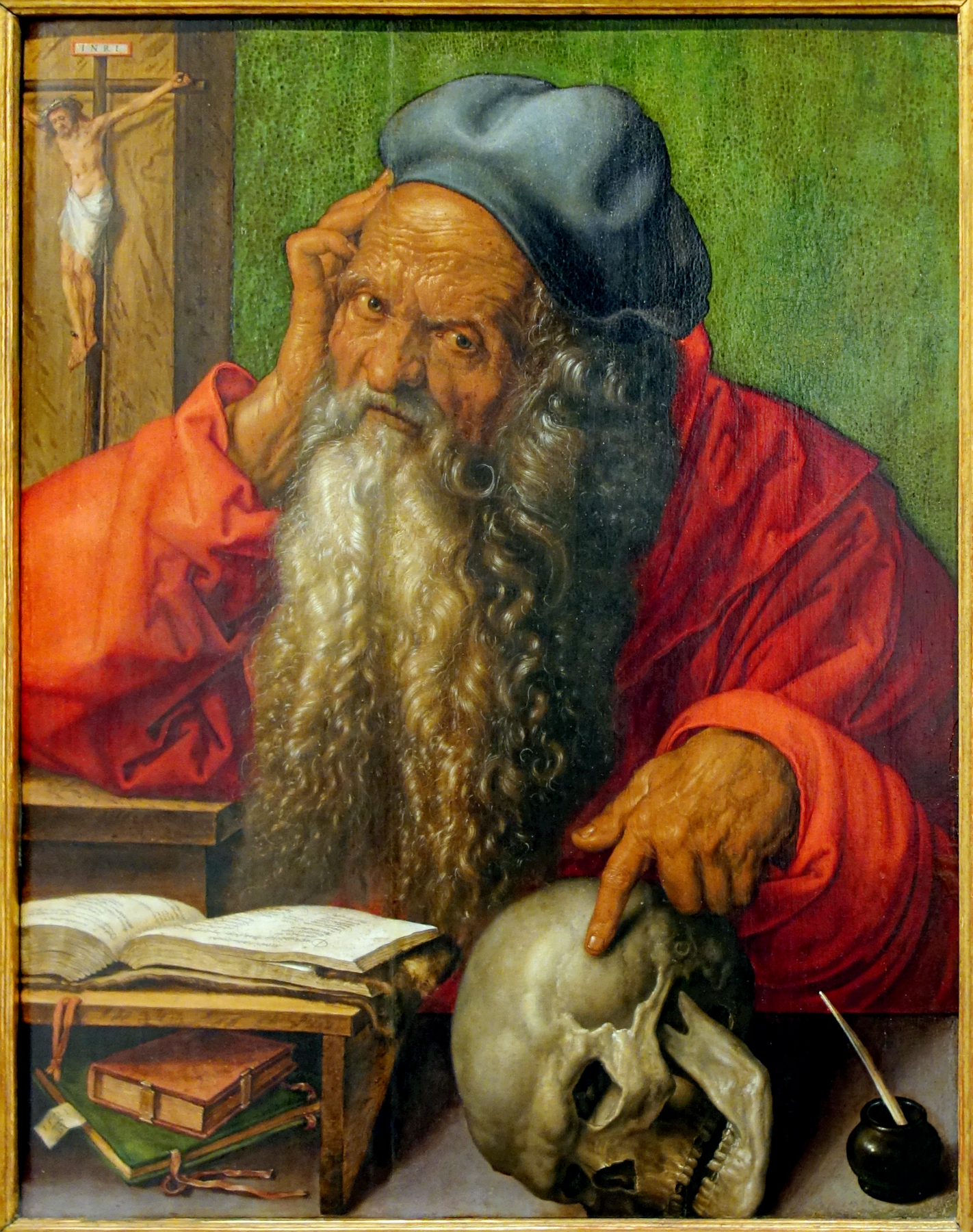
San Jerónimo (1521), de Alberto Durero, Museo Nacional de Arte Antiguo, Lisboa
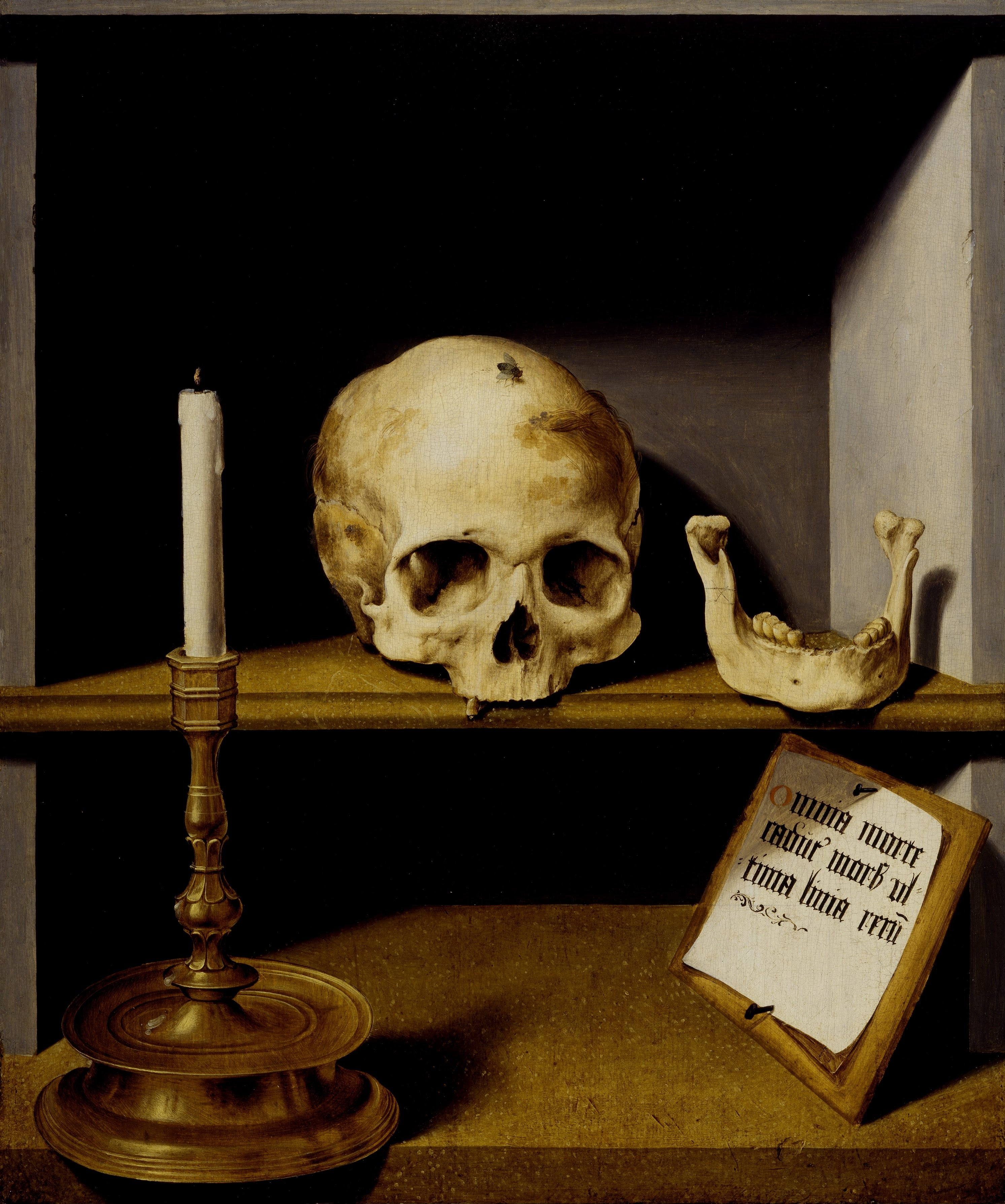
Reverso del Retrato de Jane-Loyse von Nettesheim (1524), de Bartholomäus Bruyn, Museo Kröller-Müller, Otterlo
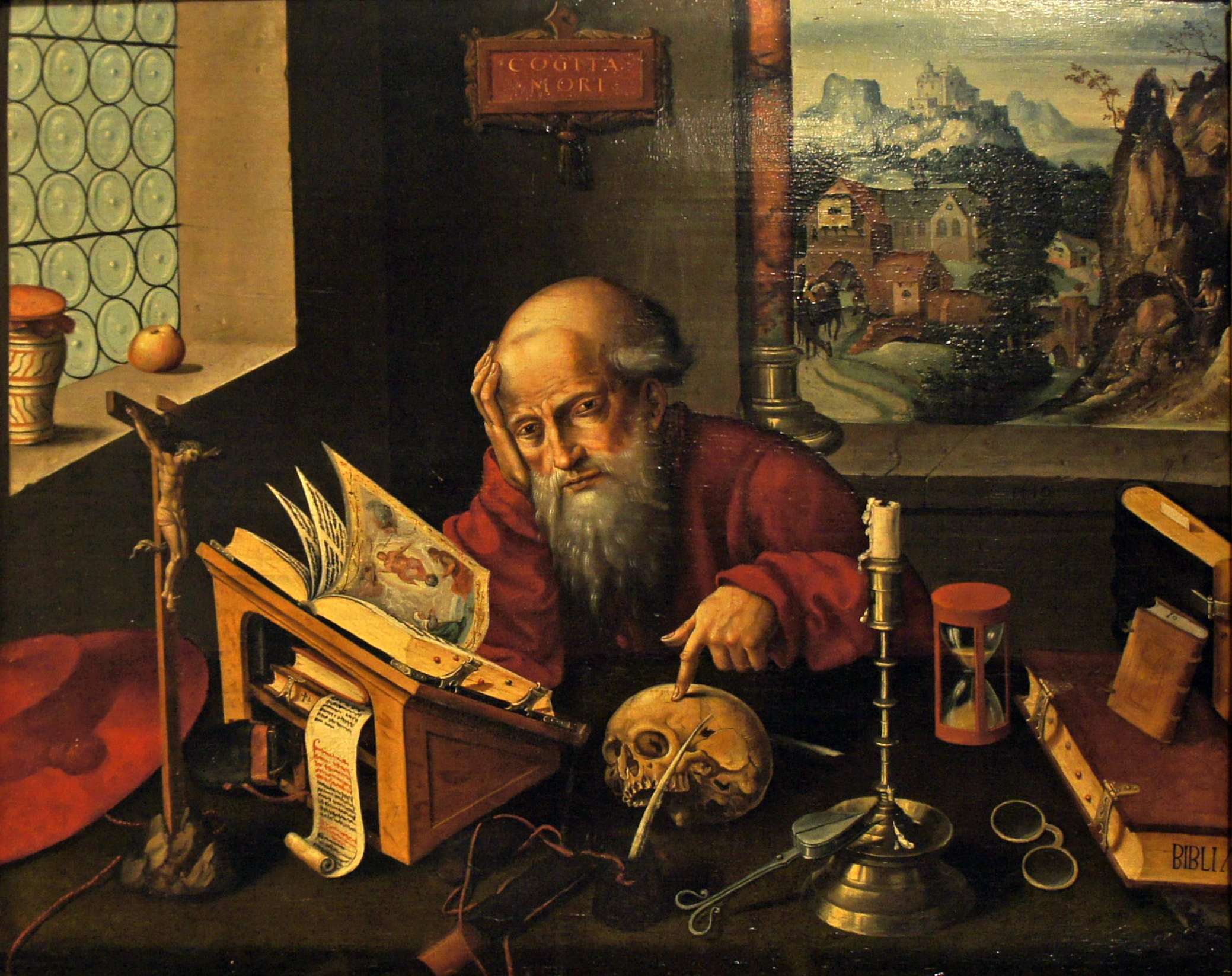
San Jerónimo en su estudio (c. 1525), de Joos van Cleve, Musée des Beaux-Arts et d'Archéologie de Châlons-en-Champagne
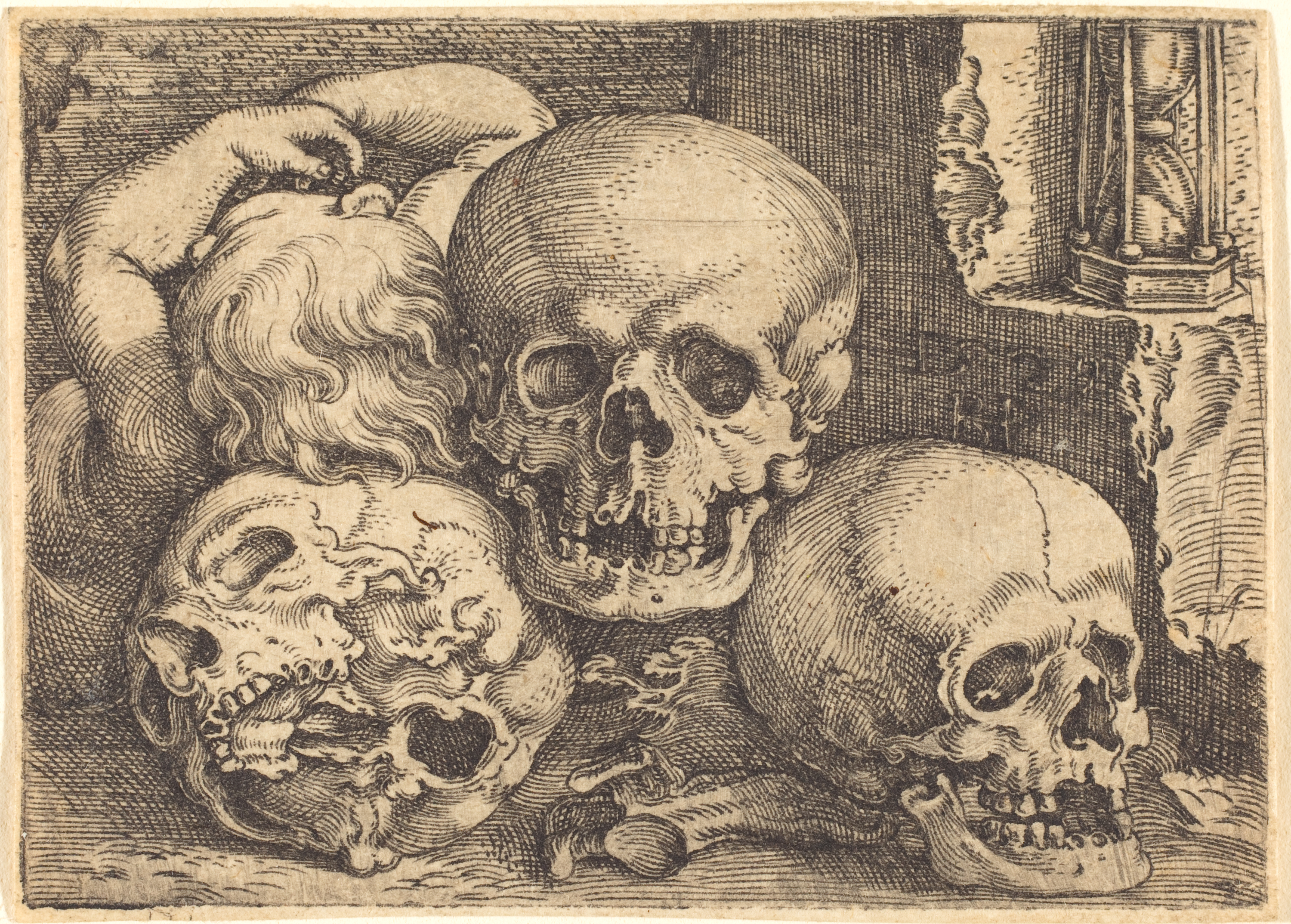
Niño con tres calaveras (1529), de Barthel Beham, Galería Nacional de Arte, Washington D. C.
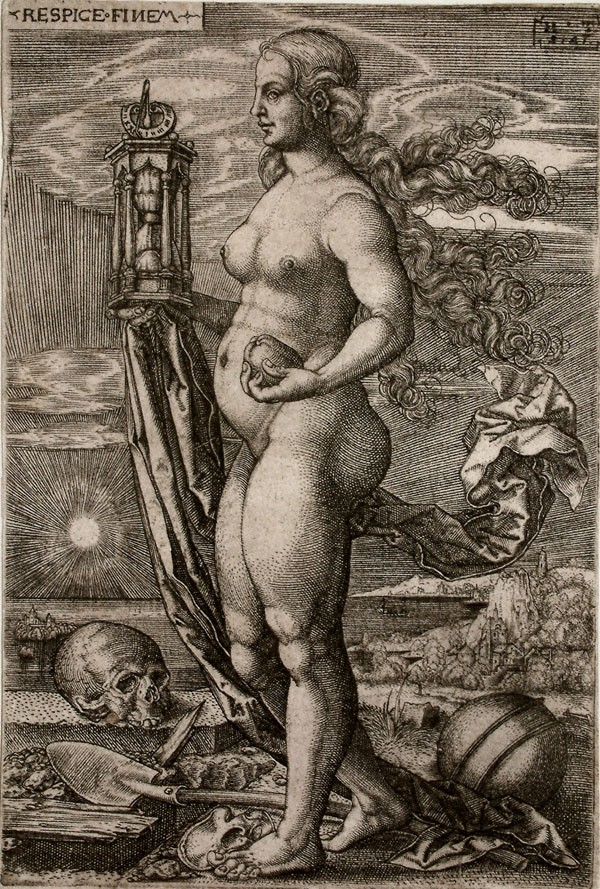
Respice Finem (c. 1530), de Heinrich Aldegrever, British Museum, Londres
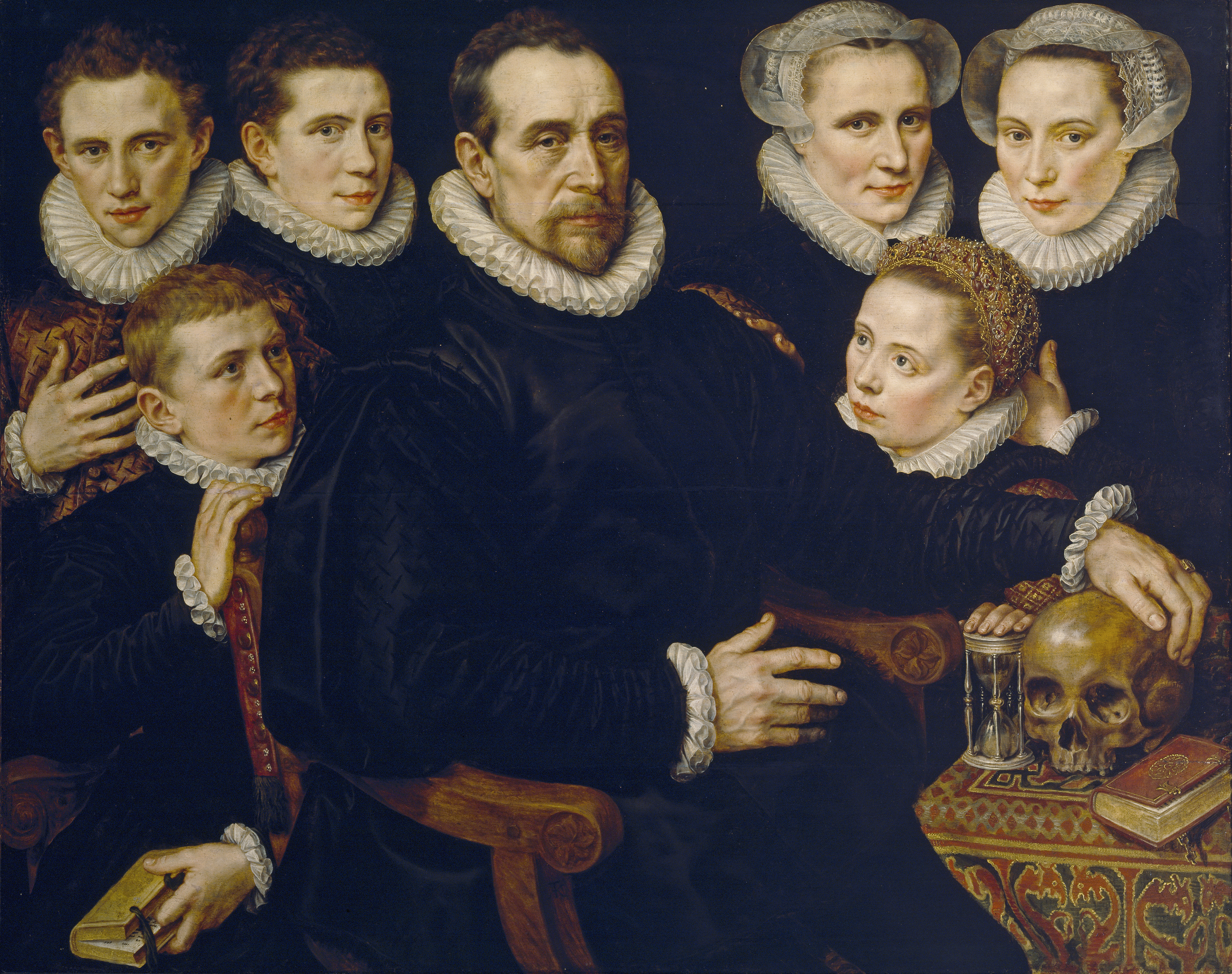
Retrato de familia (1583), de Adriaen Thomasz. Key, Museo del Prado, Madrid

### Barroco

Autorretrato con naturaleza muerta (1651), de David Bailly, Stedelijk Museum De Lakenhal, Leiden

#### Países Bajos
El inicio de la vanitas plena se dio en el Barroco en los Países Bajos. En este país, los bodegones, junto a los paisajes, gozaron de considerable éxito. La vanitas, que en su origen se consideraba un tipo de naturaleza muerta, adquirió estatus de género independiente hacia 1550, para comenzar a declinar alrededor del 1650. El carácter moralizante de sus temas principales armonizaba con la rígida religión calvinista profesada en la época, al tiempo que su detallismo y precisión visual concordaban con el interés científico mostrado por la sociedad neerlandesa de entonces.
Su desarrollo se produjo especialmente en la Escuela de Leiden, un bastión calvinista donde se fraguó una atmósfera intelectual y religiosa que favoreció la plasmación de escenas en que se rechazaban los placeres y riquezas mundanos, tal como defendía el teólogo reformista francés André Rivet, profesor en Leiden de 1620 a 1632.

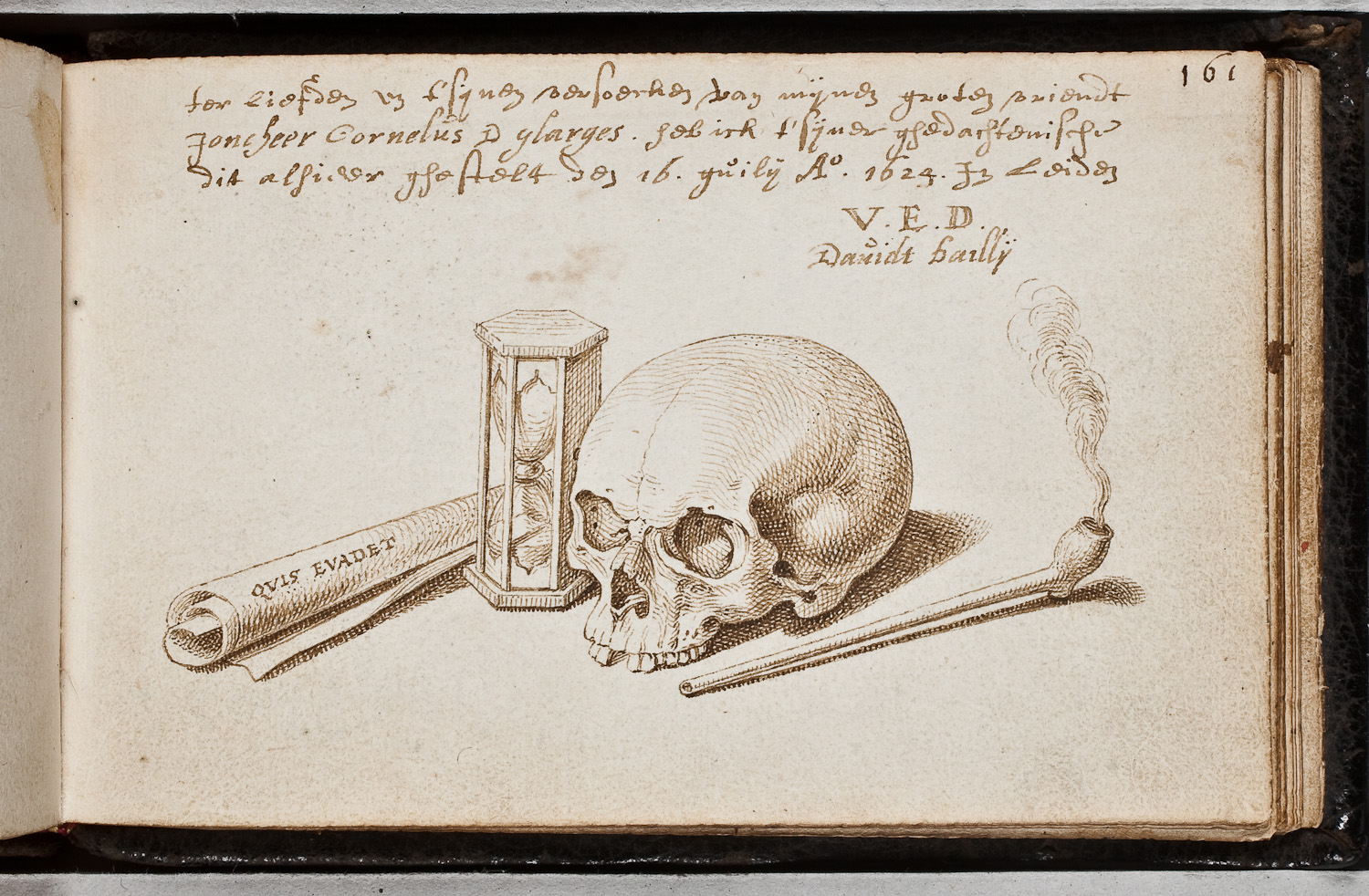
Vanitas de David Bailly en el Album amicorum de Cornelis de Glarges (1624), Biblioteca Real Neerlandesa, La Haya

Uno de sus primeros exponentes fue David Bailly, retratista y bodegonista influido por Rembrandt y Frans Hals. Su obra más emblemática en este género fue Autorretrato con naturaleza muerta (1651, Stedelijk Museum De Lakenhal, Leiden): en el lado izquierdo aparece retratado el artista cuando era joven, que sostiene un retrato de sí mismo en el momento de la realización del cuadro, más envejecido; a su lado, sobre una mesa, se apilan una serie de objetos entre los que encontramos muchos relacionados con este género, como la calavera, la vela, el vaso volcado, la pipa vacía, las flores marchitadas, una flauta, dinero, joyas, libros, un espejo, un reloj de arena, objetos de arte y, flotando en el aire, pompas de jabón. Además, en la esquina inferior derecha, un pergamino contiene los versos del Eclesiastés que dieron nombre al género: vanitas vanitatum et omnia vanitas.
Un dibujo a la pluma de David Bailly inscrito en el Album amicorum de Cornelis de Glarges (1624, Biblioteca Real Neerlandesa, La Haya) está considerado el incunable de la vanitas: presenta una calavera, un reloj de arena, una pipa humeante y un rollo de papel con la inscripción quis evadet («¿quién escapa?»).

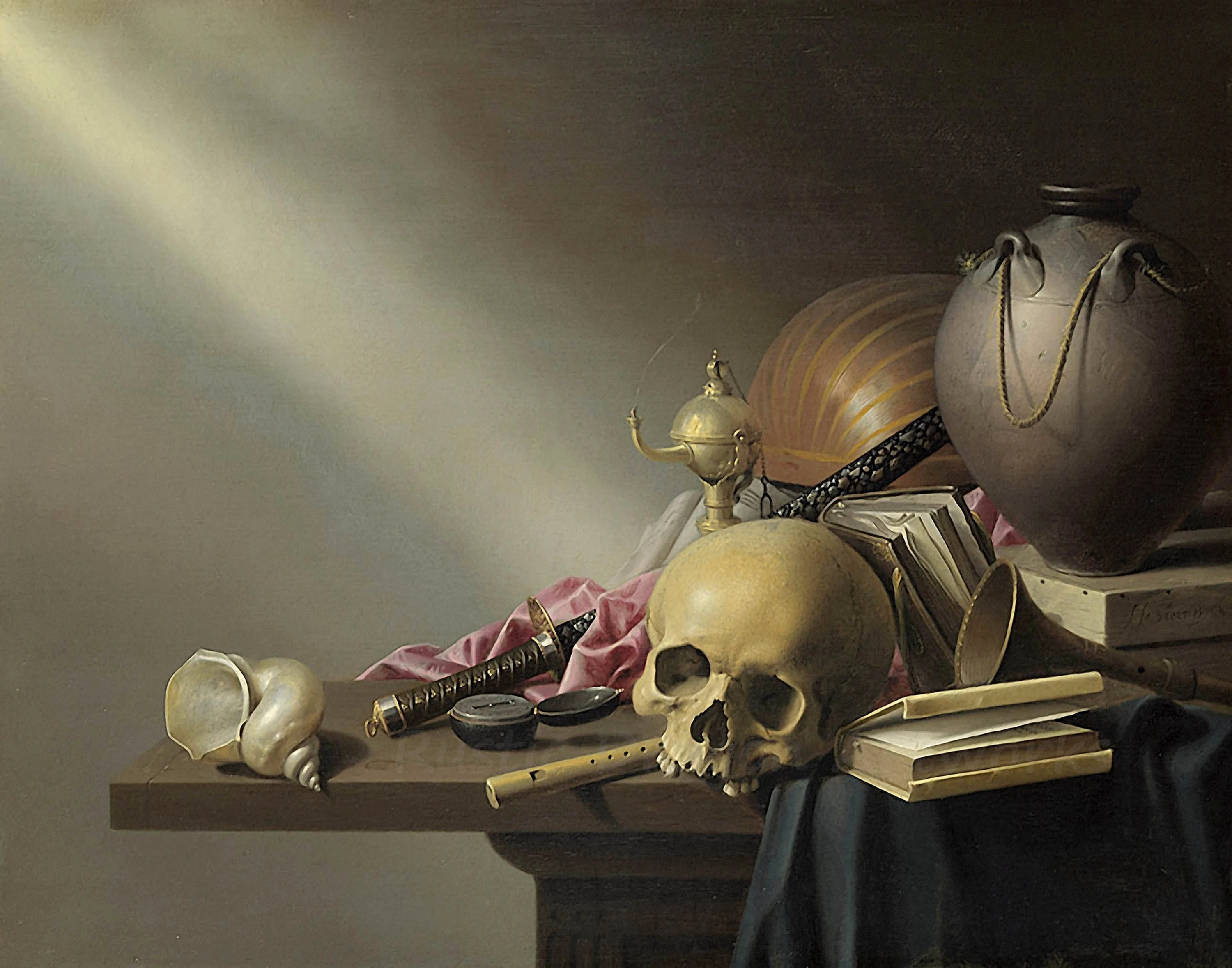
Vanidades (1640-1645), de Harmen Steenwijck, The National Gallery, Londres

En esta escuela destacaron especialmente los hermanos Harmen y Pieter Steenwijck, sobrinos y alumnos de Bailly, introductores de algunos de los rasgos característicos de la vanitas neerlandesa: tendencia a la monocromía, iluminación lateral, composición en diagonal, desorden aparente de los objetos representados. Harmen desarrolló un estilo caracterizado por el predominio cromático del gris y el amarillo, en imágenes simples, de carácter íntimo, donde cobra un especial protagonismo la luz, que suele ser indirecta, con unos efectos de luz a través de pequeñas gotas granuladas en forma de perla. Entre sus obras destaca Vanidades (1640-1645, The National Gallery, Londres), en la que todos los objetos representados tienen un significado simbólico: una concha vacía, que simboliza a la vez la riqueza y la mortalidad humana; una espada japonesa, símbolo del poder terreno que sin embargo no es capaz de vencer a la muerte; un reloj, símbolo de la fugacidad del tiempo y de lo limitado de la vida; una flauta y una chirimía, que representan lo efímero del placer sensual; una calavera, que simboliza la muerte, el memento mori; una lámpara apagada, nuevo símbolo de la caducidad de la vida, que se apaga como una vela; y varios libros, que simbolizan la vanidad del saber. Por su parte, Pieter fue autor de varias vanitas —como las conservadas en los museos de Leiden, Belfort, Lund y el Prado—, similares a las de su hermano, en tonos amarillos y grises. Cabe destacar la del Prado, Emblema de la Muerte (1635-1640), en que dispuso sobre una mesa los habituales símbolos de la vanitas iluminados por un rayo de luz en diagonal, siendo de remarcar la presencia de una bolsa de viaje como símbolo de la vida entendida como un viaje sin retorno, además de un laúd y una flauta dulce, esta última ensartada en la boca del cráneo que centra la escena.

Vanitas con calavera, libro y rosas (c. 1630), de Jan Davidsz. de Heem, Museo Nacional de Estocolmo

A esta escuela perteneció también Pieter Potter, que recibió la influencia de Bailly y de Rembrandt, como en su Vanitas del Rijksmuseum de Ámsterdam (1646). Posteriormente, Jan Davidsz. de Heem llevó la vanitas de Leiden a Amberes (Flandes). Discípulo de Bailly, de Heem tuvo una primera etapa de estilo monocromo y austero, pero tras su traslado a Amberes se contagió del estilo opulento del bodegón flamenco, con influencia de Frans Snyders y Jan Fyt. Entre sus obras se encuentran: Vanitas con libros, un globo, una calavera, un violín y un abanico (c. 1623, colección privada), Vanitas (1628, Musée des Beaux-Arts de Caen), Vanitas (1629, Galería Regional de Liberec) y Vanitas con calavera, libro y rosas (c. 1630, Museo Nacional de Estocolmo).
Alumna de Heem fue Maria van Oosterwijck, especializada en bodegones florales. Fue autora de Vanitas con una calavera, libros, flores en un jarrón y un globo celeste (1668, Museo de Historia del Arte de Viena) y Vanitas y naturaleza muerta con girasol (c. 1670-1680, colección privada).

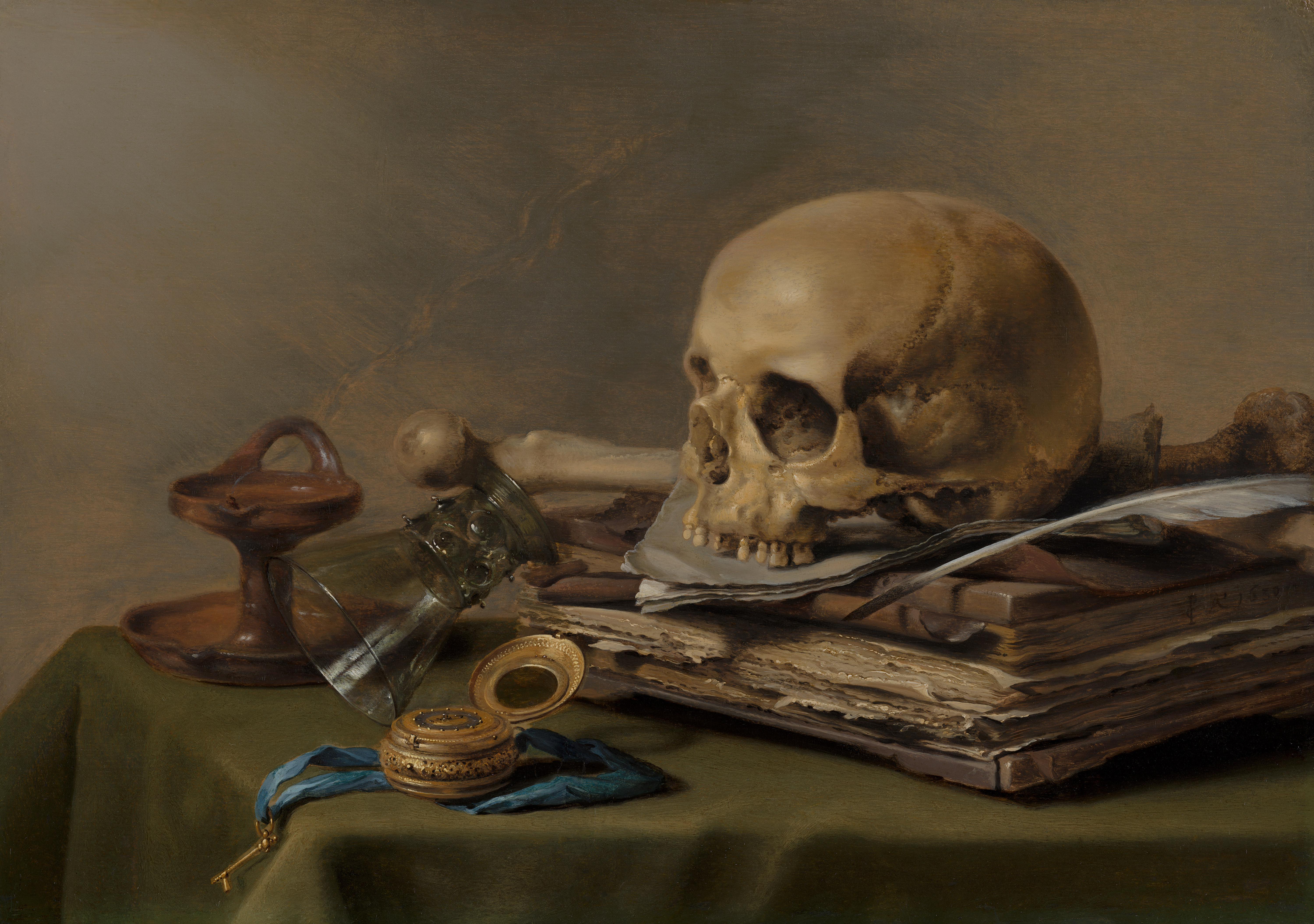
Vanitas (1630), de Pieter Claesz, Mauritshuis, La Haya

Dos de los mejores pintores de bodegones neerlandeses, Pieter Claesz y Willem Heda, practicaron también la vanitas. El primero, activo en Haarlem, pintó bodegones de comidas y banquetes, así como algunas vanitas, en un estilo monocromo como el iniciado en Leiden, entre las que destaca la Vanitas del museo Mauritshuis de La Haya (1630). El segundo, también natural de Haarlem, pintó retratos y cuadros religiosos, pero destacó especialmente en el bodegón, con una composición sobria y armonía de colores, entre los que predominan el amarillo y el plateado, en consonancia con la corriente monocromista. Entre sus obras de este género destaca una Vanitas del Museo Bredius de La Haya (1621).
En Haarlem trabajó también Vincent Laurensz. van der Vinne, discípulo de Frans Hals. Fue autor de algunas vanitas en las que solía autorretratarse, como Vanitas (c. 1660, Museo Frans Hals, Haarlem), en un papel que cuelga de la mesa, o Vanitas (Museo Pushkin, Moscú), en la que aparece reflejado en una bola de cristal. En Vanitas con corona real (c. 1650, Museo del Louvre, París) alude al fin de la monarquía.

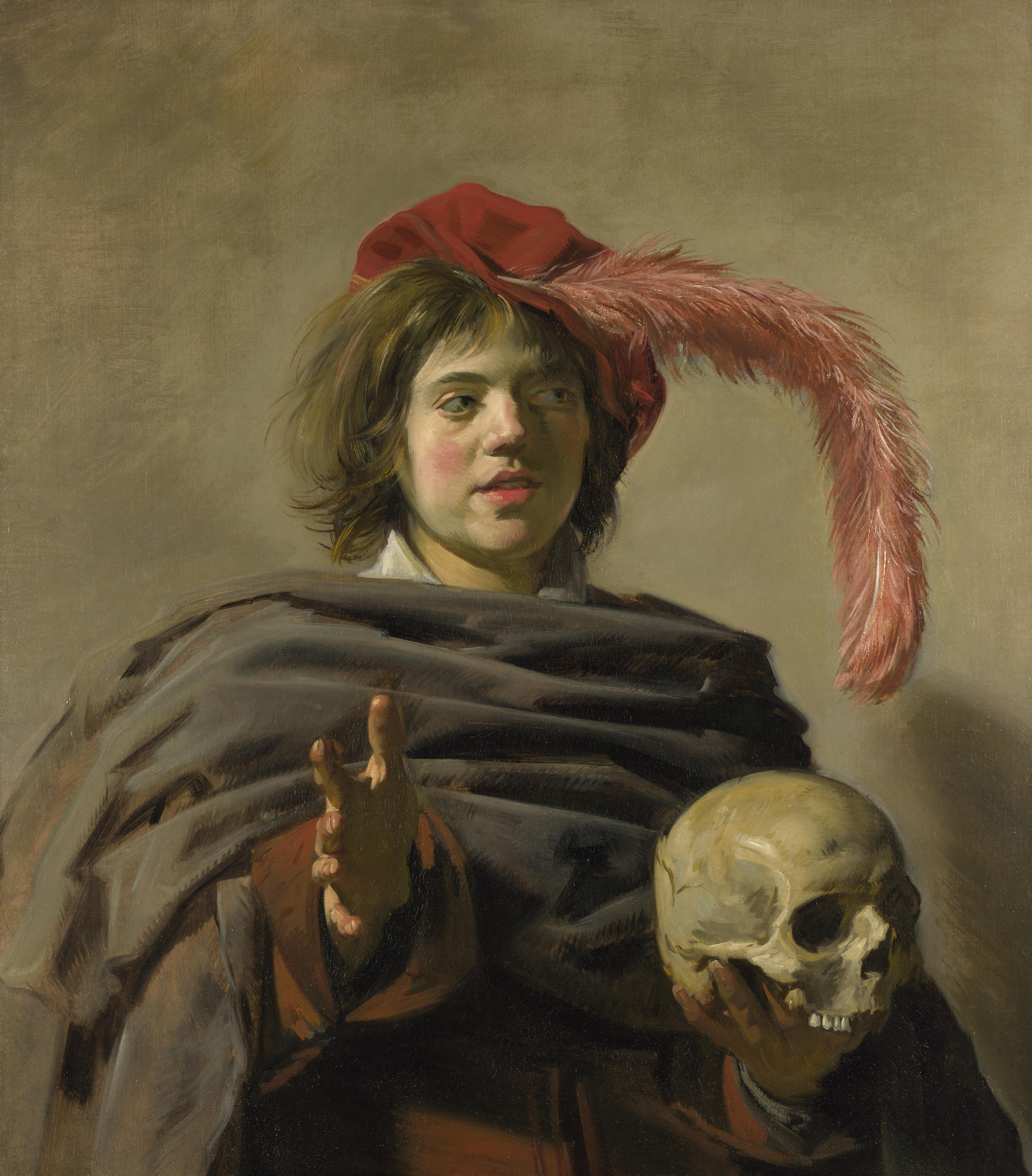
Joven sosteniendo una calavera (1626), de Frans Hals, The National Gallery, Londres

Procedente del manierismo, el pintor y grabador Hendrick Goltzius mostró al final de su carrera la influencia de Rubens. Problemas de vista y una mano paralizada le impidieron desde 1600 realizar grabados, por lo que se dedicó a efectuar una serie de dibujos que simulaban grabados. Entre ellos está Joven sosteniendo una calavera y un tulipán (1614, The Morgan Library & Museum, Nueva York), un dibujo a pluma y tinta marrón sobre papel, en el que un joven con sombrero de plumas sostiene una calavera y un tulipán, mientras al fondo aparece un reloj de arena y la inscripción QVIS EVADET / NEMO («¿Quién escapa? Nadie»).
Igual origen manierista tuvo Abraham Bloemaert, pintor y aguafortista que practicó casi todos los géneros de la pintura. Fue autor de Vanitas con libros, una calavera, un crucifijo y un reloj de arena, San Jerónimo en el fondo (c. 1620, colección privada).
Entre los grandes nombres de la pintura neerlandesa que trataron el tema se encuentra Frans Hals, un eminente retratista activo en Haarlem. Formado en la escuela manierista de su ciudad, pronto se desmarcó del estilo italianizante de ese círculo y se dedicó a la búsqueda de un mayor realismo, de una visión objetiva de la sociedad de su tiempo, con un estilo libre, de matizados valores y un intenso tratamiento de la luz. Fue autor de Joven sosteniendo una calavera (1626, The National Gallery, Londres), donde un joven con capa y gorro con pluma sostiene un cráneo en su mano izquierda, como símbolo de la brevedad de la existencia.

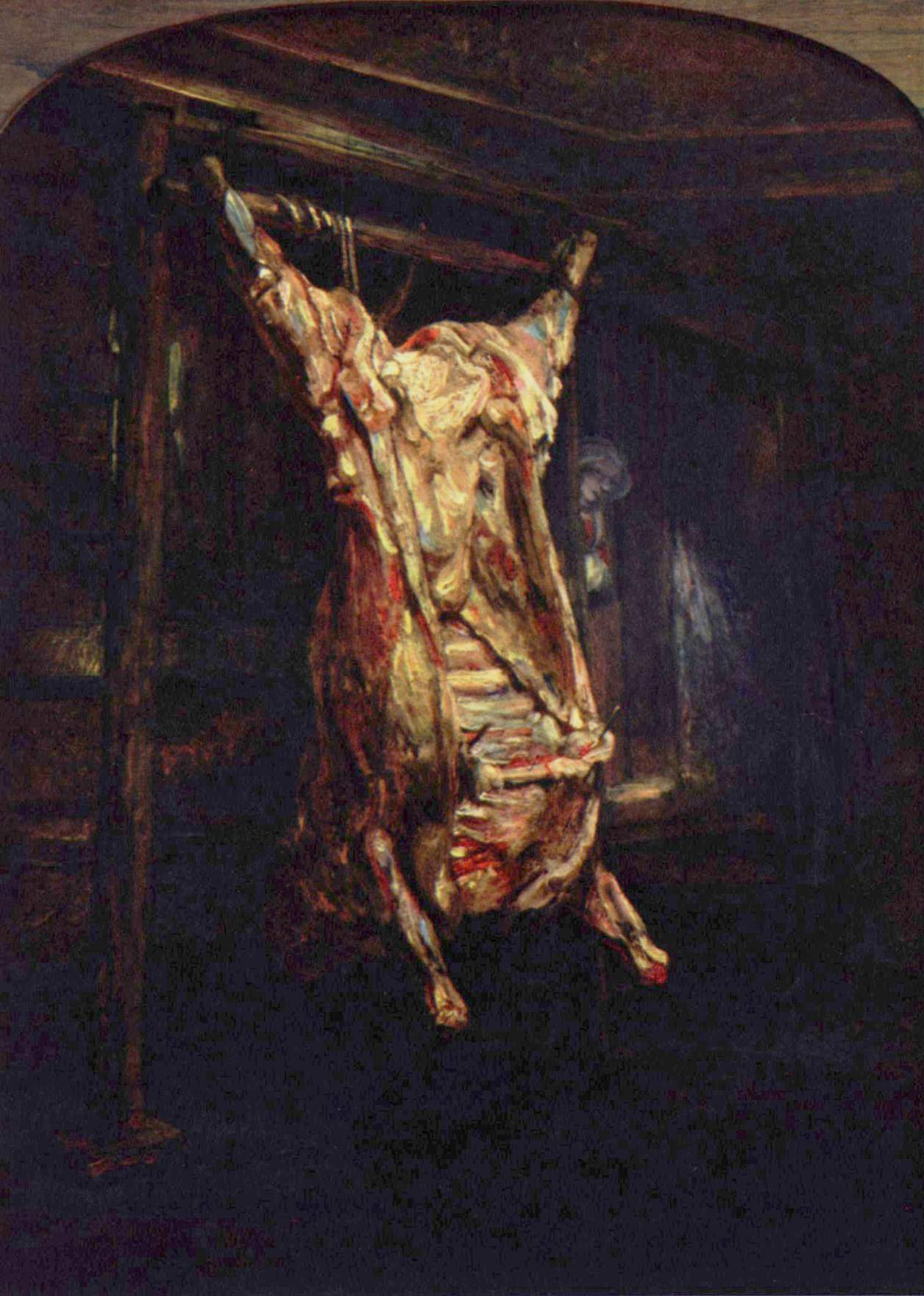
El buey desollado (1655), de Rembrandt, Museo del Louvre, París

Uno de los pintores más influyentes de su época, Rembrandt, trató el tema en El buey desollado (dos versiones: 1643, Museo y Galería de Arte de Glasgow; y 1655, Museo del Louvre, París). Artista original de fuerte sello personal, desarrolló un estilo cercano al tenebrismo, pero más difuminado, sin los marcados contrastes entre luz y sombra propios de los caravaggistas, sino una penumbra más sutil y difusa. Cultivó todo tipo de géneros, desde el religioso y mitológico hasta el paisaje, el retrato y el bodegón. En esta obra mostró los restos de un buey desollado colgado de una barra cerca del techo, con un crudo realismo que, más allá del componente físico, evoca con crudeza el fin de la existencia. La ejecución se basa en pinceladas gruesas y violentas, gestuales, antecediendo a estilos modernos como el expresionismo.

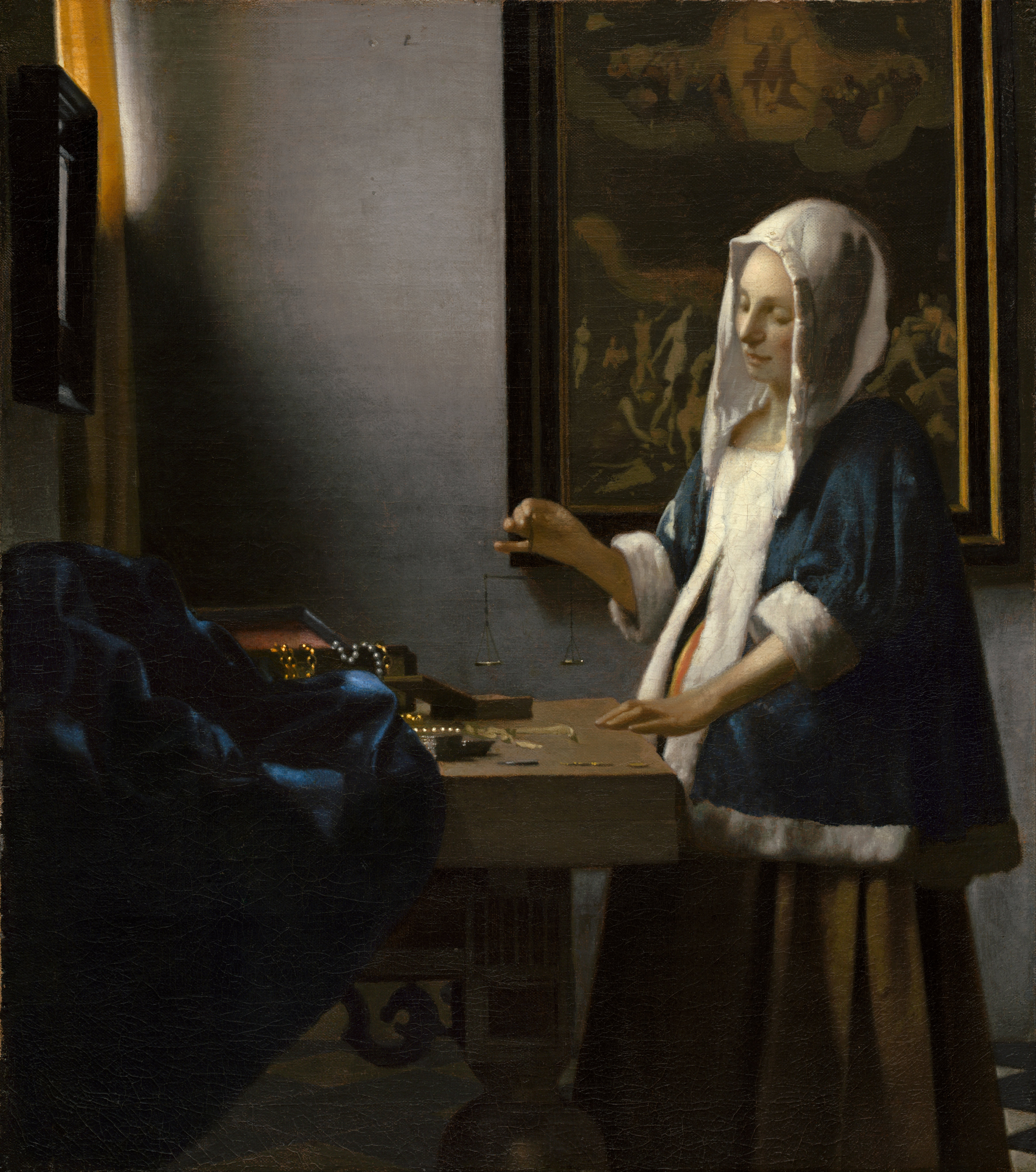
La tasadora de perlas (1664), de Johannes Vermeer, Galería Nacional de Arte, Washington D. C.

Otro de los grandes referentes del Barroco neerlandés fue Johannes Vermeer, especializado en paisajes y escenas de género, a los que otorgó un gran sentido poético, algo melancólico, donde destaca especialmente el uso de la luz y los colores claros, con una técnica casi puntillista. En una de sus obras, etiquetable en principio como escena de género, se perciben elementos propios de la vanitas: La tasadora de perlas (1664, Galería Nacional de Arte, Washington D. C.), donde una joven —probablemente Catharina Vermeer, esposa del pintor— sostiene una balanza, mientras que sobre la mesa se ven perlas y monedas. Situada justo en el centro del cuadro y destino del rayo de luz que entra diagonalmente por la ventana, la balanza, vacía, permanece en posición horizontal, como posible mensaje a «pesar nuestras decisiones», tal como aconsejaba Ignacio de Loyola en sus Ejercicios espirituales. Frente a la mujer, en la pared, un espejo simboliza la templanza, actitud necesaria frente a la riqueza esparcida en la mesa. En la pared del fondo hay un cuadro del Juicio Final, que se contrapone al hecho de que la mujer se encuentra encinta, en una clara alusión al ciclo de la vida (nacimiento-muerte).
Otra obra que mezcló el género de la vanitas con la pintura costumbrista fue La última gota (El alegre caballero) de Judith Leyster (1639, Museo de Arte de Filadelfia), en la que se ve a dos borrachos a los que se aparece la muerte en forma de esqueleto con un cráneo y una vela encendida en una mano y un reloj de arena en la otra, como recordatorio de que la vida se les acaba. Su marido, Jan Miense Molenaer, fue discípulo de Frans Hals y recibió también la influencia de Rembrandt. Realizó preferentemente escenas de género. En su Alegoría de la vanidad (1633, Toledo Museum of Art, Toledo, Ohio), retrató a una joven dama mirándose al espejo mientras la peina un peluquero, apoyando un pie sobre una calavera en el suelo; a su lado, un niño hace pompas de jabón. Realizó también un Autorretrato (c. 1640, Pinacoteca Antigua de Múnich) en que apoya su mano derecha sobre una calavera situada en una mesa.
El género fue tratado también por los pintores de la Escuela caravaggista de Utrecht, un grupo de artistas influidos por el tenebrismo de Caravaggio, entre los que destacaron Hendrik Terbrugghen, Dirck van Baburen y Gerard van Honthorst, activos entre 1615 y 1635, aproximadamente. Como en el caravaggismo, la obra de estos artistas destaca por la profusa utilización del claroscuro, del fuerte contraste entre luces y sombras, así como una visión realista de los temas artísticos, principalmente religiosos, retratos y escenas de género. Trataron también la vanitas, como el San Jerónimo (1621, Museo de Arte de Cleveland) o la Melancolía (1627, Galería de Arte de Ontario, Toronto) de Hendrick ter Brugghen, el San Jerónimo (1625-1630, Centraal Museum, Utrecht) de Gerard van Honthorst o el San Francisco (1618, Museo de Historia del Arte de Viena) de Dirck van Baburen.

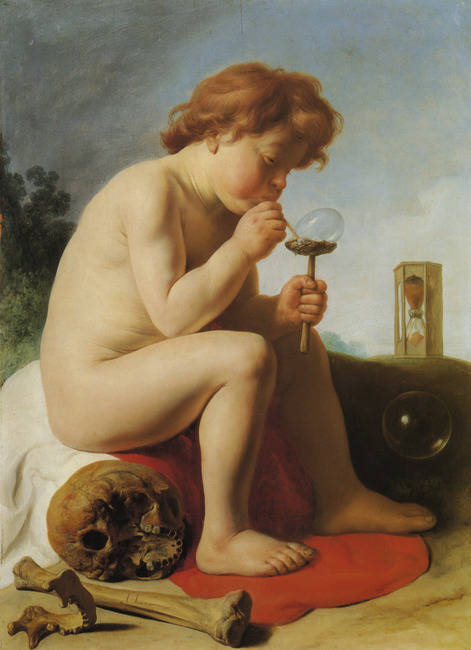
Niño soplando pompas de jabón: Homo Bulla, de Jan Lievens, Musée des Beaux-Arts et d'Archéologie de Besançon

En un estilo de influencia rembrandtiana, Willem de Poorter, activo en Haarlem, realizó cuadros históricos y mitológicos, así como naturalezas muertas, de las que destacan sus vanitas especializadas en armas de guerra, corazas y banderas, con uso del claroscuro y una delicada tonalidad. Fue autor de dos Alegoría de la vanidad (1635-1640, National Gallery, Londres; y 1645-1650, colección privada, Múnich).
Otro discípulo de Rembrandt fue Jan Lievens. Tras unos años en Inglaterra y Amberes se instaló en Ámsterdam. Desarrolló un estilo influido en sus inicios por Rembrandt, y más tarde por Rubens y Van Dyck. Fue autor preferentemente de cuadros religiosos, retratos y paisajes. Entre sus obras se encuentra una Vanitas (1627, Museum de Fundatie, Zwolle), en la que sobre una mesa aparece una calavera junto a un reloj de arena, libros, un candelabro con una vela apagada y un violín. Otra obra suya fue Niño soplando pompas de jabón: Homo Bulla (Musée des Beaux-Arts et d'Archéologie de Besançon), en la que aparece un niño haciendo pompas de jabón con un cráneo y varios huesos a sus pies, y un reloj de arena en un costado.

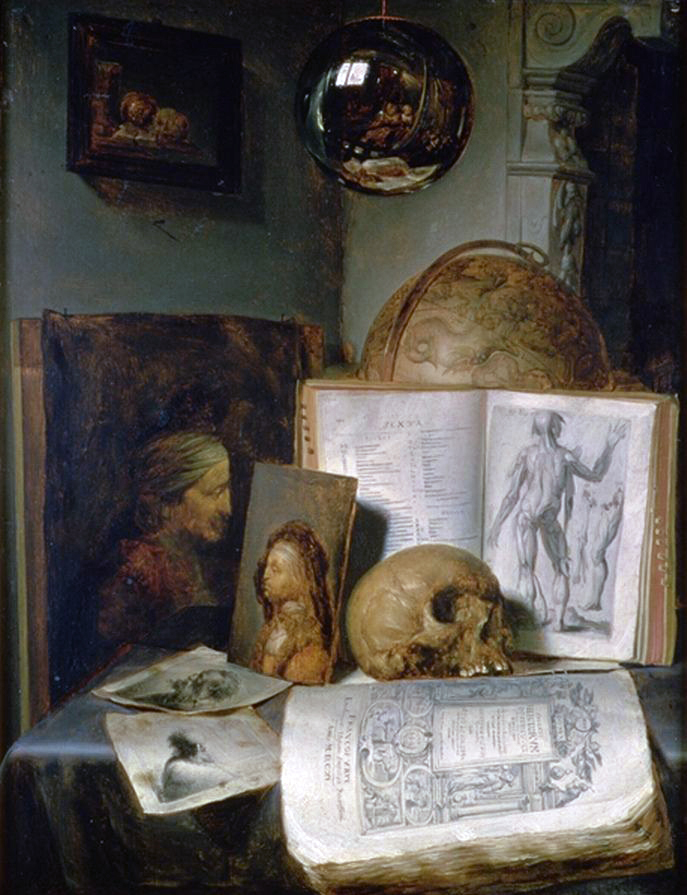
Naturaleza muerta con calavera (c. 1650), de Gerard Dou, Muzeum Narodowe, Gdańsk

Igual influencia rembrandtiana mostró Gerard Dou, discípulo de Rembrandt en su taller de Leiden. Se dedicó sobre todo a la pintura de género, con un estilo minucioso y perfeccionista, que gozó de gran popularidad. En su etapa madura se alejó de su maestro, con un colorido más vistoso y una factura más clara y lisa, con preferencia por composiciones enmarcadas en hornacinas, en falsa perspectiva, y gusto por los claroscuros formados por luces de velas. Realizó algunas vanitas, como Bodegón con un niño soplando pompas de jabón (1645, Museo Nacional de Arte Occidental, Tokio), Naturaleza muerta con calavera (c. 1650, Muzeum Narodowe, Gdańsk) o su propio Autorretrato (1658, Galería Uffizi, Florencia).
Fue discípulo suyo Godfried Schalcken, que trabajó además de en su país natal en Inglaterra y Alemania. Excelente retratista, en muchas de sus obras empleó una luz artificial de velas o bujías, de influencia rembrandtiana. Fue autor de Alegoría de la vanidad: niña con una concha, una burbuja y una antorcha (c. 1680-1685, colección privada).
Discípulo de Frans Hals, Pieter Gerritsz. van Roestraeten fue autor de escenas de género y de bodegones especializados en piezas de orfebrería y porcelanas: Vanitas (Frans Hals Museum, Haarlem), Vanitas (Royal Collection).

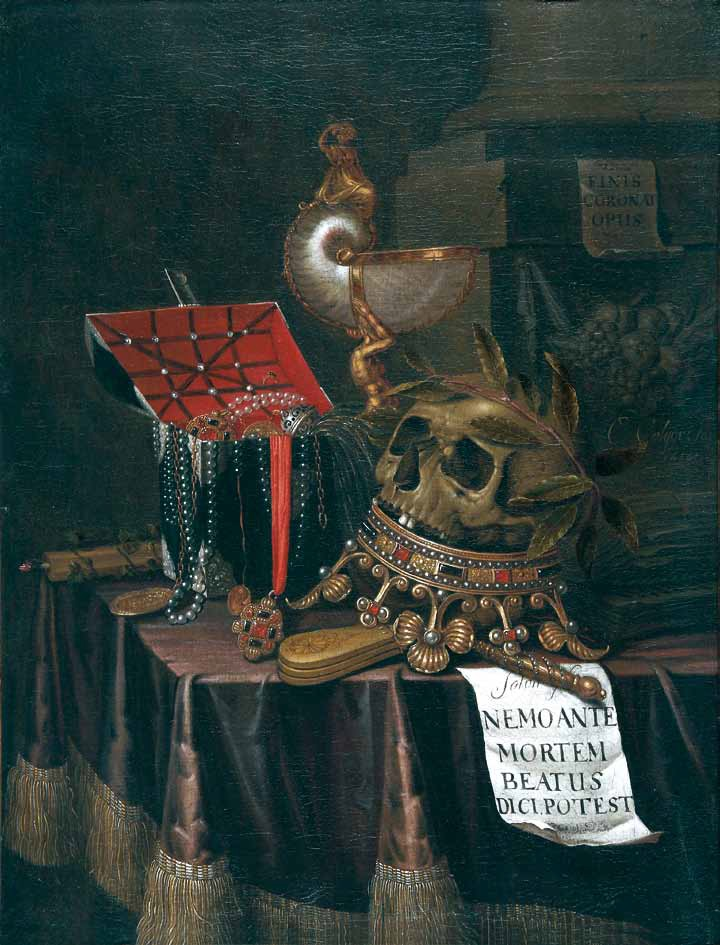
Vanitas con calavera coronada (1689), de Edwaert Collier, colección privada

Un prolífico autor de vanitas fue Edwaert Collier, activo en Leiden, con una obra influida por Pieter Claesz y Vincent Laurensz. van der Vinne. Fue autor, entre otras, de Vanitas con libros, manuscritos y una calavera (1663, Museo Nacional de Arte Occidental, Tokio), Vanitas (1675, Museo de Bellas Artes de Budapest), Vanitas (1675, Mauritshuis, La Haya), Autorretrato con vanitas (1684, Museo de Arte de Honolulu) y Vanitas con calavera coronada (1689, colección privada).
Jacques de Claeuw, yerno de Jan van Goyen y cuñado de Jan Steen, realizó bodegones coloristas en los que solía disponer objetos preciosos y extraños, descritos de forma minuciosa, con una cierta influencia de David Bailly. Entre sus obras destacan: Vanitas con calavera, bola de cristal y estandarte (1642, Rijksdienst voor het Cultureel Erfgoed, Rijswijk), Vanitas (1650, Rijksmuseum, Ámsterdam) y Vanitas (1677, Cummer Museum of Art and Gardens, Jacksonville).

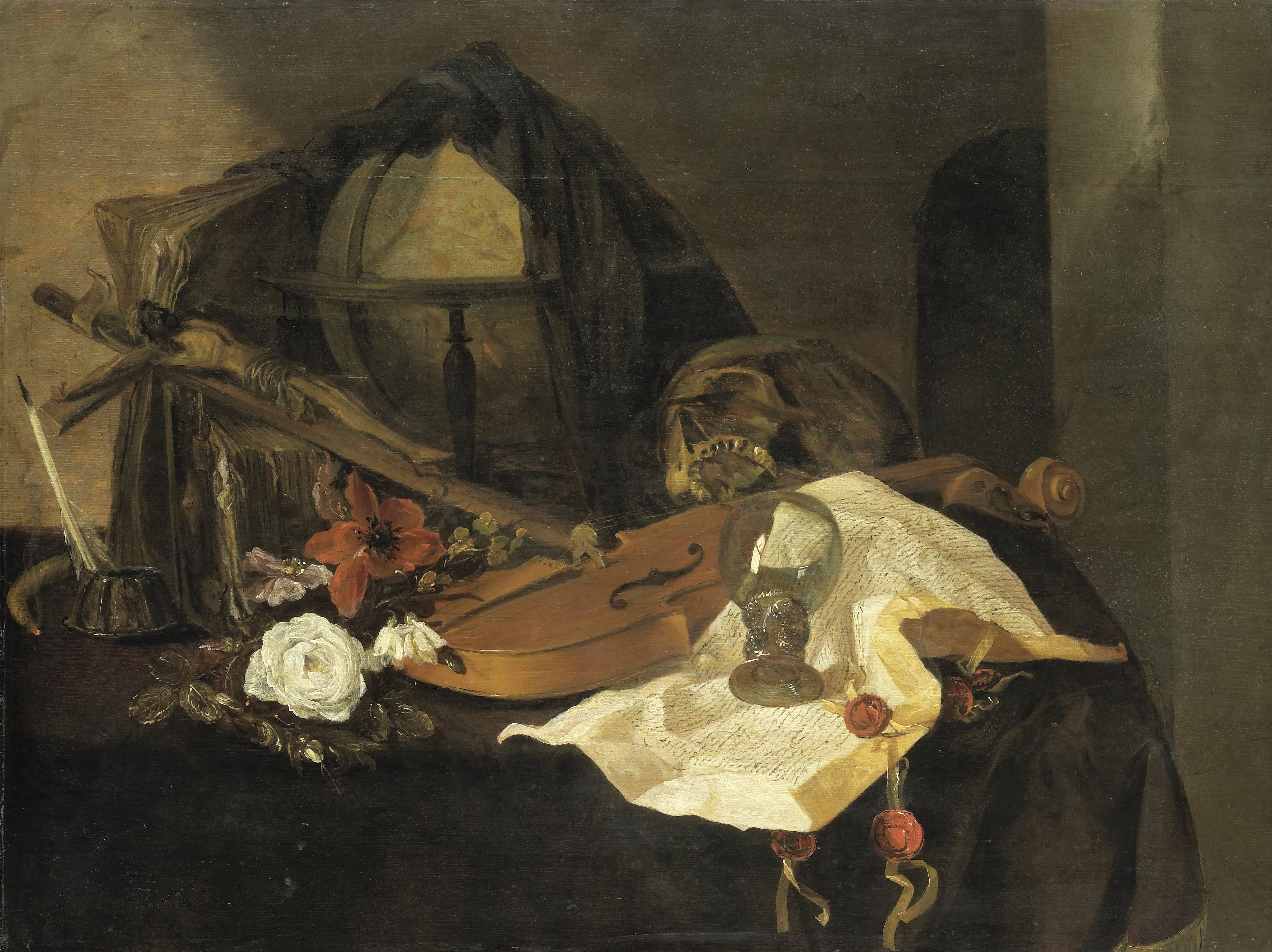
Vanitas (1650), de Jacques de Claeuw, Rijksmuseum, Ámsterdam

De una familia de artistas, Ambrosius Bosschaert II se especializó en bodegones de flores. Fue autor de Vanitas con calavera, globo, jarrón con flores, rosa, libros y vajilla sobre una alfombra azul (c. 1640-1645, colección privada).
Willem Bartsius fue paisajista y retratista. Elaboró una Alegoría de la Vanidad (c. 1640, Museo de Arte e Historia de Ginebra) en forma de joven elegantemente vestida, sentada con una calavera en el regazo; en una mesita a su lado se encuentran una taza, libros, joyas y un nautilo, mientras que a sus pies hay varios objetos apilados, entre los que se encuentran un globo terráqueo, un laúd, un violín, una flauta y varios libros.
Juriaen van Streeck, activo en Ámsterdam, realizó preferentemente naturalezas muertas en las que denotó la influencia de Willem Kalf. Mostró predilección por objetos metálicos, porcelana y orfebrería, así como moluscos y conchas. Destaca su Vanitas del Museo Pushkin de Moscú.

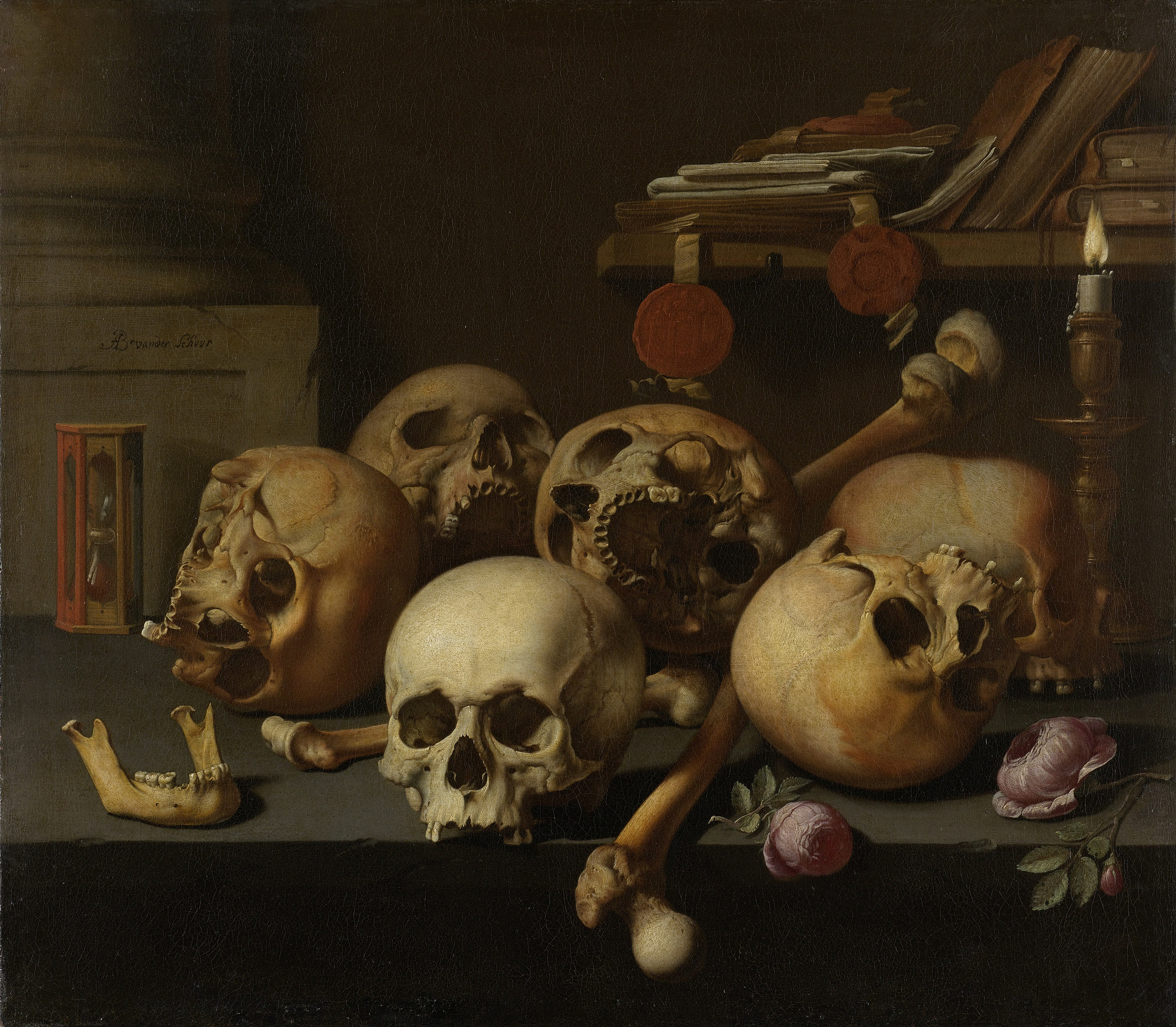
Vanitas (c. 1640-1660), de Aelbert Jansz. van der Schoor, Rijksmuseum, Ámsterdam

Simon Luttichuys recibió la influencia de Jan Davidsz. de Heem, con un estilo suntuoso, como se denota en Vanitas del busto (colección privada, La Haya).
Aelbert Jansz. van der Schoor fue autor de Vanitas (c. 1640-1660, Rijksmuseum, Ámsterdam), un sobrecogedor conjunto de seis calaveras junto a varios huesos más, además de rosas, un reloj de arena y una vela encendida; sobre un estante al fondo hay varios documentos con sellos y libros.
Cabe mencionar también a Adriaen Coorte, pintor del que se desconocen sus datos biográficos, tan solo que estuvo activo en Middelburg de 1683 a 1707, centrado en el género de la naturaleza muerta. Fue autor de Vanitas en un nicho (1688, Zeeuws Museum, Middelburg) y Vanitas con calavera y reloj de arena (1686, colección privada).
En un estilo pomposo cercano ya al rococó dieciochesco se encuentra la obra de Matthias Withoos, autor de varias vanitas inmersas en paisajes donde situaba esqueletos y cráneos tanto humanos como animales junto a otros objetos, así como en ocasiones pirámides conmemorativas: Vanitas (Museo Pushkin, Moscú), Símbolos de vanitas en un paisaje (1658, Museum Flehite, Amersfoort), Vanitas en un paisaje (c. 1660, Galería Nacional de Dinamarca, Copenhague), Mors omnia vincit (1660-1670, Musée Jeanne-d'Aboville, La Fère).
A caballo entre los siglos xvii y xviii, Herman Henstenburgh es conocido por sus bodegones de frutas y flores, con especialidad en insectos y pájaros. Fue autor también de varias obras del género: Vanitas con calavera sobre una lámina de mármol (1698, Westfries Museum, Hoorn), Vanitas (Museo Metropolitano de Arte, Nueva York).
En el arte del grabado hay que mencionar a Hendrik Hondius II, miembro de una familia de grabadores, que realizó grabados inspirados en obras de Bruegel, especialmente retratos y paisajes. Fue autor de Finis coronat opus («el fin corona la obra»), un grabado en cobre de 1626, en que aparece una mesa con libros sobre los que se encuentra una calavera coronada de laurel, así como diversos objetos más, como un candelabro, un reloj de arena, un jarrón con flores, una paleta con pinceles e instrumentos científicos.

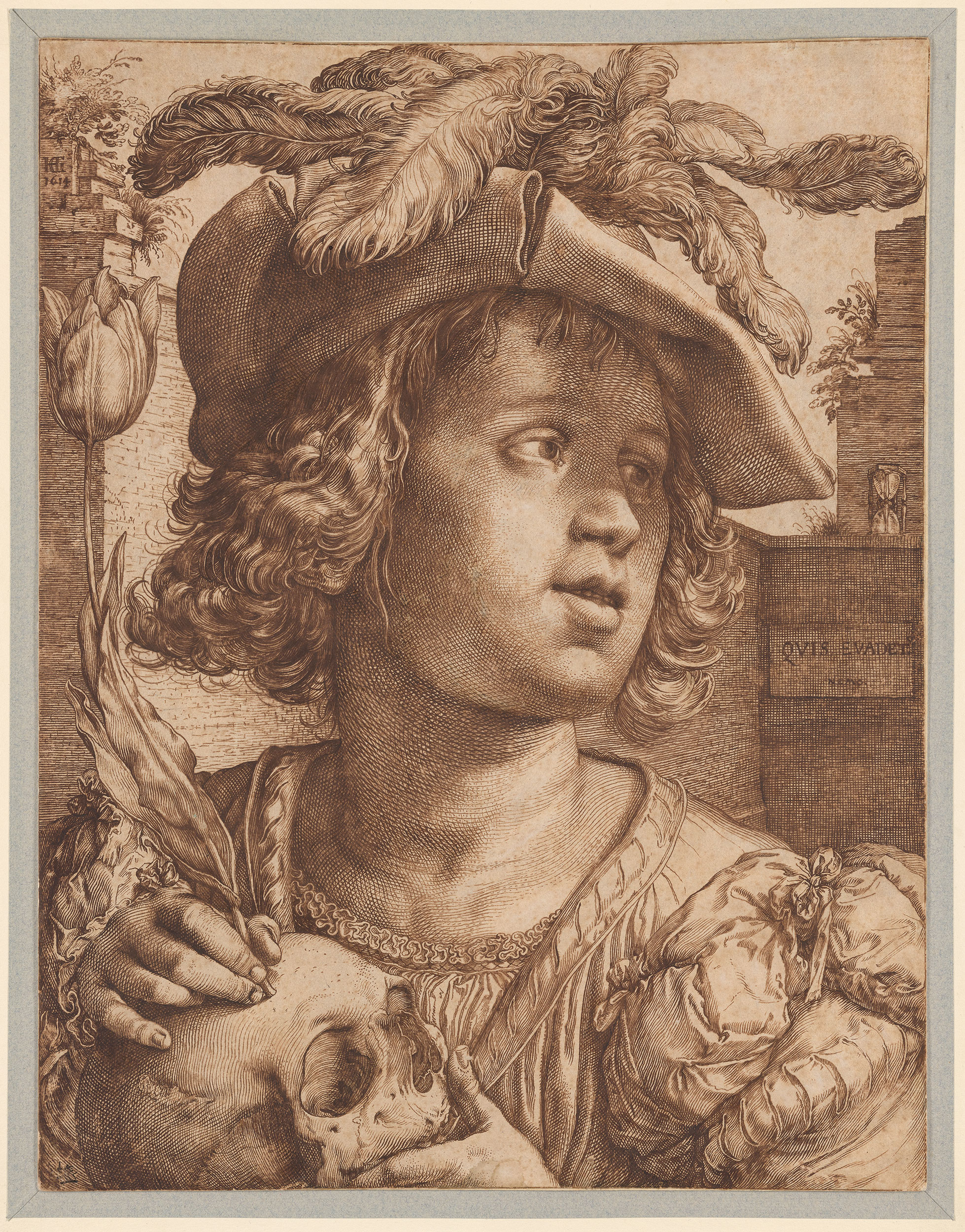
Joven sosteniendo una calavera y un tulipán (1614), de Hendrick Goltzius, The Morgan Library & Museum, Nueva York
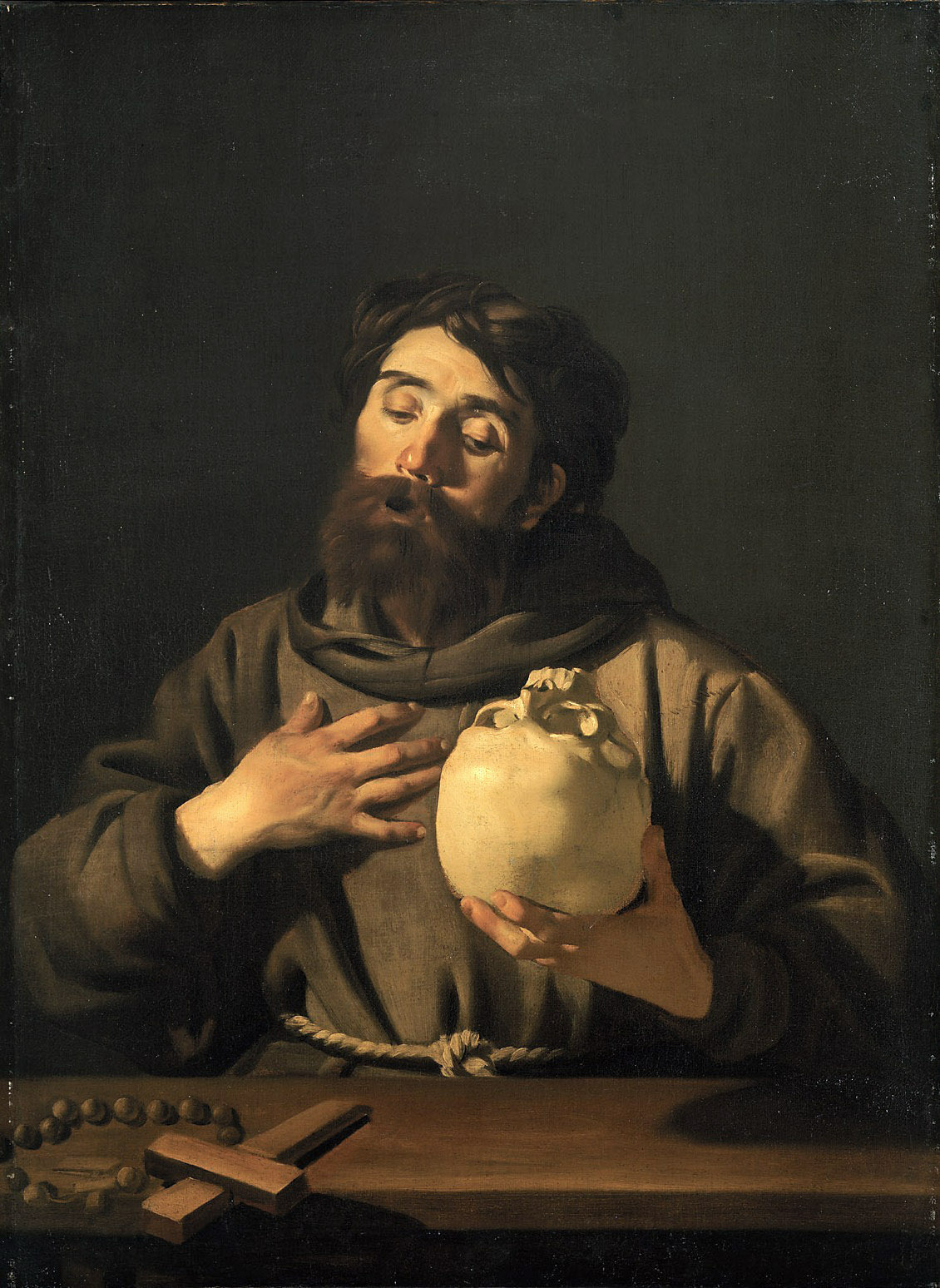
San Francisco (1618), de Dirck van Baburen, Museo de Historia del Arte de Viena
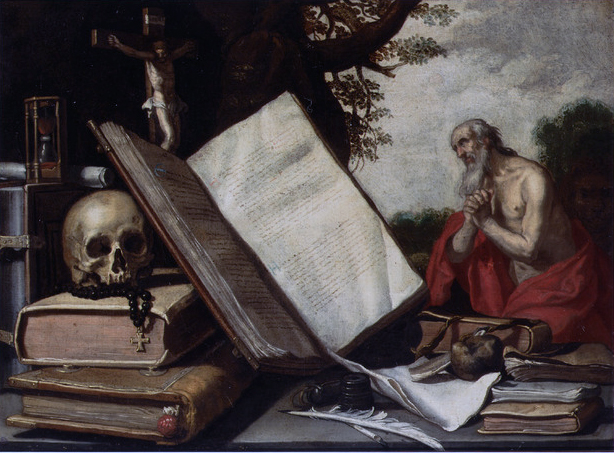
Vanitas con libros, una calavera, un crucifijo y un reloj de arena, San Jerónimo en el fondo (c. 1620), de Abraham Bloemaert, colección privada
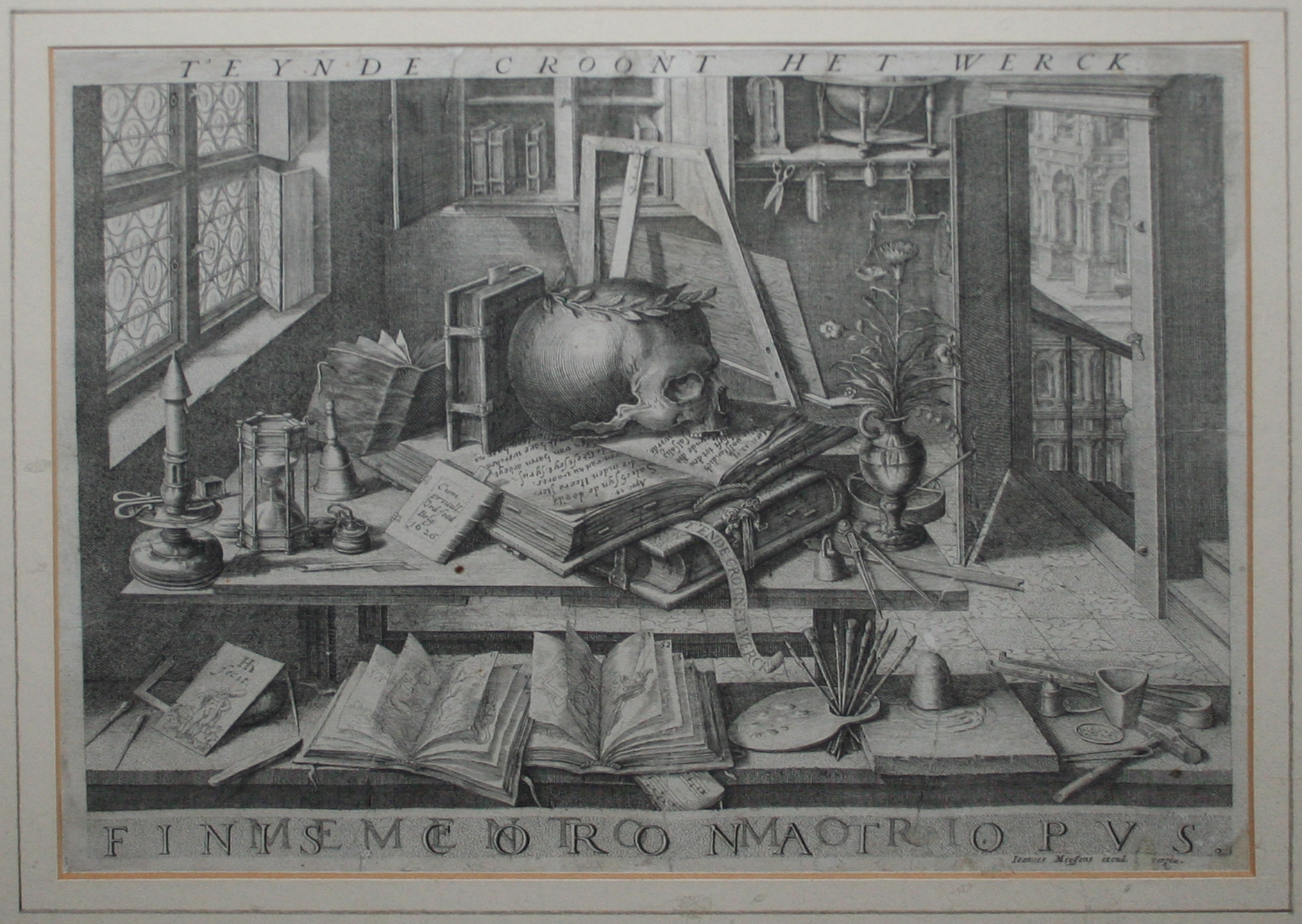
El trabajo está coronado (1626), grabado de Hendrik Hondius II, colección privada
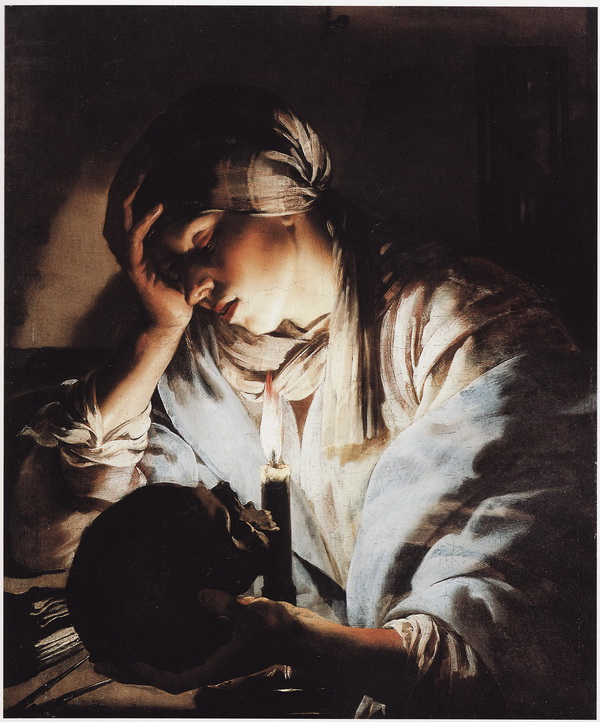
Melancolía (1627), de Hendrick ter Brugghen, Galería de Arte de Ontario, Toronto
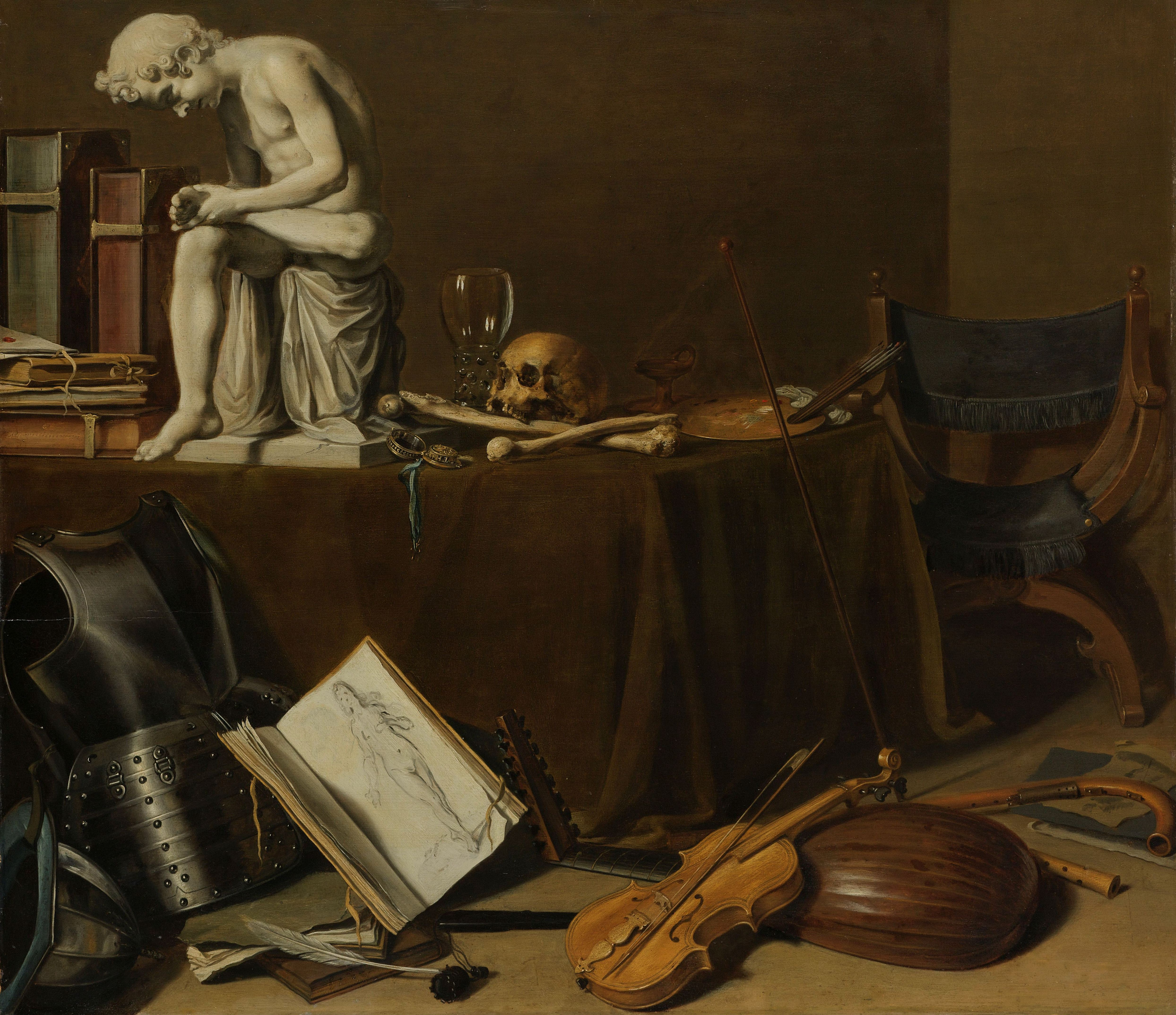
Naturaleza muerta vanitas con el Spinario (1628), de Pieter Claesz, Rijksmuseum, Ámsterdam
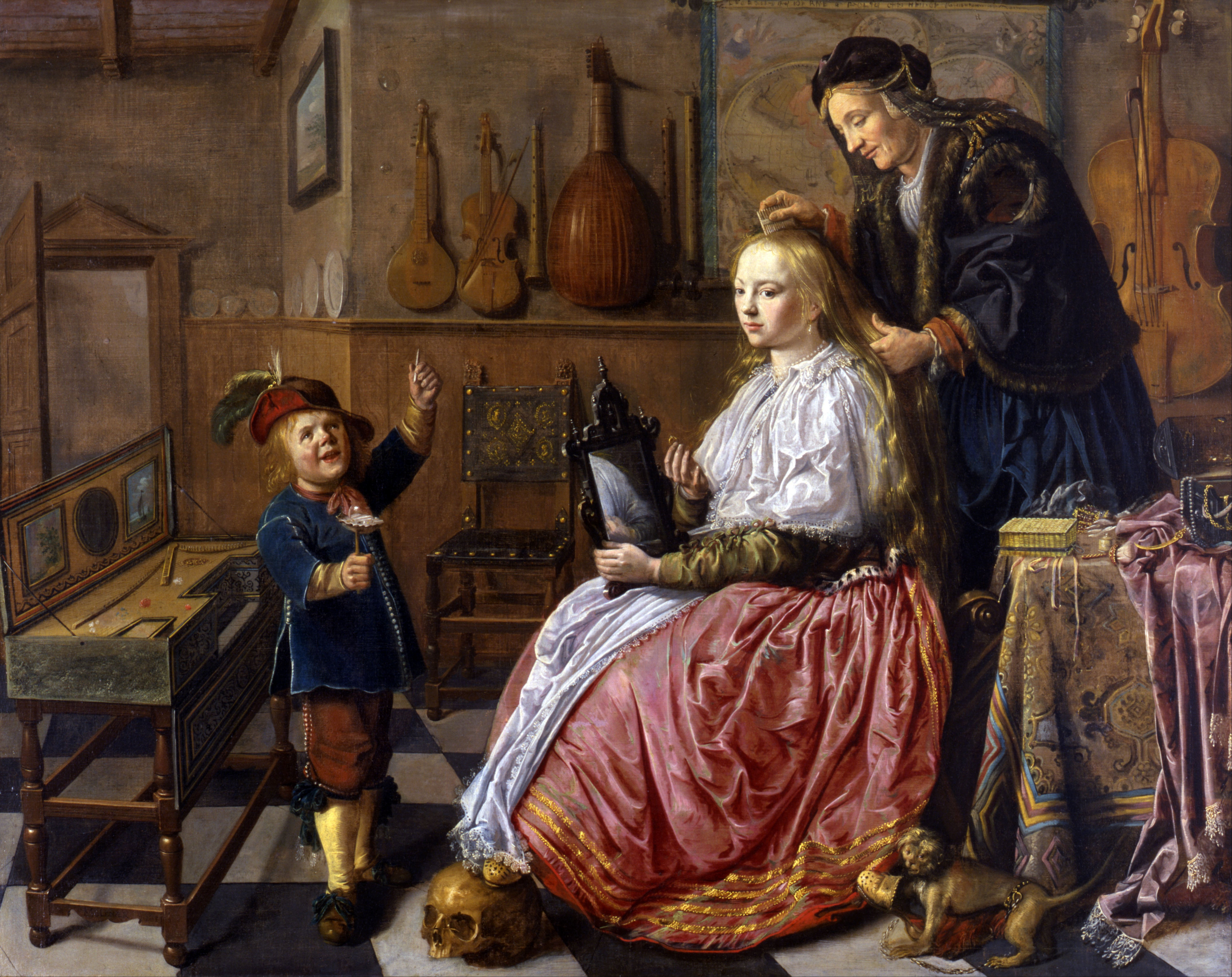
Alegoría de la vanidad (1633), de Jan Miense Molenaer, Toledo Museum of Art, Toledo (Ohio)
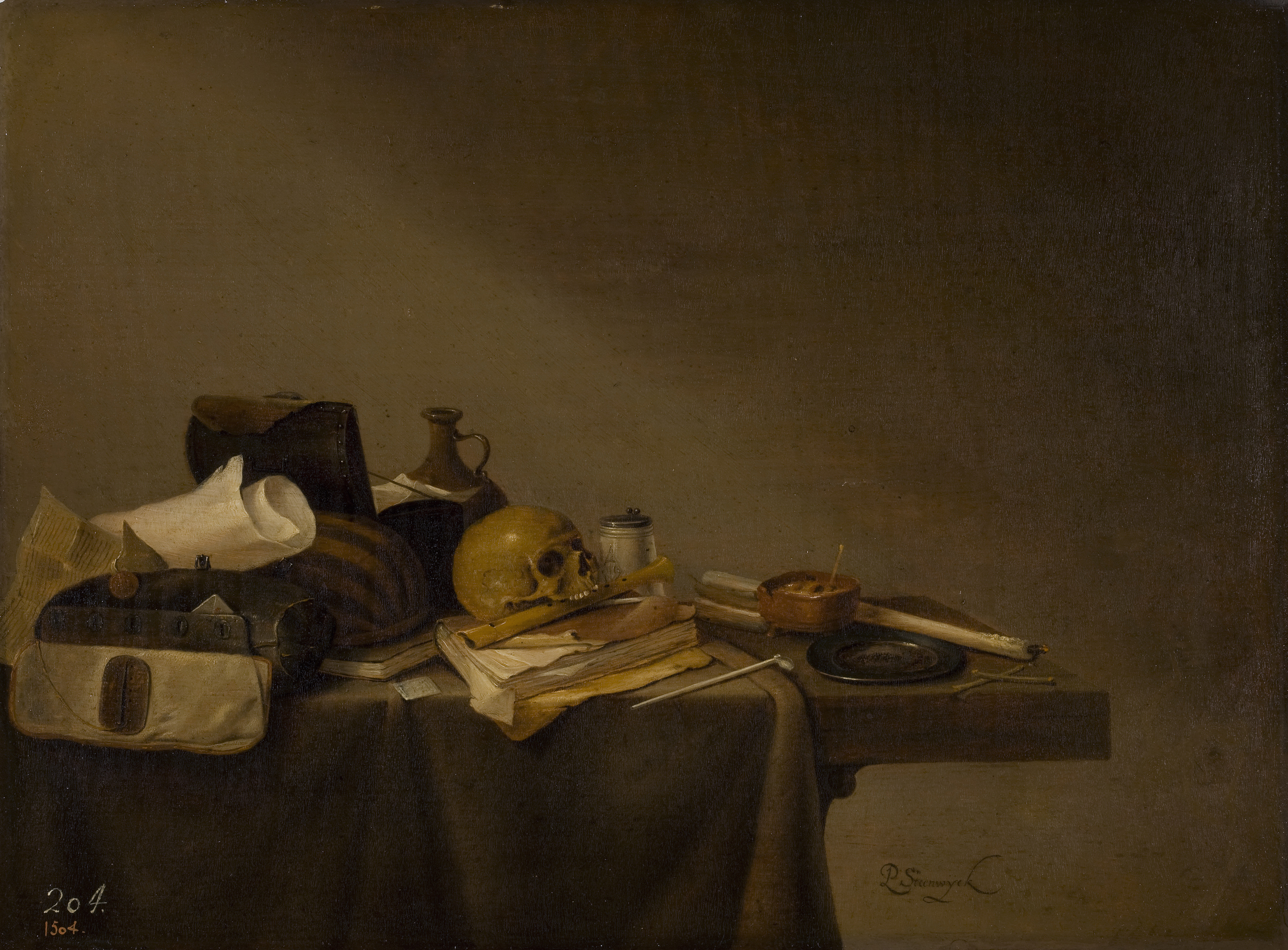
Emblema de la muerte (c. 1635-1640), de Pieter Steenwijck, Museo del Prado, Madrid
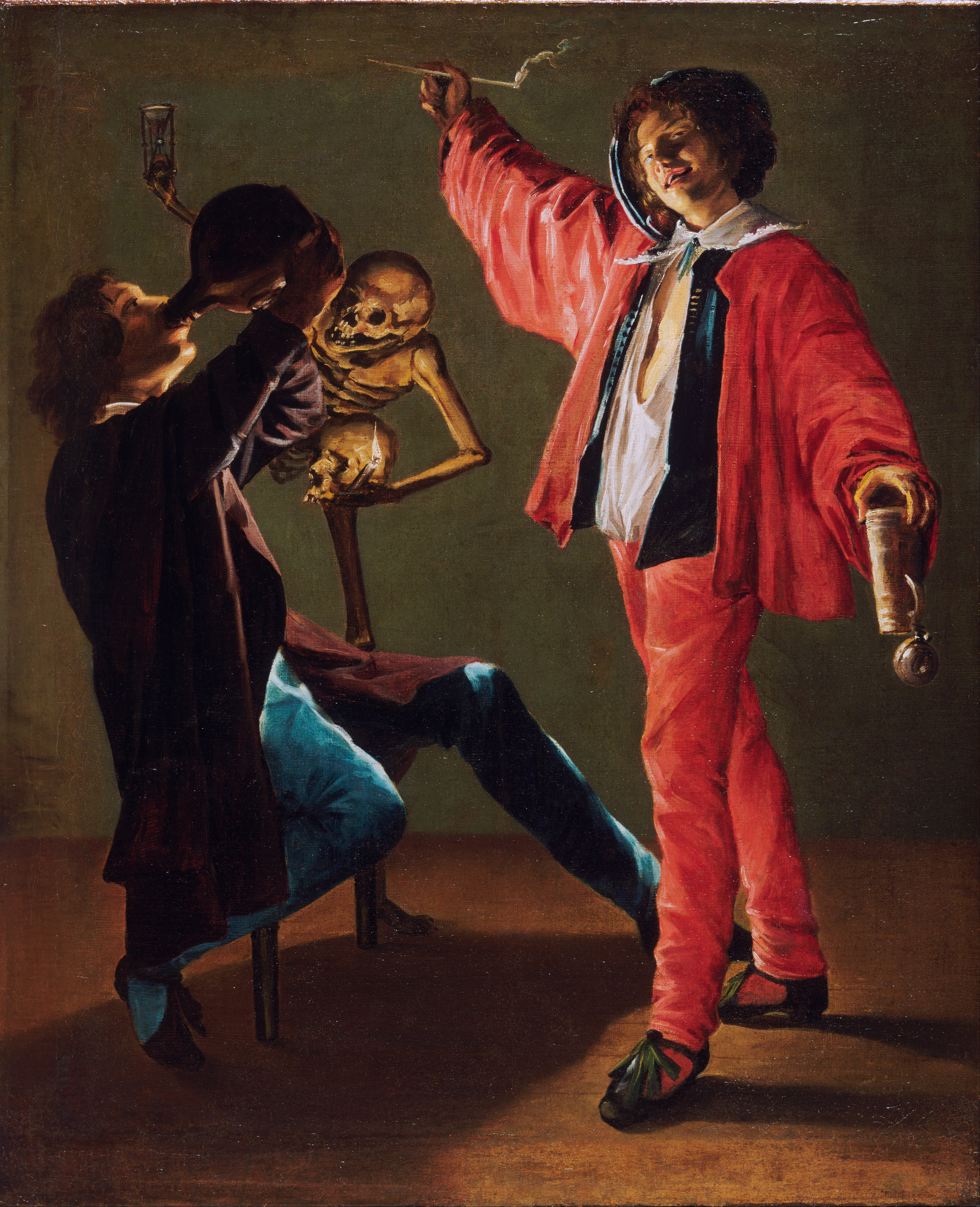
La última gota (El alegre caballero) (1639), de Judith Leyster, Museo de Arte de Filadelfia
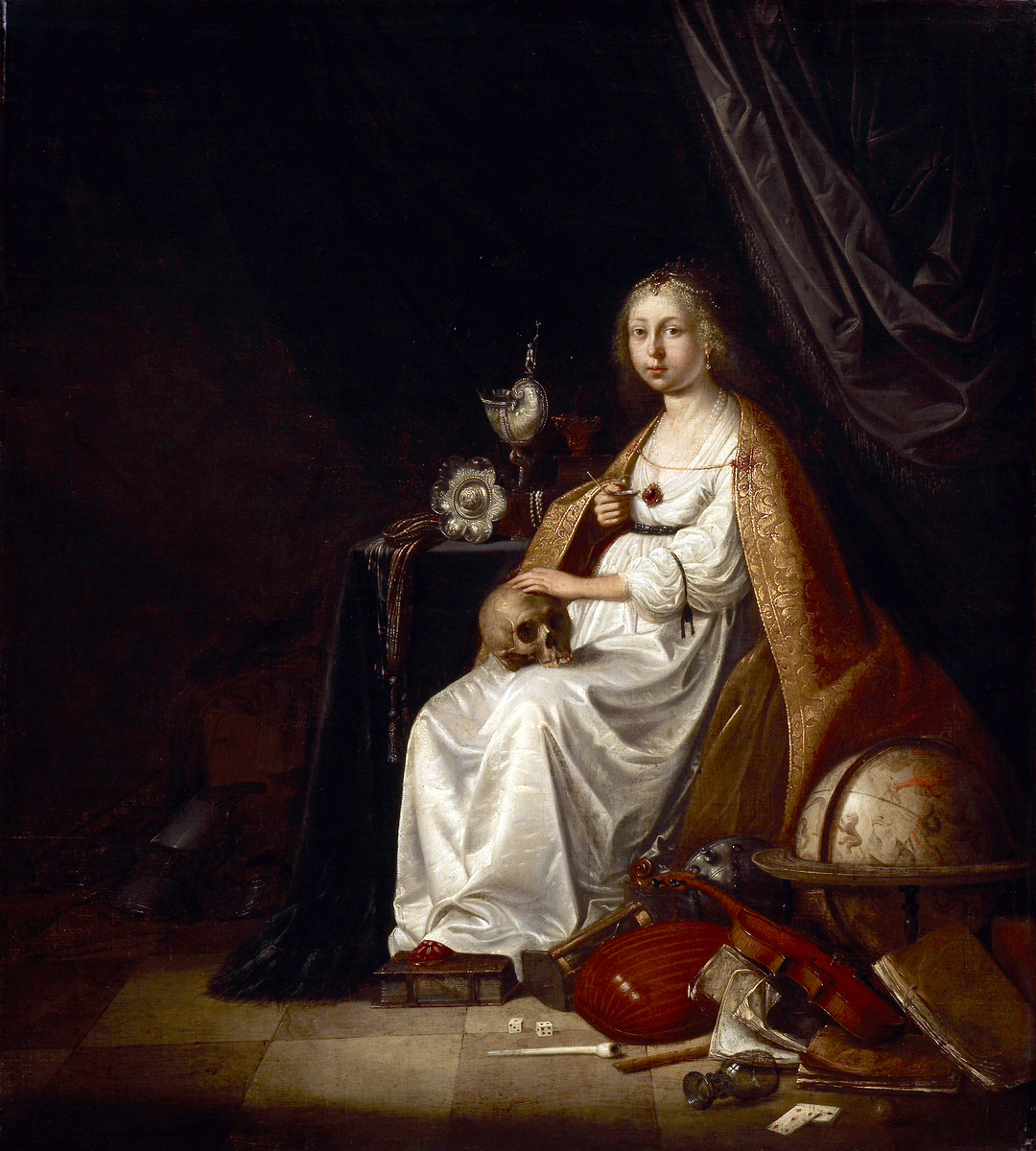
Vanidad (c. 1640), de Willem Bartsius, Museo de Arte e Historia de Ginebra
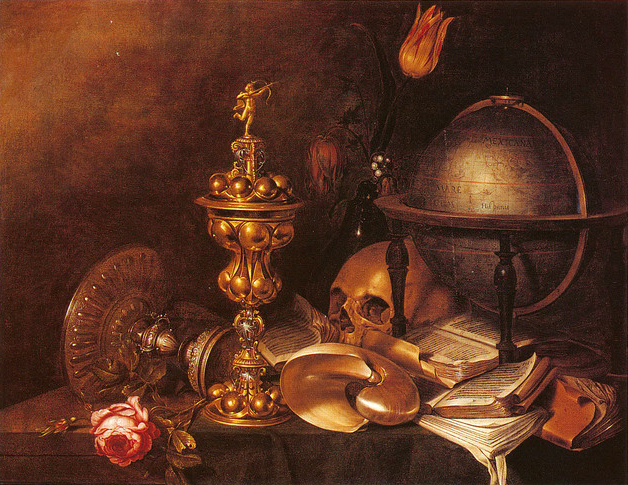
Vanitas con calavera, globo, jarrón con flores, rosa, libros y vajilla sobre una alfombra azul (c. 1640-1645), de Ambrosius Bosschaert II, colección privada
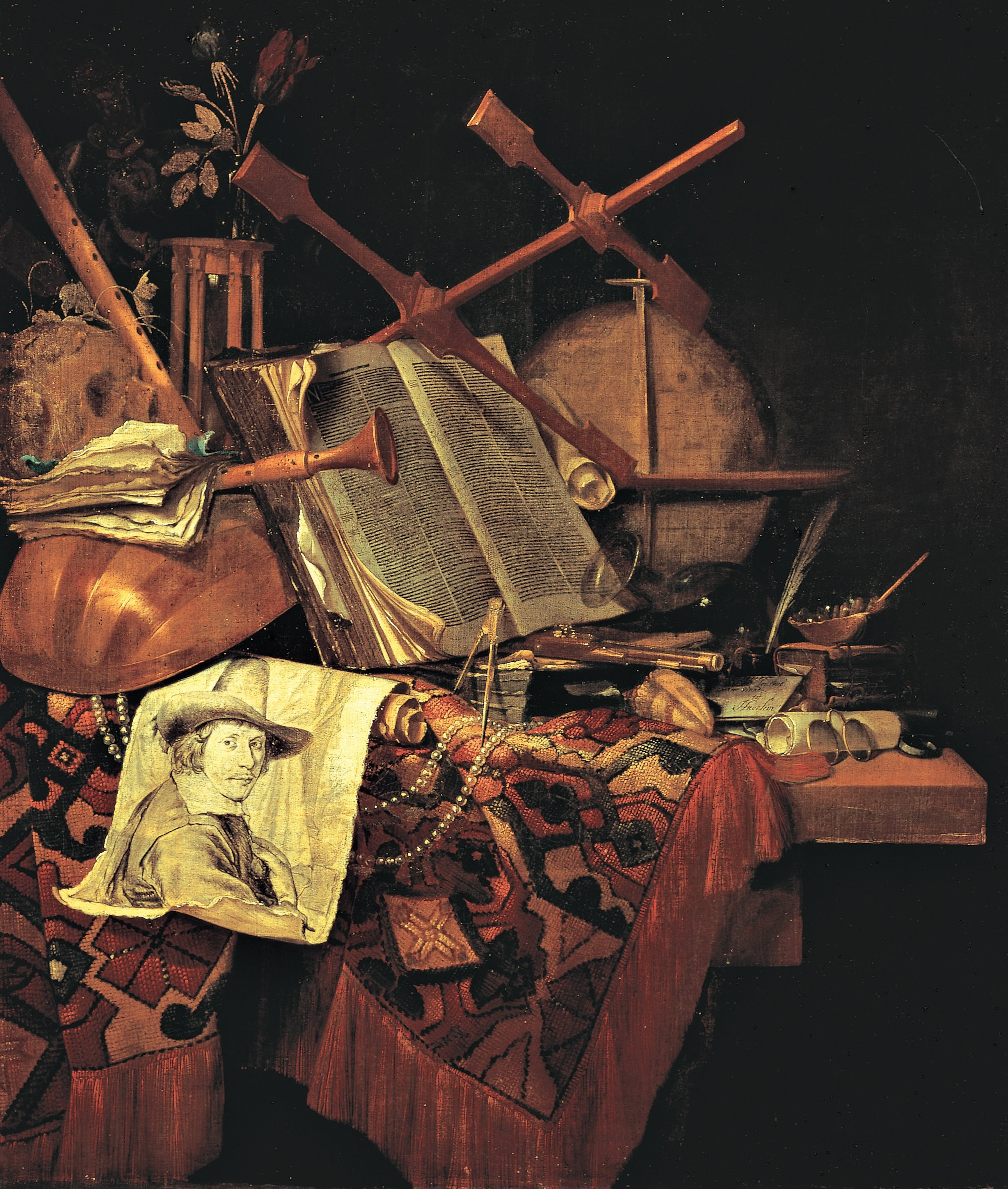
Vanitas (c. 1660), de Vincent Laurensz. van der Vinne, Museo Frans Hals, Haarlem
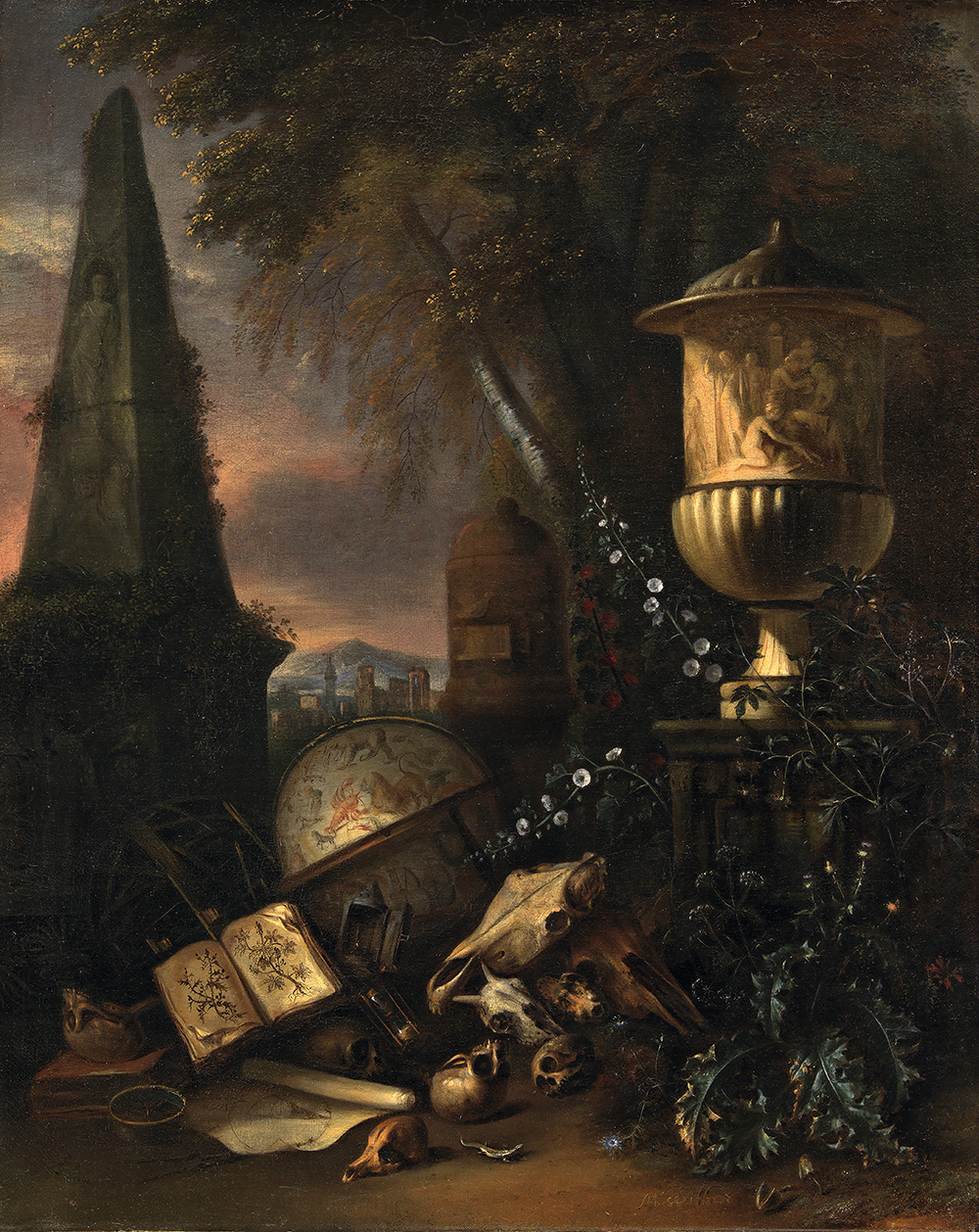
Vanitas en un paisaje (c. 1660), de Matthias Withoos, Galería Nacional de Dinamarca, Copenhague
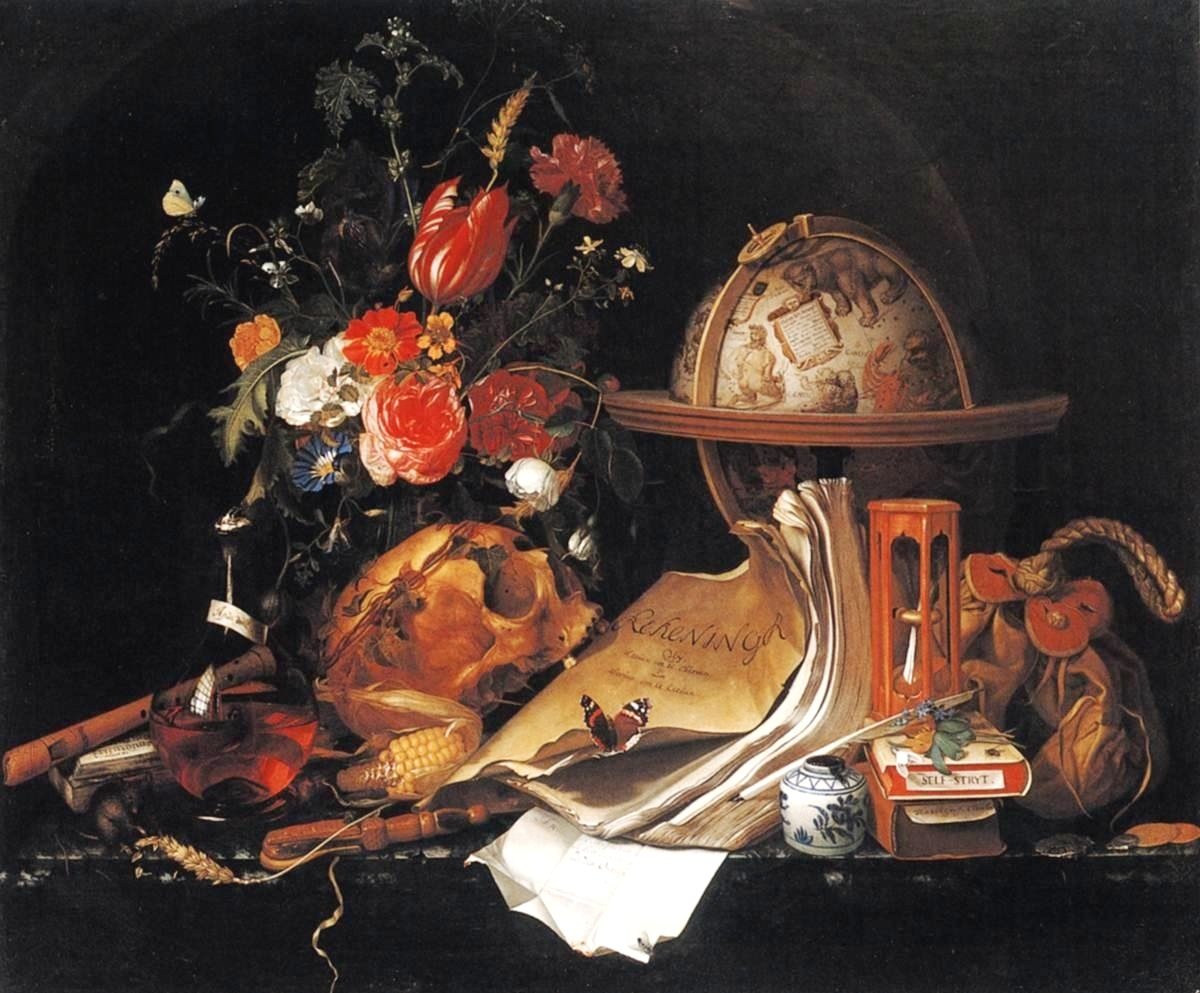
Vanitas con una calavera, libros, flores en un jarrón y un globo celeste (1668), de Maria van Oosterwijck, Museo de Historia del Arte de Viena
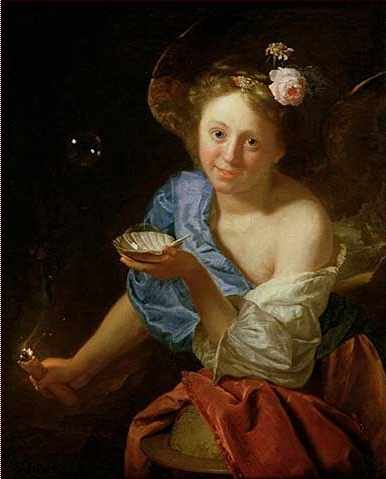
Alegoría de la vanidad: niña con una concha, una burbuja y una antorcha (c. 1680-1685), de Godfried Schalcken, colección privada
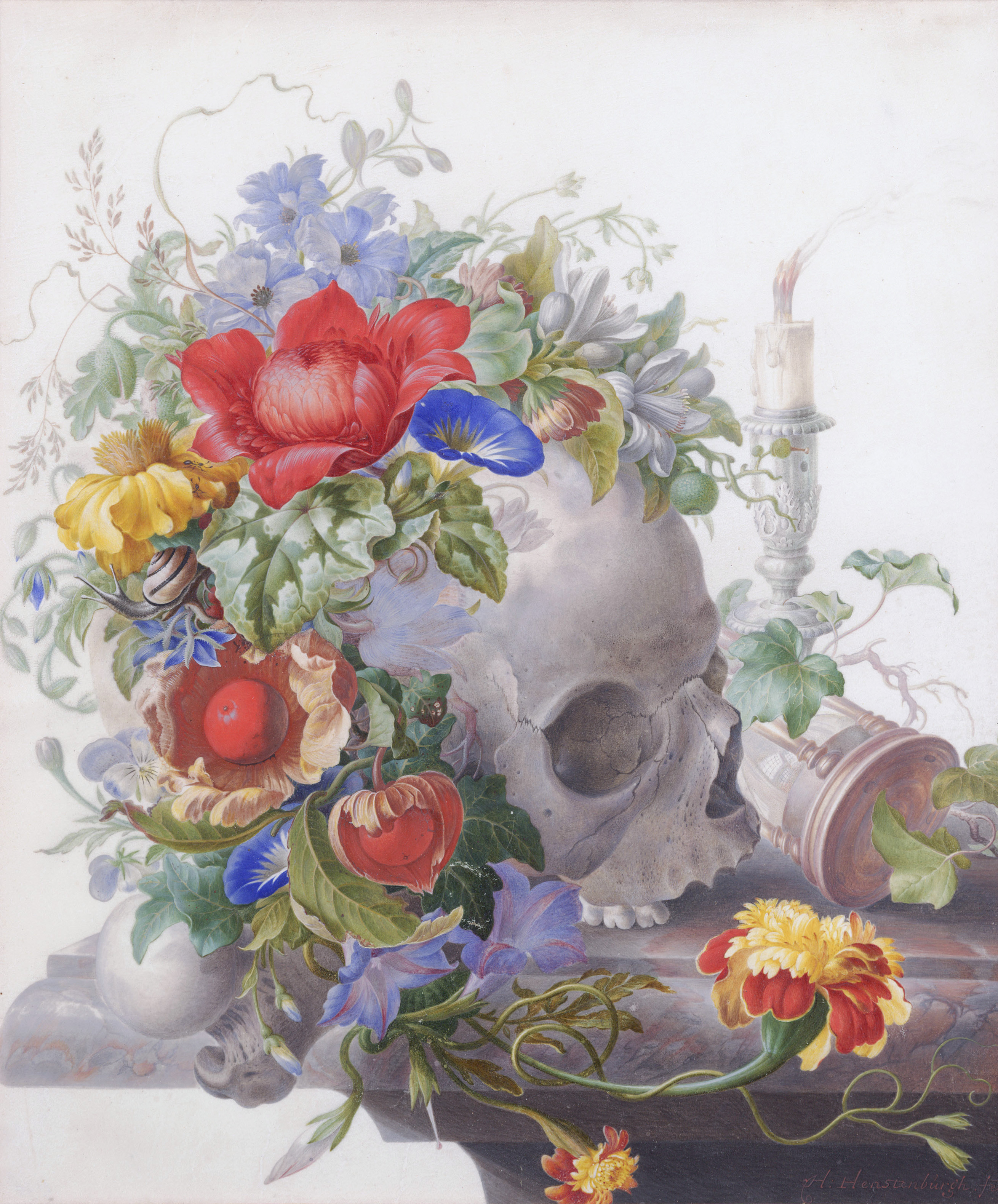
Vanitas con calavera sobre una lámina de mármol (1698), de Herman Henstenburgh, Westfries Museum, Hoorn

#### Flandes

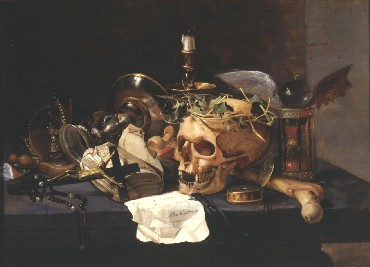
Vanitas con cráneo, reloj de arena, vela, libro, carta y un crucifijo en un zócalo de piedra, de Alexander Coosemans, Museos Reales de Bellas Artes de Bélgica, Bruselas

En Flandes, como se ha visto, artistas neerlandesde como Jan Davidsz. de Heem llevaron la vanitas a esa región, por lo que inicialmente tuvo una acusada influencia neerlandesa, aunque con el tiempo adoptó también los rasgos de la escuela flamenca, marcada en esos años por la figura de Rubens. Discípulos de Heem fueron Alexander Coosemans, Carstian Luyckx y Joris van Son. El primero fue autor de alegorías religiosas y de todo tipo de bodegones, desde flores y caza hasta vanitas, como en Vanitas con bouquet (Museo de Bellas Artes de Gante) o Vanitas con cráneo, reloj de arena, vela, libro, carta y un crucifijo en un zócalo de piedra (Museos Reales de Bellas Artes de Bélgica, Bruselas).
Carstian Luyckx, activo en Amberes en los años 1640-1670, fue un prolífico autor de vanitas. Entre sus obras destacan: Memento mori con instrumentos musicales, libros, partituras, esqueleto, cráneo y armadura (c. 1670), Alegoría de Carlos I de Inglaterra y Enriqueta de Francia en Vanitas (c. 1670, Museo de Arte de Birmingham), Vanitas con globo celeste (c. 1660-1670, Castillo Real de Varsovia), Vanitas con calavera, libro de música, violín y conchas (Musée des Beaux-Arts, Marsella).

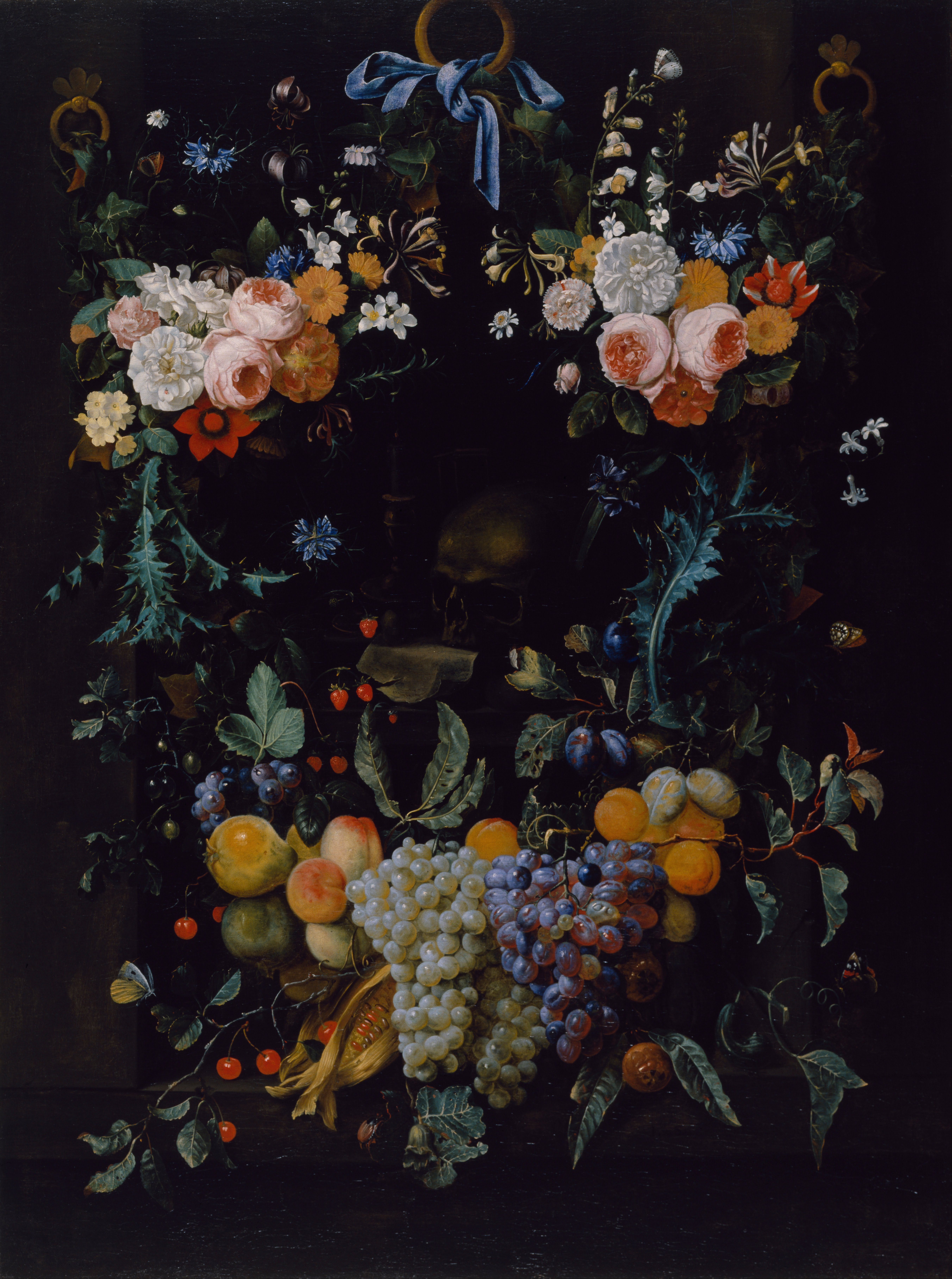
Alegoría de la vida humana (c. 1658-1660), de Joris van Son, Walters Art Museum, Baltimore

Joris van Son mostró la influencia de Daniel Seghers, además de la de Heem. Se especializó en guirnaldas de flores, pero también hizo alguna vanitas, como Vanitas con una calavera, una pistola, un laúd con cuerdas rotas, una flauta, conchas, duraznos, higos, pan y una urna en una repisa parcialmente cubierta (1651, colección privada). En Alegoría de la vida humana (c. 1658-1660, Walters Art Museum, Baltimore) mostró una calavera, un reloj de arena y una vela encendida rodeados de una guirnalda de flores y frutas, además de una mazorca de maíz, mariposas y un escarabajo. Fue autor también de Tres Putti con símbolos de vanitas dentro de un cartucho decorado (1643-1667, colección privada), en que aparecen tres amorcillos, uno con una calavera y otro haciendo pompas de jabón, en un medallón rodeado de una guirnalda de flores y frutas.

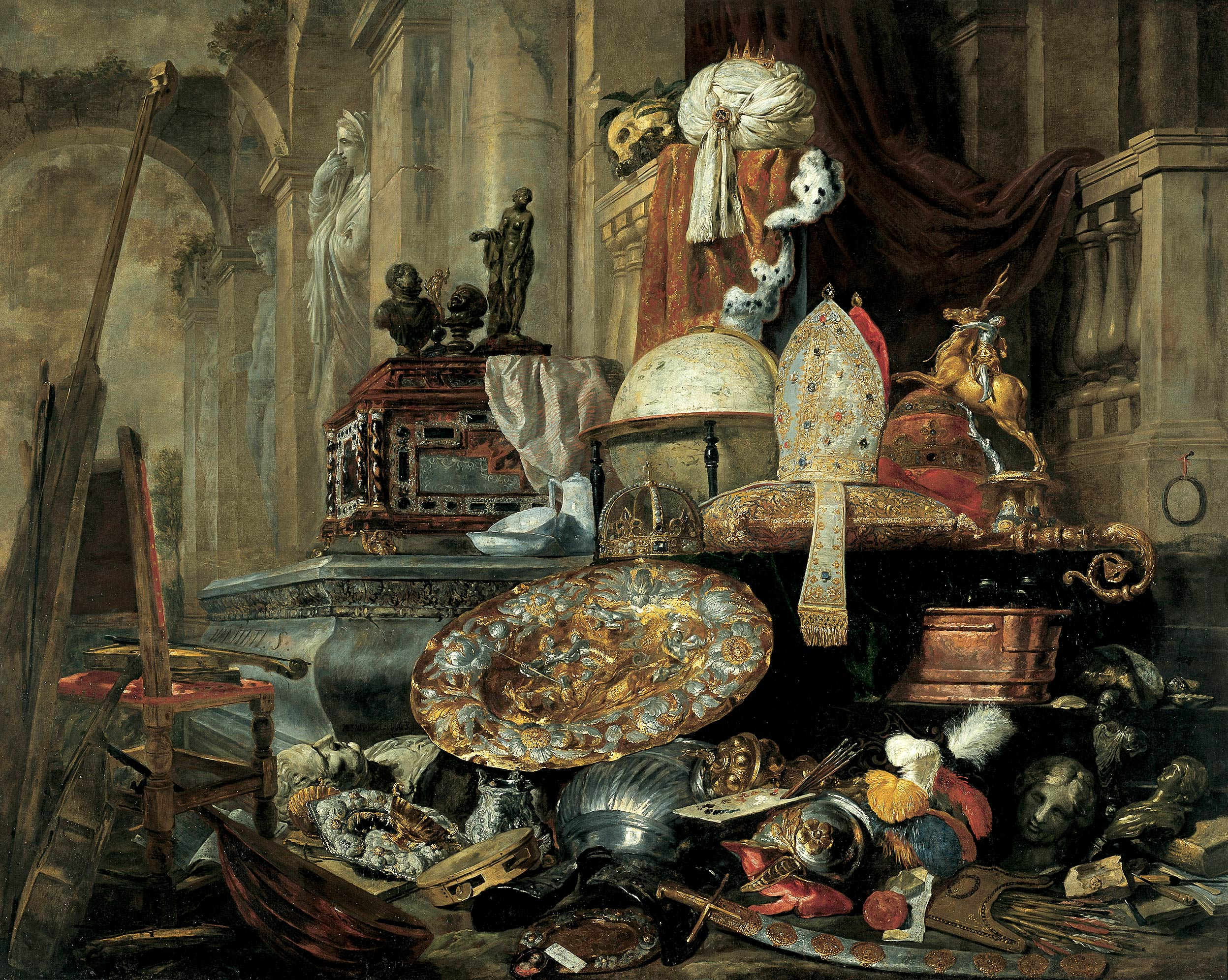
Vanitas (1663), de Pieter Boel, Palais des Beaux-Arts de Lille

Un buen exponente del género fue Pieter Boel, autor de Vanitas (1663, Palais des Beaux-Arts de Lille), donde el artista consignó en el lienzo un gran número de objetos alusivos a la vanidad, apilados desordenadamente, como en un trastero, y situados en el interior de una iglesia en ruinas. Así, y en consonancia con la típica opulencia barroca, estos objetos —relacionados tanto con el poder terrenal como con el espiritual, y entre los que destacan una corona, una mitra, un báculo y un globo terráqueo— son un ejemplo de ostentación, de riqueza estéril y vacía. Como única referencia al memento mori se encuentra una calavera situada en la parte superior de la pirámide visual que forman los objetos, así como un sarcófago situado en segundo plano, que contiene la inscripción VANITATI S(ACRIFICIUM) («sacrificio de la vanidad»).

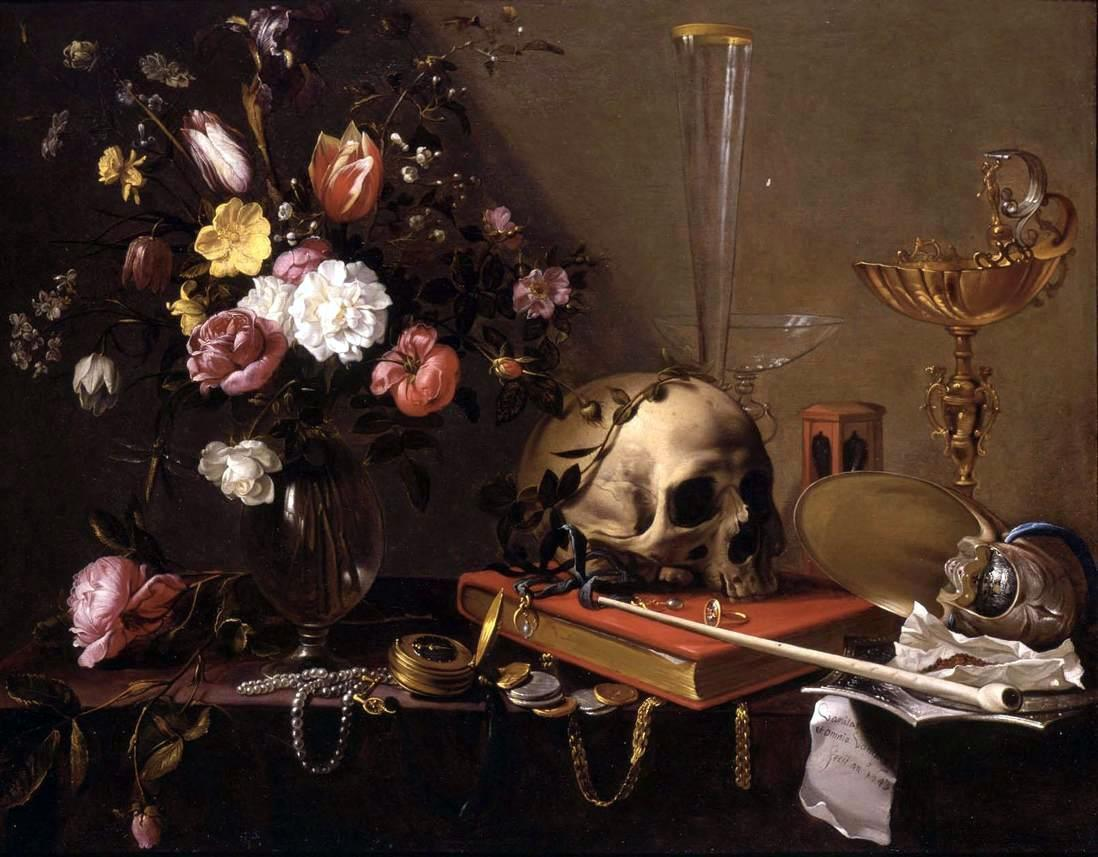
Naturaleza muerta con bouquet y calavera (1642), de Adriaen van Utrecht, colección privada

Otro gran intérprete del género fue Adriaen van Utrecht, especialista en bodegones y cuadros de caza. Viajó por Francia, Italia y Alemania absorbiendo diversas influencias, que reflejó en sus cuadros. Junto a Frans Snyders se le considera el inventor del Pronkstilleven («bodegón suntuoso»). Fue autor, entre otras, de Naturaleza muerta con bouquet y calavera (1642, colección privada) y Vanitas o alegoría de la fugacidad de la felicidad (1640-1645, Pinacoteca Antigua de Múnich).
Con el anterior colaboró en ocasiones Nicolaes van Verendael, especialista en bodegones de flores, autor también de las flores de una vanitas de Jan Davidsz de Heem. Entre sus obras cabe citar Vanitas (c. 1680, Musée des Beaux-Arts de Caen) y Vanitas con un ramo de flores, una vela, implementos para fumar y una calavera (Galería de la Academia de Venecia).

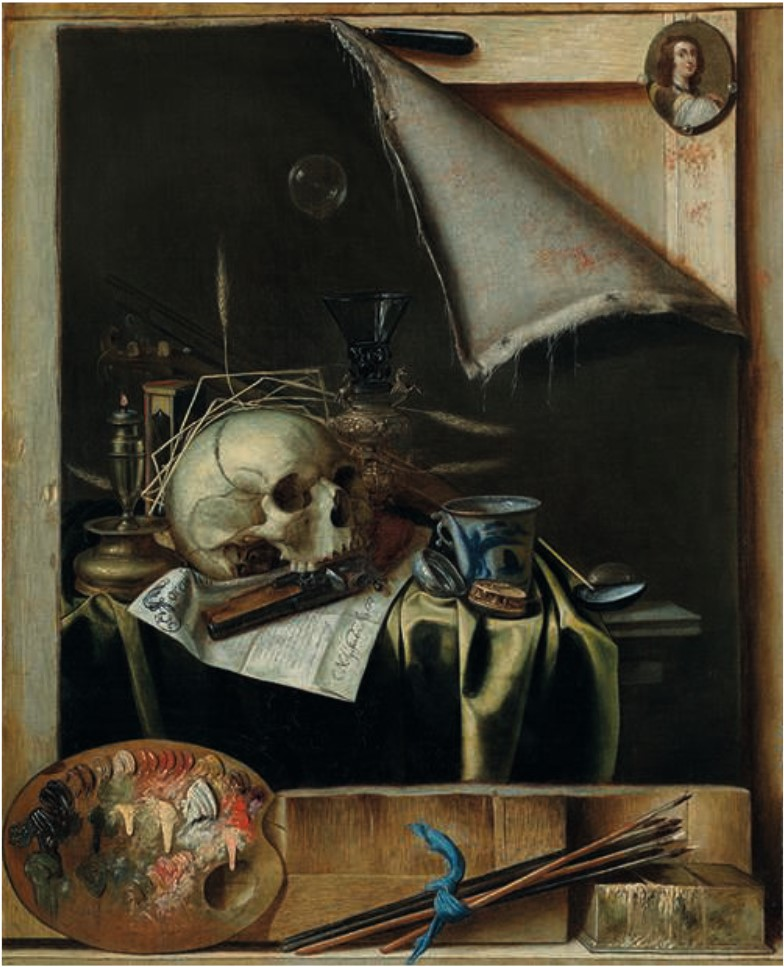
Vanitas (1664), de Cornelis Norbertus Gysbrechts, Ferens Art Gallery, Kingston upon Hull

Cornelis Norbertus Gysbrechts realizó bodegones de falsa perspectiva en los que aglutinaba objetos de la más diversa procedencia. Cabe destacar su Vanitas (1664, Ferens Art Gallery, Kingston upon Hull), un interesante ejercicio de trampantojo en el que dispuso una vanitas tradicional en un lienzo situado en la pared, con la esquina superior derecha doblada y con una paleta y pinceles en la parte inferior, cuyos pigmentos gotean al estar colocada la paleta en posición vertical; en la esquina superior derecha hay un medallón con un autorretrato suyo. Una composición similar se encuentra en otra Vanitas (1668) conservada en la Galería Nacional de Dinamarca. Siguió sus pasos su hijo Franciscus Gysbrechts, autor de Vanidad con cráneo (Museo de Bellas Artes de Rennes), Vanitas con una calavera, un globo terráqueo, una trompeta e instrumentos para fumar (c. 1660-1675, Museo Real de Bellas Artes de Amberes), Naturaleza muerta con calavera (c. 1675, Muzeum Narodowe, Gdańsk).
Jean-François de Le Motte fue junto a Gysbrechts uno de los mejores pintores de perspectivas ilusionistas, generalmente en composiciones centradas en tabiques en los que colocaba objetos como libros, cartas, yesos, grabados, pinceles y paletas, como en Vanidad y trompe-l'œil (Museo de Bellas Artes de Dijon).

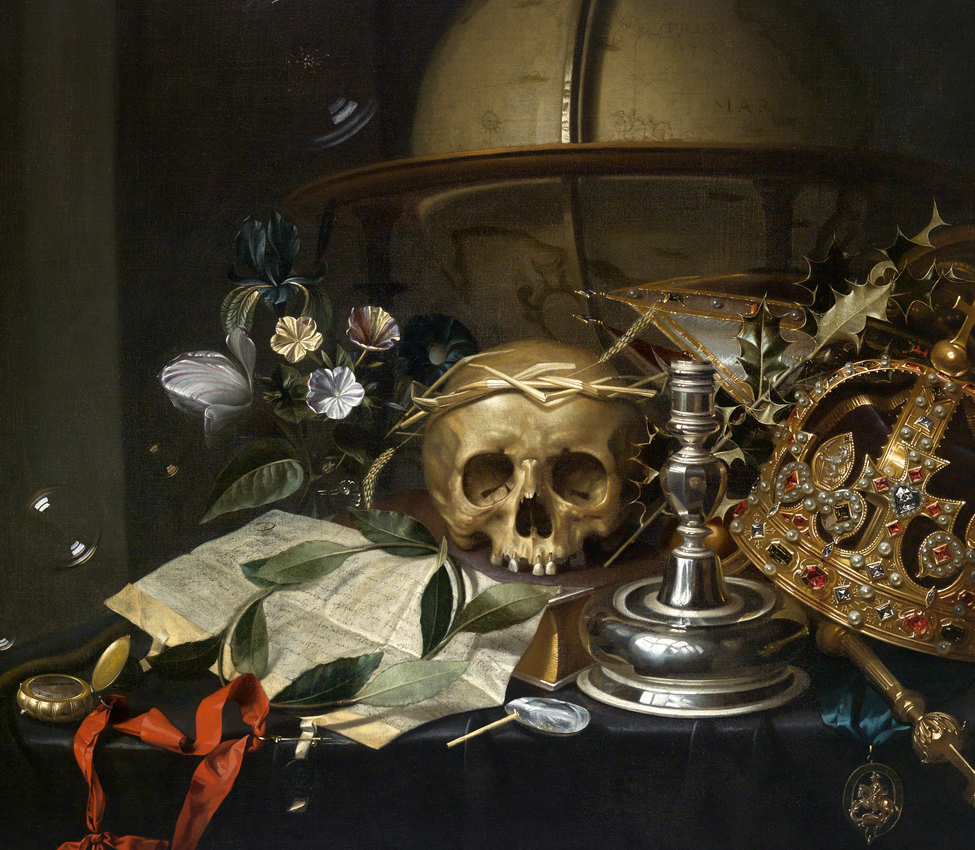
Naturaleza muerta con cráneo humano, globo, libros, corona, inglete, burbujas, concha de mejillón con pipa de burbuja, corona de acebo en el cráneo, reloj en la mesa, candelabro (con reflejo del retrato del artista) (c. 1650), de Hendrick Andriessen, Mount Holyoke College Art Museum, South Hadley (Massachusetts)

Hendrick Andriessen se especializó en vanitas, de las que se conocen unas diez en varios museos. Entre ellas cabe citar: Vanitas con una calavera, un 'Roemer' roto, una rosa, un reloj de arena, una concha de nautilus, un reloj de bolsillo y otros objetos, todo sobre una mesa cubierta (c. 1630-1640, colección privada), Naturaleza muerta con cráneo humano, globo, libros, corona, inglete, burbujas, concha de mejillón con pipa de burbuja, corona de acebo en el cráneo, reloj en la mesa, candelabro (con reflejo del retrato del artista) (c. 1650, Mount Holyoke College Art Museum, South Hadley, Massachusetts), Vanitas con una calavera y un niño moro sosteniendo un retrato del pintor (c. 1650, Herbert F. Johnson Museum of Art, Ithaca, Nueva York), Vanitas (c. 1650, Museo de Bellas Artes de Gante), Naturaleza muerta con máscara, calavera, globo y pompas de jabón (c. 1650-1655, Ashmolean Museum, Oxford) y Vanitas (Galería de Arte de Ontario, Toronto).
Roelant Savery se formó en Ámsterdam y pasó unos años en Praga al servicio del emperador Rodolfo II. Realizó paisajes, escenas de género, cuadros de animales y bodegones, especialmente de flores, con un estilo preciso de evocación poética. Fue autor de Memento mori (c. 1600-1609, Museo Nacional de Estocolmo), donde diversos animales e insectos vivos se entremezclan con cráneos y huesos de animales muertos, como recordatorio del destino final de todo ser vivo.
Joannes de Cordua, activo en Viena y Praga, fue autor de pintura religiosa, escenas de género, retratos y bodegones. Cabe destacar su Vanitas con busto (1665, Museo de Bellas Artes de Pau), donde expuso sobre una mesa una calavera coronada de espigas, un busto, una pipa, una caracola, un dibujo y varios objetos más.
Catarina Ykens I, de una familia de pintores, es conocida por sus guirnaldas florales. Fue autora de Bodegón de un jarrón de flores, una calavera y un crucifijo (c. 1650, colección privada). Su homónima, Catarina Ykens II, se especializó en naturalezas muertas y guirnaldas de flores y frutos. Fue autora de Vanitas con busto de una dama con una corona de flores en una repisa (1688, colección privada), en la que aparece un busto de mujer cuya cabeza es una calavera, tocada con un ramo de flores y un pájaro en su hombro.
En cuanto al grabado, cabe citar a Cornelis Galle el Viejo, autor de Bodegón con calavera, reloj de bolsillo y rosas (segundo cuarto del siglo XVII, Biblioteca de la Academia Polaca de Artes y Ciencias y de la Academia Polaca de Ciencias), donde aparece una calavera con un reloj de bolsillo, un jarrón con rosas y la inscripción MEMORARE NOVISSIMA, / ET IN AETERNVM NON PECCABIS («recuerda las últimas cosas, y nunca pecarás»).

Memento mori (c. 1600-1609), de Roelant Savery, Museo Nacional de Estocolmo
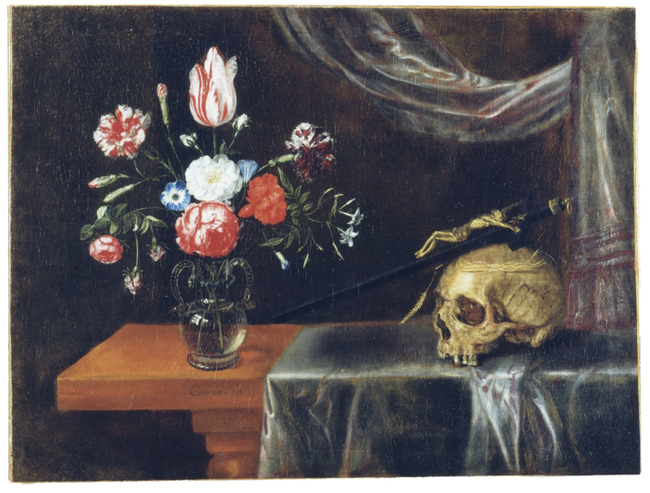
Bodegón de un jarrón de flores, una calavera y un crucifijo (c. 1650), de Catarina Ykens I, colección privada
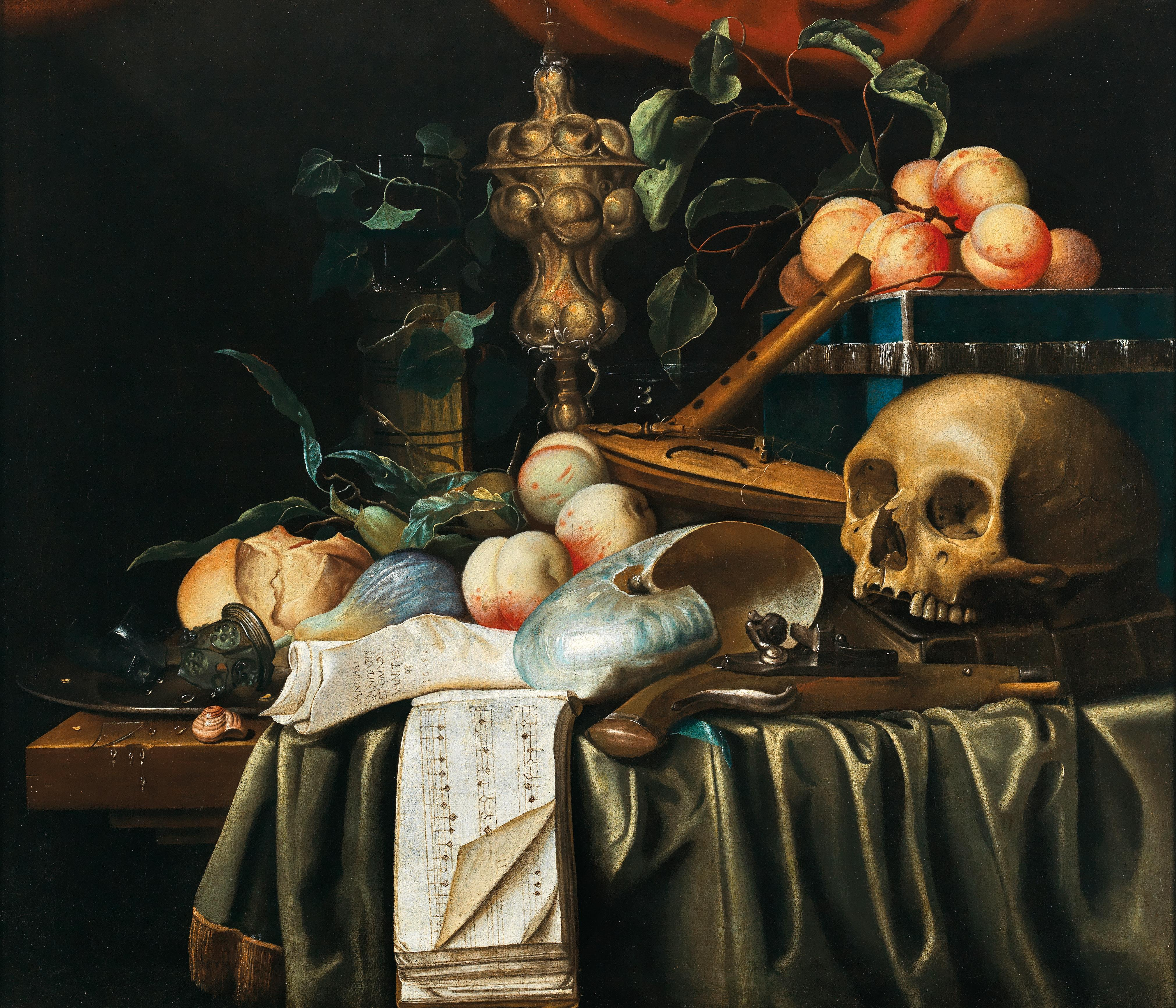
Vanitas con una calavera, una pistola, un laúd con cuerdas rotas, una flauta, conchas, duraznos, higos, pan y una urna en una repisa parcialmente cubierta (1651), de Joris van Son, colección privada
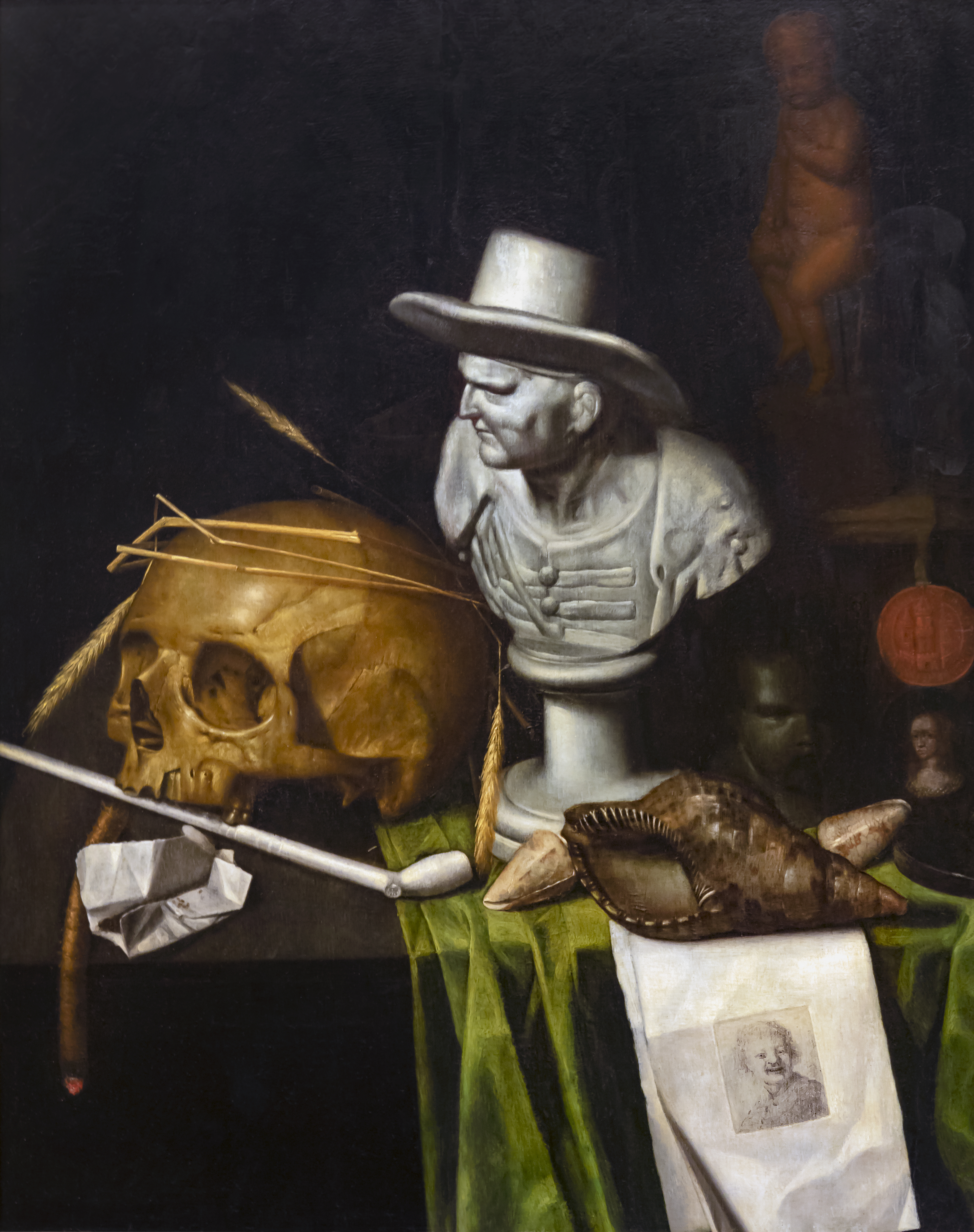
Vanitas con busto (1665), de Joannes de Cordua, Museo de Bellas Artes de Pau
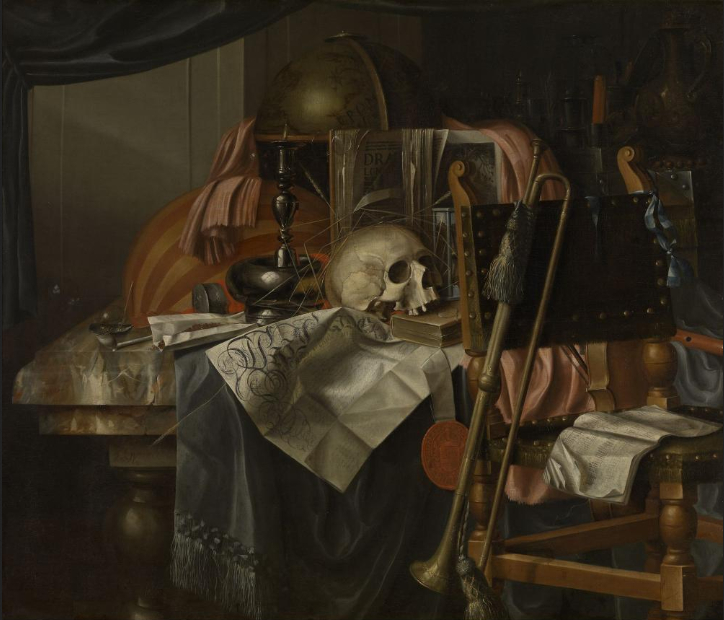
Vanitas con una calavera, un globo terráqueo, una trompeta e instrumentos para fumar (c. 1660-1675), de Franciscus Gysbrechts, Museo Real de Bellas Artes de Amberes
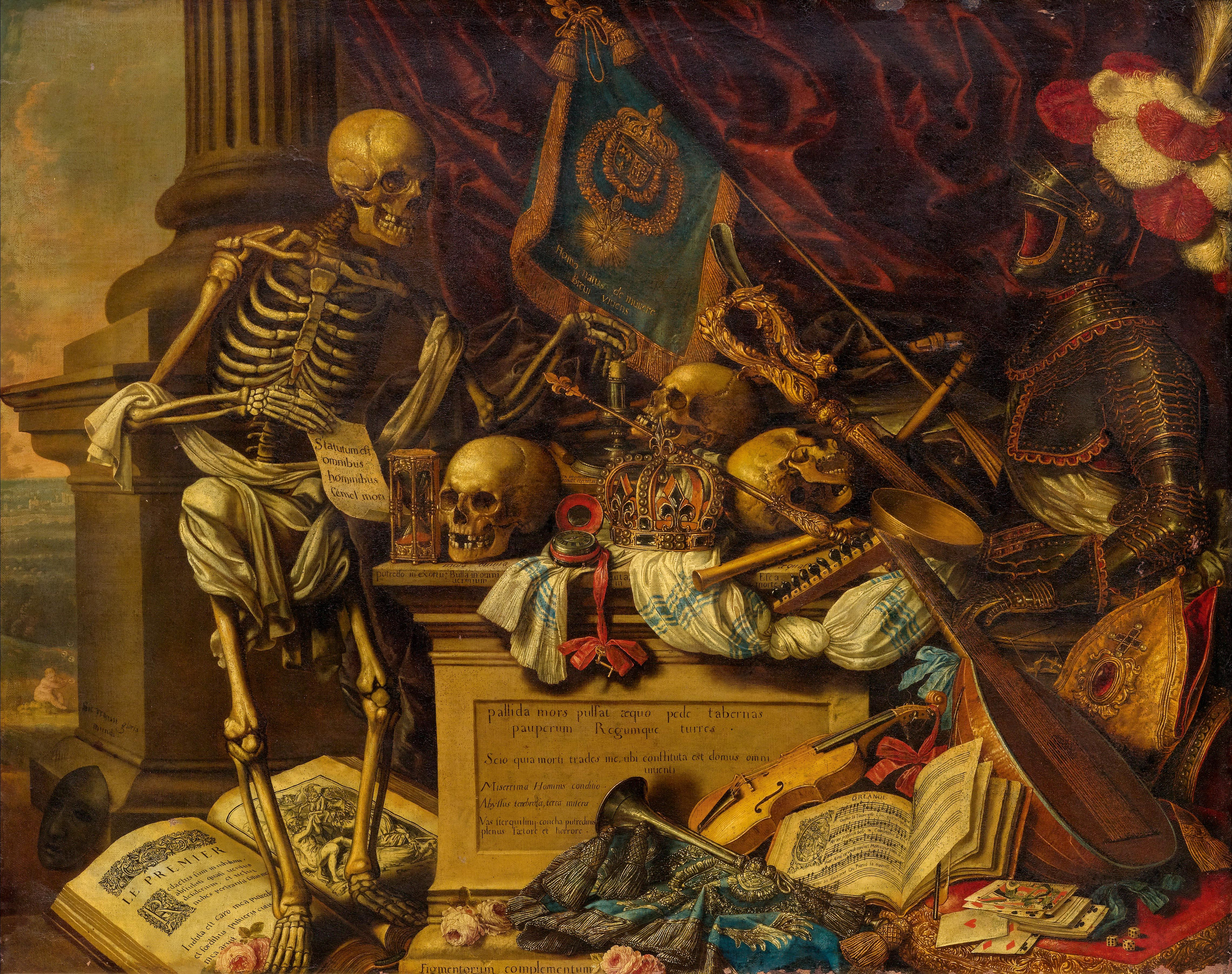
Memento mori con instrumentos musicales, libros, partituras, esqueleto, cráneo y armadura (c. 1670), de Carstian Luyckx
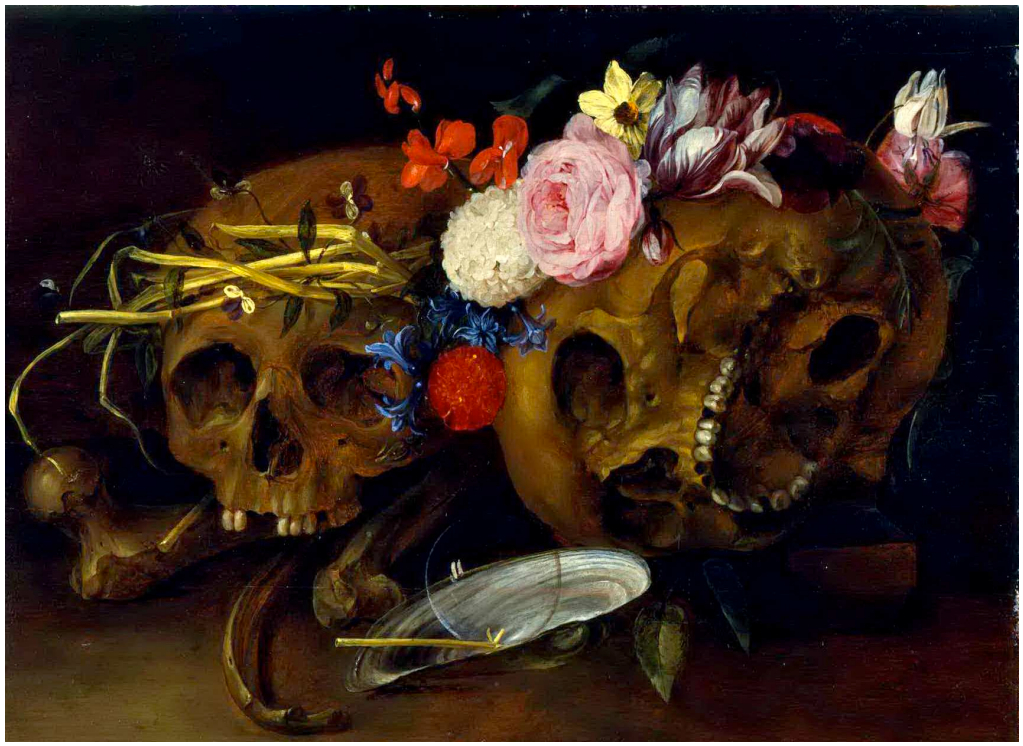
Vanitas (c. 1680), de Nicolaes van Verendael, Musée des Beaux-Arts de Caen
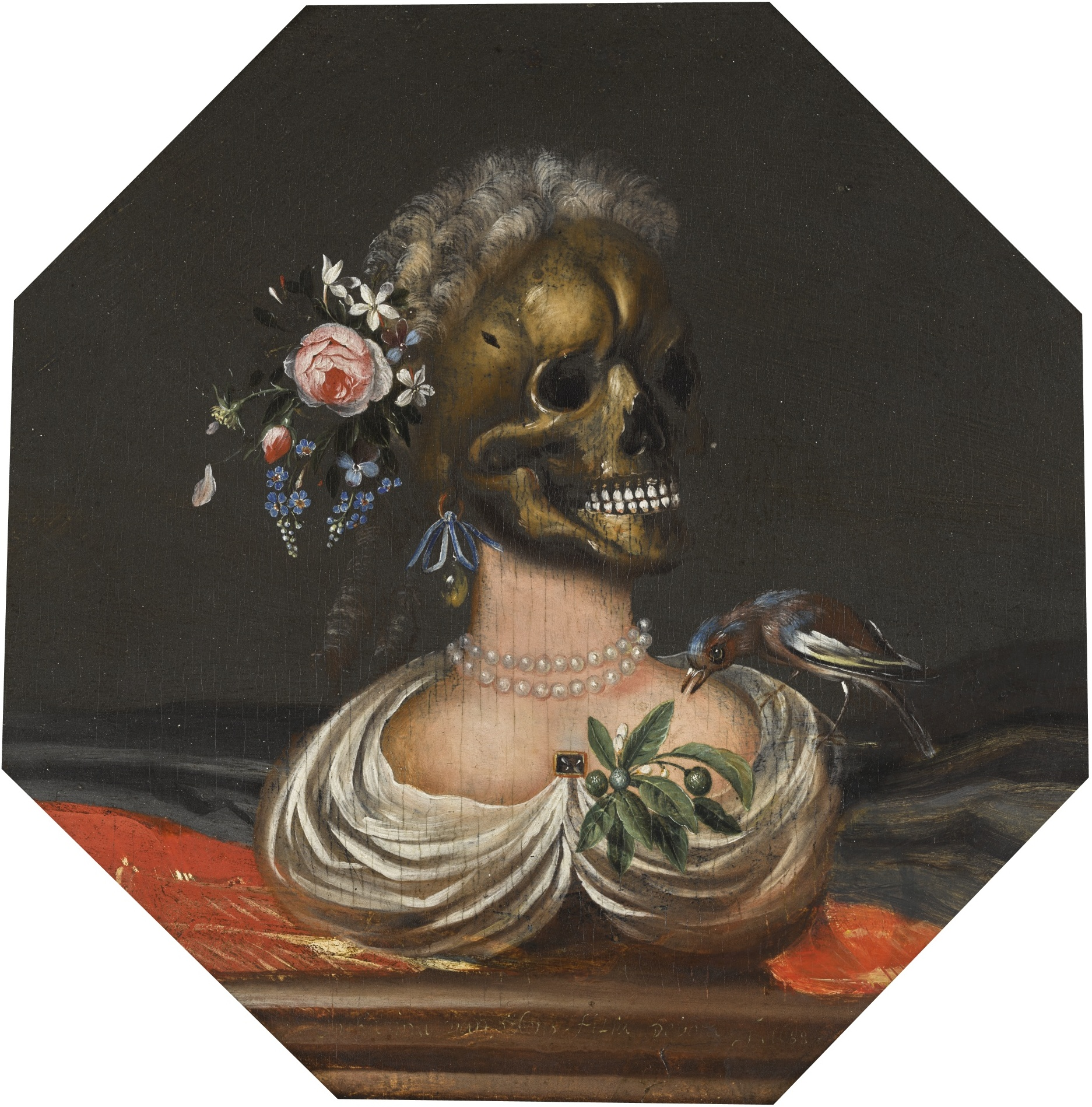
Vanitas con busto de una dama con una corona de flores en una repisa (1688), de Catarina Ykens II, colección privada

#### Francia

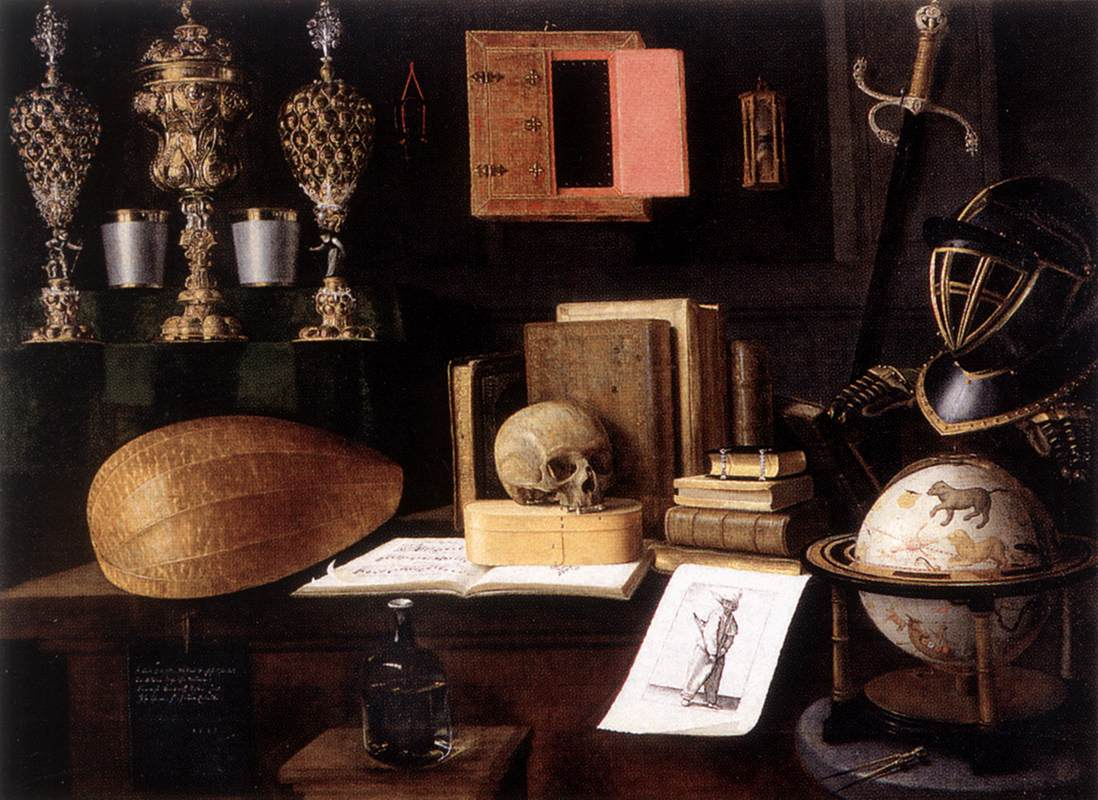
Vanitas (1641), de Sebastian Stoskopff, Musée de l'Œuvre Notre-Dame, Estrasburgo

En Francia, el género fue introducido por la comunidad de pintores flamencos de Saint-Germain-des-Prés, entre los que destacan N.L. Peschier y Sébastien Bonnecroy, así como Sebastian Stoskopff, alsaciano de origen, pero miembro de este grupo. El primero realizó vanitas influidas por Vincent van der Vinne y Edwaert Collier, como Vanitas con violín, libro, calavera y pluma (1660, Rijksmuseum, Ámsterdam), Vanitas (1660, Museo de Bellas Artes de Montreal) y Calavera, bolsas de dinero y documentos (1661, Institut Néerlandais, París). De Bonnecroy se tienen escasos datos. Fue autor de Vanitas (1641, Museo de Bellas Artes de Estrasburgo) y Vanitas: una calavera, un violín, una taza volcada, libros, cartas del tarot, un reloj de bolsillo, una pipa de arcilla, un cono y una bolsa de tabaco en un plato de peltre, en una mesa de madera cubierta con una alfombra (colección privada). Stoskopff se formó con Daniel Soreau, un artista valón especializado en bodegones, que había sido discípulo de Georg Flegel. En 1621, a causa de la guerra de los Treinta Años, se trasladó a París. Aunó influencias francesas, alemanas y flamencas, y se especializó en bodegones. Fue autor de Vanitas (1641, Musée de l'Œuvre Notre-Dame, Estrasburgo), donde presenta una composición centrada en la calavera y rodeada de diversos elementos propios de las vanidades: un laúd, libros, un grabado, copas de orfebrería, una armadura y una espada, un globo terráqueo y un reloj de arena.

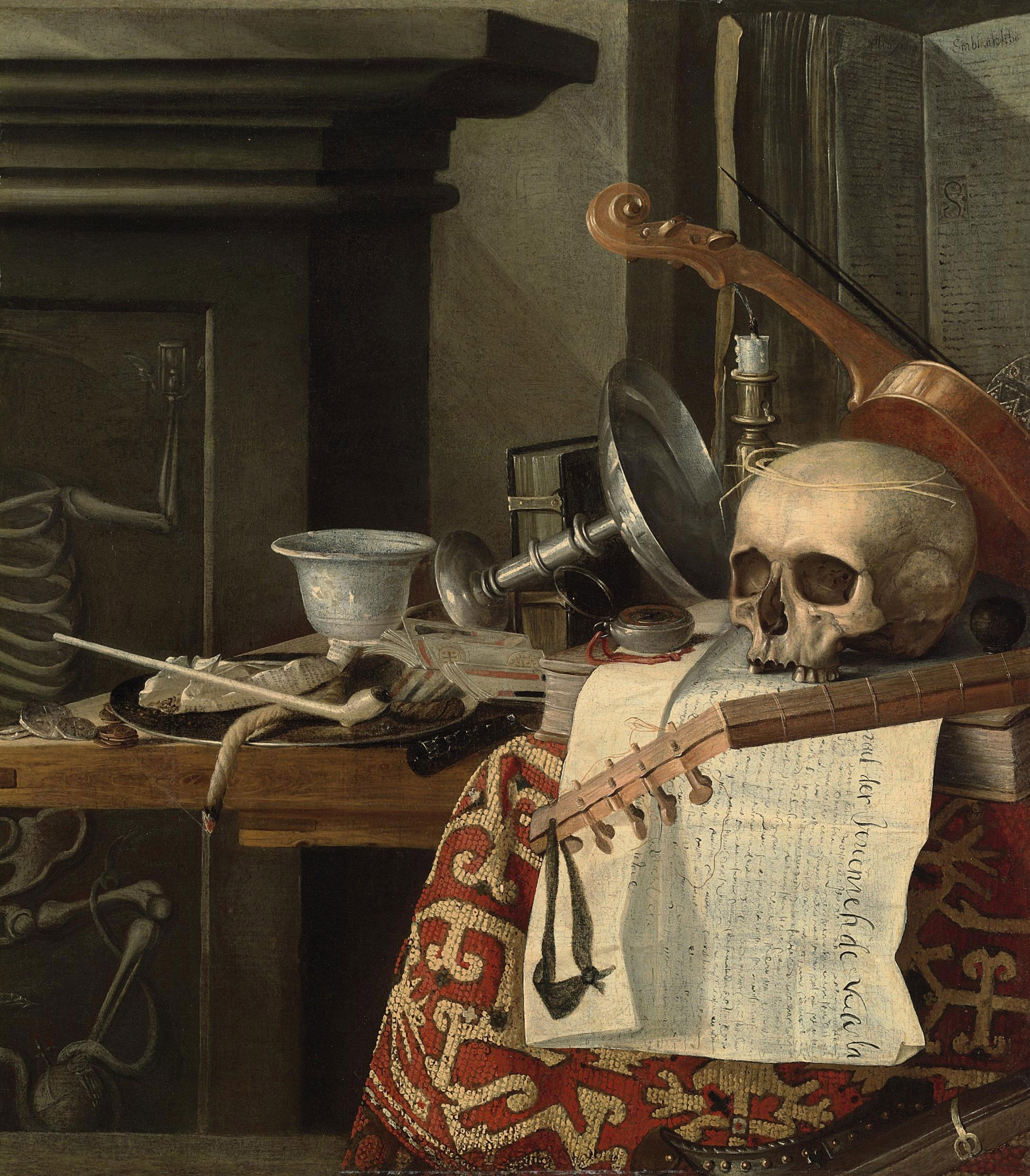
Vanitas: una calavera, un violín, una taza volcada, libros, cartas del tarot, un reloj de bolsillo, una pipa de arcilla, un cono y una bolsa de tabaco en un plato de peltre, en una mesa de madera cubierta con una alfombra, de Sébastien Bonnecroy, colección privada

En este país fue frecuente una variedad de vanitas centrada en los cinco sentidos: por lo general, se representaba la vista con espejos, el oído con instrumentos musicales, el tacto con dinero o juegos de mesa, el olfato con flores y el gusto con comida. Entre estos casos se encuentran El verano o los cinco sentidos de Sebastian Stoskopff (1633, Musée de l'Œuvre Notre-Dame, Estrasburgo), el Damero de Lubin Baugin (Museo del Louvre, París) o los  Cinco sentidos de Jacques Linard (Museo del Louvre, París).
Otro artista de origen flamenco fue Philippe de Champaigne, nombrado a los veinticinco años pintor de cámara del rey Luis XIII. Desarrolló un estilo bastante ecléctico, en el que mezcló su formación flamenca con el clasicismo francés, además de cierto manierismo y un influjo del caravaggismo italiano. Realizó principalmente cuadros religiosos y retratos, así como paisajes. Fue autor de una de las obras más paradigmáticas del género, Naturaleza muerta con calavera o Alegoría de la vida humana (1671, Museo de Tessé, Le Mans), sobrecogedora pese a su extrema sobriedad: sobre una placa de piedra caliza se ve una calavera de frente, flanqueada de un reloj de arena y un jarrón con un tulipán, con un fondo oscuro de estilo tenebrista.

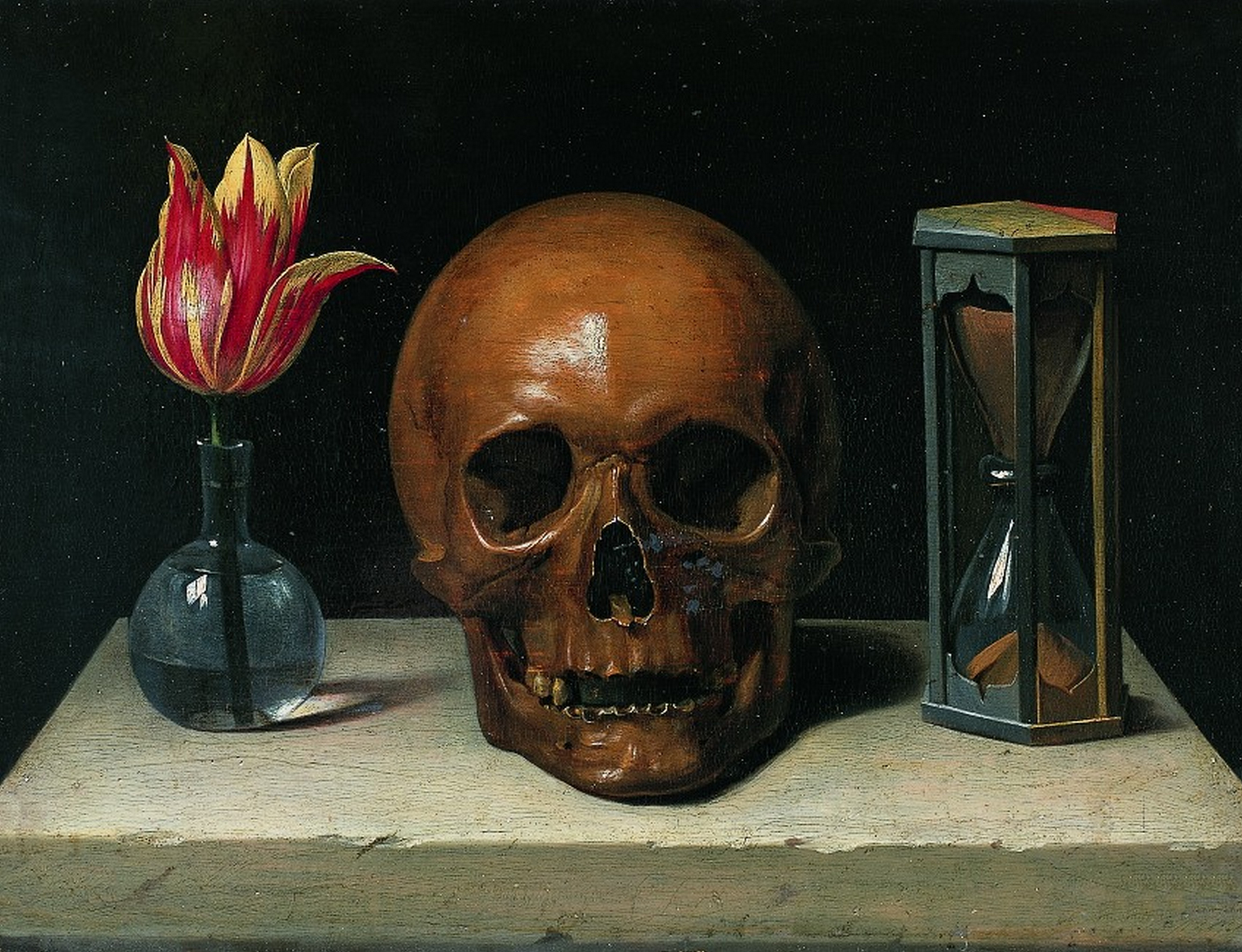
Naturaleza muerta con calavera (1671), de Philippe de Champaigne, Museo de Tessé, Le Mans

Algunos de los mejores artistas franceses de la centuria también trataron el género, como Georges de La Tour, el mejor representante en su país del naturalismo de tradición caravaggista. En su obra se distinguen dos fases, una centrada en la representación de tipos populares y escenas jocosas, y otra donde predomina la temática religiosa, con un radical tenebrismo donde las figuras se vislumbran con tenues luces de velas o lámparas de bujía. Entre estas últimas se encuentra Magdalena penitente (c. 1625-1650, Museo Metropolitano de Arte, Nueva York), en que se representa la santa por algunos de sus atributos iconográficos habituales, como el pelo largo y el vestido rojo, mientras que sostiene en su regazo un cráneo y dirige su mirada hacia un espejo, en el que se refleja una vela situada delante. El espejo es un habitual símbolo de la vanidad, como las joyas situadas junto a la vela, cuya llama simboliza de nuevo el paso del tiempo y el fin de la vida.

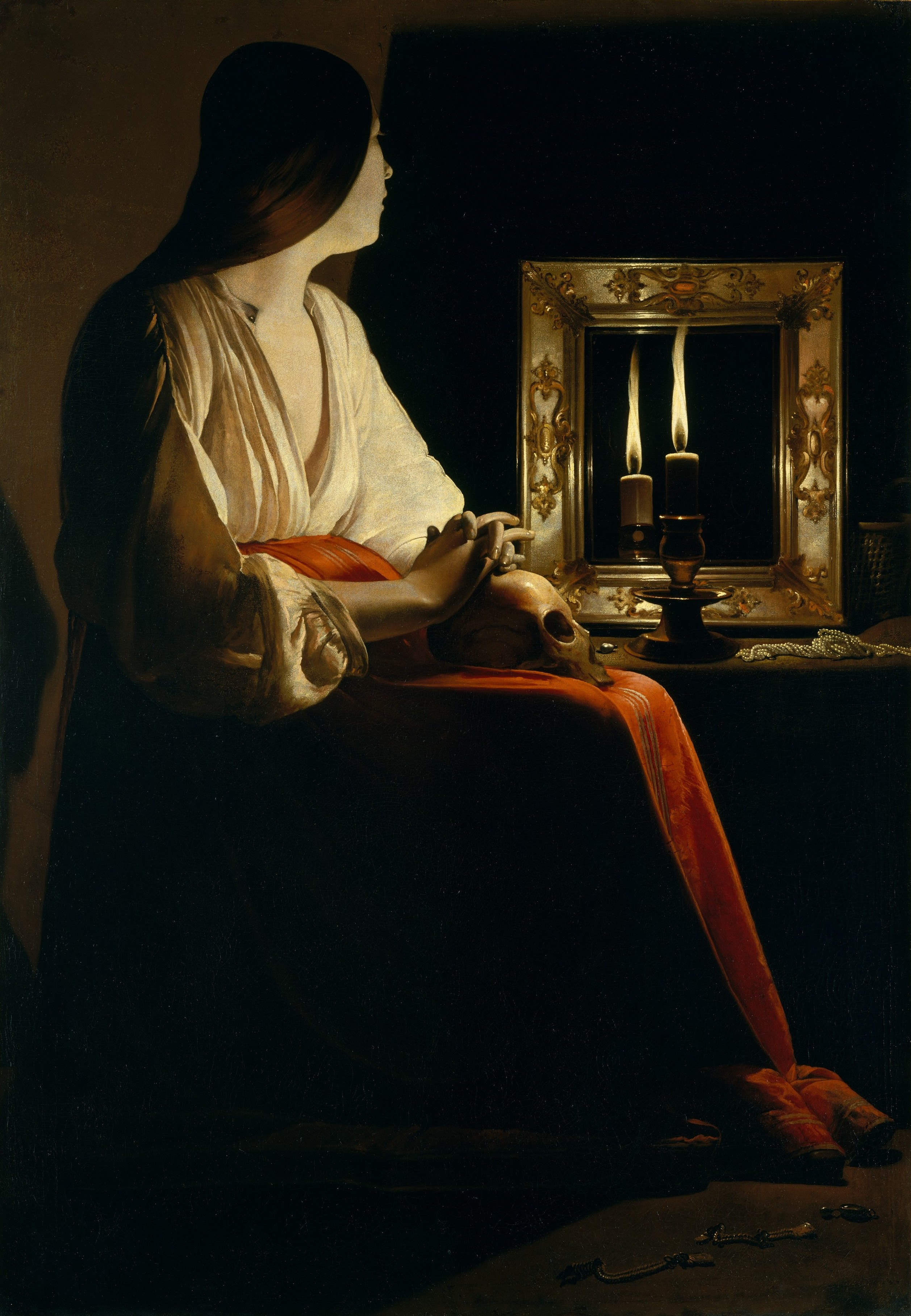
Magdalena penitente (1625-1650), de Georges de La Tour, Museo Metropolitano de Arte, Nueva York

Otro gran exponente fue Nicolas Poussin, representante en este caso de la línea clasicista, el estilo adoptado como «arte oficial» por la monarquía y la aristocracia, que le dieron unas señas de identidad propias con la acuñación del término «clasicismo francés». Recibió la influencia de la pintura rafaelesca y de la escuela boloñesa, y creó un tipo de representación de escenas —de temática generalmente mitológica— donde evoca el esplendoroso pasado de la antigüedad grecorromana como un paraíso idealizado de perfección, una edad dorada de la humanidad. Entre ellas se encuentra una cuya temática se acerca al género de la vanitas: La danza de la vida humana (c. 1638-1640, Colección Wallace, Londres), una escena alegórica donde cuatro figuras danzantes representan el Placer, el Trabajo, la Riqueza y la Pobreza, en una rueda de la fortuna por la cual cualquier persona puede fluctuar a lo largo de la vida; a su lado, la figura alada es el Padre Tiempo tocando una lira. Otros elementos son alusivos igualmente a la fugacidad de la vida: un amorcillo con un reloj de arena, un niño haciendo burbujas de jabón y unas guirnaldas de flores.

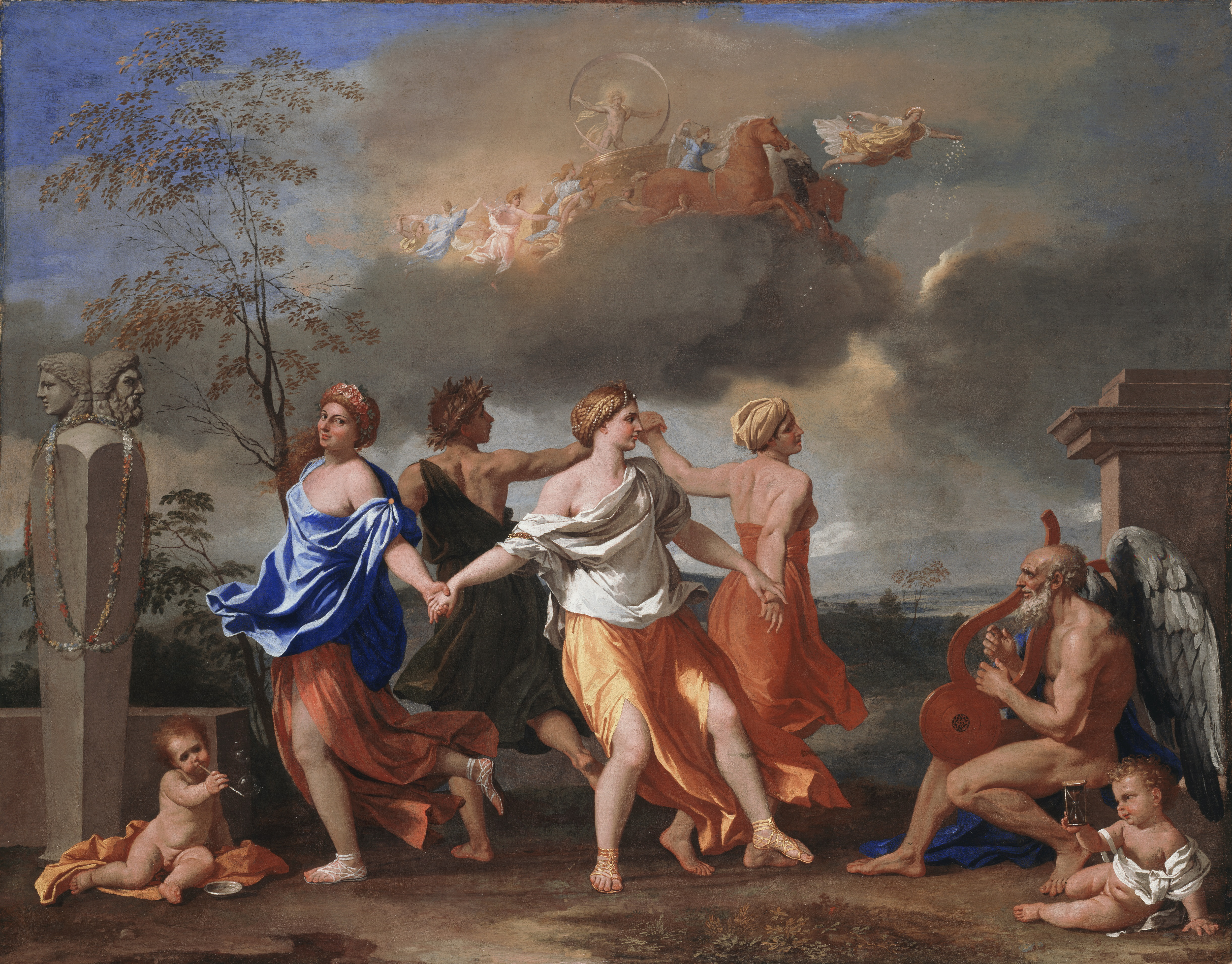
La danza de la vida humana (c. 1638-1640), de Nicolas Poussin, Colección Wallace, Londres

Simon Vouet vivió durante su juventud en Italia, para instalarse posteriormente en París, donde fue el artista preferido de Luis XIII. Su obra inicial denotó la influencia tanto del caravaggismo como del clasicismo boloñés, aunque posteriormente evolucionó a un estilo más colorista y decorativo. Fue autor de La pareja mal emparejada (1621, Museo Nacional de Varsovia), en la que aparece un hombre mayor que intenta seducir a un chica joven, la cual señala con el dedo una calavera situada sobre una mesa.
Discípulo suyo fue Pierre Mignard, quien tras su formación inicial pasó una estancia de veinte años en Italia, donde recibió la influencia de la Escuela de Bolonia. Fue autor principalmente de obras religiosas y retratos, en los que aunaba realismo y cierto sentimentalismo. Fue autor de Niña haciendo pompas de jabón (1674, Palacio de Versalles), retrato de Luisa María Ana de Borbón —llamada Mademoiselle de Tours—, hija de Luis XIV y de Madame de Montespan. Ejemplo de homo bulla, en su mano izquierda sostiene una concha con el agua jabonosa, mientras que con la derecha sostiene una pajita de la que pende una burbuja a punto de explotar. Sobre la mesita hay un reloj de bolsillo, símbolo del paso del tiempo. A los pies de la niña, un loro simboliza la pureza y la inocencia de la niñez.

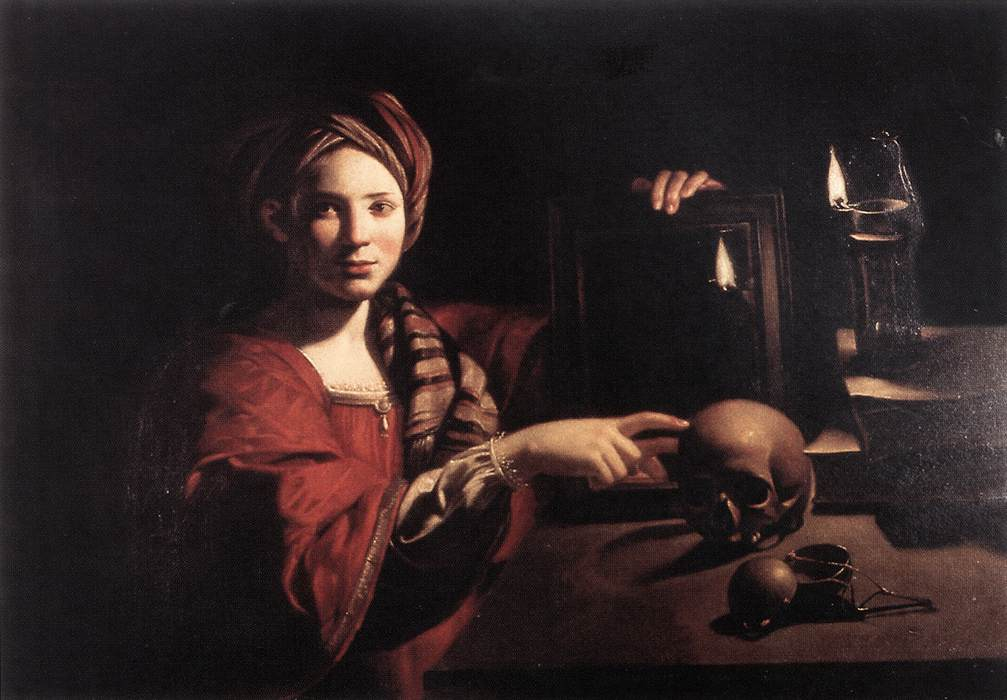
Alegoría de la vanidad de las cosas terrenales (c. 1630), de Trophime Bigot, Galería Nacional de Arte Antiguo, Roma

Trophime Bigot fue representante del naturalismo caravaggista, apodado Maître à la chandelle («maestro de la vela») por sus escenas de luz artificial, en las que mostró una gran pericia en la técnica del claroscuro. Fue autor de Alegoría de la vanidad de las cosas terrenales (c. 1630, Galería Nacional de Arte Antiguo, Roma), donde aparece una joven con turbante que señala una calavera con la mano derecha, mientras que con la otra sujeta un espejo en que se refleja una lámpara de aceite que tiene al lado, situada sobre un reloj de arena. Existen dudas sobre la atribución de esta obra a Bigot o a un maestro anónimo.
Jacques Linard fue autor de cuadros alegóricos —como los Cinco sentidos o los Cuatro elementos— y naturalezas muertas, pobladas de detalles anecdóticos de evocación poética, lo que lo aleja del naturalismo del bodegón flamenco y neerlandés. Fue autor de la Vanitas del Museo del Prado (1640-1645), en que colocó un cráneo sobre un libro y un jarrón con un clavel al lado, una composición sencilla, pero evocadora.
Simon Renard de Saint-André fue pintor y grabador, un insigne retratista muy apreciado en su tiempo. Fue autor de varias vanidades, como las del Museo Garinet de Châlons-en-Champagne, el Museo de Bellas Artes de Marsella y el Museo de Bellas Artes de Estrasburgo. Destaca Vanitas (c. 1650, Museo de Bellas Artes de Lyon), donde una calavera coronada de laurel evoca la fama póstuma de un poeta, quizá Balthazar Cozon, cuyos versos manuscritos aparecen bajo el cráneo. Otros elementos de la imagen son medallas, partituras, flautas, una concha vacía, un vaso roto, una botella de vino y pompas de jabón.
Cabe mencionar también a la pintora Madeleine Boullogne, perteneciente a una familia de pintores caracterizados por aunar el clasicismo francés con el caravaggismo italiano. Se especializó en naturalezas muertas, especialmente obras en las que se amontonaban trofeos, armaduras e instrumentos musicales, de las que se conservan cuatro en el palacio de Versalles. En su Vanitas del Museo de Bellas Artes de Mulhouse dispuso encima de una mesa con un tapete rojo varios libros, dos calaveras, un espejo, un candelabro y un reloj de arena.

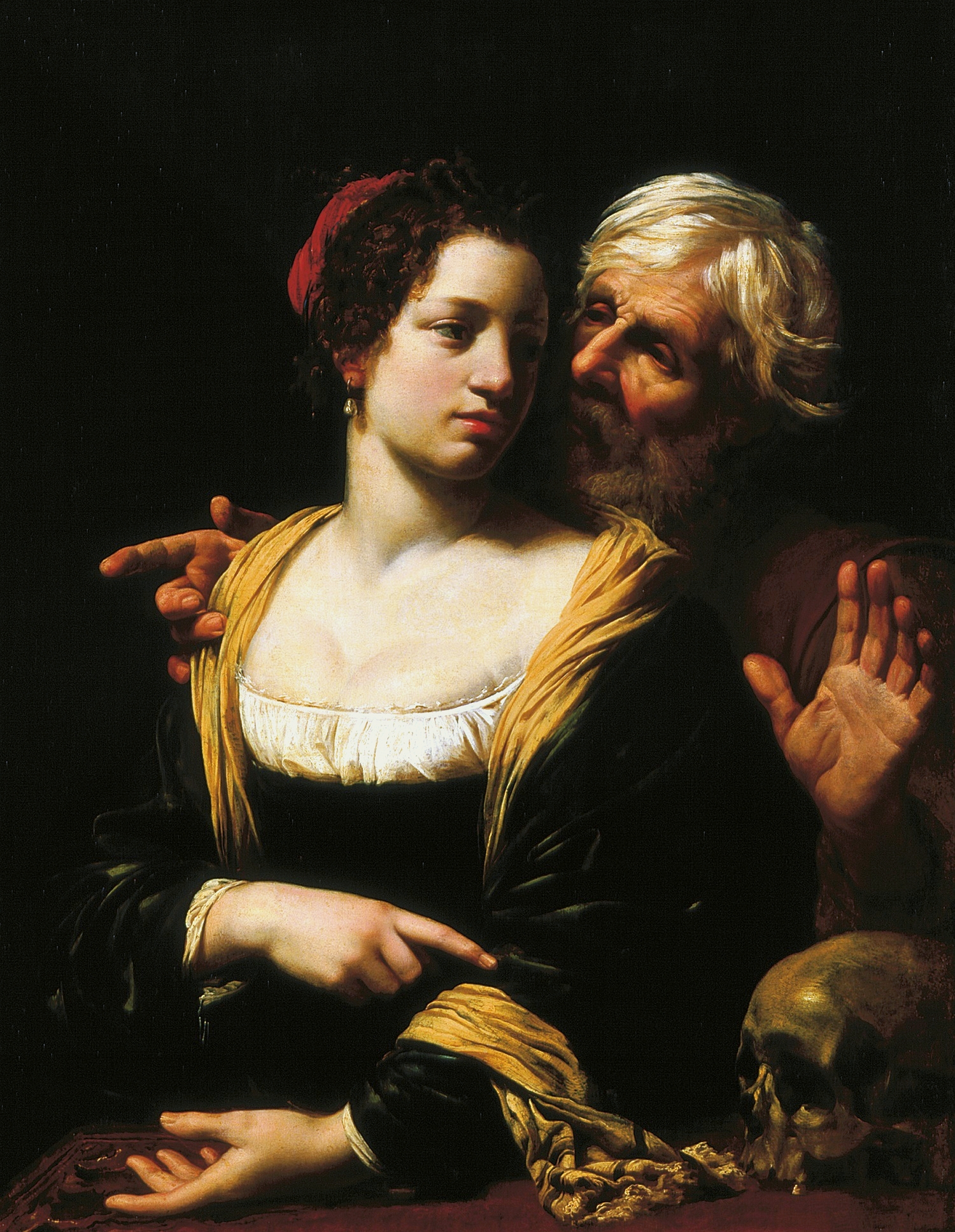
La pareja mal emparejada (1621), de Simon Vouet, Museo Nacional de Varsovia
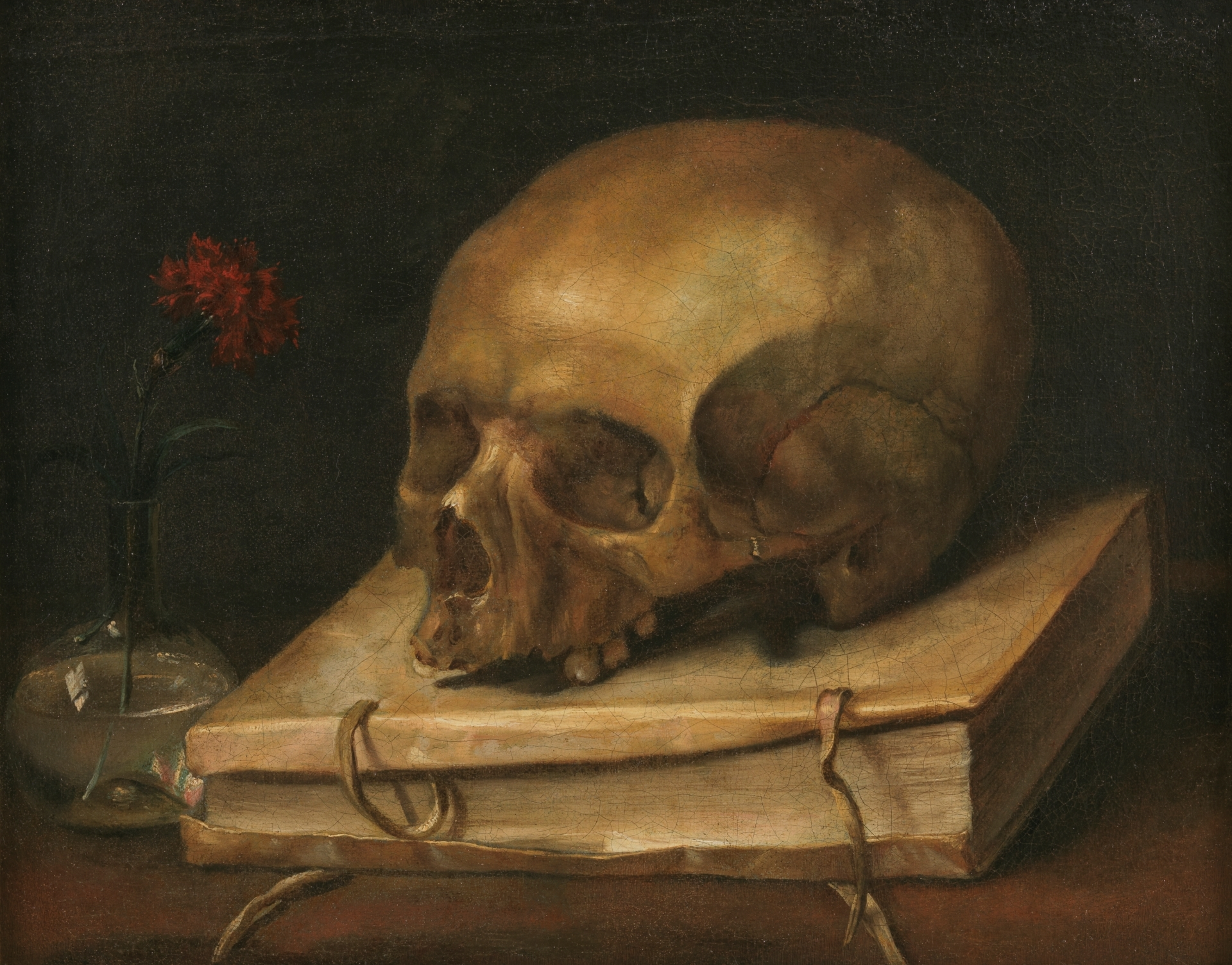
Vanitas (1640-1645), de Jacques Linard, Museo del Prado, Madrid
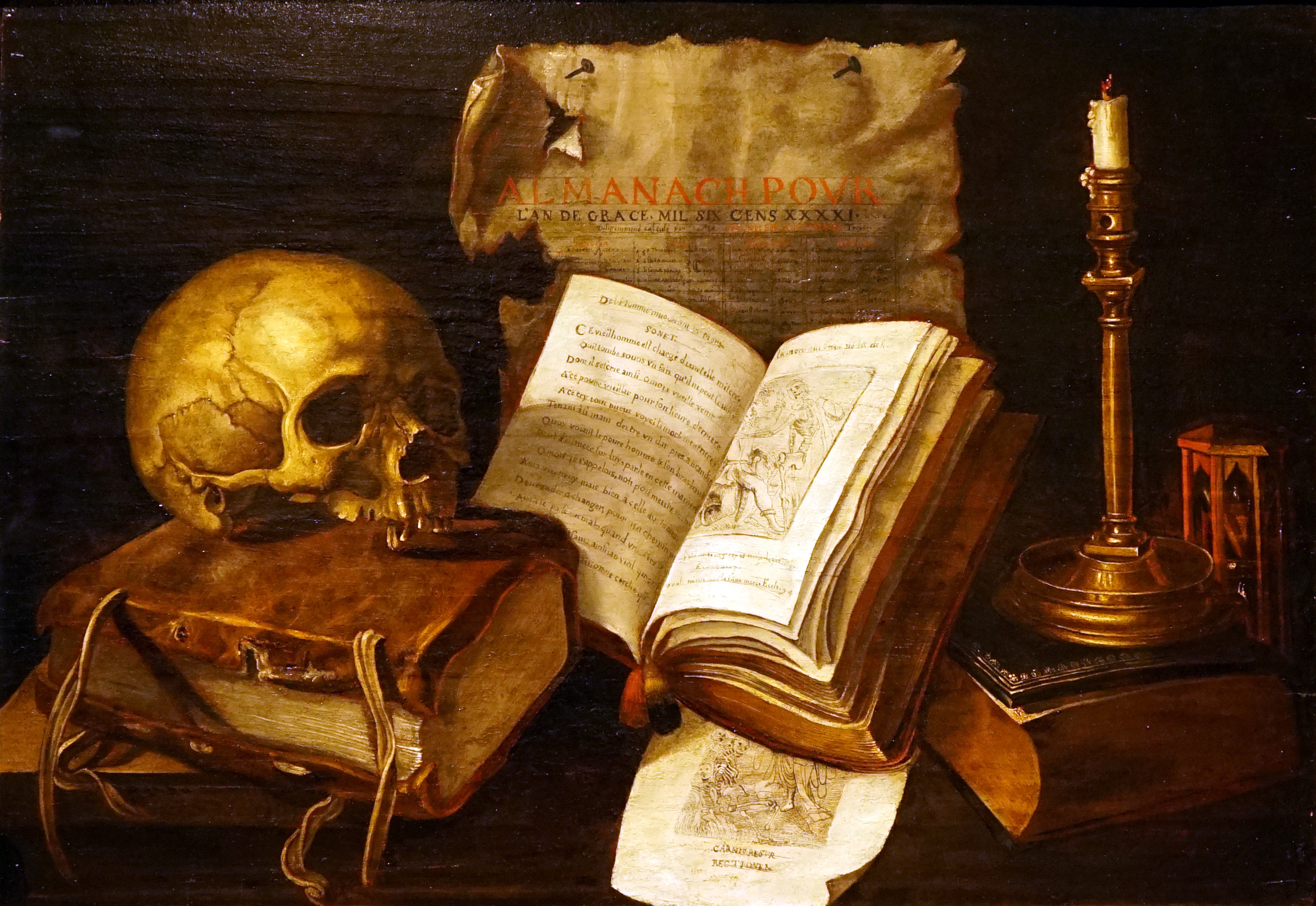
Vanitas (1641), de Damien Lhomme, Musée Saint Loup, Troyes
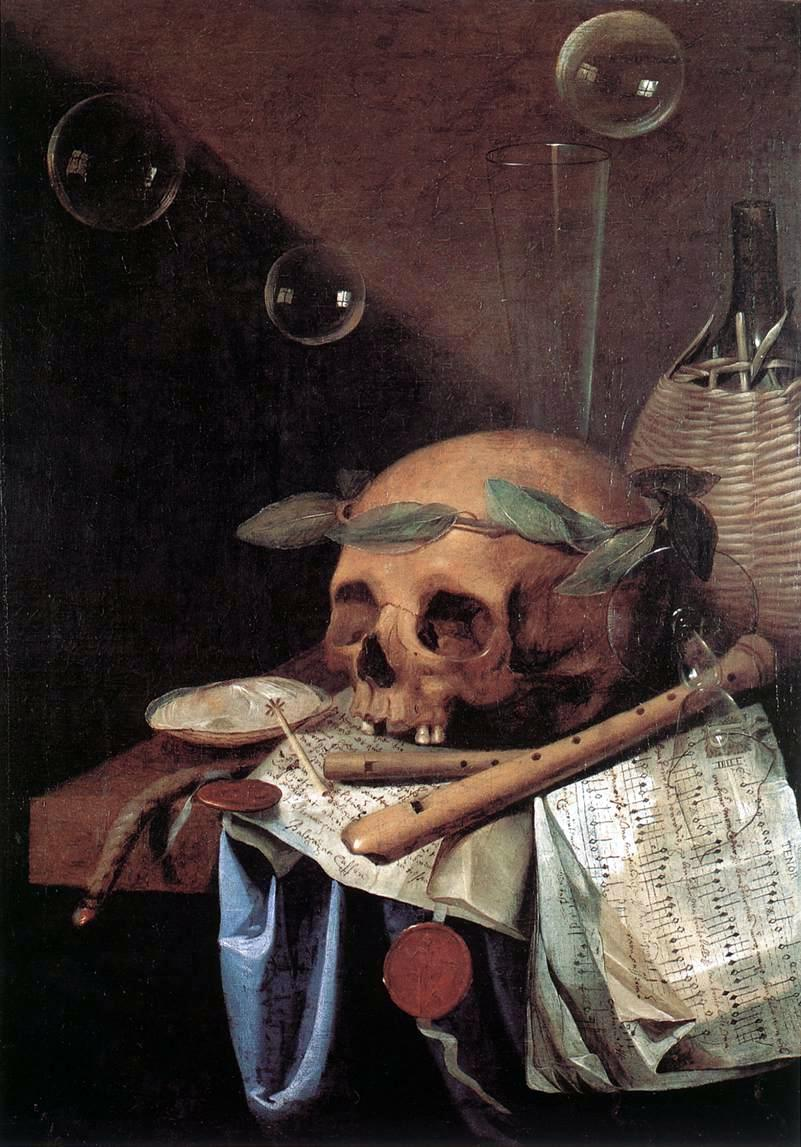
Vanitas (c. 1650), de Simon Renard de Saint-André, Museo de Bellas Artes de Lyon
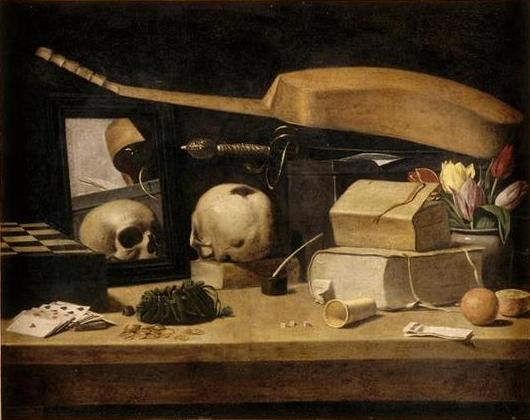
Vanitas (c. 1650), anónimo, Museo del Louvre, París
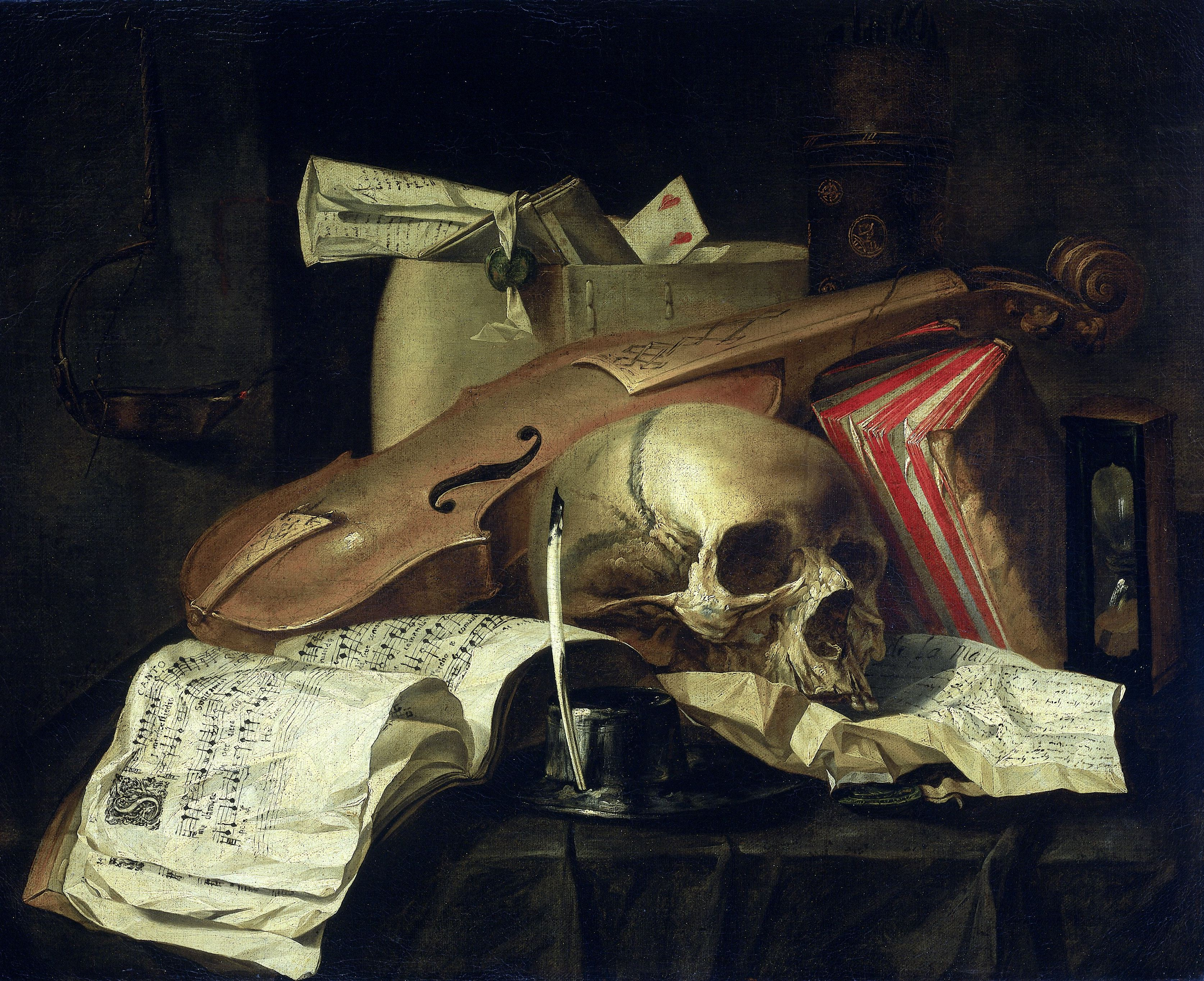
Vanitas con violín, libro, calavera y pluma (1660), de N.L. Peschier, Rijksmuseum, Ámsterdam
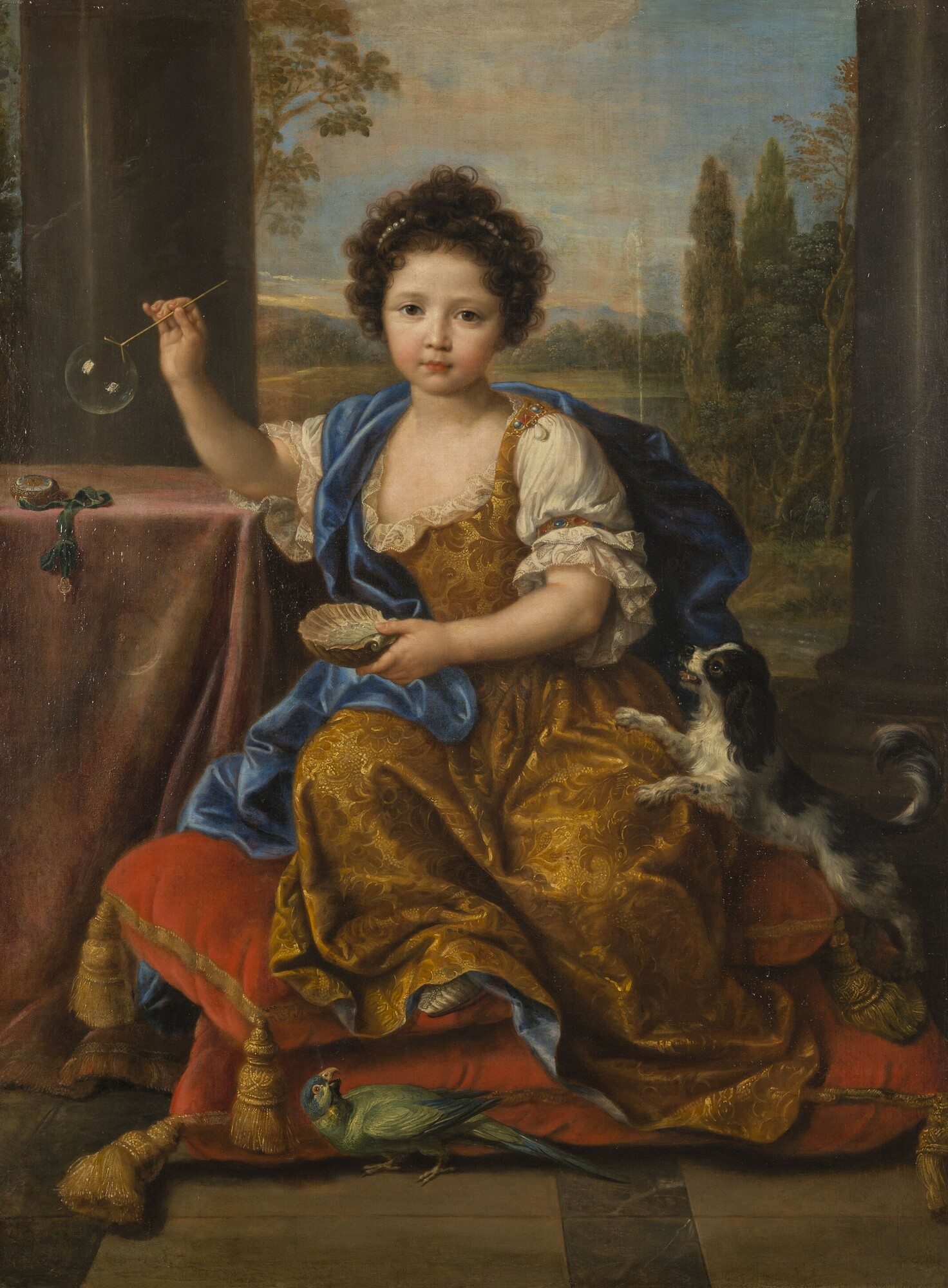
Niña haciendo pompas de jabón (1674), de Pierre Mignard, palacio de Versalles
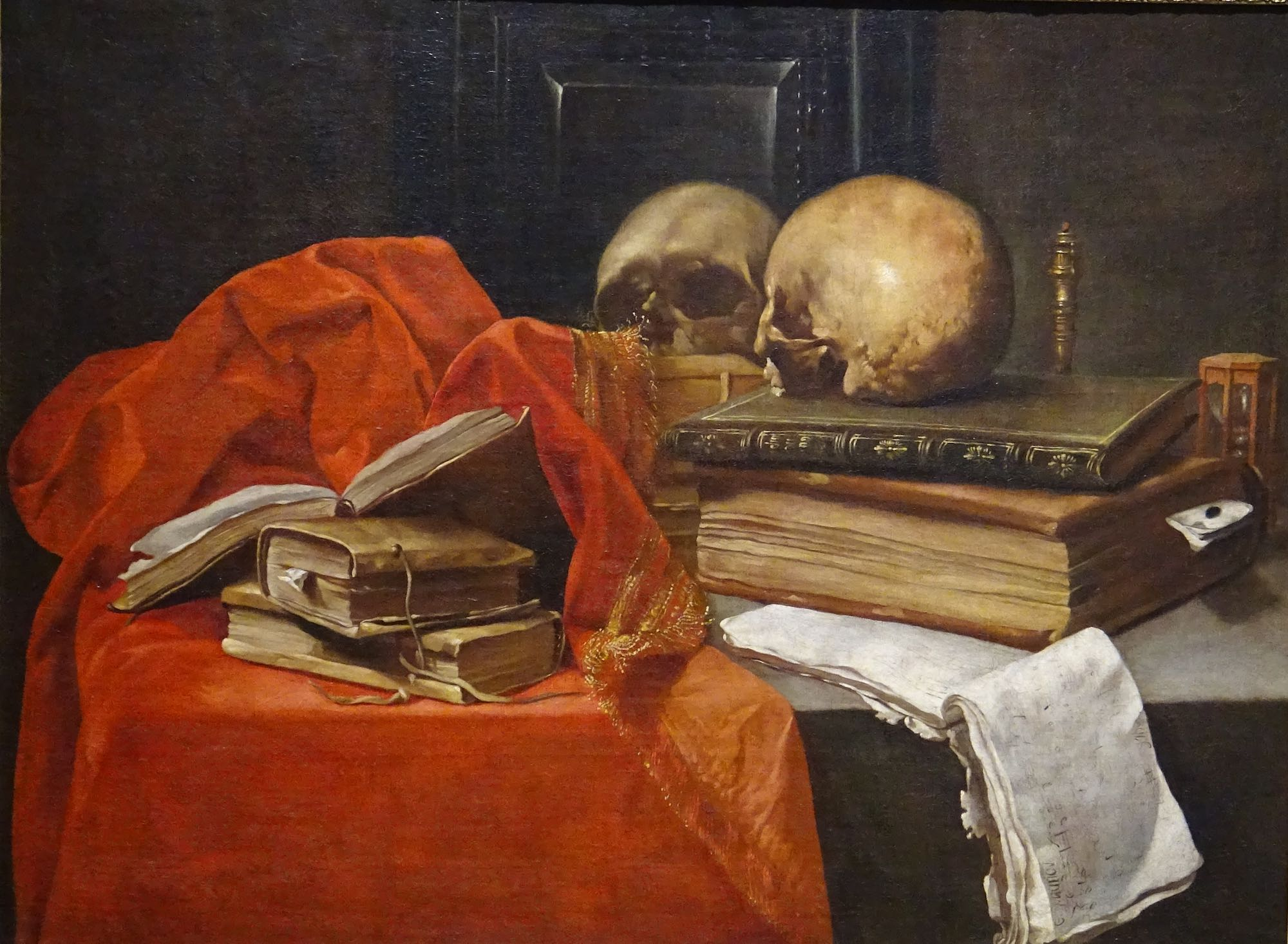
Vanitas, de Madeleine Boullogne, Museo de Bellas Artes de Mulhouse

#### Alemania

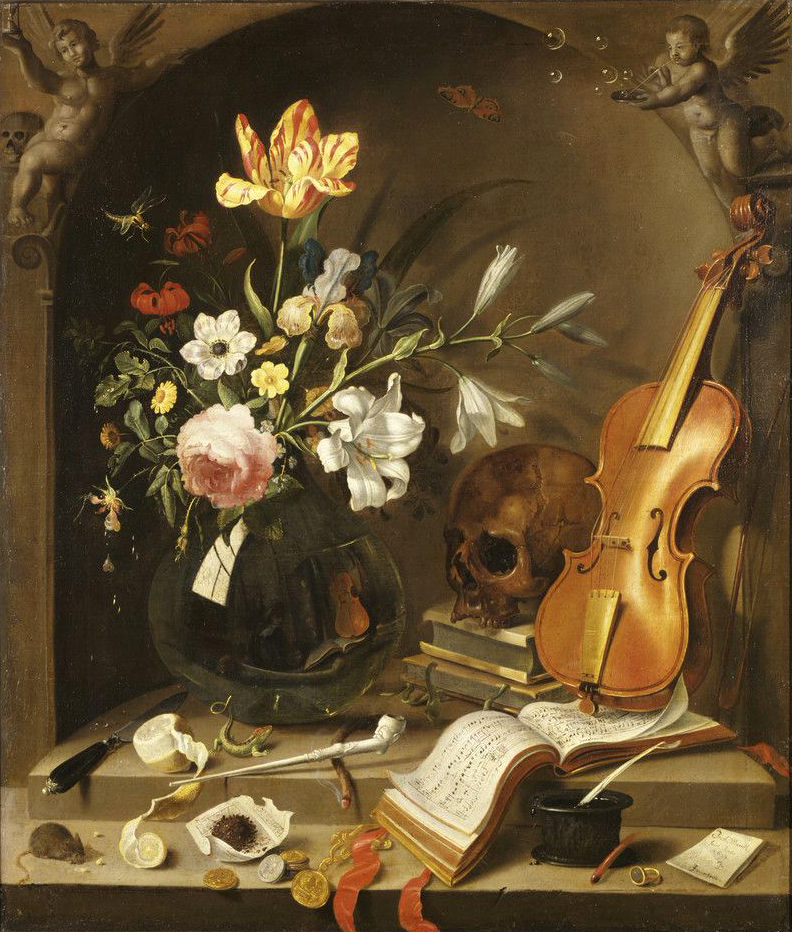
Vanitas (1637), de Jacob Marrel, Kunsthalle, Karlsruhe

En Alemania, este género estuvo bastante vinculado al tema del «sentimiento de la muerte», intrínseco a la cultura de ese país. Georg Flegel fue el introductor del bodegón como género autónomo en Alemania, siguiendo los pasos iniciados en los Países Bajos. Su especialidad fue la del «almuerzo», mesas servidas con alimentos de todo tipo, en ocasiones con flores u otras plantas e, incluso, insectos, con un estilo austero y minucioso. En los últimos años de su carrera (1635-1638) este tipo de representaciones evolucionaron hacia un tono más marronáceo e iluminado por la luz de una vela que se consume, evocando como en las vanitas el carácter efímero de las cosas terrenales.
Cabe destacar a Johann Georg Hainz, un pintor casi desconocido en lo que respecta a su biografía. Se le conoce activo en Leipzig y, posteriormente, Hamburgo, donde realizó especialmente bodegones de influencia neerlandesa, con un gusto preferente por los objetos preciosos, tratados con una extrema precisión, destinados a coleccionistas, como en Alacena de orfebrería y calavera (1666, Kunsthalle de Hamburgo).

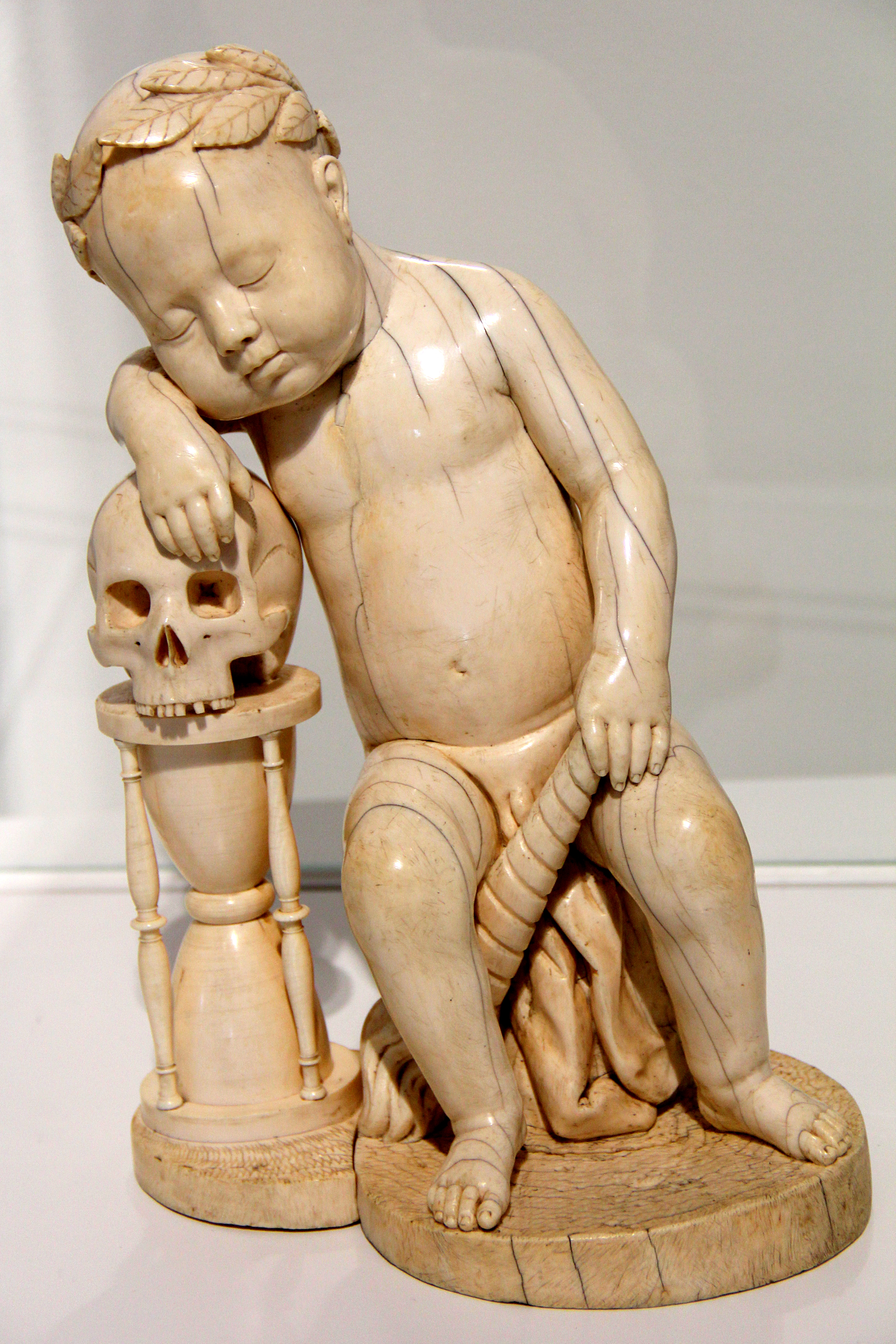
Niño dormido con calavera, de Leonhard Kern, Museo Louvre-Lens

Johann Heinrich Schönfeld, de formación manierista, pasó una estancia de unos diez años en Italia, primero en Roma, donde recibió la influencia de Adam Elsheimer, y después en Nápoles, donde evidenció el influjo de Aniello Falcone y Salvator Rosa. Desarrolló un estilo poético e intimista, de sutil colorido y pequeño formato. En su obra diversificó paisajes idílicos y escenas religiosas y mitológicas de aire bucólico con el género de las vanidades, en obras donde objetos como velas que se apagan, pompas de jabón, animales muertos, sepulcros y sarcófagos, paisajes desolados o arquitecturas en ruinas expresan la precariedad de las cosas y lo efímero de la vida. Entre sus obras destaca El Tiempo (Cronos) (c. 1645, Deutsche Barockgalerie im Schaezlerpalais, Augsburgo), en la que un Cronos alado en actitud melancólica se apoya en un zócalo con la inscripción Il Tempo, sobre el que se encuentran una vela y un reloj de arena; al lado, un amorcillo hace pompas de jabón.
Un artista a caballo entre Alemania y Países Bajos fue Jacob Marrel. Fue discípulo de Georg Flegel en Fráncfort de 1627 a 1632, año en que se trasladó a Utrecht, donde fue discípulo de Jan Davidsz. de Heem. Residió en esa ciudad hasta 1650, y de nuevo entre 1659 y 1669. Se especializó en bodegones de guirnaldas y jarrones de flores. Entre sus obras se encuentra una Vanitas (1637, Kunsthalle de Karlsruhe), donde sitúa un jarrón de flores, una calavera, un violín, un libro, un tintero, una pipa y diversos objetos más, así como un ratón y varios insectos, enmarcados en un nicho con figuras de angelotes en los flancos superiores, uno de ellos haciendo pompas de jabón.
Discípulo suyo fue Abraham Mignon, que se trasladó con su maestro a Utrecht y trabajó igualmente en el taller de Heem, cuyo estilo imitó inicialmente, aunque posteriormente evolucionó hacia un tipo de obras más finas y precisas, de gran virtuosismo. Elaboró principalmente cuadros de flores, acompañadas generalmente de gatos, pájaros o insectos. Entre sus obras se encuentra Bodegón de flores con naranja, reloj de arena y calavera (c. 1670, colección privada), un exuberante jarrón de flores con insectos volando situado sobre una mesa en cuyo lado derecho se aprecia una calavera y un reloj de arena.
Otro discípulo de Marrel fue Johann Andreas Graff, pintor y grabador, autor con su esposa Maria Sibylla Merian de ilustraciones botánicas, así como vistas de ciudades y edificios. Fue autor de una Vanitas (c. 1680-1690, colección privada) en que aparece una calavera con un pergamino con la inscripción memento mori, junto a una estatuilla, una vasija, unas medallas y una paleta y pinceles de pintor.
Cabe mencionar en el campo de la escultura a Leonhard Kern, autor de Niño dormido con calavera (segunda mitad del siglo XVII, Museo Louvre-Lens), una obra de marfil que representa a un niño dormido, desnudo y tocado con una corona de laurel, que se apoya sobre una calavera situada encima de un reloj de arena, dos símbolos arquetípicos de la vanitas. Sujeta con una mano una antorcha invertida, otro símbolo de la vida que se apaga.
En el terreno del grabado hay que mencionar al suizo Matthäus Merian, activo en Basilea y posteriormente en Fráncfort, especializado en planos y vistas de ciudades. Fue autor de varias «danzas de la muerte» y alguna vanitas, como Memento mori (Finis coronat opus) (1649), inspirada en el grabado de Hondius de 1626: sobre un libro flanqueado por un candelabro y un jarrón de flores se sitúa un cráneo coronado de laurel con un reloj de arena encima que tiene dos alas, una de ángel y otra de demonio, como símbolo de los dos posibles destinos tras la muerte.

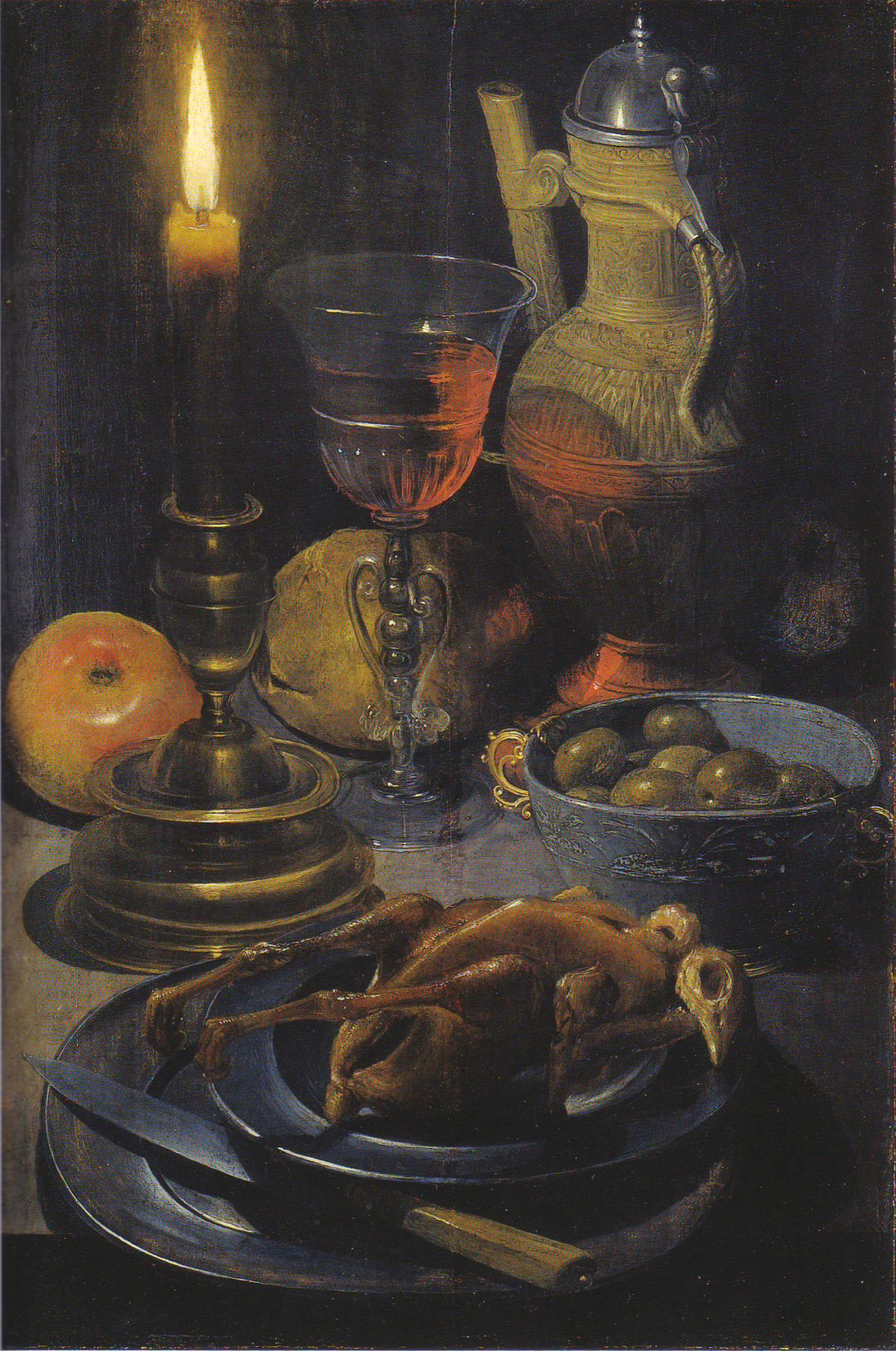
Cena a la luz de las velas (c. 1635-1638), de Georg Flegel, colección privada
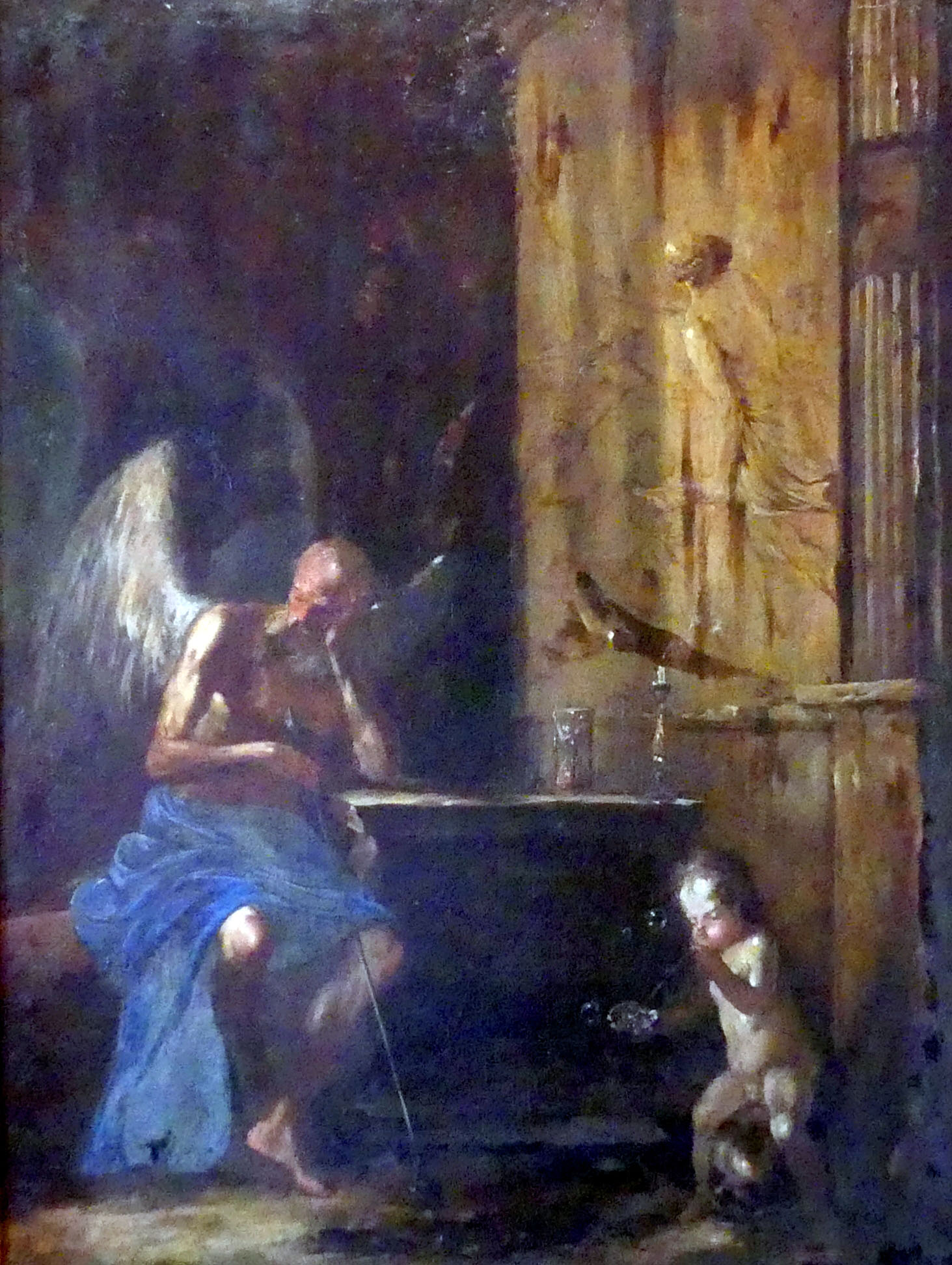
El Tiempo (Cronos) (c. 1645), de Johann Heinrich Schönfeld, Deutsche Barockgalerie im Schaezlerpalais, Augsburgo
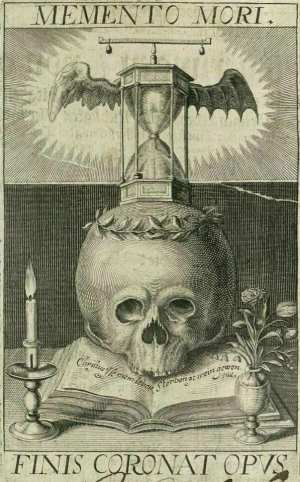
Memento mori (Finis coronat opus) (1649), de Matthäus Merian
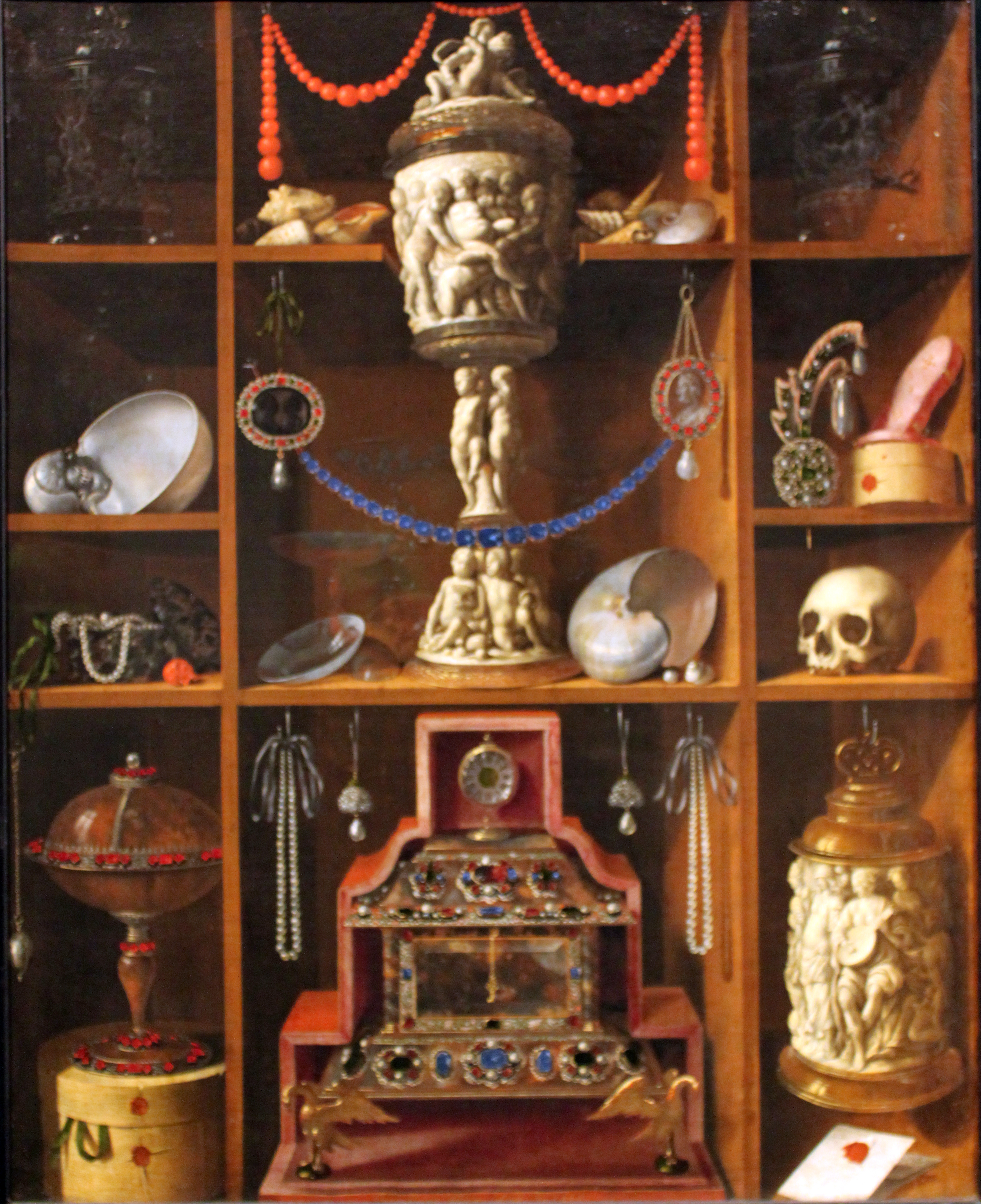
Alacena de orfebrería y calavera (1666), de Johann Georg Hainz, Kunsthalle de Hamburgo
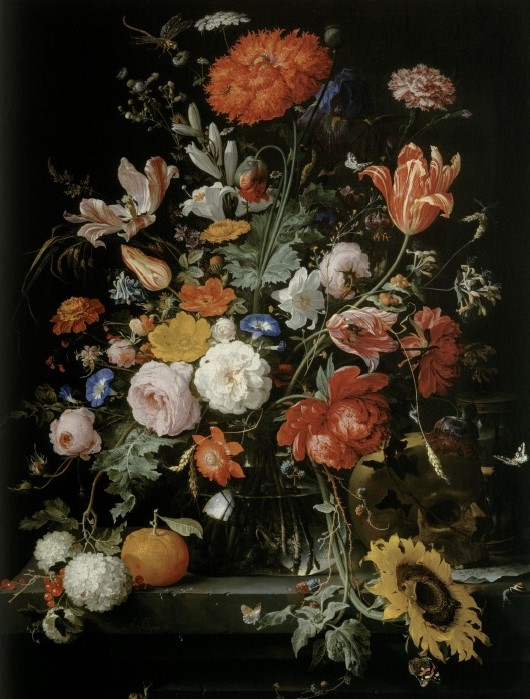
Bodegón de flores con naranja, reloj de arena y calavera (c. 1670), de Abraham Mignon, colección privada
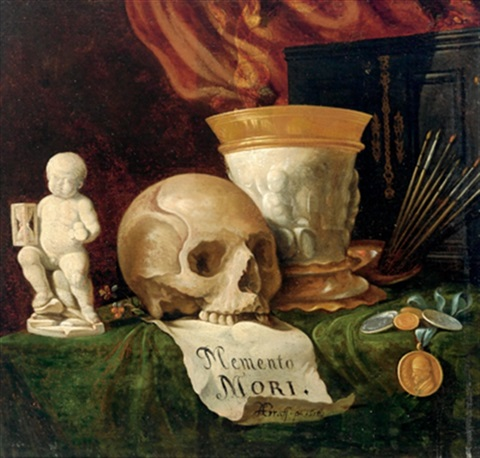
Vanitas (c. 1680-1690), de Johann Andreas Graff, colección privada

#### Italia

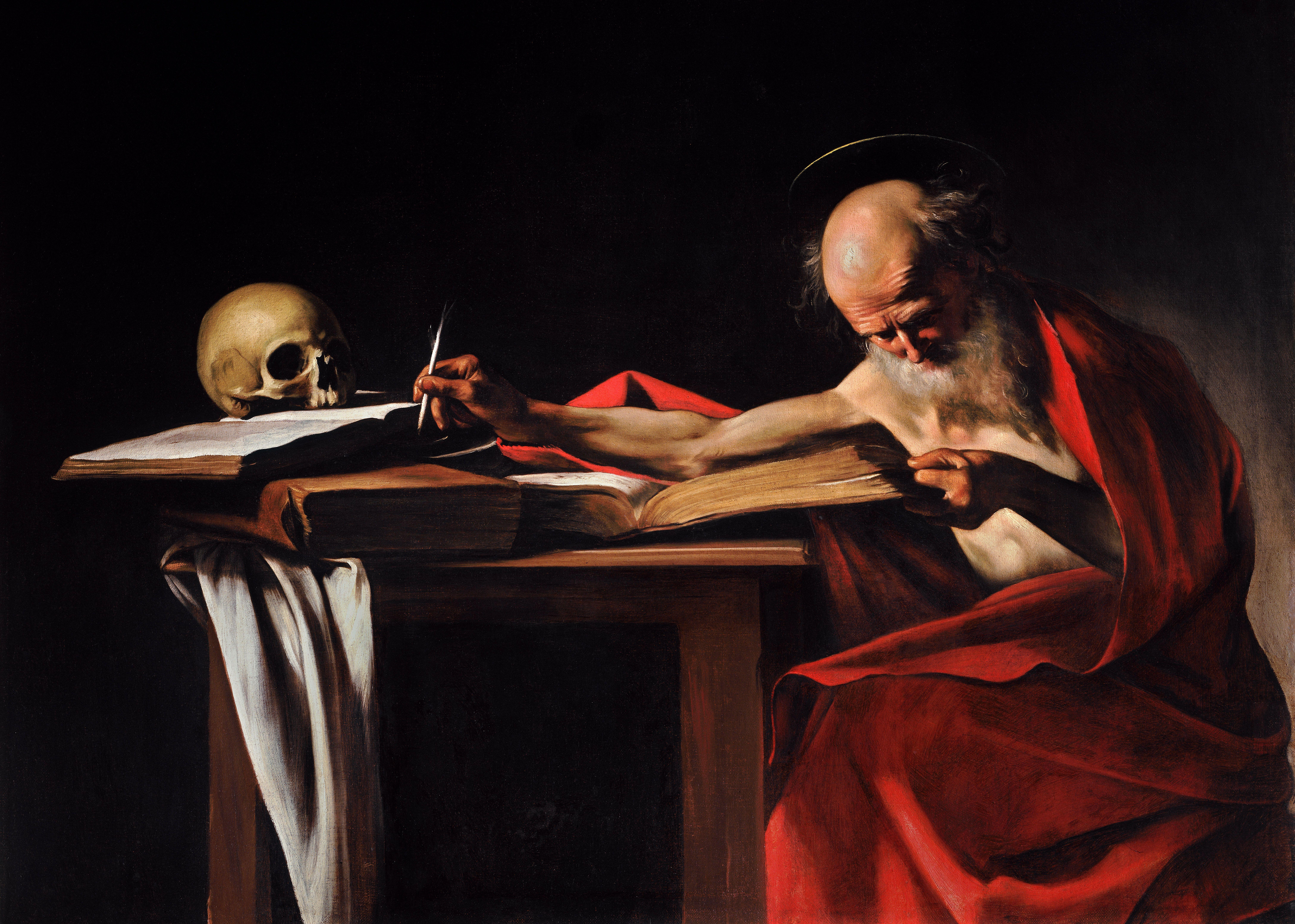
San Jerónimo escribiente (1605), de Caravaggio, Galería Borghese, Roma

La pintura barroca italiana estuvo marcada por dos tendencias contrapuestas: el naturalismo, caracterizado por una representación realista de la naturaleza y la sociedad, que tuvo su máximo exponente en Caravaggio; y el clasicismo, que buscaba una representación idealizada de la naturaleza, surgido en torno a la denominada escuela boloñesa.
Caravaggio fue un artista original y de vida azarosa que, pese a su prematura muerte, dejó numerosas obras maestras en las que se sintetizan la descripción minuciosa de la realidad y el tratamiento casi vulgar de los personajes con una visión no exenta de reflexión intelectual. Fue introductor del tenebrismo, donde los personajes destacan sobre un fondo oscuro, con una iluminación artificial y dirigida, de efecto teatral, que hace resaltar los objetos y los gestos y actitudes de los personajes. Su Cesto con frutas (c. 1596, Pinacoteca Ambrosiana, Milán), sin ser propiamente una vanitas en sentido estricto, se acerca al género por cuanto la representación de la fruta podrida hace evocar la caducidad de las cosas. Fue autor también de un San Jerónimo escribiente (1605, Galería Borghese, Roma), en el que muestra una calavera encima de un libro, como era habitual en la iconografía de este santo.

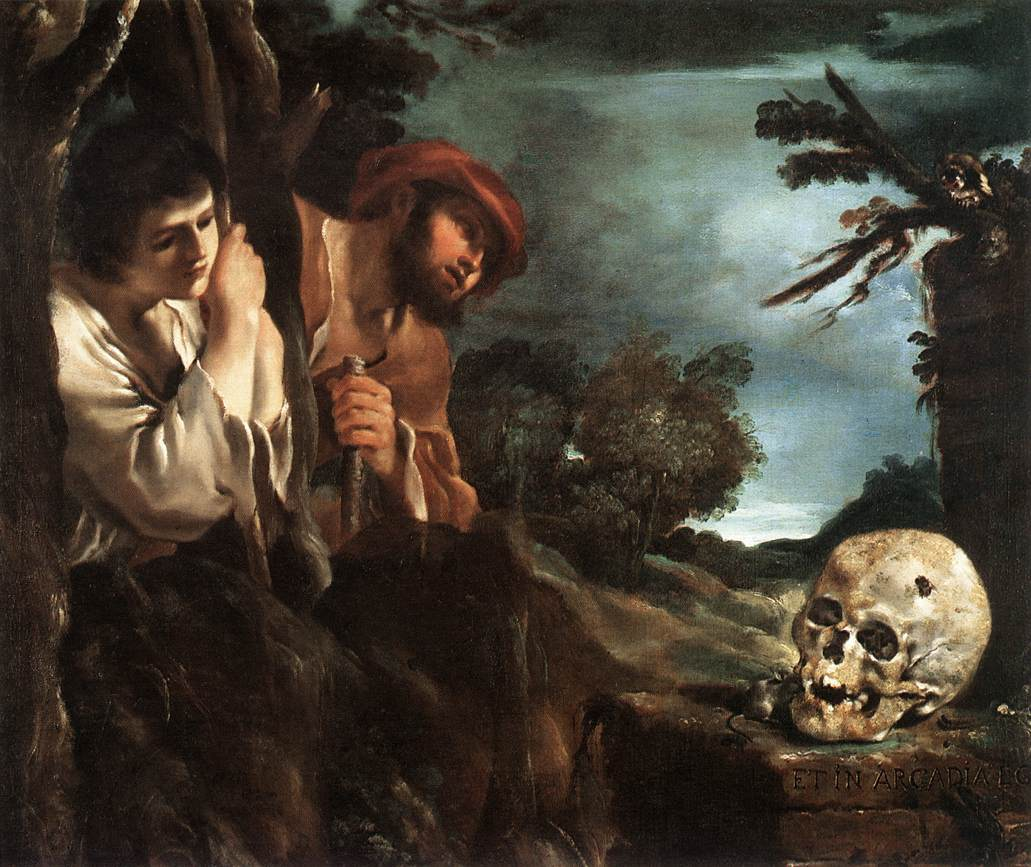
Et in Arcadia ego (1618-1622), de Guercino, Galería Nacional de Arte Antiguo, Roma

Uno de sus discípulos fue Cecco del Caravaggio, un artista posiblemente de origen francés o flamenco del que no se tienen prácticamente datos biográficos, ni siquiera su nombre exacto. Activo en el primer tercio del siglo XVII, realizó obras de una iluminación violenta y expresiva, con personajes de expresión inquieta. Fue autor de Magdalena penitente (c. 1610-1620, Städtische Kunstsammlungen, Augsburgo), en el que la santa contempla un crucifijo mientras apoya su brazo derecho sobre una calavera situada encima de un libro.
En el seno del clasicismo, de corte idealista y por tanto alejado del dramatismo de este tipo de escenas, se encuentran pocos ejemplos, pero cabe resaltar, sin embargo, una obra de Guercino, Et in Arcadia ego (1618-1622, Galería Nacional de Arte Antiguo, Roma), una escena pastoril, pero con mensaje relativo al memento mori: frente a un paisaje boscoso, dos pastores contemplan una calavera, situada sobre un pedestal con la inscripción Et in Arcadia ego («yo también estoy en Arcadia»), en alusión a la Muerte, que también se halla en el paraíso. El cráneo está en fase de descomposición, roído por un ratón y varios insectos.

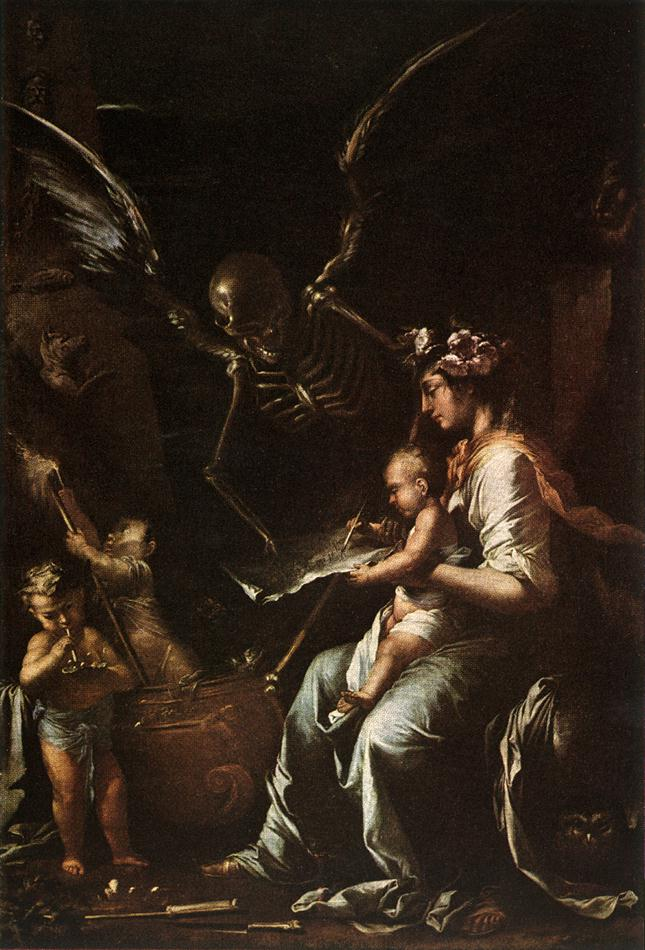
Humana fragilitas (1657), de Salvator Rosa, Fitzwilliam Museum, Cambridge

Un artista original fue Salvator Rosa, un pintor excéntrico, de fuerte temperamento, un romántico avant-la lettre, autor de cuadros en los que mostró un sentimentalismo melancólico y una gran fantasía creadora. Estuvo influido por el caravaggismo y el populismo de los bamboccianti, aunque hacia la mitad de su carrera se decantó hacia el clasicismo, para evolucionar más tarde a un estilo anticlásico que se podría considerar prerromántico. Fue autor de Humana fragilitas (1657, Fitzwilliam Museum, Cambridge), una alegoría donde aparece una mujer que sostiene un niño en su regazo, el cual escribe sobre un pergamino que le tiende la Muerte —en forma de esqueleto alado— una frase de Adán de San Víctor: Conceptio culpa, Nasci pena, Labor vita, Necesse mori («la concepción es un pecado, el nacimiento es dolor, la vida es un trabajo, la muerte es una necesidad»). En la esquina inferior izquierda aparecen otros dos niños, uno que enciende una antorcha, símbolo de lo efímero, y otro que hace pompas de jabón, símbolo de la fragilidad humana. En la esquina inferior derecha figura una lechuza, considerada generalmente un ave de mal augurio y muerte. Detrás de la mujer hay un busto de Término, el dios de los límites e hitos fronterizos.

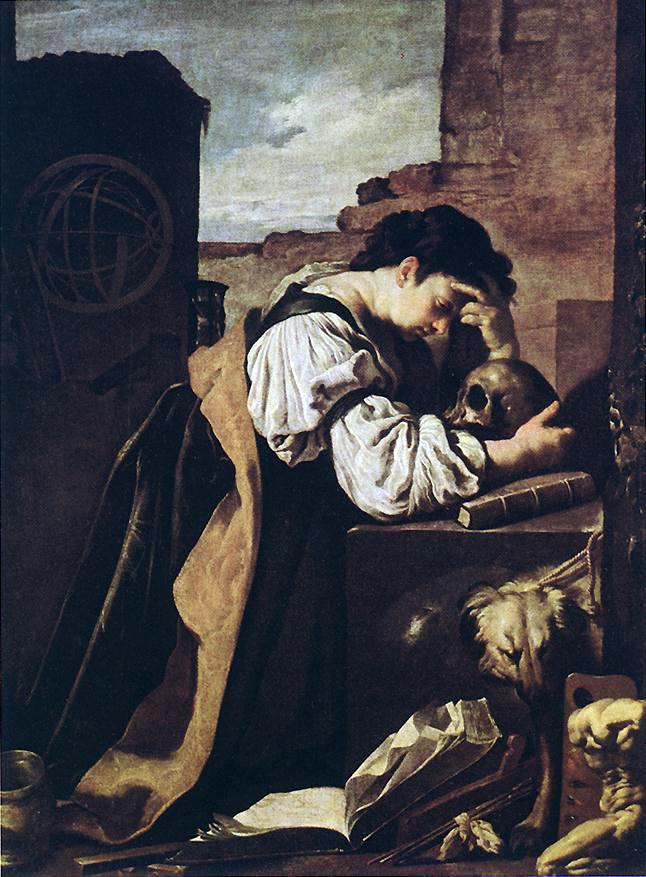
La Melancolía (c. 1620), de Domenico Fetti, Museo del Louvre, París

Giuseppe Recco, miembro de una familia napolitana de bodegonistas, se formó con el lombardo Evaristo Baschenis, por lo que aglutinó el estilo de ambas escuelas, al que añadió cierta influencia de Caravaggio y de la pintura española. Se especializó en bodegones de peces, situados en escaparates o, en ocasiones, en paisajes o cuevas marinas, con un colorido de gran lirismo. Fue autor de Vanitas con una calavera descansando sobre un libro con otros objetos de peltre sobre una mesa cubierta de alfombras (colección privada).
Domenico Fetti fue un pintor de corta carrera —murió a los treinta y cuatro años—, que recibió la influencia de Caravaggio y de la pintura veneciana, con un estilo de rico cromatismo y pincelada ligera, de tono poético y algo romántico, con gusto por lo anecdótico. Fue autor de La Melancolía (c. 1620, Museo del Louvre, París), donde una mujer contempla una calavera en actitud melancólica; a sus pies se encuentran diversos objetos alusivos a las artes (cepillo, paleta, pincel, modelo de torso) y las ciencias (astrolabio, libro, manual de geometría), como metáfora de que estos conocimientos no son sino más que problemas irresolubles que generan melancolía.

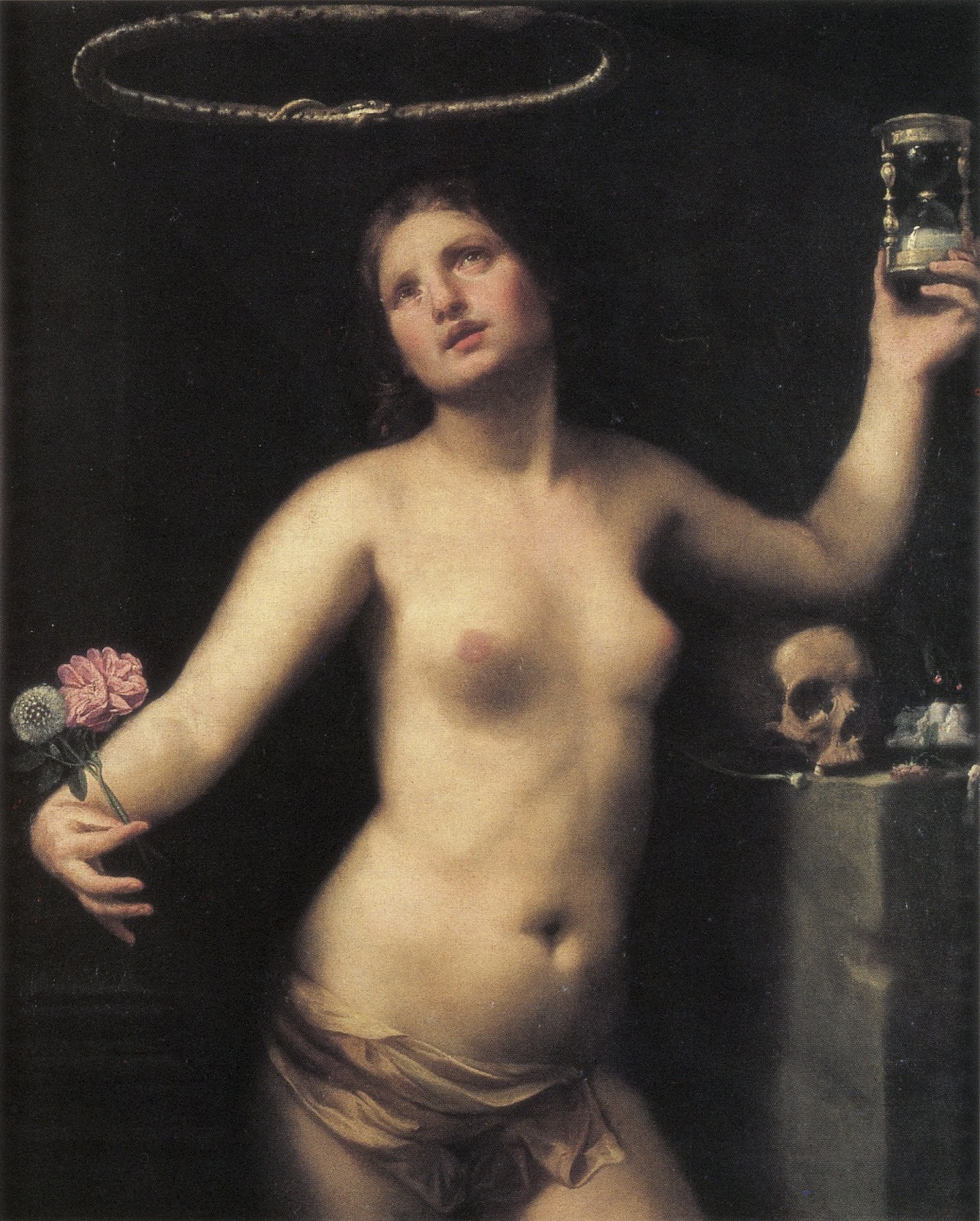
Alegoría de la vida humana (c. 1650), de Guido Cagnacci, Fondazione Cavallini Sgarbi, Ro

Pietro Negri fue un artista a caballo entre el tardomanierismo y el naturalismo tenebrista. Fue autor de Vanitas (1662, Museo del Prado, Madrid), llamada anteriormente Magdalena penitente, pero más tarde reinterpretada como una alegoría de la vanidad, ya que su vestido lujoso —pese a tener el torso desnudo—, sus joyas, la cinta que le cruza el pecho y su cabello arreglado no cuadraban bien con la iconografía habitual de la Magdalena. Se acompaña además de los elementos habituales que expresan la fugacidad de la vida: la calavera, la vela que se apaga y el reloj de arena.
De tendencia naturalista, Guido Cagnacci fue autor preferentemente de cuadros religiosos, aunque al final de su carrera trató también temas profanos y algunos desnudos. Entre sus obras se encuentra una Alegoría de la Vanitas y de la Penitencia (Museo de Picardía, Amiens) y una Alegoría de la vida humana (c. 1650, Fondazione Cavallini Sgarbi, Ro).

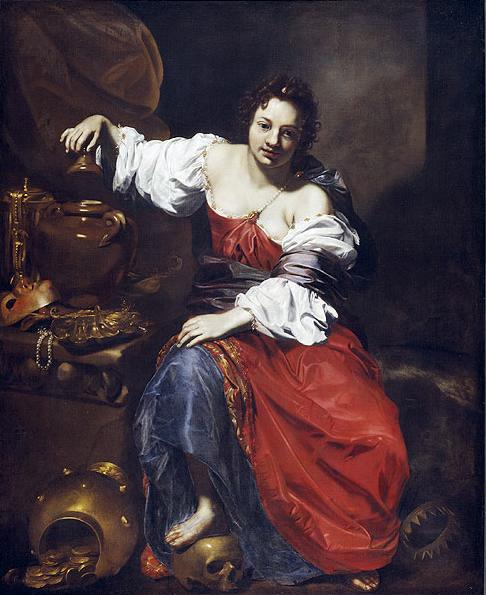
Alegoría de la vanidad (Pandora) (1626), de Nicolas Régnier, Galería Estatal de Stuttgart

Giovanna Garzoni se especializó en miniaturas y pinturas de pequeñas dimensiones, a menudo sobre pergamino, destinadas por lo general a clientes aristocráticos. Con un estilo aparentemente frágil, sus obras destacan, sin embargo, por su virtuosismo, con un grafismo nítido y un colorido de cierta transparencia y aire sugestivo. Por lo general, sus imágenes se centraban en uno o pocos objetos, mostrados en primer término y con fondos planos, generalmente de color claro. Realizó varias obras del género: Calavera, libros y una medalla con el retrato de Francesco dei Medici, Calavera y reloj, Bodegón con frutas, calavera y botella y Bodegón con frutas, calavera y un tulipán.
De origen flamenco, Nicolas Régnier se estableció en Italia en 1615, primero en Roma y luego en Venecia, donde desarrolló su carrera, en un estilo inicialmente caravaggista, influido por la obra de Bartolomeo Manfredi, y más adelante marcado por la escuela veneciana, con obras decorativas y suntuosas, generalmente escenas históricas, mitológicas o alegorías. Fue autor de Alegoría de la vanidad  (Pandora) (1626, Galería Estatal de Stuttgart), en que aparece una joven elegantemente vestida junto a una mesita con una vasija, una máscara de teatro y diversas joyas, mientras con el pie pisa una calavera.
Giovanni Martinelli fue un pintor florentino cercano al naturalismo, pero con un espíritu poético y melancólico, de sencillez narrativa y estilo luminoso, algo arcaizante. En La muerte llega a la mesa del banquete (Memento Mori) (1635, Museo de Arte de Nueva Orleans) representó la llegada de la Muerte en forma de esqueleto con un reloj de arena en la mano a un banquete, cuyos comensales la miran horrorizados.
Apodado il Genovesino, Luigi Miradori denota una formación entre Lombardía y Génova, con influencia de Adam Elsheimer y de la pintura española. Autor en su mayoría de obras religiosas, cabe destacar en el género estudiado su Cupido dormido (c. 1650, Museo Civico Ala Ponzone, Cremona), en que aparece Cupido, el dios del deseo amoroso, dormido con la cabeza apoyada en una calavera, con un jarrón de flores a su lado.
Otro destacado bodegonista fue Pier Francesco Cittadini, formado con Guido Reni, representante de un tipo de bodegones opulentos de influencia flamenco-neerlandesa, poblados de objetos preciosos, vajillas y alfombras orientales. Fue autor de Vanitas con violín, libro de música, florero y calavera (1681, colección privada).
Cabe destacar por último, en el arte de la escultura, una obra de Gianlorenzo Bernini, arquitecto y escultor, uno de los principales artífices de la Roma papal de su tiempo, autor del baldaquino de San Pedro y de la columnata de la plaza de San Pedro. Entre sus obras se encuentra la tumba de Alejandro VII (1671, basílica de San Pedro del Vaticano), un conjunto escultórico en mármol y bronce presidido por una estatua del pontífice arrodillado en actitud de oración, bajo cuya figura aparece el esqueleto de la Muerte con un reloj de arena, flanqueado a la izquierda por la Caridad y la Prudencia y a la derecha por la Verdad y la Justicia. El sentido alegórico de estas figuras significa el triunfo del Tiempo sobre la Vida y de la Verdad sobre el Tiempo.

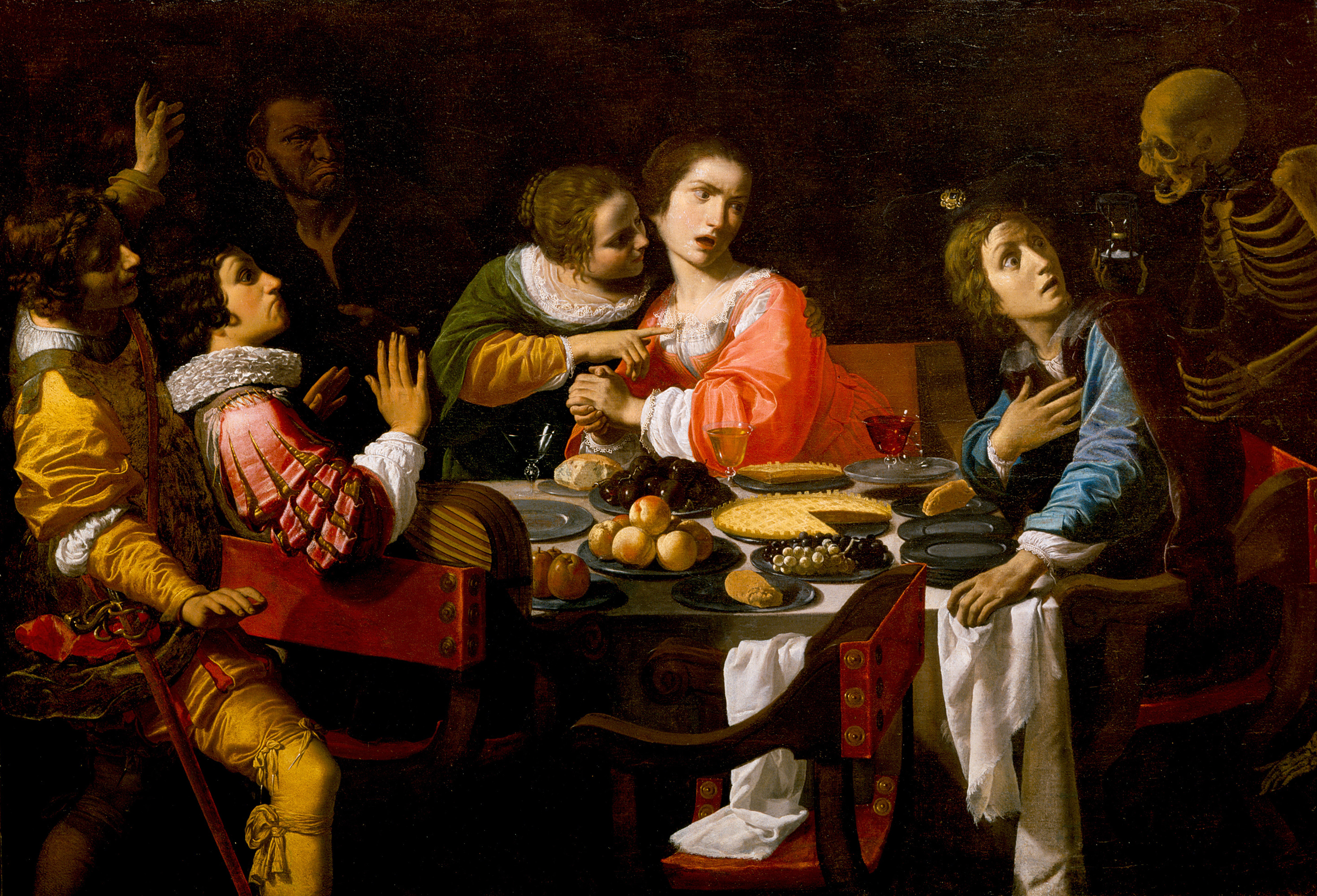
La muerte llega a la mesa del banquete (Memento Mori) (1635), de Giovanni Martinelli, Museo de Arte de Nueva Orleans
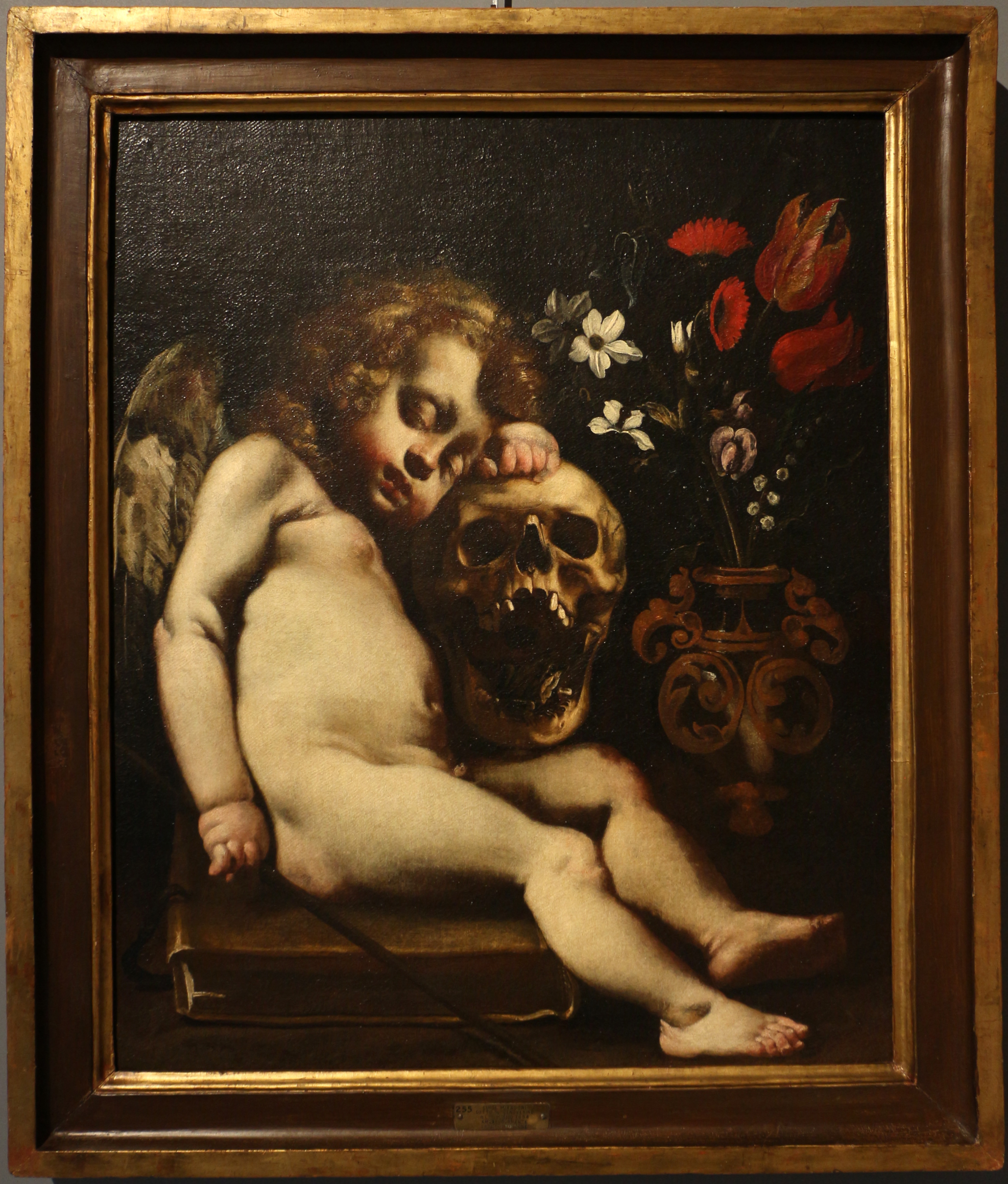
Cupido dormido (c. 1650), de Luigi Miradori, Museo civico Ala Ponzone, Cremona
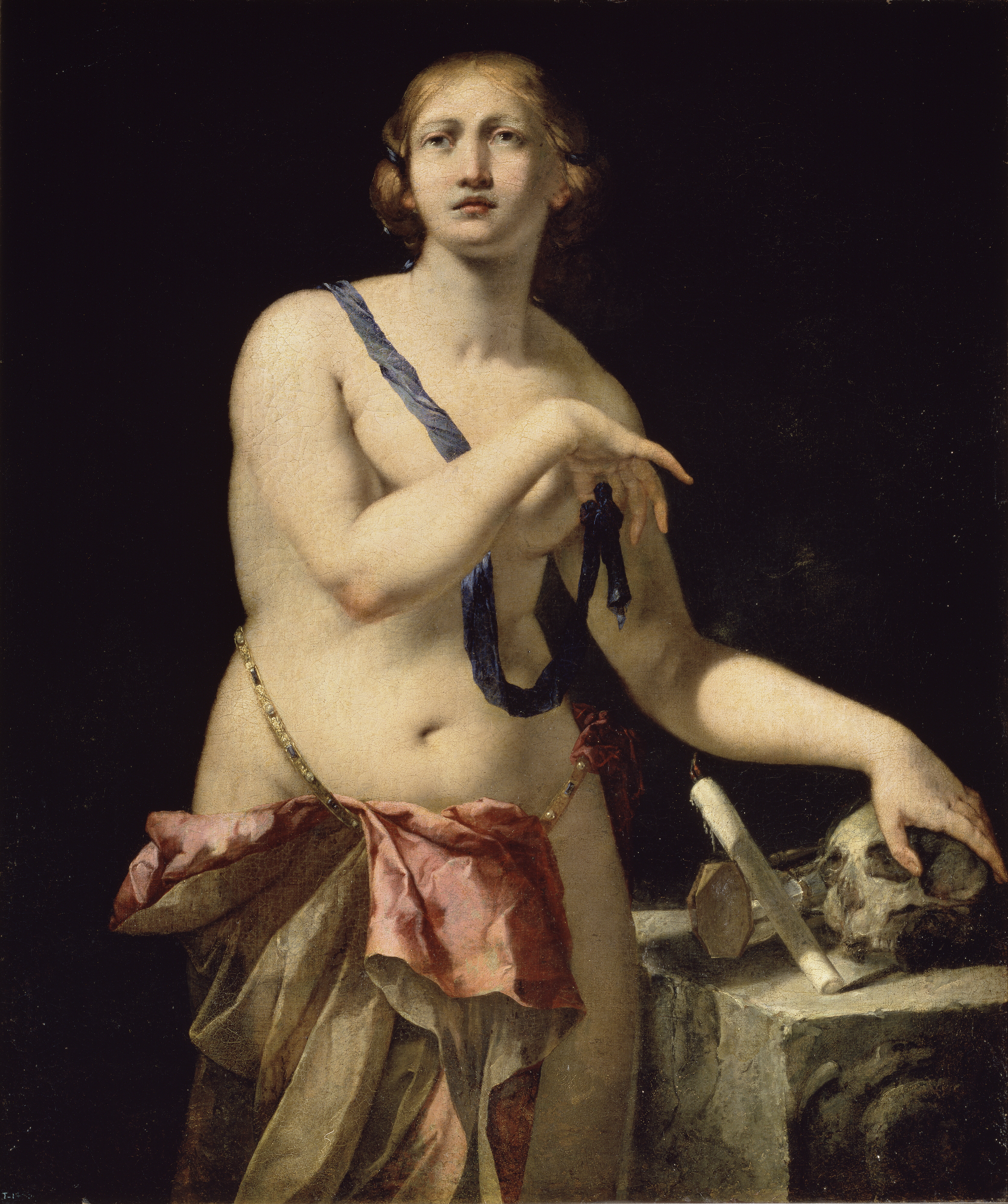
Vanitas (1662), de Pietro Negri, Museo del Prado, Madrid
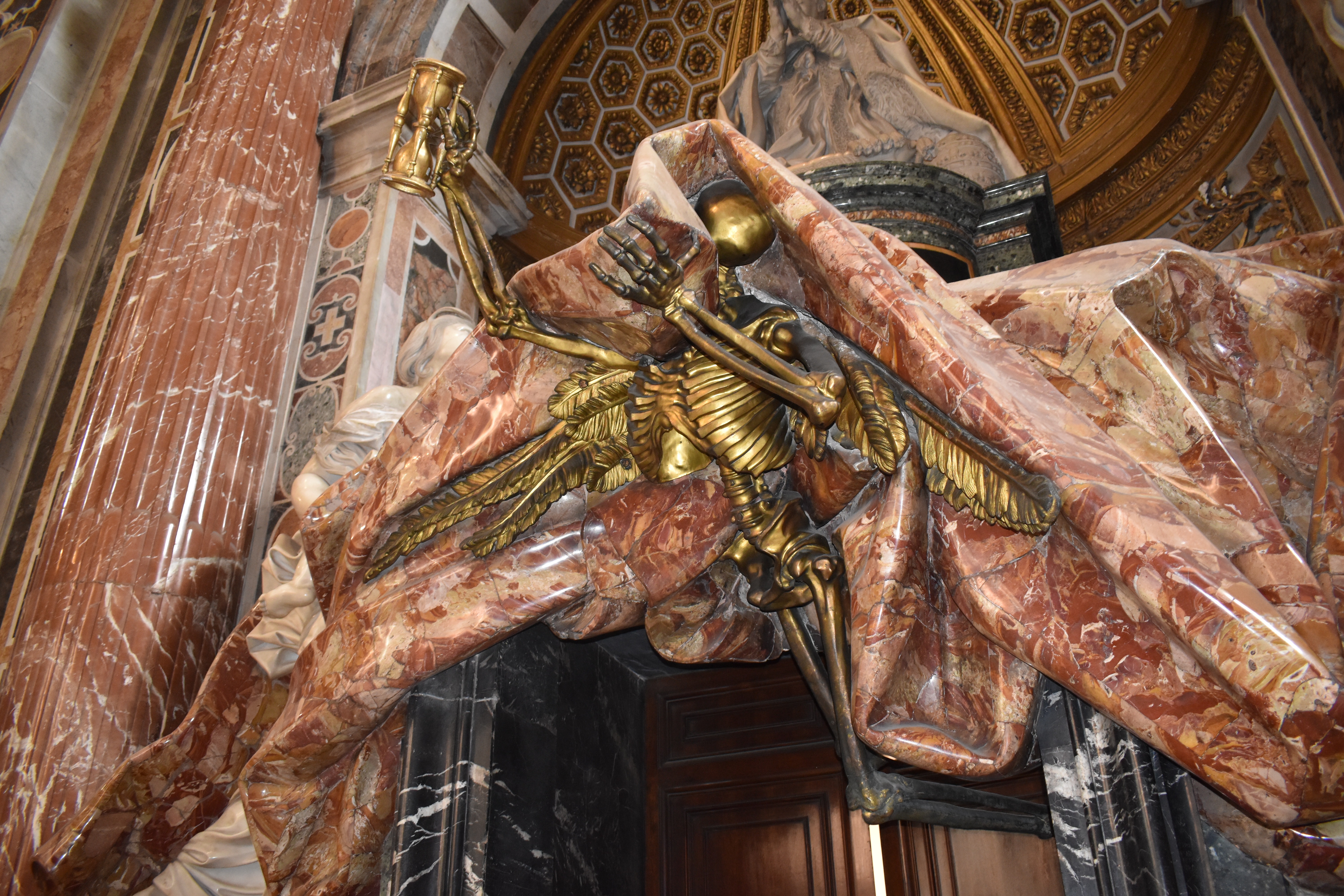
Detalle de la tumba de Alejandro VII (1671), de Gianlorenzo Bernini, basílica de San Pedro del Vaticano
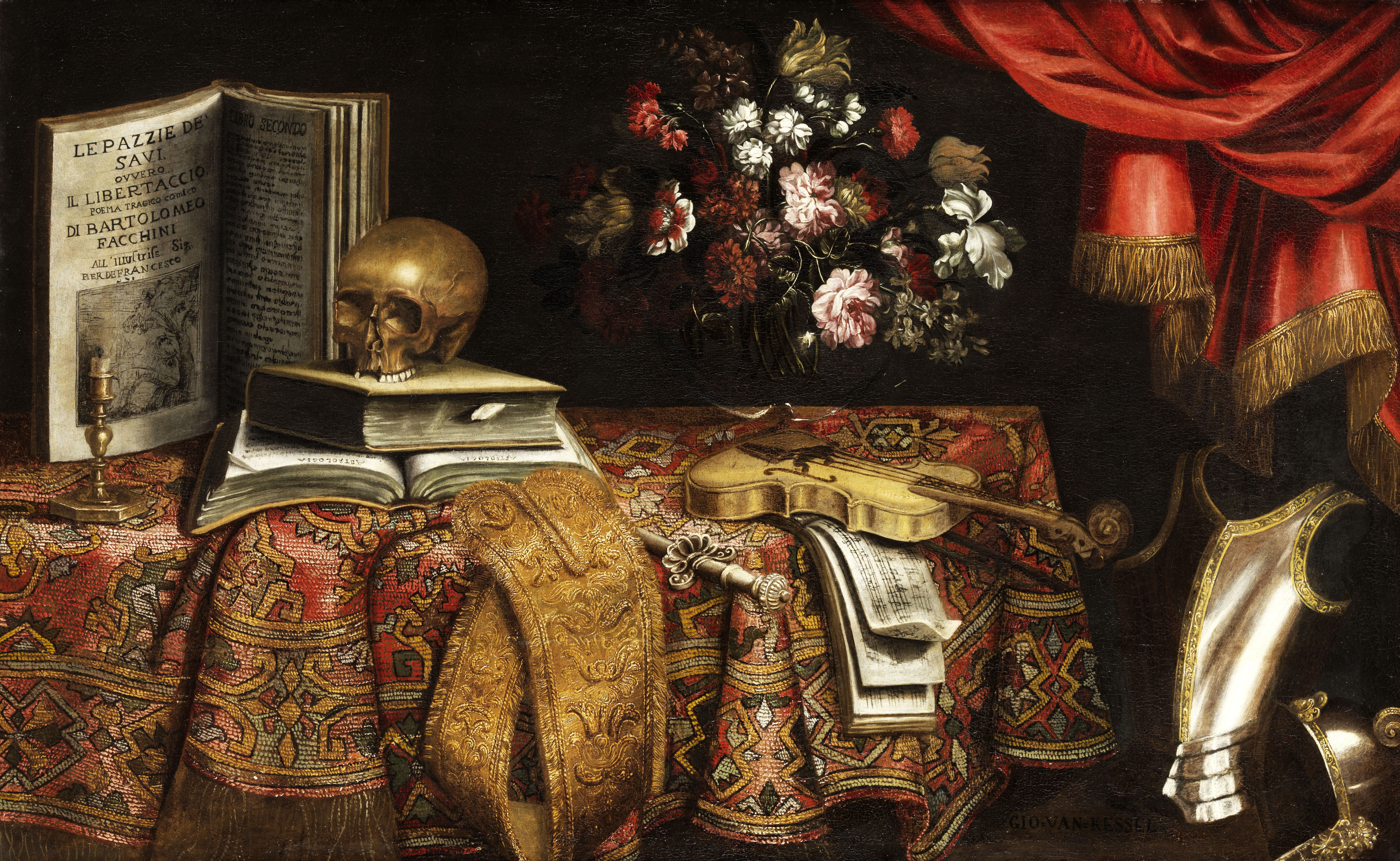
Vanitas con violín, libro de música, florero y calavera (1681), de Pierfrancesco Cittadini, colección privada
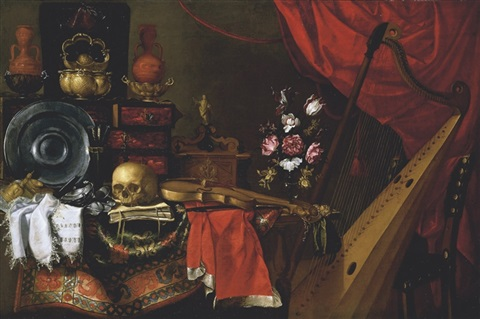
Vanitas con una calavera descansando sobre un libro con otros objetos de peltre sobre una mesa cubierta de alfombras, de Giuseppe Recco, colección privada
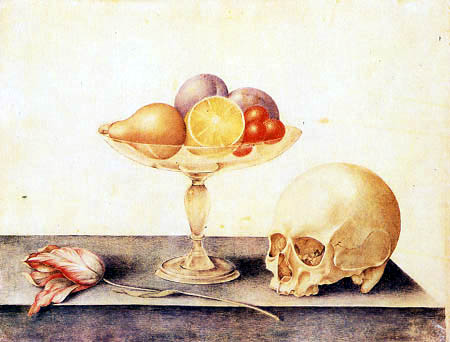
Bodegón con frutas, calavera y un tulipán, de Giovanna Garzoni

#### España
En España, la vanitas llegó bajo la influencia neerlandesa y flamenca, aunque pronto adquirió características propias, ya que si bien en estos países el género tenía un carácter de una moralidad más laica, que evocaba la inmortalidad de una manera más positiva, incluso con cierto factor estético en la imagen, en la España contrarreformista el género adquirió un sentido fuertemente religioso, encaminado a la reflexión y la penitencia, con un componente más pesimista, aunque abierto igualmente al sentido de redención. Por otro lado, en este país la vanitas tuvo un fuerte sustrato procedente de la literatura, que durante esta época se prodigó en la reflexión sobre la muerte, en obras como: El arte de bien morir (h. 1500), de Rodrigo Fernández de Santaella; los Ejercicios espirituales (1522), de san Ignacio de Loyola; el Tratado de la vanidad del mundo (1552), de fray Diego de Estella; el Libro de la oración y meditación (1554), de fray Luis de Granada; o las Meditaciones espirituales (1605), de Luis de la Puente.
En la España del siglo XVII la vanitas era denominada «desengaño», un término que reflejaba el pesimismo y la decepción que imperaban en la sociedad de entonces, marcado por la filosofía estoica de signo senequista que predominaba entre los intelectuales de la época. El vocablo tuvo su origen en la literatura, ejemplificado por una frase de Sebastián de Covarrubias: «desengaño es la mesma verdad que nos desengaña». En una época de desilusión, la certeza más evidente es la muerte.

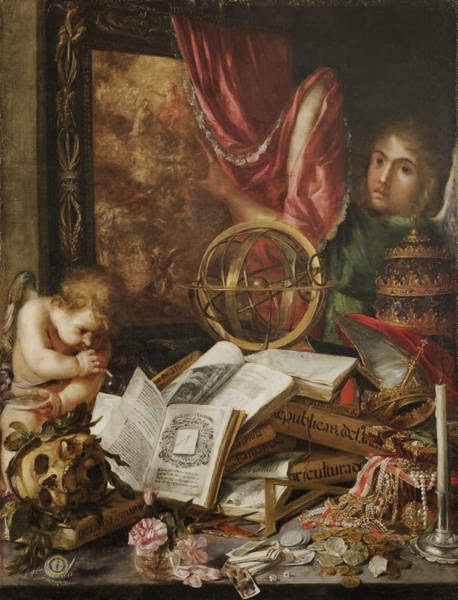
Alegoría de la vanidad (1660), de Juan de Valdés Leal, Wadsworth Atheneum, Hartford, Connecticut

El género de la vanitas dio en España dos nombres excepcionales: Juan de Valdés Leal y Antonio de Pereda. Valdés se formó en Córdoba, donde recibió la influencia de Antonio del Castillo y de Francisco de Herrera el Viejo. Instalado después en Sevilla, trabajó para varias instituciones religiosas, en un estilo expresionista de corte dramático en que le interesaba más el dinamismo y la tensión que la armonía o el equilibrio, el realismo concreto más que la belleza ideal.
Realizó dos de las más emblemáticas representaciones de vanitas que existen para la iglesia del Hospital de la Caridad de Sevilla: In ictu oculi y Finis Gloriae Mundi (1670-1672). En relación con su destino, los llamados Jeroglíficos de las postrimerías simbolizan el poder de la caridad como instrumento de salvación frente a la perdición eterna. In ictu oculi («en un abrir y cerrar de ojos») presenta a la Muerte en forma de esqueleto portando un ataúd y una guadaña en el brazo izquierdo, mientras que con la mano derecha apaga la llama de una vela que simboliza la vida humana; a sus pies, un globo terráqueo, una tiara papal, una corona imperial, una armadura de caballero, diversos libros y varios objetos más representan la futilidad de las vanidades humanas frente a la certeza de la muerte. Finis Gloriae Mundi («fin de la gloria terrenal») muestra una cripta con varios cadáveres en diversos estadios de descomposición, entre los que destacan un obispo y un caballero de la Orden de Calatrava, mientras que en la parte superior la mano de Jesucristo sostiene una balanza: a un lado se muestran varios objetos que simbolizan los siete pecados capitales y al otro los símbolos de la fe cristiana (caridad, oración y penitencia). Ambas obras se inspiraron en el Discurso de la verdad (1672), de Miguel Mañara, el mecenas del hospital sevillano, donde señalaba las obras de misericordia como único instrumento para la salvación del alma, y cómo las glorias terrenales desaparecen con la muerte.
Valdés fue autor también de Alegoría de la vanidad (1660, Wadsworth Atheneum, Hartford, Connecticut): sobre una mesa repleta de los objetos típicos de la vanitas (libros, flores, monedas, joyas, coronas, cetros, una vela, una calavera y una esfera celeste), un amorcillo hace pompas de jabón, mientras que un ángel levanta una cortina y señala un cuadro del Juicio Final.

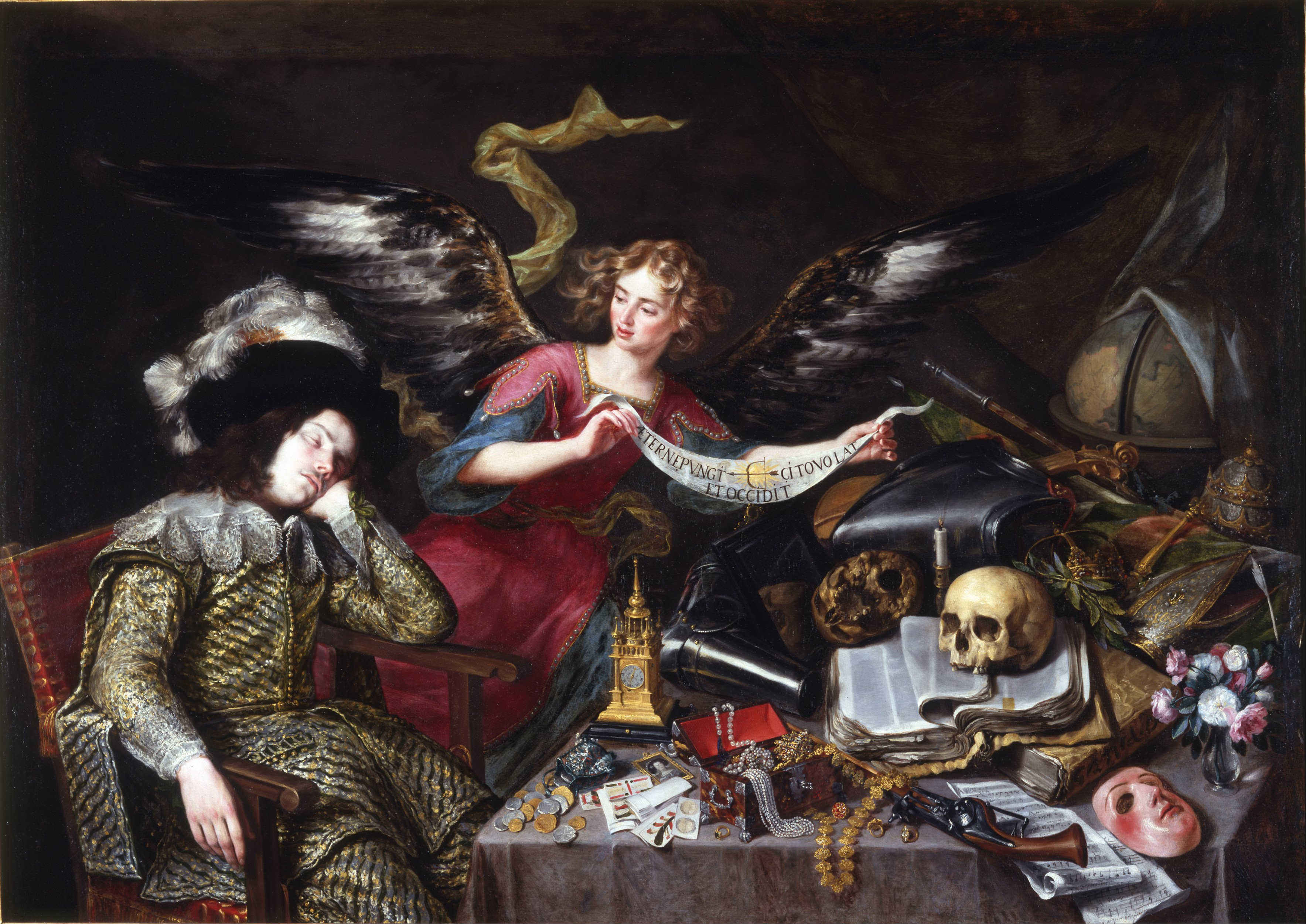
El sueño del caballero (c. 1655), de Antonio de Pereda, Real Academia de Bellas Artes de San Fernando, Madrid

Por su parte, Pereda desarrolló un estilo heredero en cierta forma del tenebrismo de Ribera combinado con el intenso cromatismo de la escuela veneciana. Realizó obras religiosas y naturalezas muertas. En estas últimas mostró preferencia por objetos de cocina, frutos y flores, joyas y tejidos preciosos, con una luz cálida y mate.
Fue autor de dos obras maestras del género: Vanitas (1636, Museo de Historia del Arte de Viena) y El sueño del caballero (c. 1655, Real Academia de Bellas Artes de San Fernando, Madrid). En la primera, también conocida como Alegoría de la caducidad, un ángel muestra distintos objetos alegóricos apoyados en calaveras situadas en varias posturas: son los emblemas de la ciencia, de las armas, del boato, del juego y de la sensualidad, destinados a desaparecer por el tiempo marcado por los relojes, uno mecánico y otro de arena. El ángel sostiene un camafeo con la efigie de Carlos I, y señala con el dedo el imperio del monarca español en un globo terráqueo. Una inscripción junto a la clepsidra señala en latín nil omne («todo es nada»).
El sueño del caballero es una obra atribuida tradicionalmente a Pereda, aunque según el historiador Alfonso Pérez Sánchez sería obra de Francisco Palacios; la institución que la alberga, la Real Academia de Bellas Artes de San Fernando, la sigue atribuyendo a Pereda. Conocida también como Desengaño del Mundo, en esta escena un caballero duerme mientras un ángel a su lado sostiene una filacteria con el mensaje Aeterna pungit, cito volat et occidit («eternamente hiere, vuela veloz y mata»); sobre la mesa aparecen diversos objetos alusivos nuevamente a las vanidades de la vida en contraposición a la calavera de la muerte que se sitúa sobre ellos, además de la vela que se extingue como la vida y el reloj que marca el paso del tiempo, así como una máscara de teatro que simboliza la hipocresía. El caballero dormido es seguramente una alusión a La vida es sueño de Pedro Calderón de la Barca.

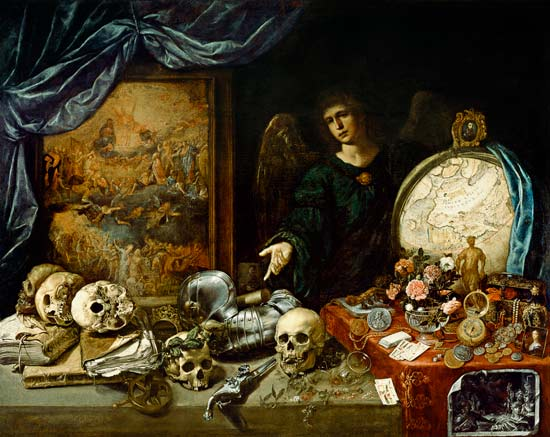
Vanitas (c. 1670), de Antonio de Pereda, Galería Uffizi, Florencia

Otra relevante obra del género realizada por este artista fue la Vanitas de la Galería Uffizi de Florencia (c. 1670), similar a la de Viena, donde un ángel señala con la mano una mesa con cinco calaveras y diversos objetos relacionados habitualmente con la simbología de la vanidad, flanqueado por un cuadro del Juicio Final y un globo terráqueo sobre el que figura un retrato de Carlos I.
Pereda fue autor también de Vanitas con libros (1665, colección privada, Madrid), donde aparece una calavera sobre un libro, que se refleja en un espejo, junto a un reloj, una lámpara, un joyero, un perfume, cartas, monedas y el retrato de una dama; y una Vanitas conservada en el Museo de Zaragoza (c. 1660), en la que aparecen tres calaveras, un reloj de bolsillo y una llave. Sobre la calavera del primer plano incide una fuerte iluminación que imprime un mayor realismo y crudeza a la detallada descripción anatómica de la misma.
Entre los grandes nombres de la época hubo diversos artistas que trataron ocasionalmente el tema, como José de Ribera, Bartolomé Esteban Murillo y Francisco de Zurbarán. Ribera, de la escuela valenciana, trabajó durante muchos años en Italia, donde era conocido como Lo Spagnoletto. En su obra aunó el tenebrismo caravaggista con el cromatismo veneciano, en un estilo personal de fuerte realismo. Fue autor de San Pablo ermitaño (1635-1640, Museo del Prado, Madrid), donde el santo aparece rezando frente a un libro con un cráneo encima, con un trozo de pan en primer término que lo identifica como ermitaño, frente a un fondo oscuro de estilo tenebrista; y Magdalena penitente (1635-1640, Museo del Prado, Madrid), en que la santa aparece con la cabeza recostada en las manos apoyadas en una calavera, en actitud melancólica, con un bote de ungüentos en primer término, uno de sus atributos iconográficos habituales.
En Sevilla destacó la obra de Bartolomé Esteban Murillo, centrado en la representación sobre todo de Inmaculadas y Niños Jesús —aunque también realizó retratos, paisajes y escenas de género—, con un tono delicado y sentimentalista, de gran capacidad técnica y virtuosismo cromático. Murillo se acercó a la vanitas en su Retrato de Nicolás de Omazur (1672, Museo del Prado, Madrid), un comerciante de sedas, amigo del artista y coleccionista de sus obras, que aparece sosteniendo una calavera entre las manos. Realizó también el retrato de su esposa, Isabel del Malcampo (1674, se conserva una copia en Pollok House, Glasgow), que aparece con una rosa en las manos, por lo que ambos retratos se relacionan, ya que ambos personajes se presentan con símbolos de lo perecedero de las cosas terrenales. La presencia de la calavera se encuentra también en su Magdalena penitente, de la que se conserva una copia en el Museo del Prado.
Francisco de Zurbarán, extremeño de nacimiento, suele englobarse en la escuela andaluza. Centrado en la pintura religiosa, fue el pintor de la vida monástica, con un estilo realista, sin artificio, con gusto por composiciones sencillas y volúmenes simples, y empleo del tenebrismo. En algunas de sus obras de santos y religiosos es habitual la presencia de la calavera, como en Fray Gonzalo de Illescas (1639, Real Monasterio de Santa María de Guadalupe), donde muestra al monje en su estudio frente a una mesa con una calavera, libros y un reloj de arena; o Tentaciones de san Jerónimo (1639, monasterio de Guadalupe), donde en el centro de la escena dispuso una mesa con libros como símbolo del conocimiento y una calavera como recordatorio de la muerte.

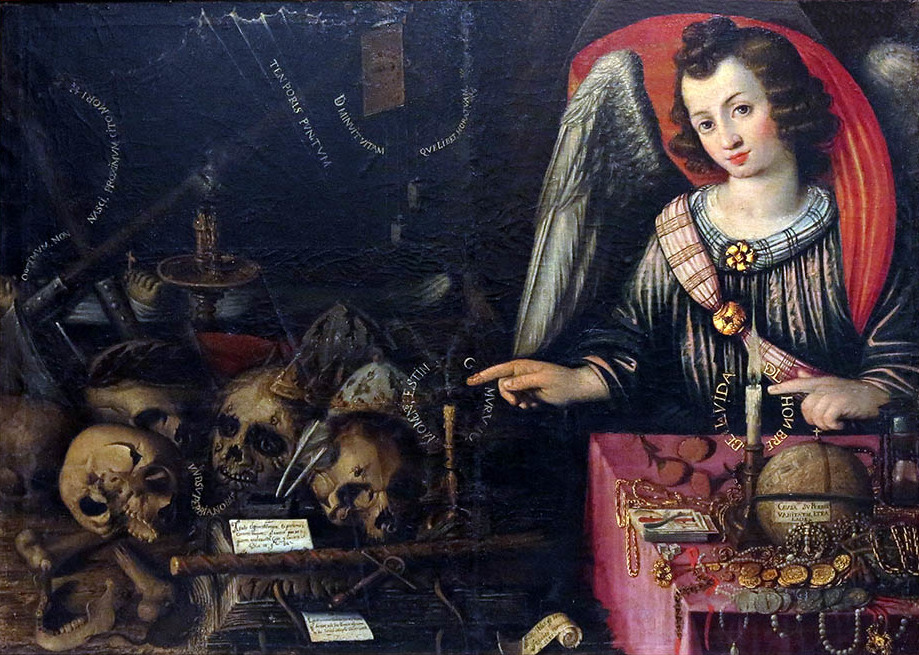
Vanitas con ángel admonitorio (1639), de Francisco Velázquez Vaca, monasterio de San Quirce, Valladolid

Un buen ejemplo de vanitas del ámbito hispánico es la Vanitas con ángel admonitorio de Francisco Velázquez Vaca (1639, monasterio de San Quirce, Valladolid), no tanto por su calidad técnica pero sí por su riqueza iconográfica. En esta obra, un ángel admonitorio señala con las manos dos velas situadas en dos mesas contrapuestas: una con joyas, monedas, flores, dados, cartas de naipes y un globo terráqueo con una cartela donde pone Causa superbis vanitatis et falacie, además de un reloj de arena y una vela encendida con la inscripción «Breve es la vida del hombre»; y otra con cinco cráneos y diversos huesos, además de libros viejos, armas, plumas, tiaras, una corona de oro y otra de laurel, una vara de mando y una vela apagada con el mensaje «Estinguimur uno momento», mientras que al fondo aparece un ataúd con el cadáver de un religioso amortajado con la inscripción Optimun non nasci, proximo cito mori («mejor no nacer llegando tan rápida la muerte»). También hay varias cartelas con distintos mensajes, como «A todo el género humano esperamos como estamos, que con esto pasará cuanto en el mundo corre y correrá. Dios os guarde» y «Letras y armas, corona y ermosura, que destrozado ves de aquesta suerte, todo lo acaba el soplo de la muerte». Al fondo, en la pared, hay un reloj de pesas con la frase Diminui vitam quelibet hora tuam. Son los objetos asociados a los placeres y la riqueza frente al destino inexorable de la muerte, simbolizados por la vela encendida y la apagada que señala el ángel. Cabe señalar también el distinto tratamiento lumínico, la luminosidad del lado derecho, donde se sitúa el ángel y la mesa de la vida, frente a la oscuridad de la mesa dedicada a la muerte. Del mismo autor, año y destinación es el cuadro Vanitas (Morirás bella Isabela), alusivo a Isabel de Portugal, en el que también contrapone dos mesas, una con un cráneo con corona y otra con una bola de cristal, e igualmente dos velas, una encendida y otra pagada, y dos manos de ángel señalando.

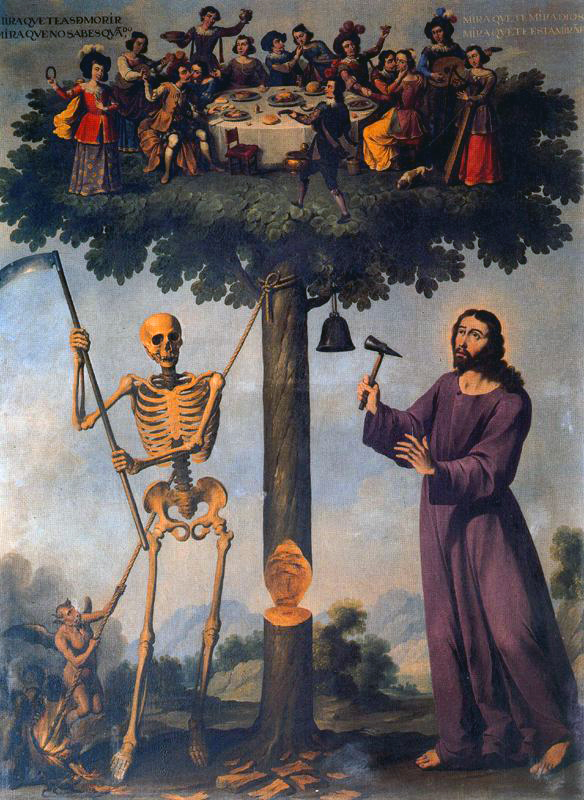
El Árbol de la Vida (1653), de Ignacio de Ries, Catedral de Segovia

Ignacio Raeth fue un pintor flamenco afincado en Madrid, miembro de la Orden Jesuita. Discípulo de Daniel Seghers, aportó la visión flamenca del género de la vanitas al arte barroco español. Fue autor de Alegoría de las Artes y las Ciencias (1649, Museo del Prado, Madrid), donde representó las artes simbolizadas por una paleta con pinceles para la pintura, un busto clásico para la escultura, una partitura para la música y un tintero y varios libros para la literatura, así como las ciencias, representadas por un globo terráqueo. Pese a ser en apariencia una alegoría, la presencia de un cráneo coronado de laurel convierte la obra en una vanitas, un recordatorio de que incluso el conocimiento es fútil ante la muerte.
También de probable origen flamenco fue Ignacio de Ries, activo en Sevilla. Fue autor de El Árbol de la Vida (1653, Catedral de Segovia), en la que aparecen Cristo con un martillo presto a tañir una campana y la Muerte en forma de esqueleto con una guadaña junto a un árbol a medio talar. Junto al esqueleto se encuentra el Diablo, que intena tumbar el árbol hacia su lado con una cuerda. En la copa del árbol se escenifica una fiesta, como alegoría de los pecados capitales. En los costados de la parte superior del árbol aparecen unos versos: en el ángulo superior izquierdo «MIRA QUE TE AS DE MORIR/ MIRA QUE NO SABES QUANDO» y en el derecho «MIRA QUE TE MIRA DIOS/ MIRA QUE TE ESTA MIRANDO». El simbolismo es claro: el árbol es la vida humana, tras cuyo fin se puede decantar hacia el cielo o el infierno. Cristo intenta dar la alarma con la campana a los personajes del banquete superior, que están inmersos en el vicio.

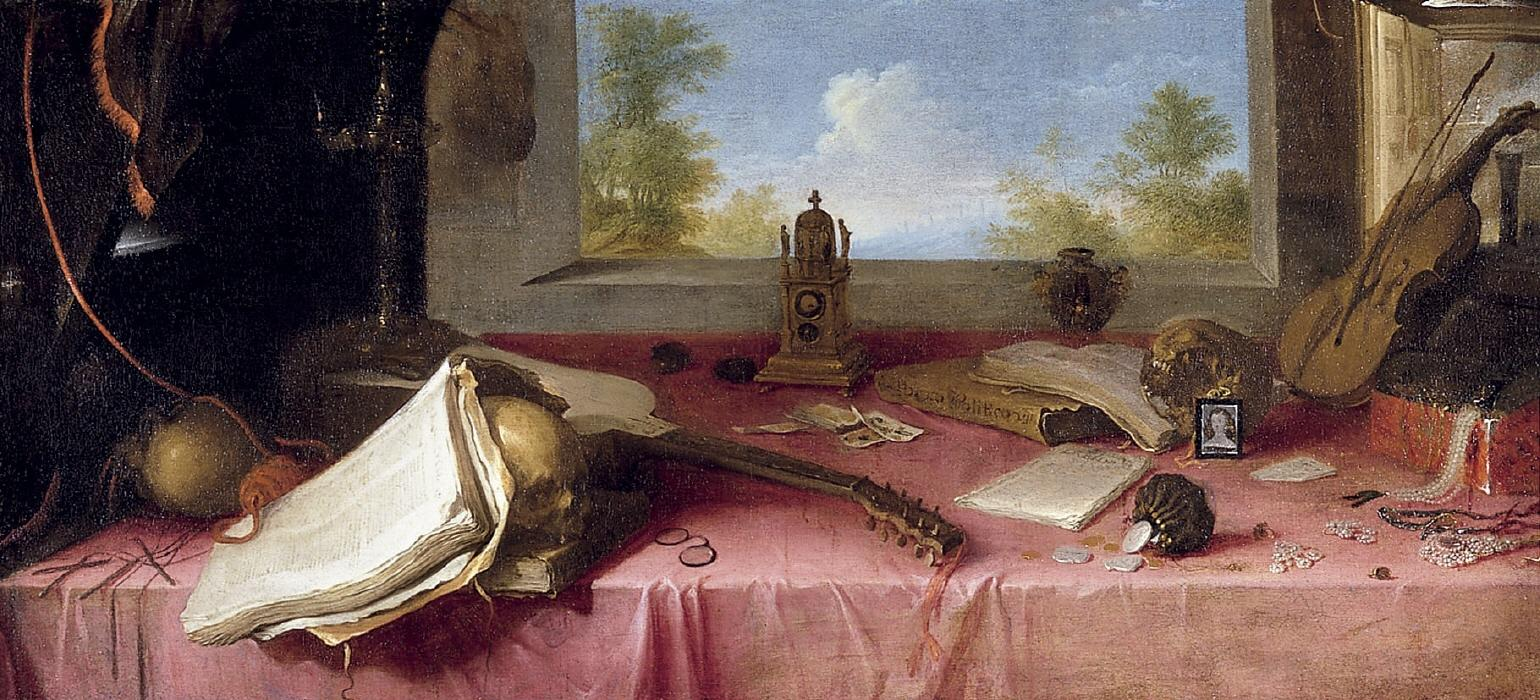
Bodegón de vanitas (c. 1650-1663), de Andrés Deleito, Real Academia de Bellas Artes de San Fernando, Madrid

Andrés Deleito fue un pintor activo en Madrid y Segovia, del que se tienen pocos datos. Fue autor de cuadros religiosos y bodegones, que fueron elogiados por Antonio Palomino, con un estilo impreciso, fogoso, más interesado en los efectos de luz que en la precisión táctil de los objetos. Realizó, entre otros, un Bodegón de vanitas (c. 1650-1663, Real Academia de Bellas Artes de San Fernando, Madrid), en el que se disponen sobre una mesa dos calaveras —una de ellas entre dos libros—, una guitarra, un violín, un reloj mecánico, joyas, monedas, naipes y el retrato de una dama, con una ventana abierta a un paisaje al fondo.
Una obra interesante fruto de la colaboración de dos pintores es la Guirnalda de flores con motivo de vanitas de Francisco Camilo y Juan de Arellano (c. 1650, Museo de Bellas Artes de Valencia). La obra se compone de dos elementos: un medallón central y una guirnalda de flores que lo envuelve. La guirnalda, realizada por Arellano, incluye flores como lirios, rosas, claveles, margaritas, tulipanes, hortensias, jazmines, narcisos, jacintos, anémonas, dalias, crisantemos, azucenas, espigas y azafranes, así como pájaros, mariposas, libélulas, abejas, orugas y caracoles. Por su parte, el medallón, obra de Camilo, presenta a cuatro angelotes en un escenario natural, uno de ellos haciendo pompas de jabón, junto al que se sitúa una calavera, mientras que sobre un pedestal se ven un reloj de arena y una vela apagada. Uno de los angelotes de segundo plano sostiene un molinillo de viento, otro símbolo de la fugacidad de la existencia. El otro señala con la mano una cartela en la pared del pedestal, donde se ve una piel de carnero, en referencia al vellocino de oro, como representación de la riqueza terrenal.
Pedro de Camprobín se formó inicialmente en Toledo con los discípulos de El Greco, para pasar después a Sevilla, donde fue discípulo de Zurbarán. Se especializó en naturalezas muertas, sobre todo de flores, con una composición simétrica de estilo sobrio. Fue autor de El caballero y la muerte (Hospital de la Caridad, Sevilla), donde un caballero se quita el sombrero ante la llegada de una dama cubierta por un velo, bajo el que se distingue un esqueleto: la dama es la Muerte que visita al caballero, quien no la espera. En una mesa se disponen algunos objetos típicos del género, como libros, naipes, monedas, un laúd, una espada y una pistola.

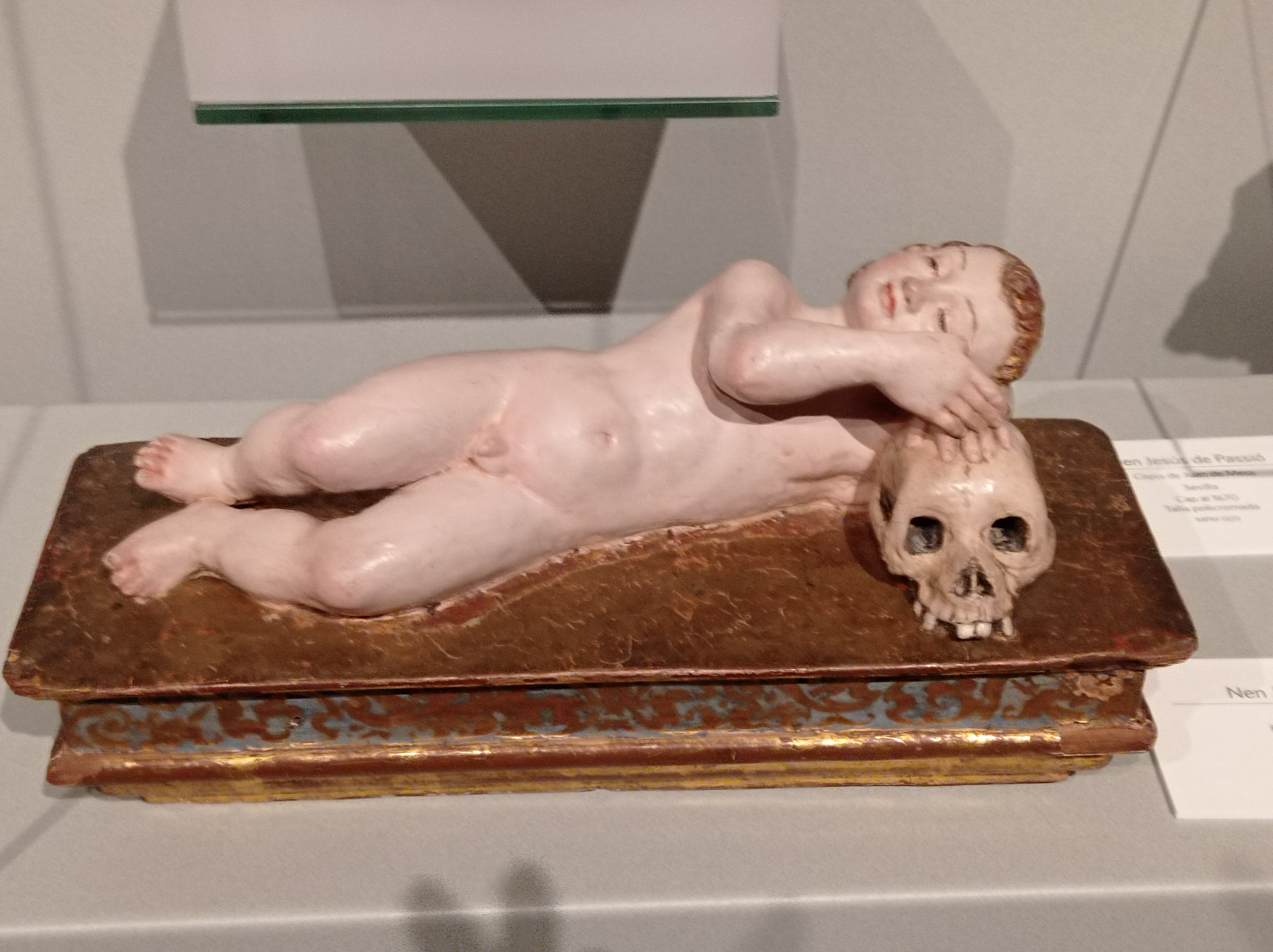
Niño Jesús dormido, anónimo, España, talla policromada, Museo Frederic Marès, Barcelona

Juan Francisco Carrión fue un bodegonista activo en Madrid, del que se conocen dos obras del género: Vanitas con libros (1672, Indiana University Art Museum, Bloomington), donde presenta una mesa y una estantería repletas de libros, objetos de escritorio, un reloj de arena y una calavera con una cartela con versos escritos; y Vanitas con calavera, libro, clepsidra, filacteria y candelero (colección privada), donde se disponen sobre una mesa una calavera y una mandíbula junto a un libro, flanqueados de una vela y un reloj de arena, y con una filacteria por encima con la inscripción hic est liber generationis Adam («he aquí la lista de los descendientes de Adán», Génesis 1, 5), en el sentido de que todo ser humano (descendiente de Adán) tiene su final en la muerte.
Tomás Yepes fue un bodegonista valenciano, especializado en flores. Entre sus obras se encuentra una Vanitas (colección Naseiro, Madrid) en la que dispuso una calavera y un fémur con un libro, un reloj de arena, un ramo de flores y un crucifijo, sobre un plinto con la inscripción Et sicut in Adam omnes moriuntur ita et in Christo omnes vivificabuntur («y como todos mueren en Adán, así también todos revivirán en Cristo», Corintios I 15, 22).
Cabe mencionar a un maestro anónimo español conocido como Maestro de las Vanitas Escritas, autor de varias vanitas entre las que destaca la pareja Vana Est Pulchritudo, vanidad con espejo y reloj de arena y Haec Sola Virtus, vanidad con cráneo y mapamundi (c. 1650, colección privada). En la primera se muestra sobre una mesa un abigarrado amontonamiento de objetos, como libros, un estuche, unos binóculos, un reloj de arena, un jarrón con flores y un candelabro con una vela apagada que se refleja en su espejo, mientras que en una hoja de papel arrugada está inscrito VANA EST / PVLCHRITVDO («la belleza es vana»). La segunda, de composición similar, presenta igualmente sobre una mesa varios libros, una calavera, un esctuche, un jarrón de flores, un reloj de arena y un globo terráqueo, y un papel con la inscripción HAEC SOLA VIRTVS («esta es la única virtud»). El Museo Nacional de Arte de Cataluña conserva otra Vanitas del mismo autor, de composición similar, también con la inscripción HAEC SOLA VIRTVS.
En último lugar es de remarcar un tapiz conservado en el Museo de Bellas Artes de La Coruña titulado Speculum Humanae Vitae («espejo de la vida humana»), de principios del siglo XVII. En el centro aparece una Rueda de la Fortuna —representada en este caso como Rueda de las Vanidades—, bajo la cual se ve un sepulcro abierto. La rueda está dentro de un monumento sepulcral, en cuyos laterales está representada una Danza de la Muerte. En los radios de la rueda se sitúan las jerarquías eclesiásticas y las dignidades seglares, mientras que en torno a la rueda aparecen escenas cristianas (Adán y Eva, el cielo y el infierno) y mitológicas (las tres Parcas). El tema central está inspirado en el grabado Alegoría de la muerte, de Andrea Andreani.

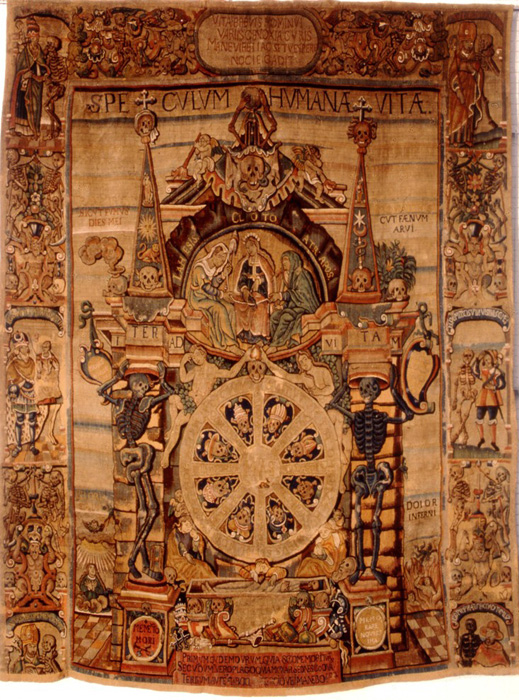
Speculum Humanae Vitae (c. 1590-c. 1630), tapiz, anónimo, Museo de Bellas Artes de La Coruña
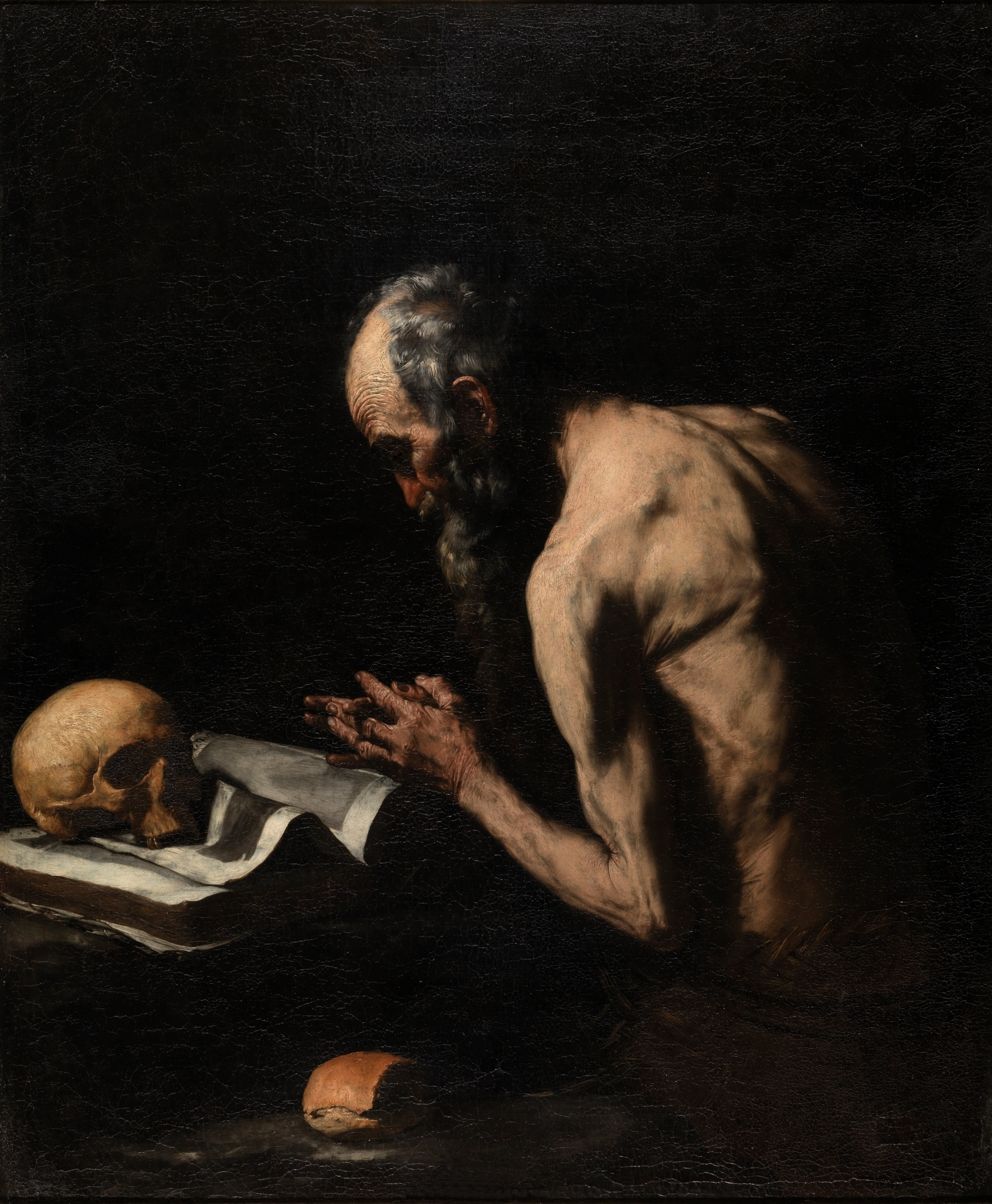
San Pablo ermitaño (1635-1640), de José de Ribera, Museo del Prado, Madrid
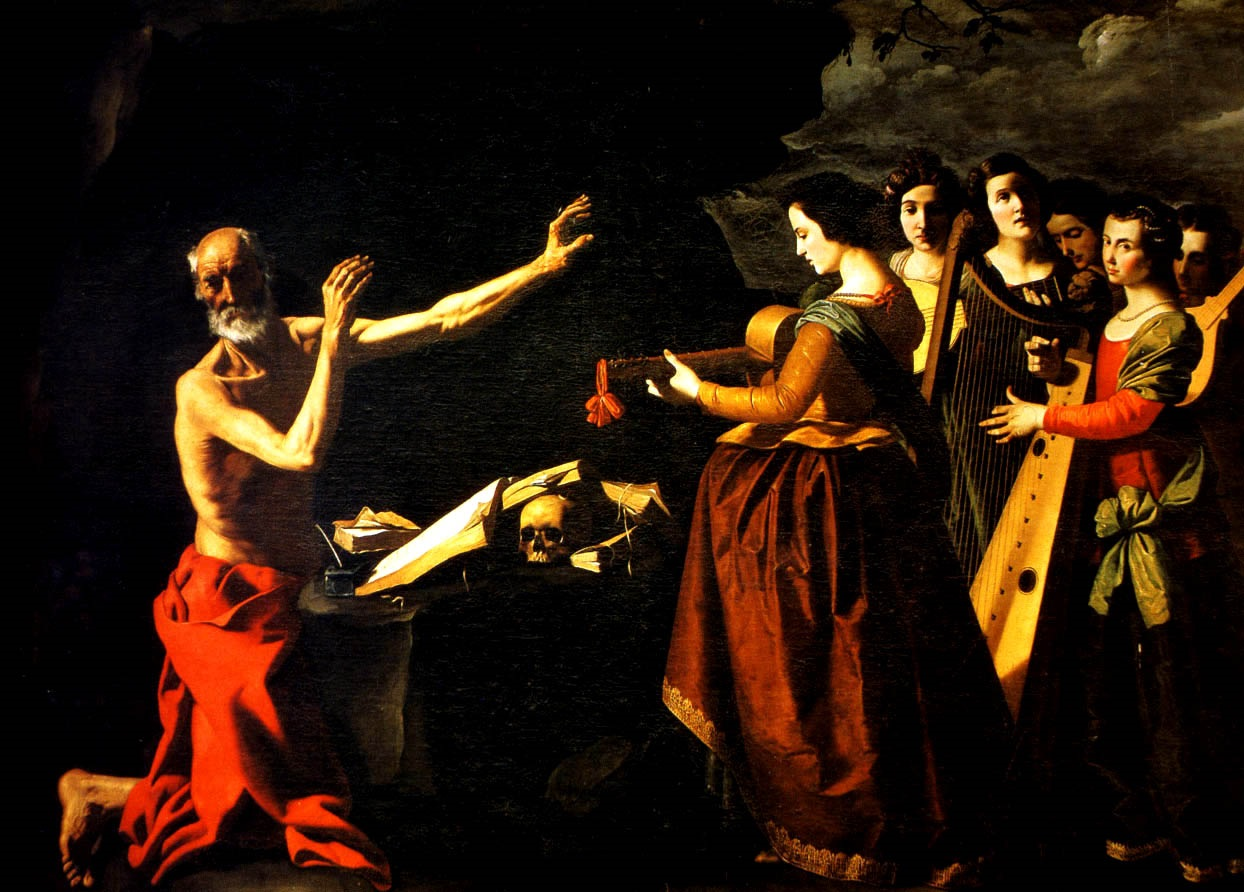
Tentaciones de san Jerónimo (1639), de Francisco de Zurbarán, Real Monasterio de Santa María de Guadalupe, Guadalupe (Cáceres)
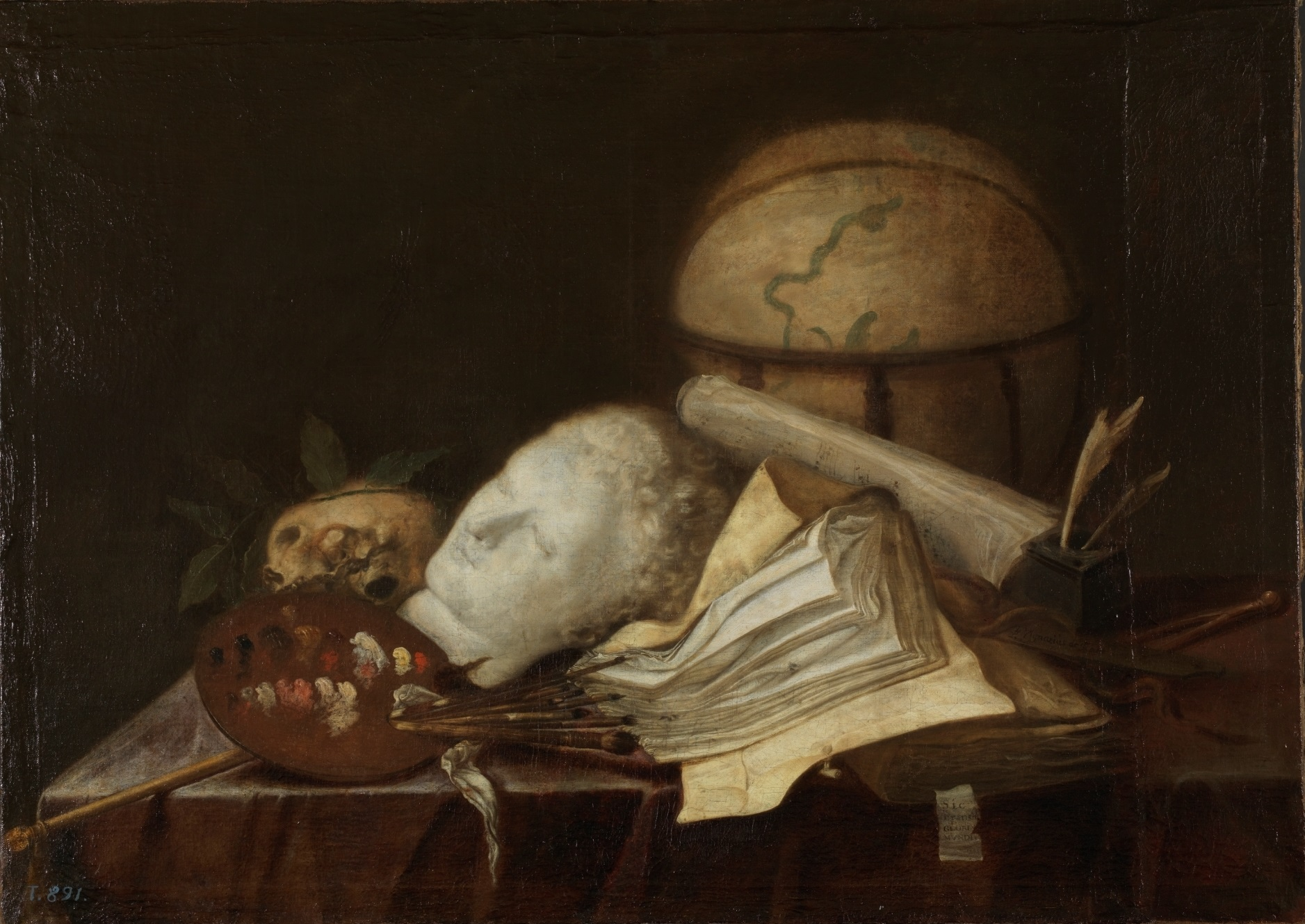
Alegoría de las Artes y las Ciencias (1649), de Ignacio Raeth, Museo del Prado, Madrid
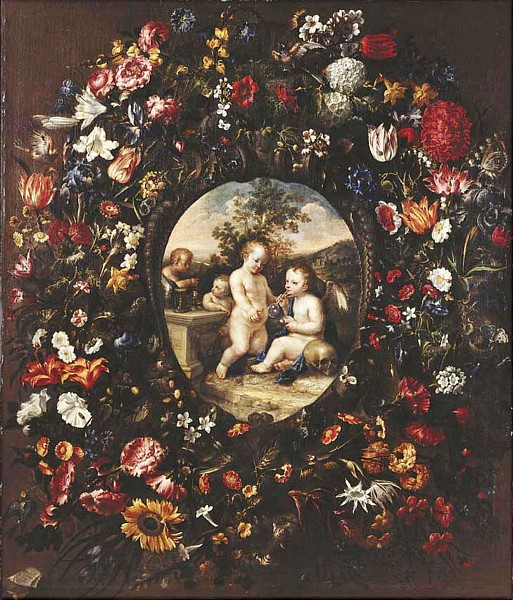
Guirnalda de flores con motivo de vanitas (c. 1650), de Francisco Camilo y Juan de Arellano, Museo de Bellas Artes de Valencia
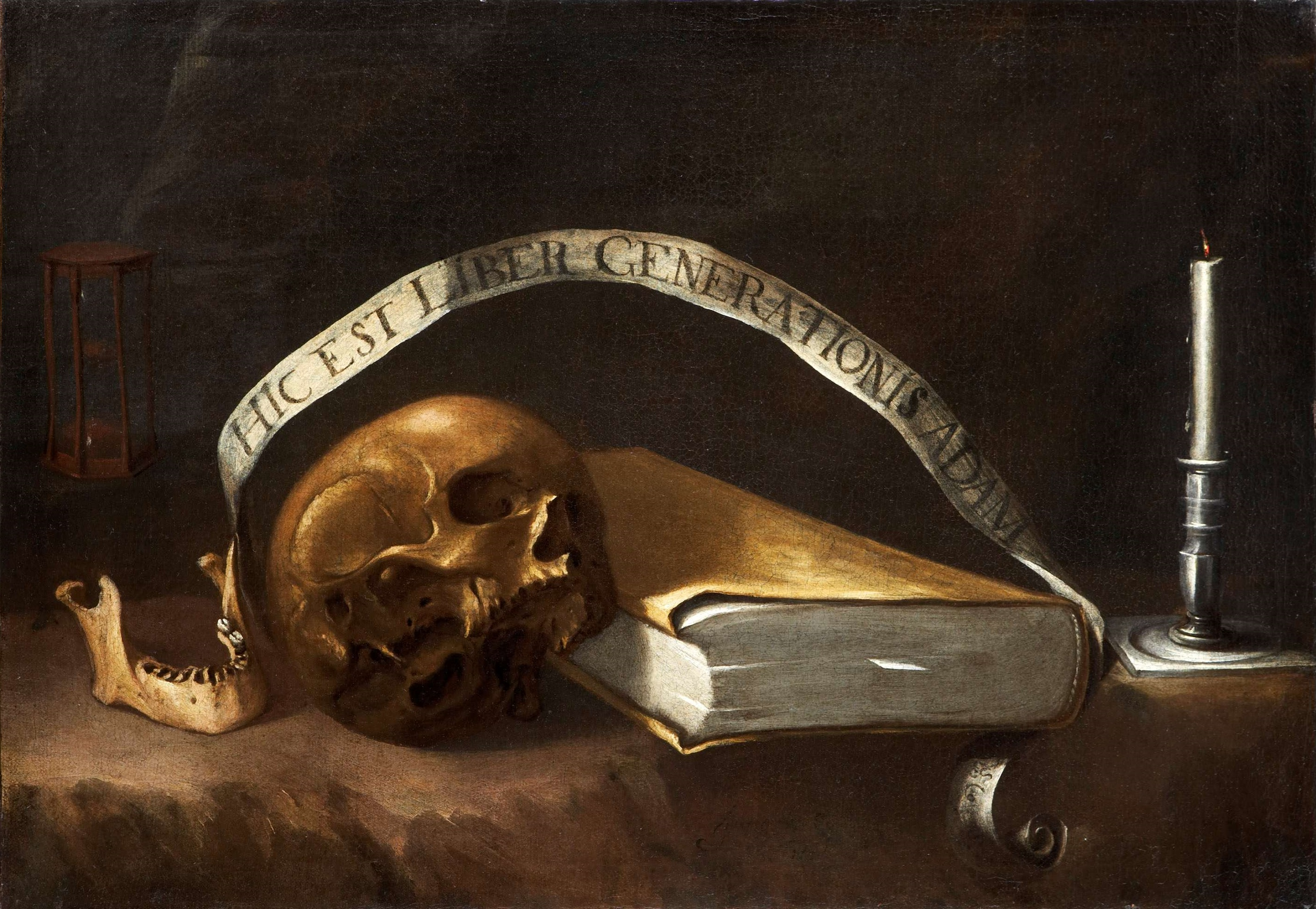
Vanitas con calavera, libro, clepsidra, filacteria y candelero, de Juan Francisco Carrión
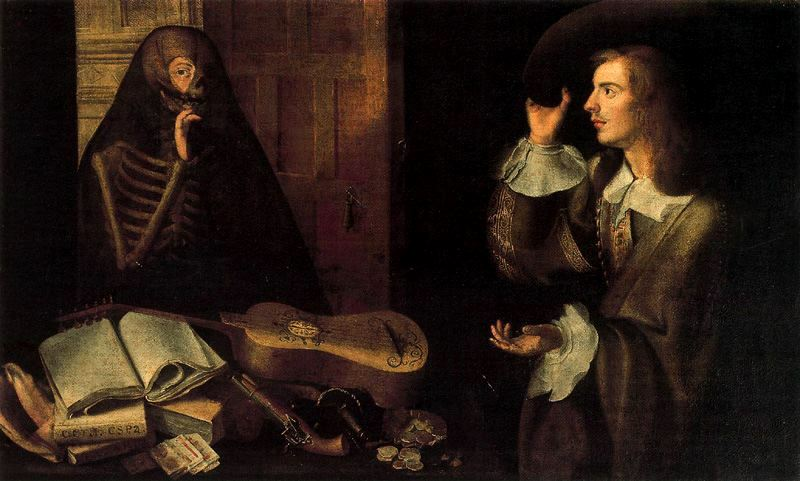
El caballero y la muerte, de Pedro de Camprobín, Hospital de la Caridad, Sevilla
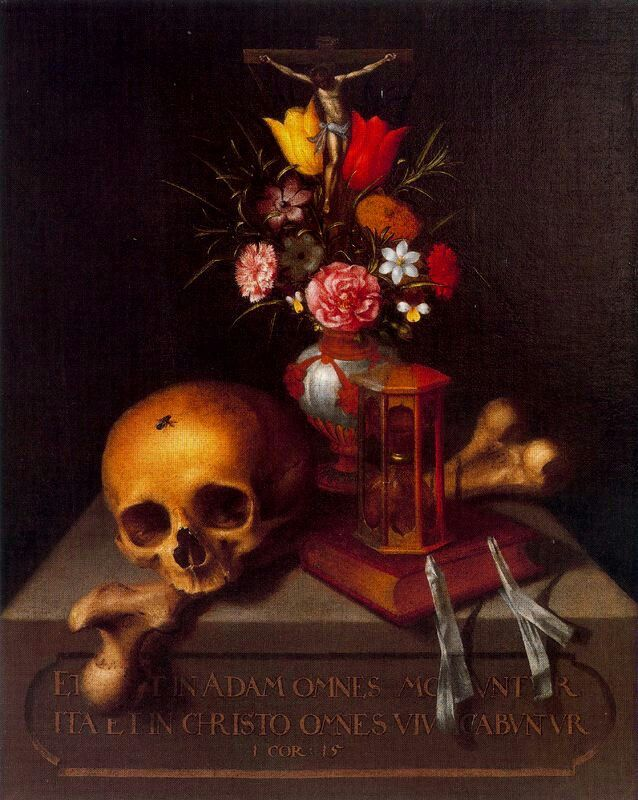
Vanitas, de Tomás Yepes, colección Naseiro, Madrid

### sigloXVIII

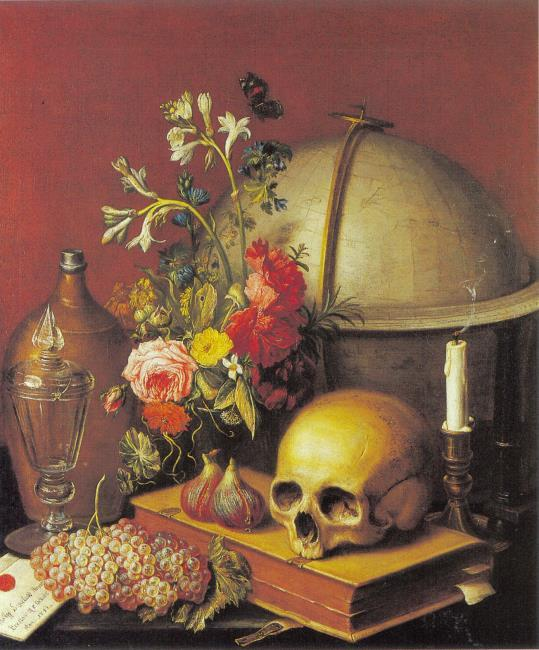
Vanitas con calavera, globo, vela apagada, flores y frutas (1744), de Philipp Sauerland, colección privada

Tras el Barroco, una época de fuerte moralidad marcada por la Reforma y la Contrarreforma, en el siglo XVIII el género de la vanitas sufrió un claro descenso en la preferencia de artistas y clientes. En esta centuria son pocos los ejemplos, ya que el cambio del gusto con el estilo rococó, más mundano y optimista, relegó este tipo de representaciones, igual que ocurrió en la segunda mitad del siglo con el Neoclasicismo, un estilo sobrio y austero surgido como contraposición a los excesos ornamentales del Barroco y rococó.
Una buena prueba del declive del género en este siglo son los Países Bajos, el país con mayor producción de este tipo de obras en la centuria anterior. Cabe mencionar a Jacob de Wit, formado en Amberes, donde recibió la influencia de Rubens. Establecido en Ámsterdam, realizó preferentemente obras religiosas, así como históricas y mitológicas, con un estilo decorativo plenamente rococó, de inspiración italiana, de colores vivos y ligeros. Fue autor de Dos putti soplando burbujas en un paisaje, con símbolos de vanitas (1748, colección privada), donde aparecen dos putti haciendo pompas de jabón, con un globo terráqueo, un busto, un libro, una corona, una paleta de pintor y un laúd.

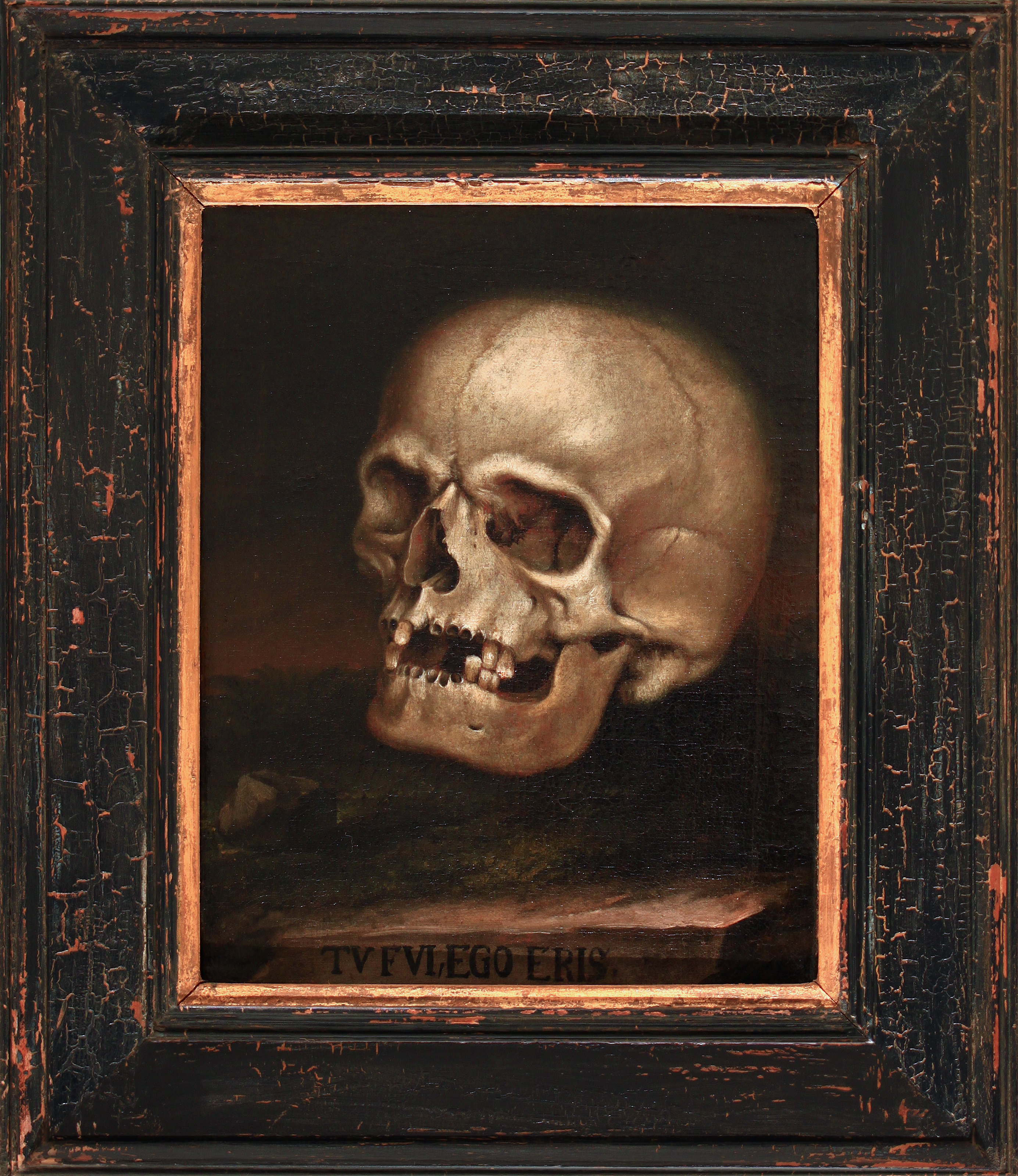
Tu fui, ego eris, de Johann Georg Dieffenbrunner, Geigenbaumuseum Mittenwald

En Alemania efectuaron obras del género diversos autores: Johann Georg Dieffenbrunner fue sobre todo pintor de retablos en diversas iglesias de Baviera. Fue autor de Tu fui, ego eris (Geigenbaumuseum Mittenwald), una imagen de una calavera con la inscripción que indica el título, que quiere decir «como eres, yo era; como yo soy, tú también serás».
Philipp Sauerland estuvo activo en Polonia, donde pintó bodegones y retratos. Fue autor de Vanitas (1709, Muzeum Narodowe, Gdańsk) y Vanitas con calavera, globo, vela apagada, flores y frutas (1744, colección privada).
Johann Elias Ridinger, pintor y grabador, fue autor de Memento mori (c. 1760, Museo de las Artes Decorativas de París), un grabado a media tinta con una composición típica de vanitas: una calavera sobre un libro, flanqueada a cada lado de un jarrón de flores y una vela apagada, con un reloj de arena y unas cortinas detrás.

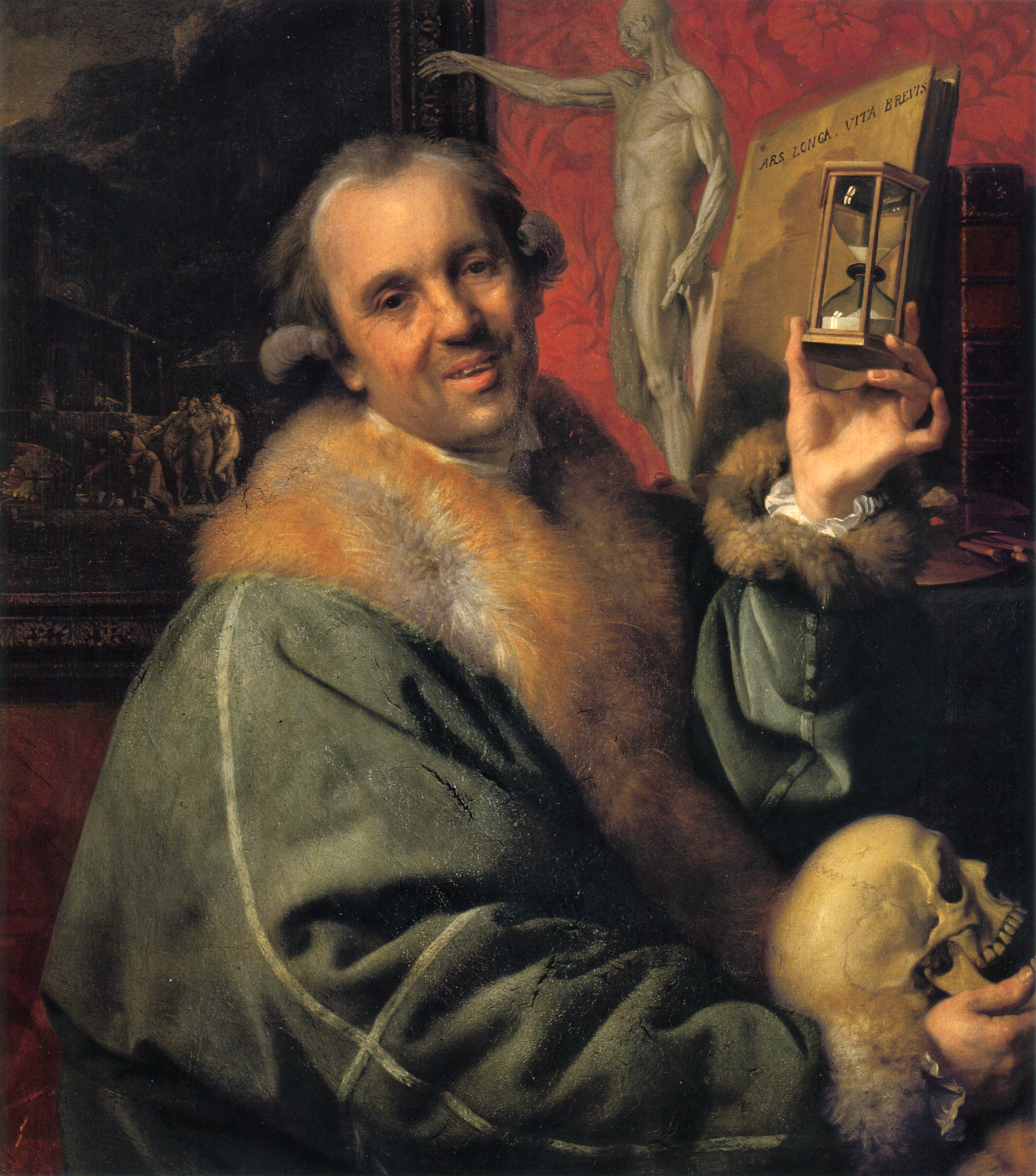
Autorretrato (1776), de Johann Zoffany, Galería Uffizi, Florencia

Johann Zoffany fue un pintor alemán afincado en Inglaterra, donde gozó del favor de Jorge III. Fue sobre todo retratista y autor de conversation pieces, así como escenas de género, especialmente de inspiración teatral. Realizó un Autorretrato (1776, Galería Uffizi, Florencia) en el que se retrató con un reloj de arena en la mano izquierda y una calavera en la derecha, mientras que en una mesa al fondo se ven una estatuilla, una paleta de pintor y un libro con la inscripción ars longa, vita brevis («el arte es largo, pero la vida es breve»), una frase de Hipócrates.
En el ámbito por entonces del Imperio austrohúngaro cabe citar a dos pintores checos: Johann Adalbert Angermayer y Johann Caspar Hirschely. El primero se dedicó al bodegón de tradición flamenca, con preferencia por imágenes de flores, animales e insectos, así como alguna vanitas, como la del Bayerische Staatsgemäldesammlungen de Múnich (1731), donde se ve una calavera en un nicho con un libro, una lámpara, un plato de porcelana y pompas de jabón. Hirschely se dedicó también preferentemente a bodegones de flores y alimentos. Fue autor de Vanitas en un paisaje (1727, Galería Regional de Arte, Liberec), donde sobre una lápida situada en un paisaje campestre se ve una calavera, un jarrón de flores, una vela apagada y una cartela con la inscripción non remaneris.
En Suecia, Andreas von Behn fue un insigne miniaturista, autor de retratos, escenas bíblicas y alegorías en aceite sobre cobre, así como miniaturas en esmalte. Fue autor de Alegoría de la vanidad de la vida (1700, Museo Nacional de Estocolmo), una joven que señala con una mano una calavera situada en una mesa junto a diversos  objetos preciosos, mientras que con un pie pisa un busto de estilo clásico, que se encuentra en el suelo junto a un globo terráqueo y diversos libros.
En Italia cabe destacar una obra de Giovanni Battista Tiepolo, uno de los grandes pintores de la centuria en su país: Edad y muerte (c. 1715, Galería de la Academia de Venecia), una pequeña obra al óleo sobre cobre, de forma ovalada, donde aparece una muchacha joven sosteniendo en sus brazos a una mujer mayor, mientras que de un sepulcro en la tierra surge un esqueleto mostrando en su mano un reloj de arena.
Por último, en España cabe citar a Bernardo Lorente Germán, seguidor de Murillo activo en Sevilla, que trató diversos géneros, con gusto por los trampantojos. Fue autor de Vanitas con calavera, libros, florero, candelero y objetos del arte de la pintura (colección particular, Francia), donde se disponen sobre una mesa una calavera colocada encima de un libro, un jarrón de flores, una vela apagada, una paleta y pinceles de pintor y un pequeño lienzo de un paisaje.

Alegoría de la vanidad de la vida (1700), de Andreas von Behn, Museo Nacional de Estocolmo
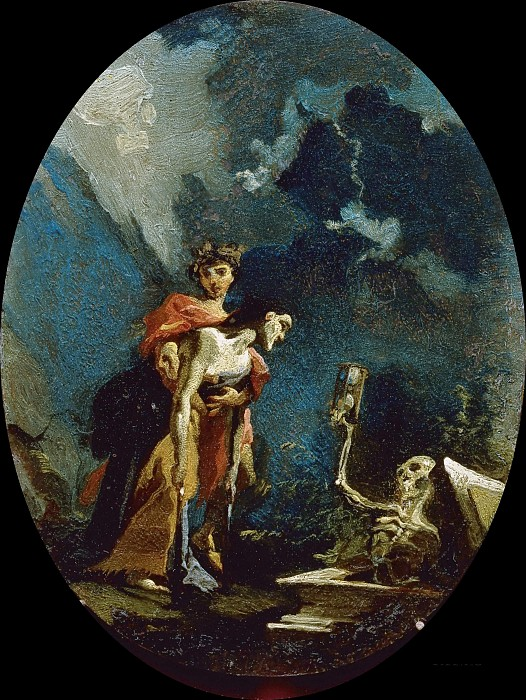
Edad y muerte (c. 1715), de Giovanni Battista Tiepolo, Galería de la Academia de Venecia
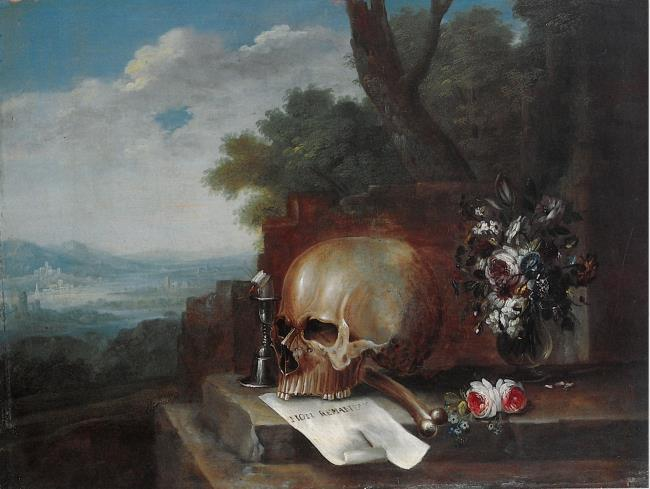
Vanitas en un paisaje (1727), de Johann Caspar Hirschely, Galería Regional de Arte, Liberec
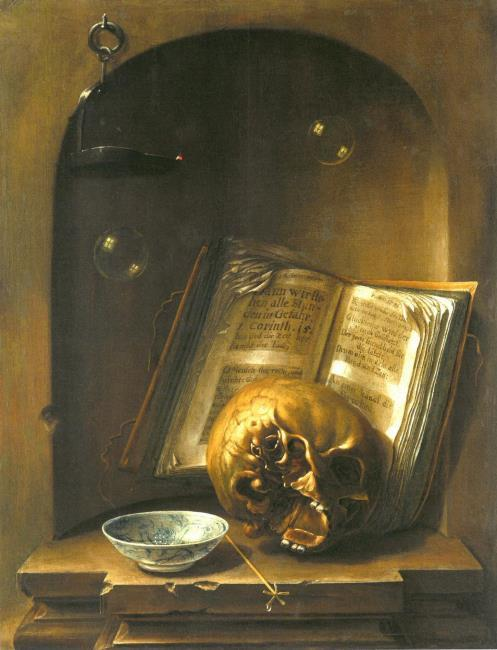
Vanitas (1731), de Johann Adalbert Angermayer, Bayerische Staatsgemäldesammlungen, Múnich
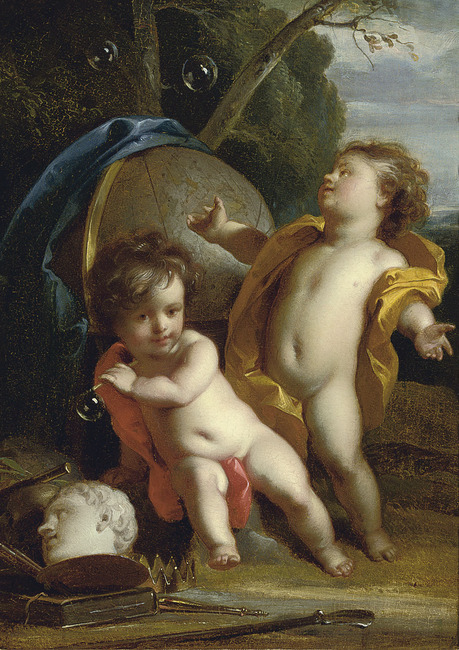
Dos putti soplando burbujas en un paisaje, con símbolos de vanitas (1748), de Jacob de Wit, colección privada
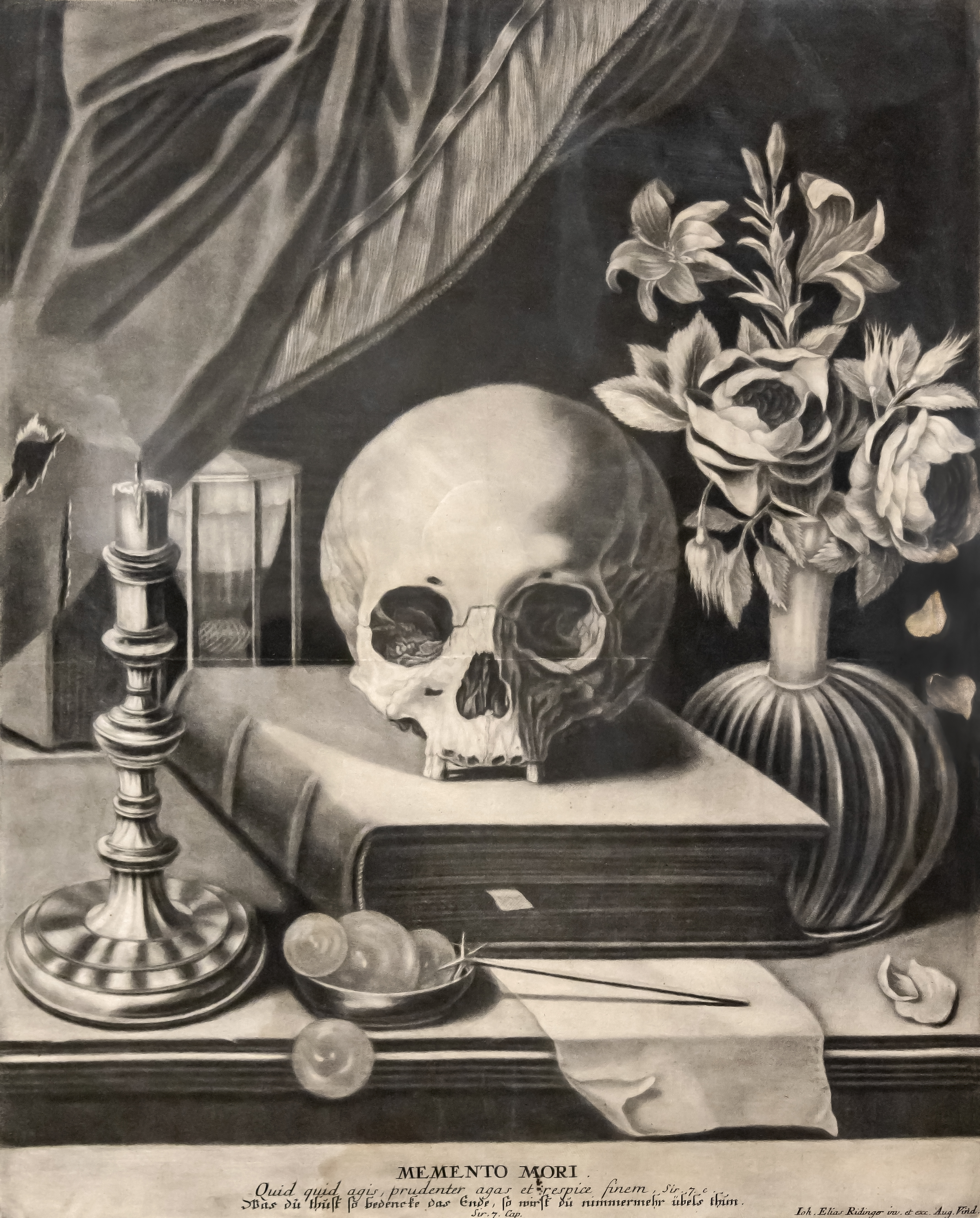
Memento mori (c. 1760), de Johann Elias Ridinger, Museo de las Artes Decorativas de París
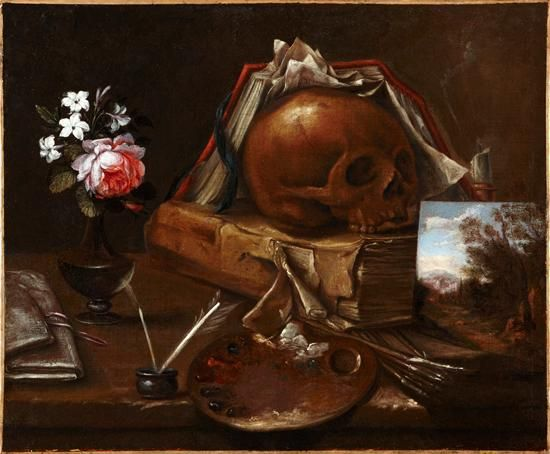
Vanitas con calavera, libros, florero, candelero y objetos del arte de la pintura, de Bernardo Lorente Germán, colección particular, Francia
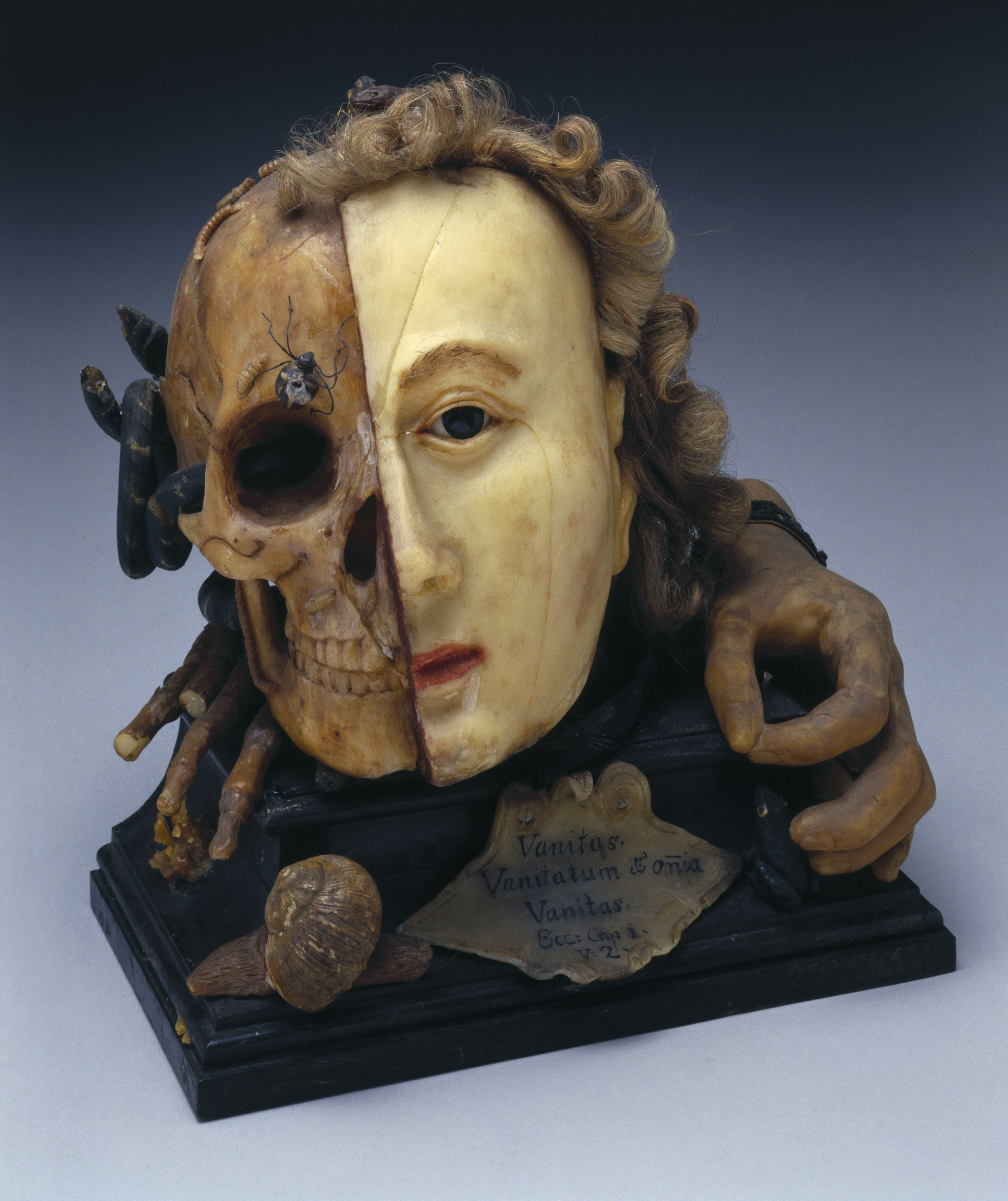
Escultura de vanitas en cera, artista anónimo, siglo XVIII

### sigloXIX

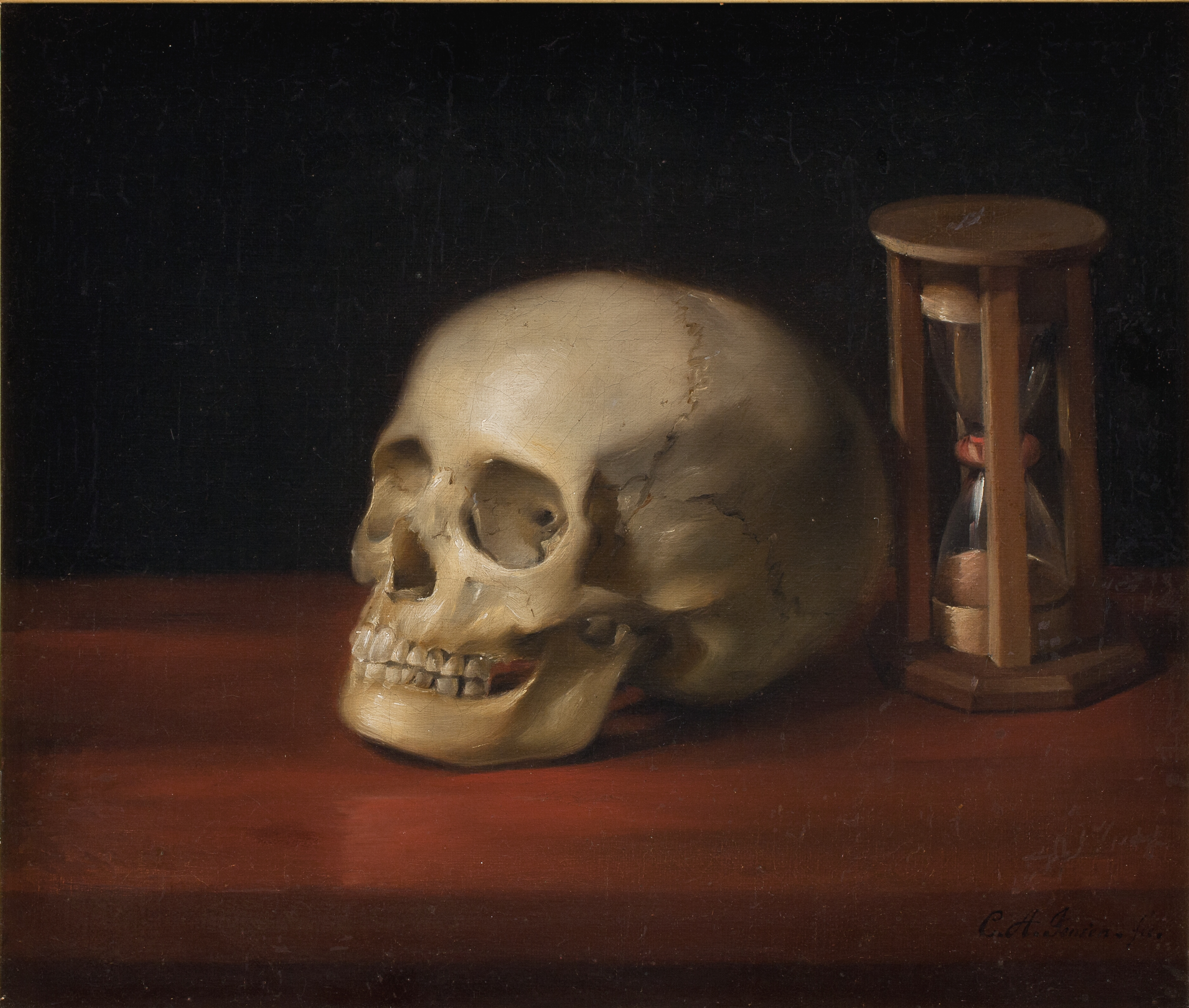
Calavera y reloj de arena (1814), de Christian Albrecht Jensen, Galería Nacional de Dinamarca, Copenhague

Como en la centuria anterior, en el siglo XIX los diversos estilos que se fueron sucediendo no fueron susceptibles al género de la vanitas: continuó el Neoclasicismo iniciado el siglo anterior, al que siguieron el Romanticismo, el realismo y el impresionismo, cuyas temáticas estaban alejadas del componente moralizante de la vanitas, excepto en contados casos. Tan solo hacia finales del siglo algunos movimientos como el postimpresionismo y el simbolismo se ocuparon algo más del género. Los escasos ejemplos presentan ya una evolución del tema por parte del artista, que reinterpreta el género de forma más personal: así, por ejemplo, conviene consignar los estudios anatómicos que Théodore Géricault efectuó para su cuadro La balsa de la Medusa (1819, Museo del Louvre, París), en muchos de los cuales dispuso varias partes del cuerpo como si fuesen una naturaleza muerta, aunque indudablemente con un componente más crudo y realista que las obras barrocas, que no dejaban de tener un cierto componente estético.
Géricault fue autor también de un Retrato de un artista en su estudio (c. 1820, Museo del Louvre, París), en que aparece un artista sentado en actitud meditativa, frente a una pared donde hay colgada una paleta de pintor y, sobre una repisa, una calavera. Frente a las tradicionales vanitas compuestas de objetos, esta obra inauguró una nueva forma de concebir la angustia existencial, en la que permanece el símbolo de la calavera pero que se centra más en el retrato psicológico de la figura humana, en su preocupación por el paso del tiempo, por la fugacidad de la vida.

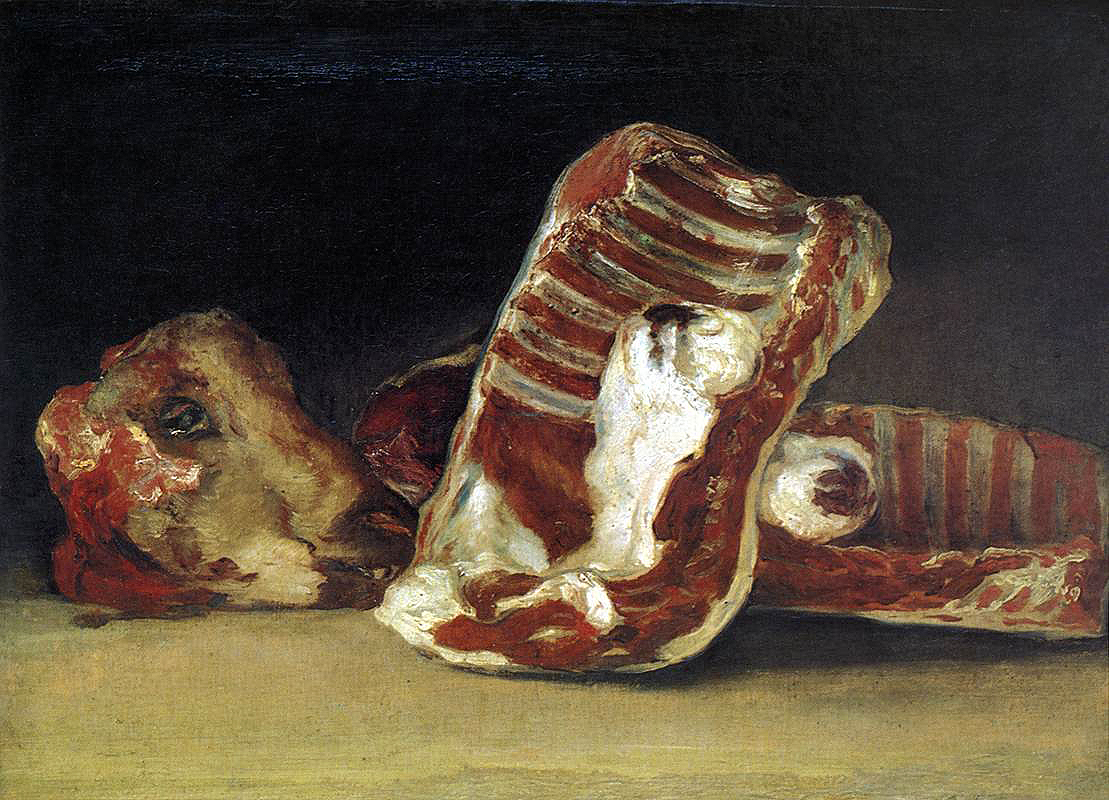
Cabeza de cordero y costillares (c. 1806-1812), de Francisco de Goya, Museo del Louvre, París

Otro romántico francés, Eugène Delacroix, ejemplificó la preocupación por la transitoriedad de la vida con una ilustración del Hamlet de William Shakespeare, Hamlet y Horacio en el cementerio (1839, Museo del Louvre, París), en la que un sepulturero le ofrece al príncipe el cráneo de Yorick, el bufón de la corte.
Francisco de Goya, uno de los grandes genios de la historia de la pintura, que inició su andadura en el rococó hasta desembocar en un estilo personal de corte expresionista, realizó algunos bodegones de animales muertos que por su crudeza y realismo, por su patente representación de la muerte, se acercan a la vanitas y prefiguran una nueva forma de entender el género, que influiría poderosamente en las vanguardias de finales del siglo xix y principios del xx. Un claro exponente es su Cabeza de cordero y costillares (c. 1806-1812, Museo del Louvre, París), donde los ojos abiertos de la cabeza del cordero parecen contemplar al espectador y recordarle lo efímero de la vida.
De principios de siglo cabe citar también al danés Christian Albrecht Jensen, un eminente retratista que trabajó un tiempo en Inglaterra y Rusia, antes de establecerse en Copenhague. Fue autor de Calavera y reloj de arena (1814, Galería Nacional de Dinamarca, Copenhague), una composición sencilla donde aparecen los dos objetos del título sobre una mesa, con un fondo oscuro.

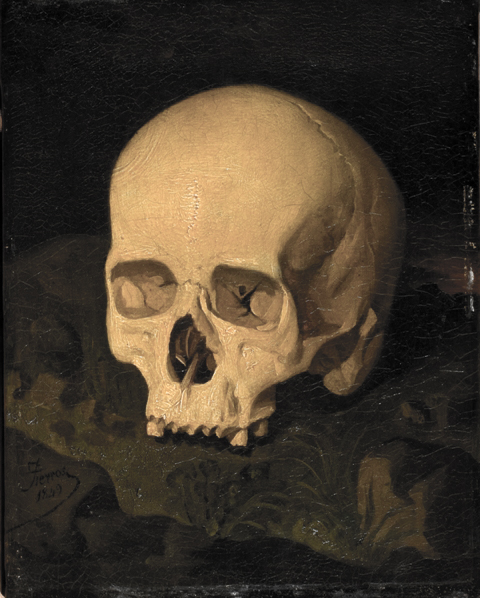
Vanitas (1849), de Dionisio Fierros, Museo de Zaragoza

El español Dionisio Fierros fue autor de cuadros de historia y de escenas costumbristas, de corte romántico. Entre sus obras se encuentra una Vanitas (1849, Museo de Zaragoza) de sencilla composición, formada únicamente por un cráneo sobre un tapete.
En los Países Bajos, Maria Margaretha van Os fue una pintora de bodegones, sobre todo florales, miembro de una familia de pintores. Elaboró una Vanitas con bouquet floral, calavera, reloj de bolsillo y vela apagada (1862, colección privada), con un colorido suave donde predominan los tonos pastel.

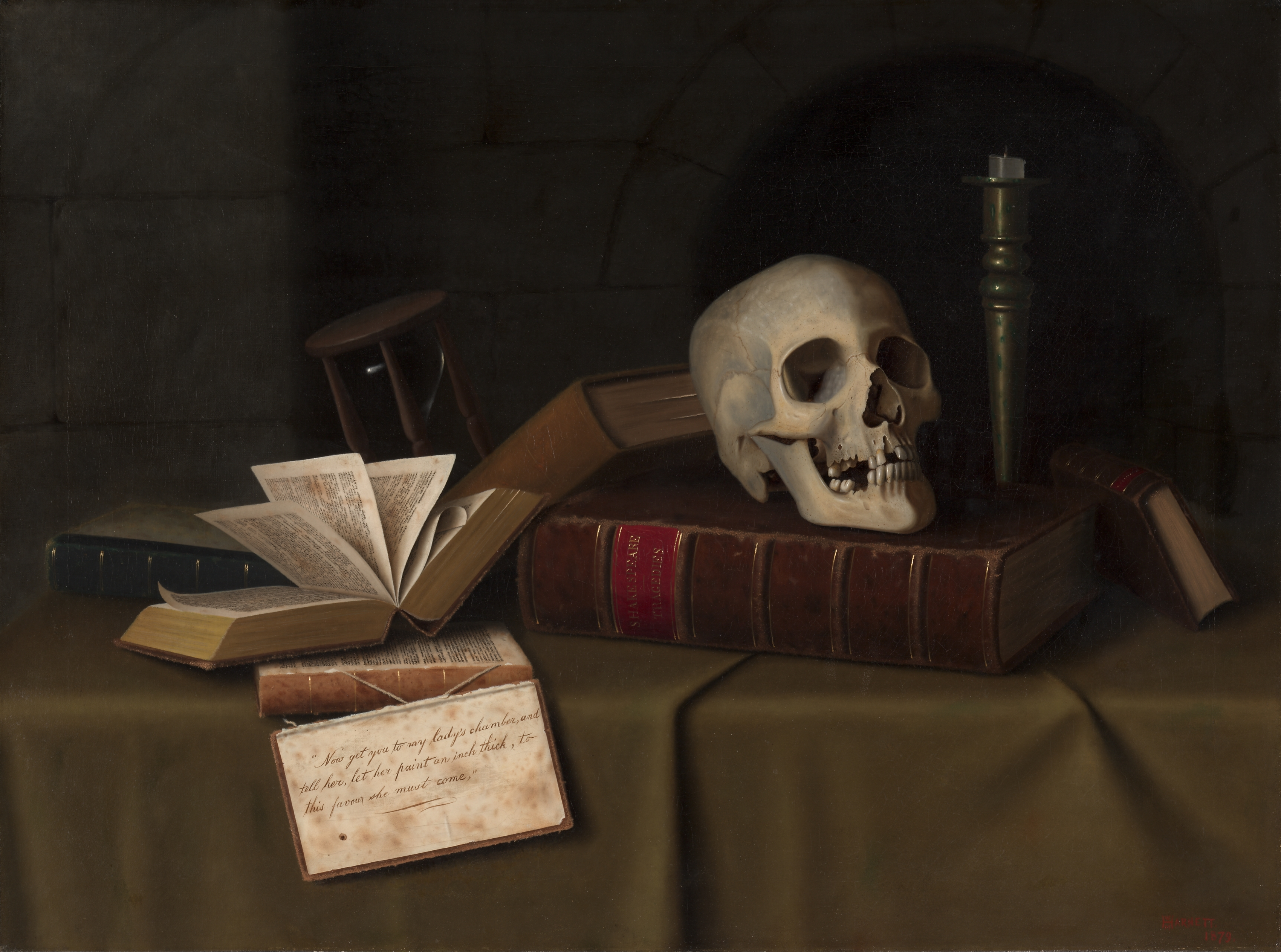
Memento mori (1879), de William Michael Harnett, Museo de Arte de Cleveland

El alemán Wilhelm Trübner evolucionó del realismo al impresionismo, estilos en los que ejecutó paisajes, retratos, cuadros de historia, escenas de género y naturalezas muertas. Entre estas últimas se halla una Calavera en un libro (1869, Kunstmuseum im Ehrenhof, Düsseldorf), donde se muestra, tal como indica el título, una calavera colocada encima de un libro; como detalle especial, sobre la calavera se sitúa un halo de santo.
William Michael Harnett fue un pintor estadounidense de origen irlandés, autor de naturalezas muertas con cierta influencia del bodegón neerlandés del siglo XVII, con un estilo austero y meticuloso, de técnica lisa y sutil colorido. Realizó un Memento mori (1879, Museo de Arte de Cleveland) en el que dispuso sobre una mesa una calavera con varios libros, una vela apagada y un reloj de arena, como en las más arquetípicas representaciones de la vanitas, aunque incluye como detalle especial una tarjeta con una cita del Hamlet de Shakespeare, del pasaje en que Hamlet descubre el cráneo de Yorick.

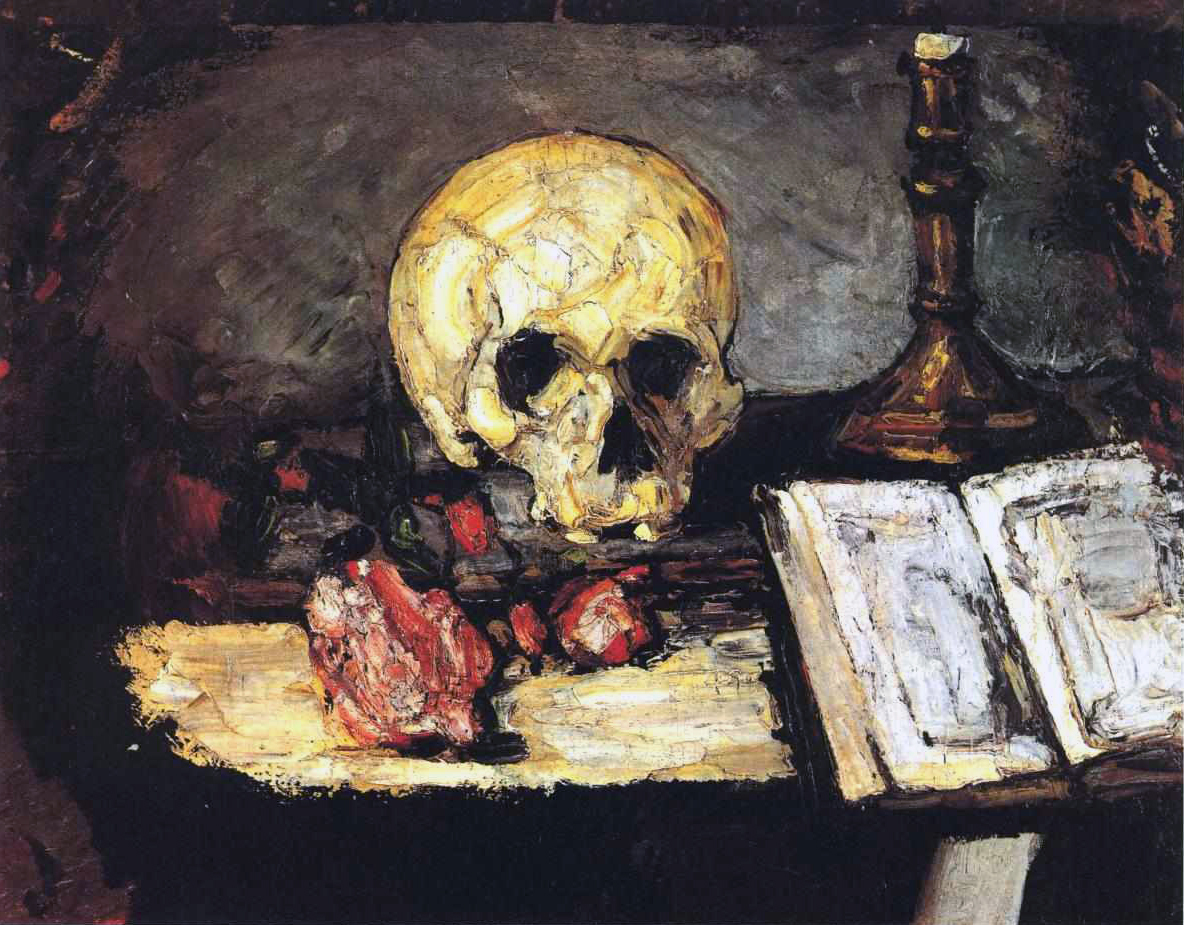
Naturaleza muerta con calavera, candelabro y libro (1866), de Paul Cézanne, colección privada, Zúrich

Un artista francés considerado precursor del impresionismo, Édouard Manet, se dedicó entre otros géneros al bodegón, con preferencia por los floreros. En 1864 realizó varios bodegones de animales muertos —especialmente pescados—, en la línea de ese tipo de vanitas que tiene como principal referente los cuerpos de animales en diverso estado de descomposición y que son, por tanto, una reflexión sobre la muerte. Entre los más conocidos se encuentran: Bodegón con pescado, ostras y recipiente de cobre (1864, Instituto de Arte de Chicago) y Bodegón con salmonete y anguila (1864, Museo de Orsay, París). En ambos casos cabe destacar la presencia de un cuchillo, otro recordatorio de la muerte.

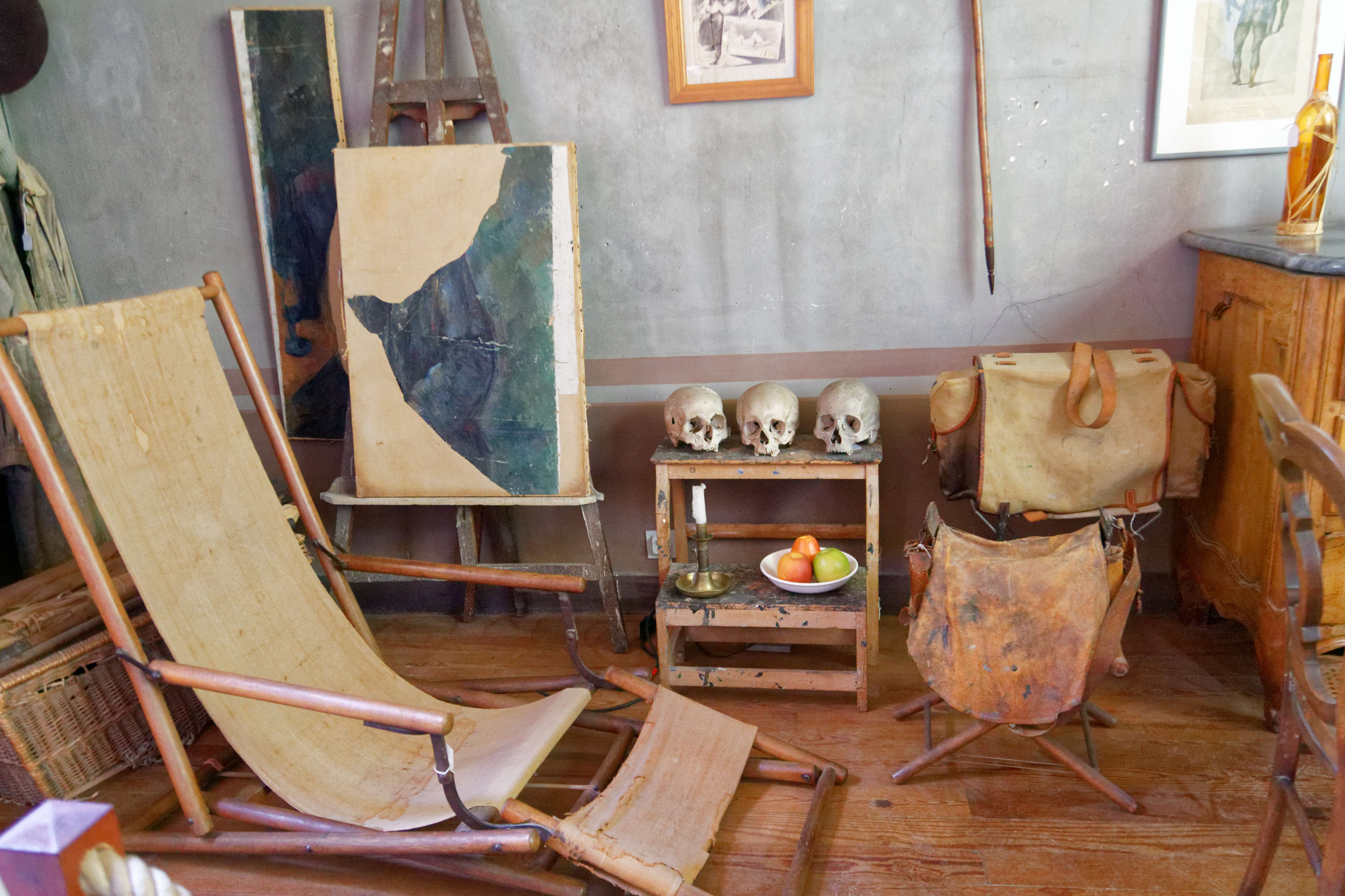
Taller de Paul Cézanne. Obsérvense los tres cráneos en la mesita que le servían de modelo para sus composiciones de vanitas

En el postimpresionismo hubo dos artistas que trataron el tema, dos grandes genios que contribuyeron a la gestación de la pintura moderna: Paul Cézanne y Vincent van Gogh. Cézanne abrió una nueva vía de descripción de la realidad en términos geométricos (cubo, cilindro y pirámide), en un proceso de síntesis analítica que más tarde influiría en el cubismo. Se dedicó especialmente a grandes series temáticas, como las de paisajes, bañistas, jugadores de cartas o bodegones. Trató el género de la vanitas esporádicamente, como en Naturaleza muerta con calavera, candelabro y libro (1866, colección privada, Zúrich), donde recogió varios de los símbolos habituales del género: la calavera, la vela, el libro y las flores marchitas. Pero fue sobre todo tras la muerte de su madre en 1897 que se dedicó a la realización de este tipo de obras, inmersas en una luminosidad espectral, con un aspecto entre mórbido y sensual: Naturaleza muerta con calavera (1895-1900, Barnes Foundation, Filadelfia), Hombre joven con calavera (1896-1898, Barnes Foundation, Filadelfia), Pirámide de cráneos (1898-1900, colección privada), Naturaleza muerta con calavera (1900, Casa Blanca, Washington D. C.), Tres calaveras sobre un tapiz de Oriente (1904, Kunstmuseum, Solothurn). En una carta a Ambroise Vollard de 1905 declaró que «una calavera es algo maravilloso para pintar».

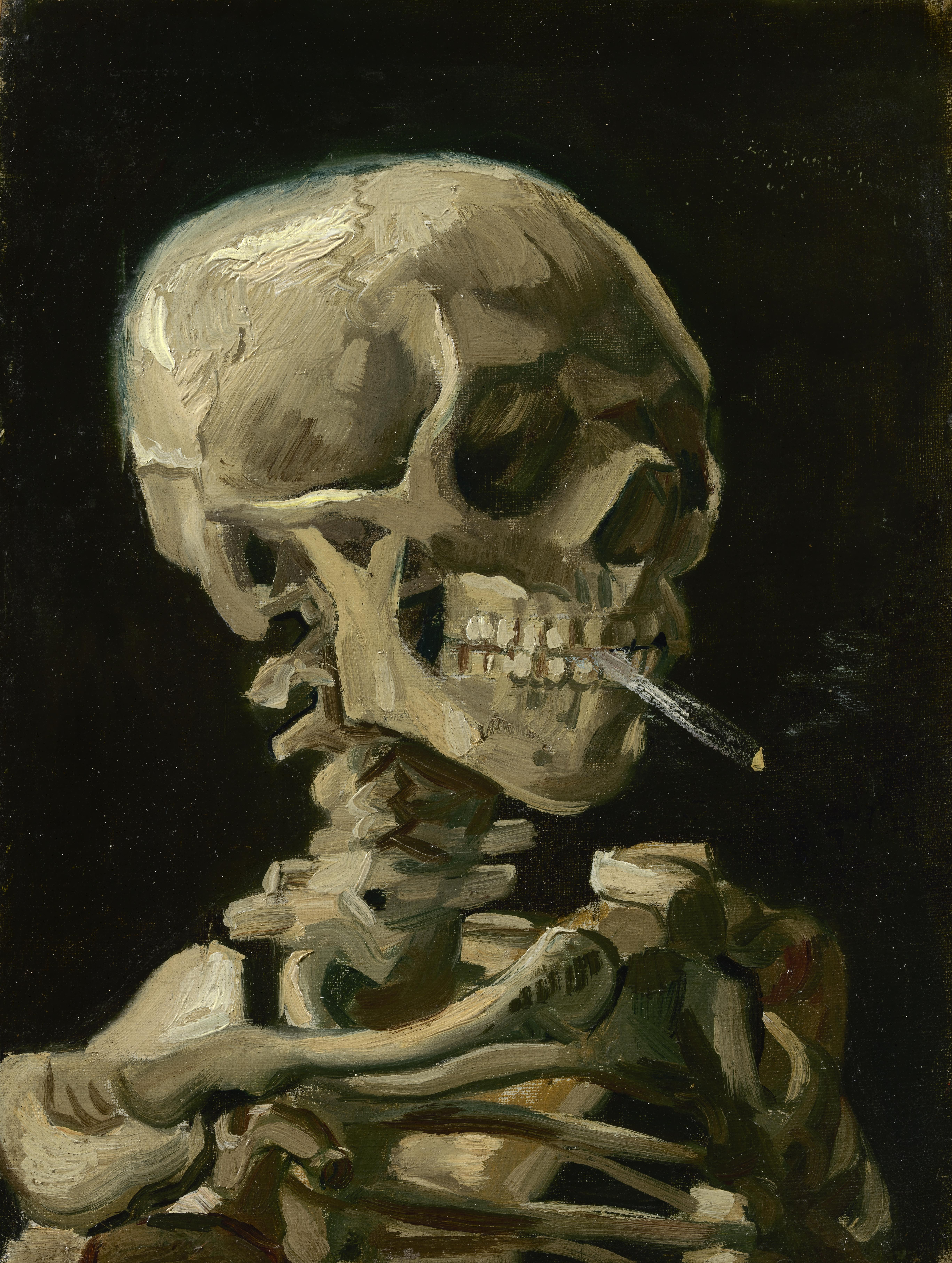
Calavera con cigarrillo encendido (1886), de Vincent van Gogh, Museo Van Gogh, Ámsterdam

Van Gogh fue un pintor original, de fuerte temperamento, con tendencia a la depresión, lo que le llevó al suicidio. Desarrolló un estilo de tendencia expresionista, de fuerte dramatismo y prospección interior, con pinceladas sinuosas y densas, de intenso colorido y estridente luminosidad, con obras en las que deforma la realidad, a la que otorgó un aire onírico. Entre 1886 y 1887 realizó tres cuadros sobre calaveras: Calavera con cigarrillo encendido (1886, Museo Van Gogh, Ámsterdam), Calavera (1887, Museo Van Gogh, Ámsterdam) y Calavera (1887, Museo Van Gogh, Ámsterdam). En la primera, como su título indica, aparece la parte superior de un esqueleto sobre fondo negro, con la calavera fumando un cigarrillo. Realizado en Amberes mientras estudiaba en la academia de esa ciudad, suele tomarse como una broma de estudiante. En las otras dos obras solo aparece un cráneo, uno de frente y otro de perfil, sobre un fondo vacío donde predomina el color dorado.

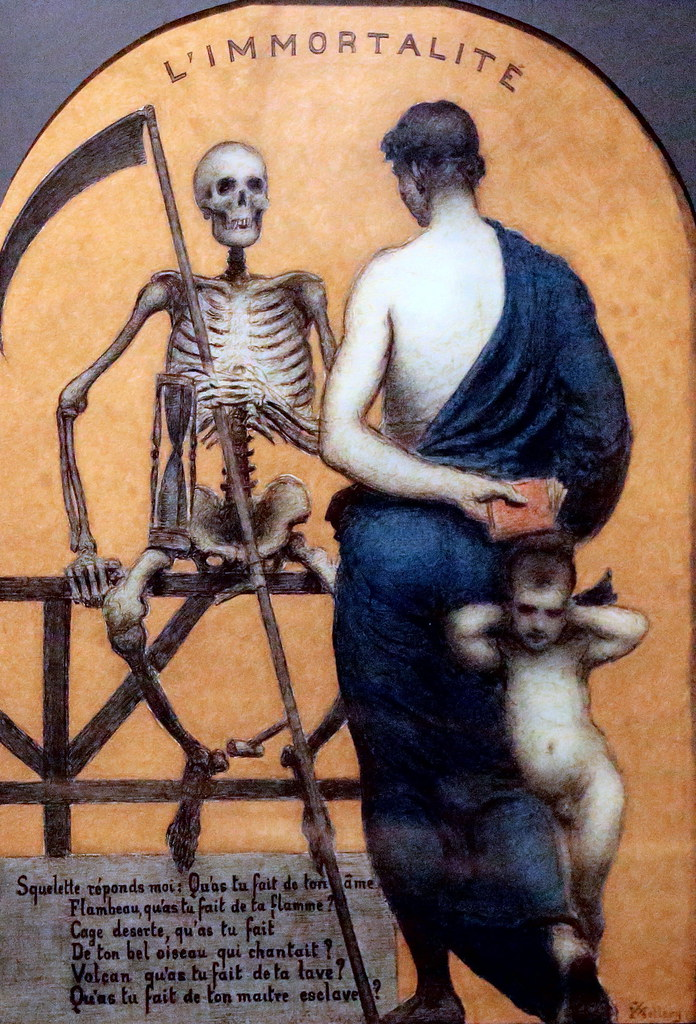
Inmortalidad (c. 1890), de Xavier Mellery, Museos Reales de Bellas Artes de Bélgica, Bruselas

Entre el último tercio del siglo XIX y la primera década del siglo XX se desarrolló el simbolismo, un estilo de corte fantástico y onírico que surgió como reacción al naturalismo de la corriente realista e impresionista, frente a cuya objetividad y descripción detallada de la realidad opusieron la subjetividad y la plasmación de lo oculto y lo irracional, con cierta tendencia a lo macabro y lo perverso, por lo que fueron recurrentes las referencias a la enfermedad y la muerte, a lo efímero de la existencia. La cuna del simbolismo pictórico se produjo en Francia y Bélgica. En este último país tuvo como precursor a Antoine Wiertz, un artista de formación romántica y factura academicista, que fue autor de La bella Rosine (1847, Museo Wiertz, Bruselas), donde una joven desnuda contempla un esqueleto en cuya calavera se aprecia una inscripción con el título de la obra, con lo que resulta que la «bella» no era la joven, sino el esqueleto. La misma nacionalidad tuvieron Félicien Rops, Xavier Mellery y James Ensor. El primero fue un pintor y artista gráfico de gran imaginación, con predilección por una temática centrada en la perversidad y el erotismo. Se inspiró en el mundo de lo fantástico y lo sobrenatural, con inclinación hacia lo satánico y las referencias a la muerte, como en La muerte en el baile (1865-1875, Museo Kröller-Müller, Otterlo).

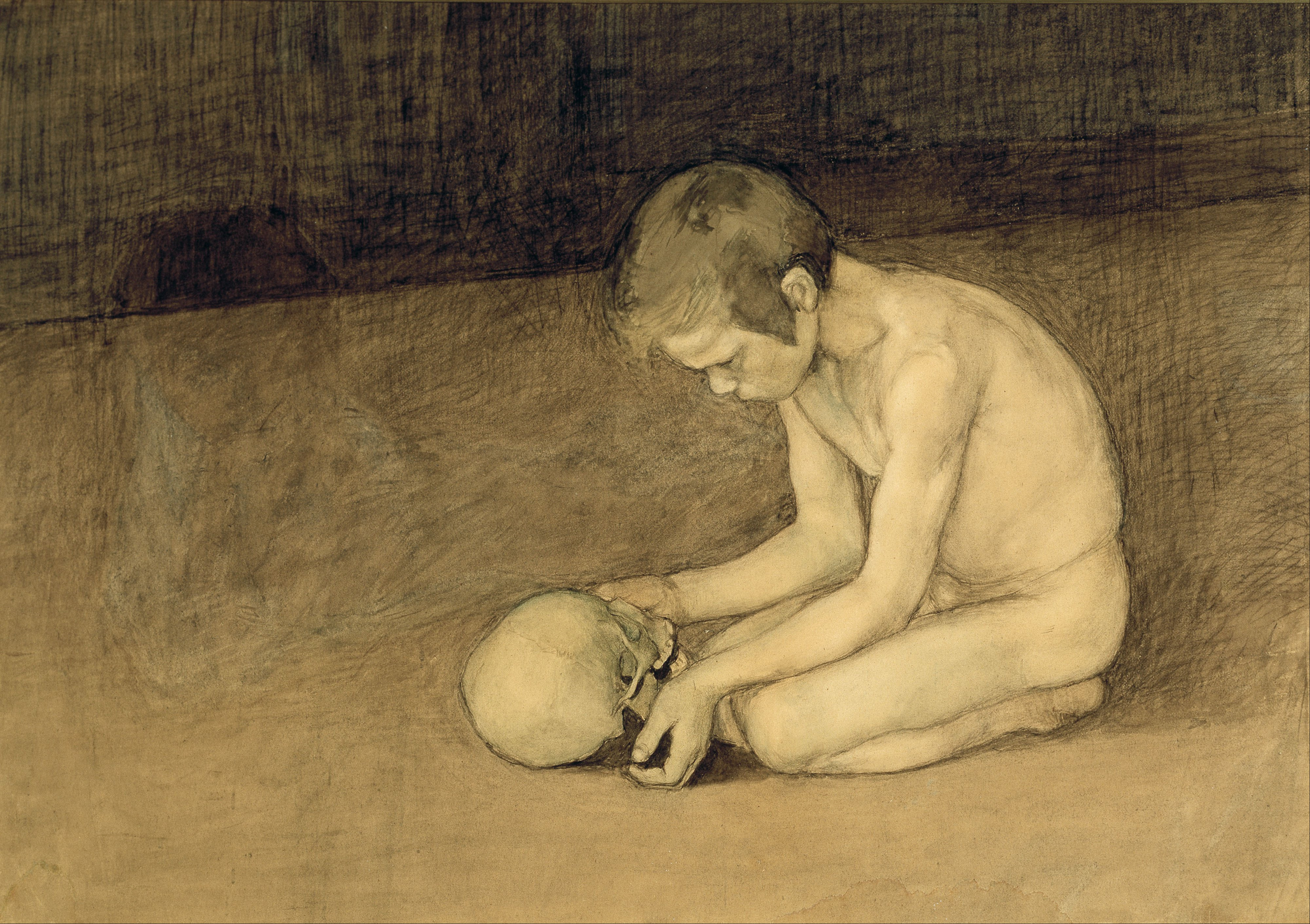
Joven con calavera (1893), de Magnus Enckell, Ateneumin Taidemuseo, Helsinki

Mellery tuvo una formación clasicista que complementó en Italia. Su estilo era severo e intimista, en ocasiones cercano al expresionismo, con temáticas que evocan el misterio y la poesía. Fue autor de Inmortalidad (c. 1890, Museos Reales de Bellas Artes de Bélgica, Bruselas), en que un hombre adulto (la Inmortalidad) contempla un esqueleto con guadaña y un reloj de arena (la Muerte), mientras que un niño a su lado le da la espalda y se tapa los oídos (la infancia, la inocencia).

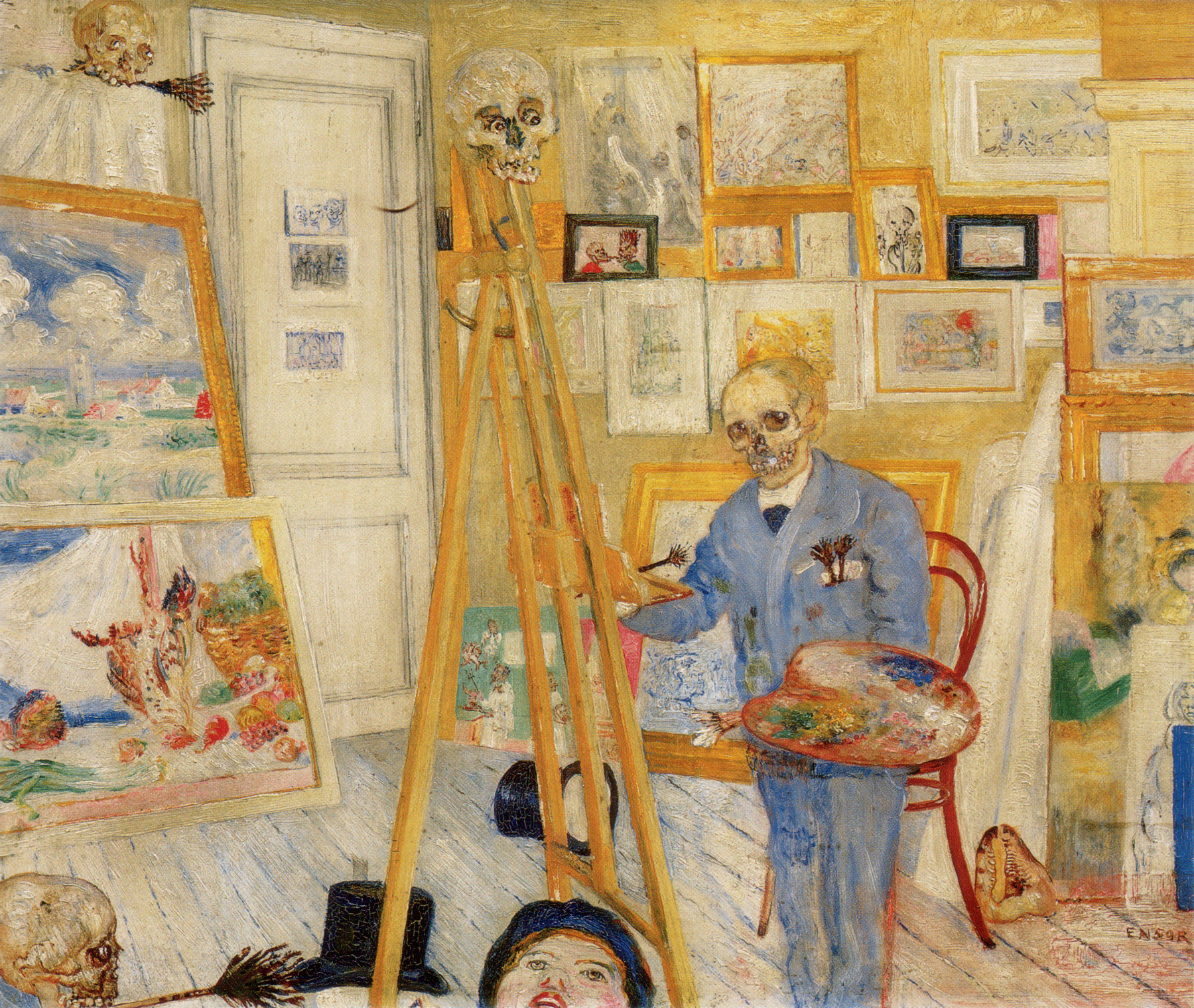
Pintor esqueletizado en su taller (1895-1896), de James Ensor, Museo Real de Bellas Artes de Amberes

Ensor fue un artista de marcada personalidad, vinculado con posterioridad al expresionismo, con una visión caricaturizada y grotesca de la sociedad de su tiempo, en la que recreaba imágenes fantásticas pobladas por esqueletos, máscaras, marionetas, juguetes y objetos de diversa índole, en escenas enigmáticas e irreverentes, de carácter absurdo y burlesco. Un ejemplo es La muerte que persigue al rebaño humano (1896, colección privada), en que un esqueleto con guadaña acecha a una multitud desde un balcón. EL mismo artista se autorretrató en su taller con un cráneo por cabeza, Pintor esqueletizado en su taller (1895-1896, Museo Real de Bellas Artes de Amberes), en que aparece con una paleta y un pincel en la mano pintando un cuadro sobre un caballete coronado por otro cráneo, en un taller con cuadros expuestos y otros dos cráneos en las esquinas.
En Suiza destacó la obra de Arnold Böcklin, heredero directo del Romanticismo alemán. Sus temas exaltan la soledad, la tristeza, la melancolía, la muerte como liberación. Fue autor de Autorretrato con la muerte tocando el violín (1872, Antigua Galería Nacional de Berlín), en que aparece el pintor con una paleta y unos pinceles mientras, a su espalda, un esqueleto toca el violín —al que solo le queda una cuerda—, como recordatorio de la presencia siempre inevitable de la muerte detrás de cualquier actividad humana.
En los países escandinavos conviene mencionar a Hugo Simberg y Magnus Enckell. El primero desarrolló una obra centrada en la muerte, poblada de animales extraños y espíritus malignos. En algunos de sus cuadros representó a la muerte realizando tareas cotidianas como cuidar un jardín: El jardín de la muerte (1896, Ateneumin Taidemuseo, Helsinki). Enckell recibió durante una estancia en París la influencia de Édouard Manet, Eugène Carrière y Pierre Puvis de Chavannes. Posteriormente viajó por Italia, Alemania y Suiza, donde recibió el influjo de Böcklin. Fue autor de Joven con calavera (1893, Ateneumin Taidemuseo, Helsinki), en carboncillo y acuarela, donde un niño arrodillado contempla una calavera entre sus manos, como preguntándose «¿quién soy yo?».
Cabe citar a Lovis Corinth, un pintor que evolucionó del impresionismo al expresionismo, autor de un Autorretrato con esqueleto (1896, Lenbachhaus, Múnich). En este caso, el esqueleto no es una representación de la muerte, ya que era uno de los objetos que figuraban en su taller de pintor, pero el hecho de retratarse junto a él denota la preocupación del artista por el paso del tiempo.
En México, José Guadalupe Posada tomó la tradición de las calaveritas —en la que se componían versos sobre una persona desde la perspectiva de la muerte— y las ilustró con calaveras ataviadas a la usanza de fines del siglo por las clases sociales acomodadas, siendo la más famosa de ellas La Catrina, símbolo de las festividades del día de muertos (2 de noviembre) en el país.

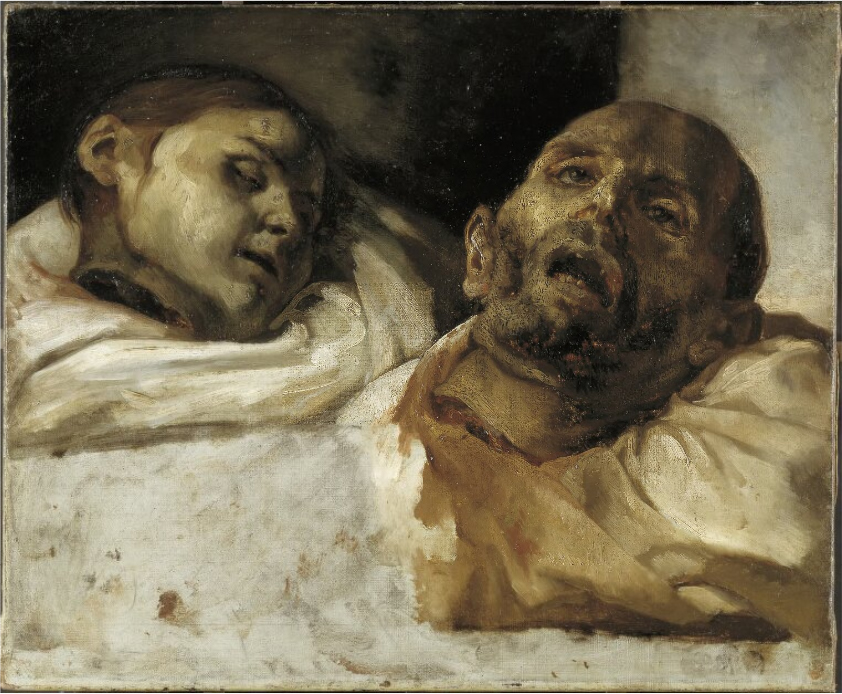
Las cabezas cortadas (1818), de Théodore Géricault, Museo Nacional de Estocolmo
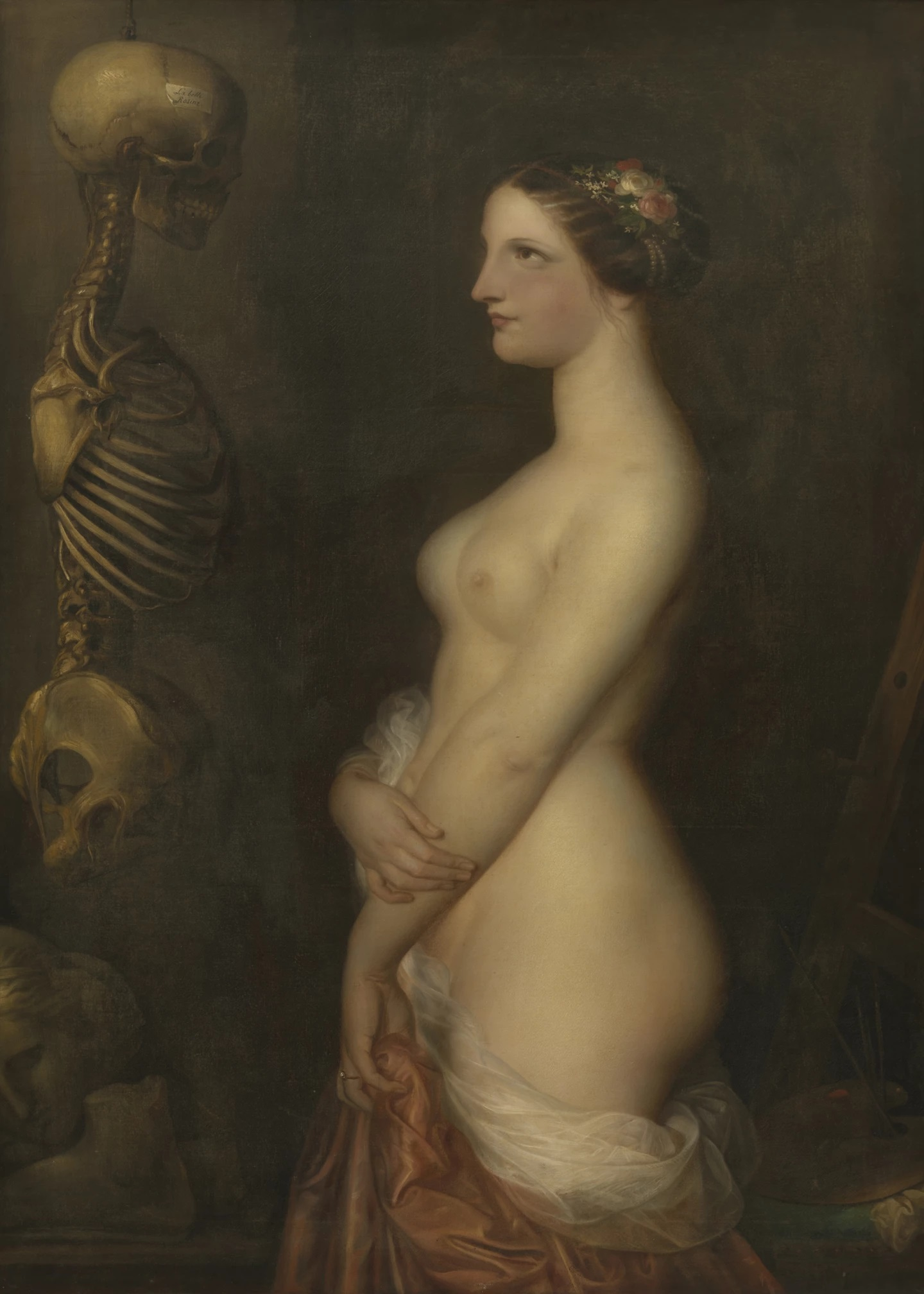
La bella Rosine (1847), de Antoine Wiertz, Museo Wiertz, Bruselas
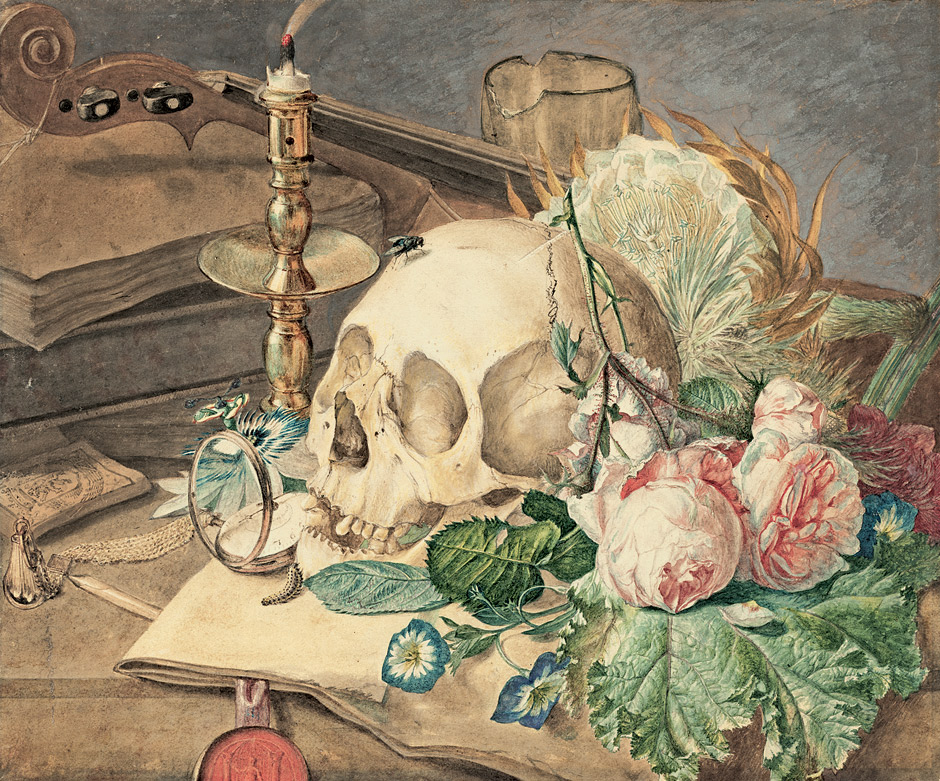
Vanitas con bouquet floral, calavera, reloj de bolsillo y vela apagada (1862), de Maria Margaretha van Os
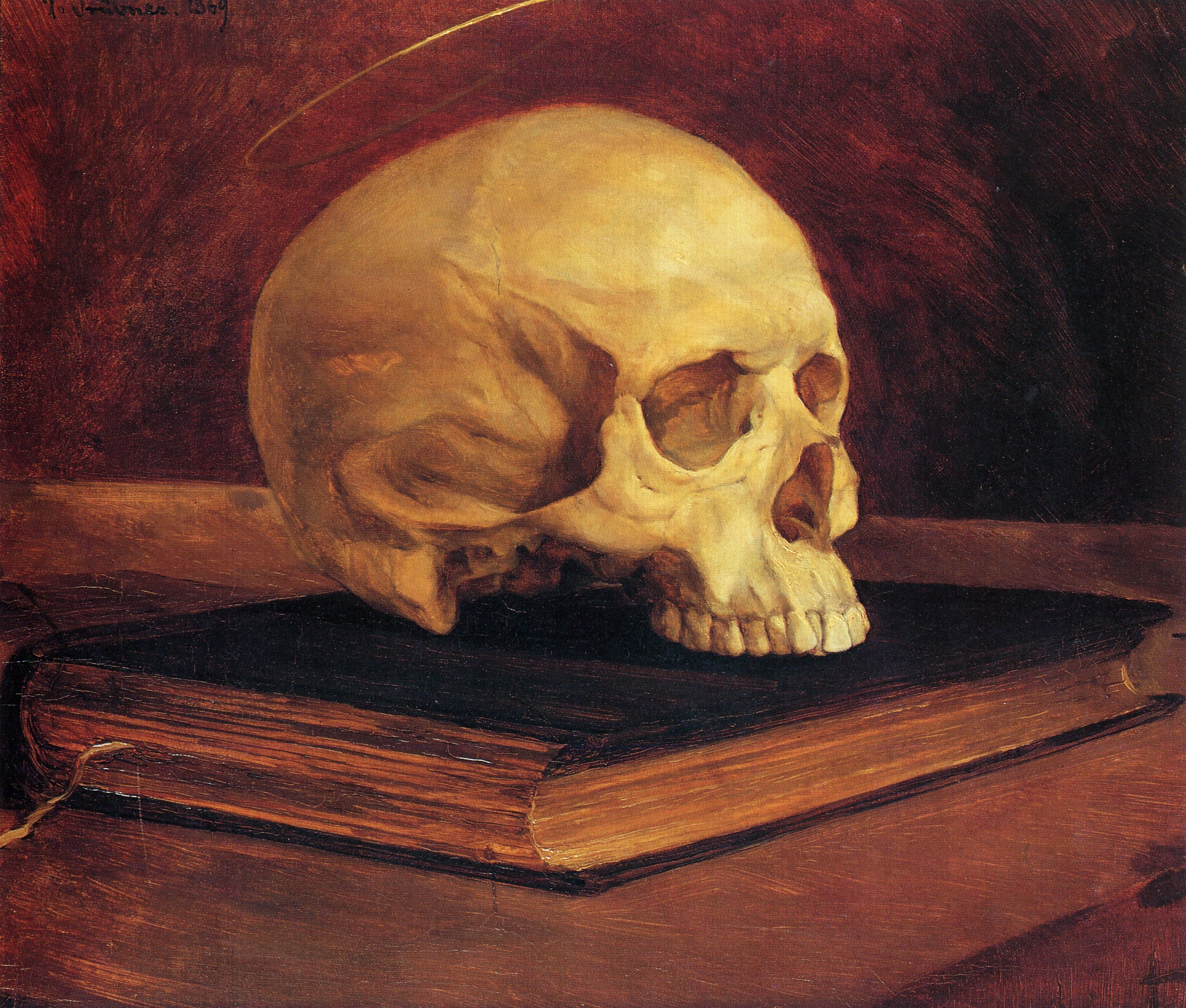
Calavera en un libro (1869), de Wilhelm Trübner, Kunstmuseum im Ehrenhof, Düsseldorf
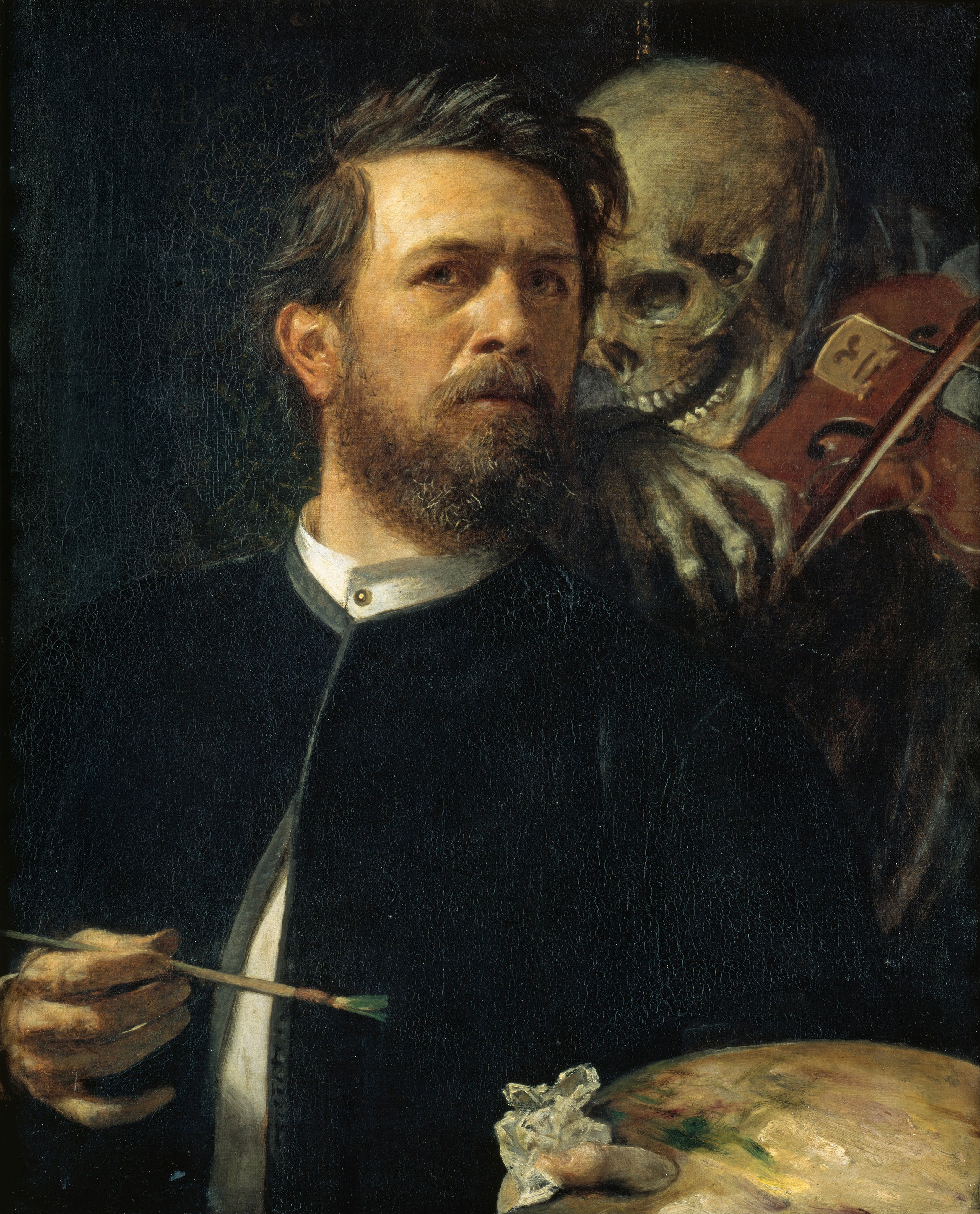
Autorretrato con la muerte tocando el violín (1872), de Arnold Böcklin, Antigua Galería Nacional de Berlín
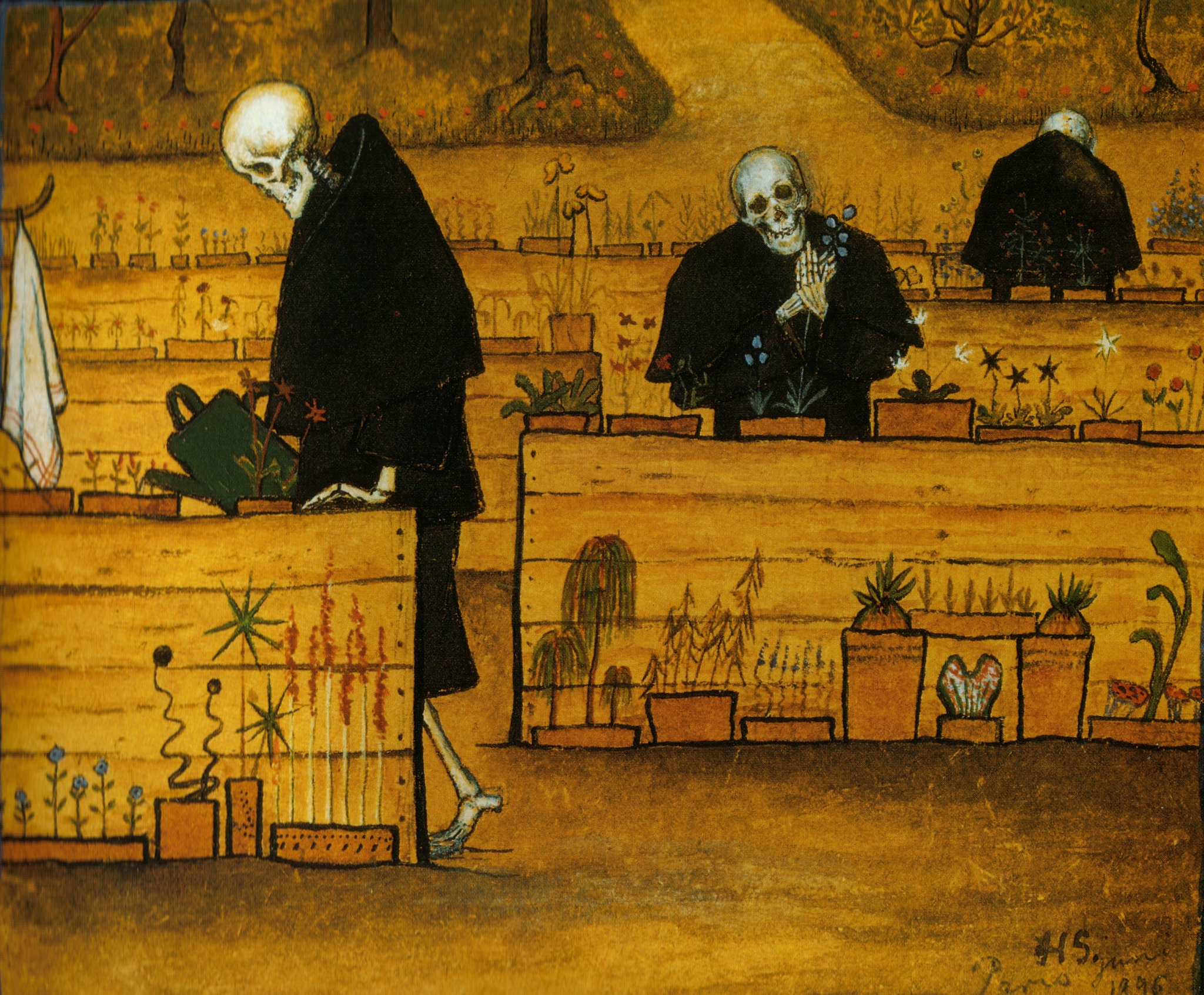
El jardín de la muerte (1896), de Hugo Simberg, Ateneumin Taidemuseo, Helsinki
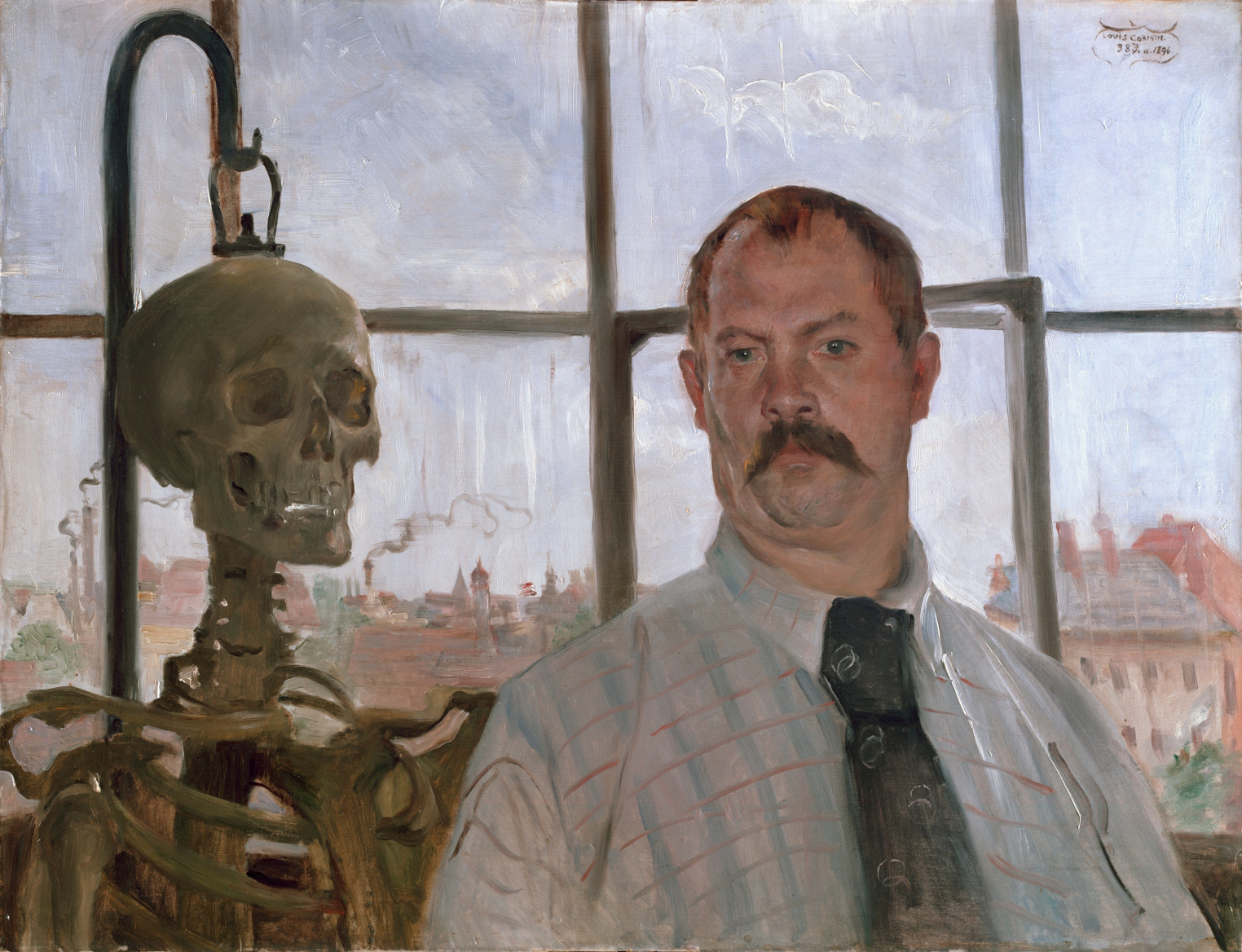
Autorretrato con esqueleto (1896), de Lovis Corinth, Lenbachhaus, Múnich
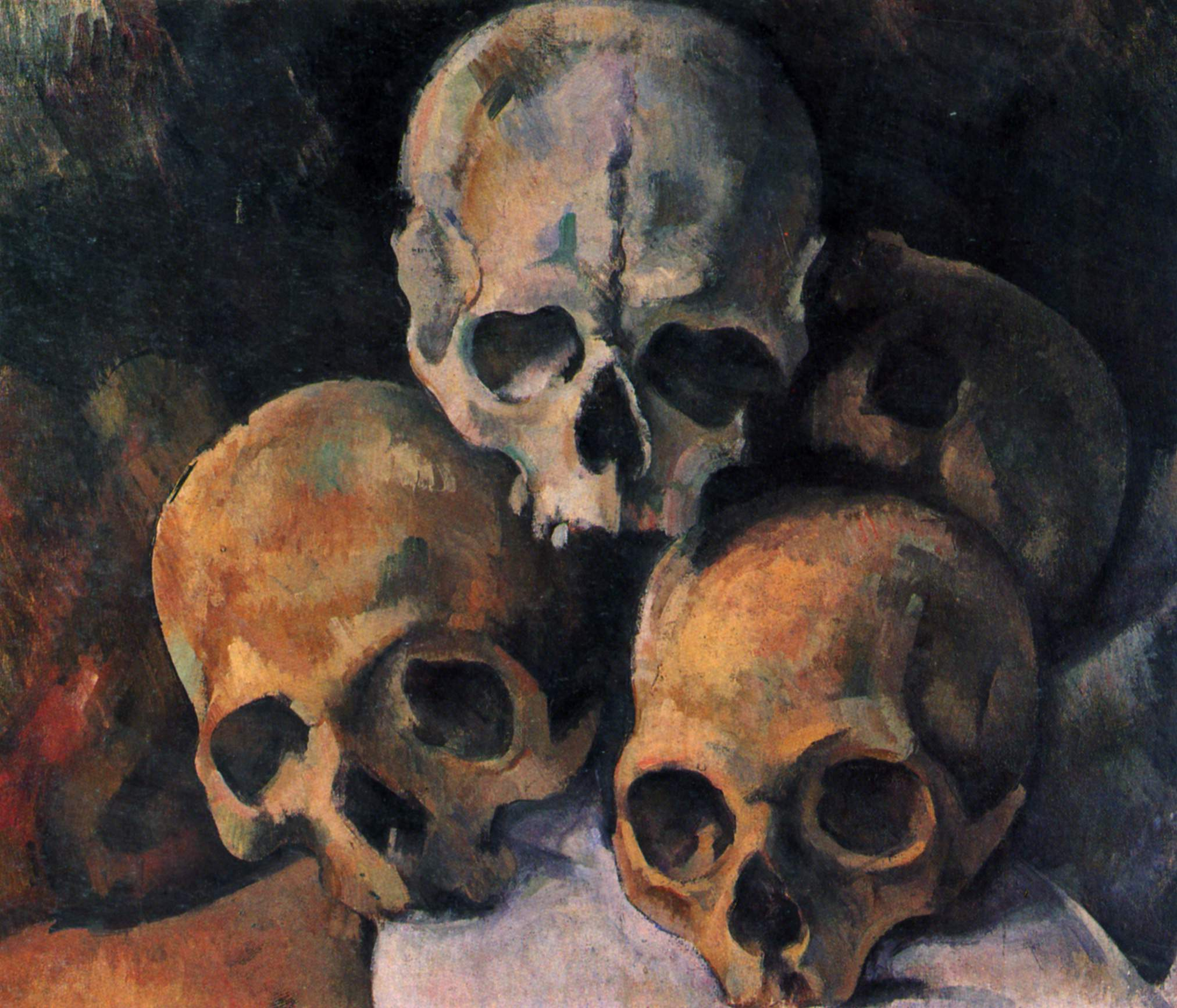
Pirámide de cráneos (1898-1900), de Paul Cézanne, colección privada

### sigloXX

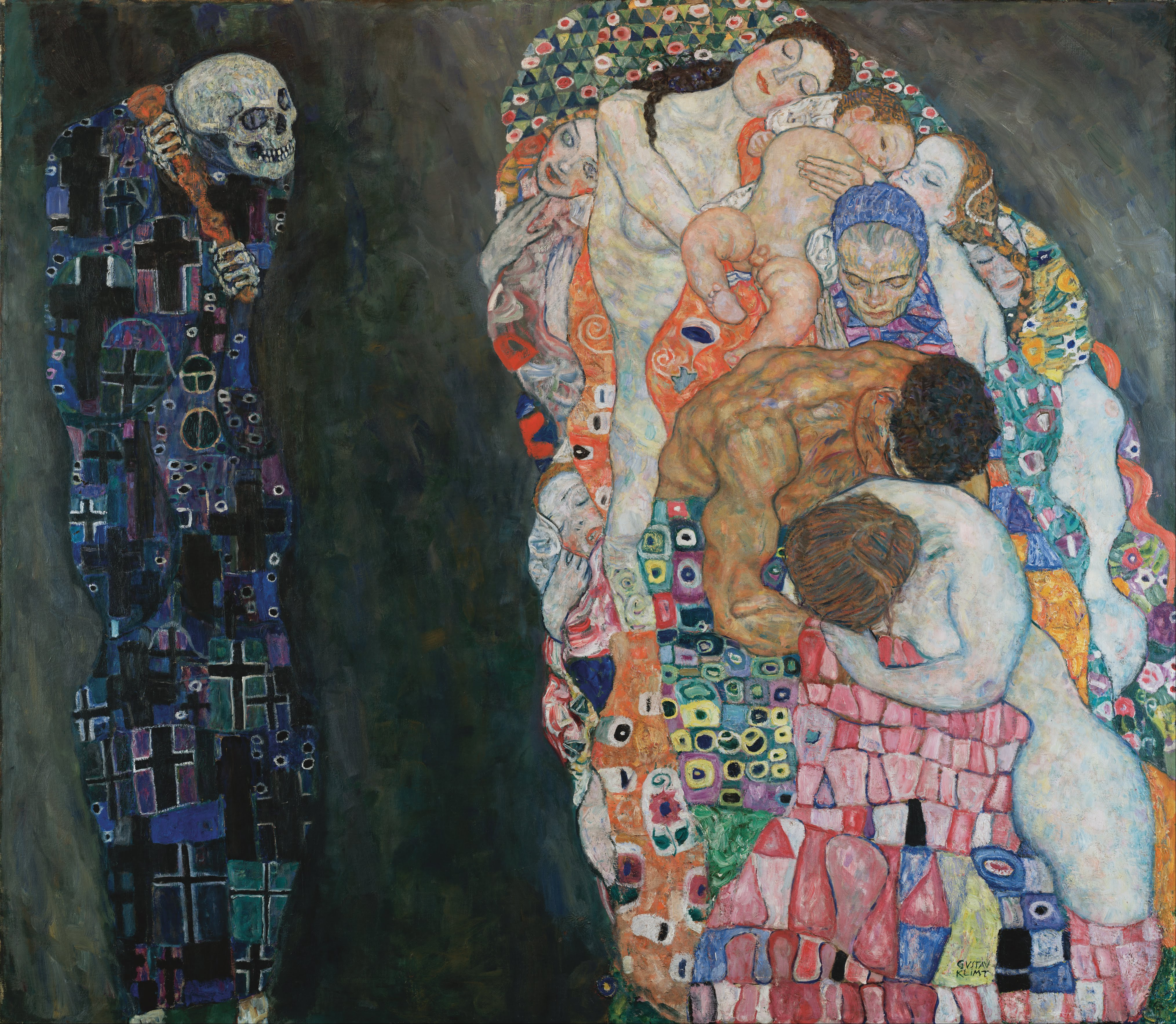
Vida y Muerte (1908-1911), de Gustav Klimt, Museo Leopold, Viena

A principios del siglo XX adquirió cierta notoriedad el ilustrador estadounidense Charles Allan Gilbert, especialmente por su grabado Todo es vanidad (All is Vanity). Publicado en la revista Time en 1902, se trata de un trampantojo visual, ya que la imagen puede interpretarse o bien como una calavera componiendo una extraña mueca, o bien como una mujer sentada contemplándose ante el espejo. El propio título original constituye en sí mismo un juego de palabras, ya que en inglés de Estados Unidos una de las acepciones de vanity es «tocador», nombre en español del mueble sobre el que se apoya la dama. Tema recurrente en el arte occidental, la calavera oculta en la imagen viene a recordarnos que la belleza, la salud y los bienes materiales no perdurarán para siempre, que a todos nos espera la muerte.
En este siglo surgieron los movimientos de vanguardia, con una rápida sucesión de estilos en que cada vez fue cobrando mayor protagonismo la individualidad del artista. Pese a la decadencia del género, se dieron todavía ciertos ejemplos incluso en la obra de grandes artistas como Pablo Picasso o Georges Braque, siempre reinterpretados en clave moderna y personal. Las vanguardias históricas tuvieron su fin en la Segunda Guerra Mundial, tras la cual el arte evolucionó hacia diversos estilos antimatéricos que destacaban el origen intelectual del arte sobre su realización material, como el arte de acción y el arte conceptual. En reacción a ello, otros artistas retornaron a las formas clásicas del arte, aceptando su componente material y estético, con lo que surgió el arte posmoderno.
En la primera década del siglo todavía estaban vigentes movimientos como el modernismo o el simbolismo. Uno de los artistas más relevantes en la transición de siglo fue el austríaco Gustav Klimt. Tuvo una formación académica, para desembocar en un estilo personal que sintetizaba impresionismo, modernismo y simbolismo. En su obra recreó un mundo de fantasía de fuerte componente erótico, con una composición clasicista de estilo ornamental, donde se entrelazan el sexo y la muerte. En consonancia con el tema aquí tratado cabe citar su obra Vida y Muerte (1908-1911, Museo Leopold, Viena), donde contrapuso la figura de la muerte, en forma de una calavera con un vestido oscuro y un garrote rojo en las manos, frente a un grupo más colorido de personas desnudas, tanto jóvenes como ancianos y niños, que representan la vida.
Corrie Pabst fue una pintora, acuarelista y aguafuertista neerlandesa, autora de retratos, bodegones y paisajes. Fue autora de Vanitas con una calavera, un reloj de arena y un libro (1908, colección privada), una obra que reúne varios de los elementos más clásicos de la vanitas sobre un tapete en una mesa, con un fondo azulado.

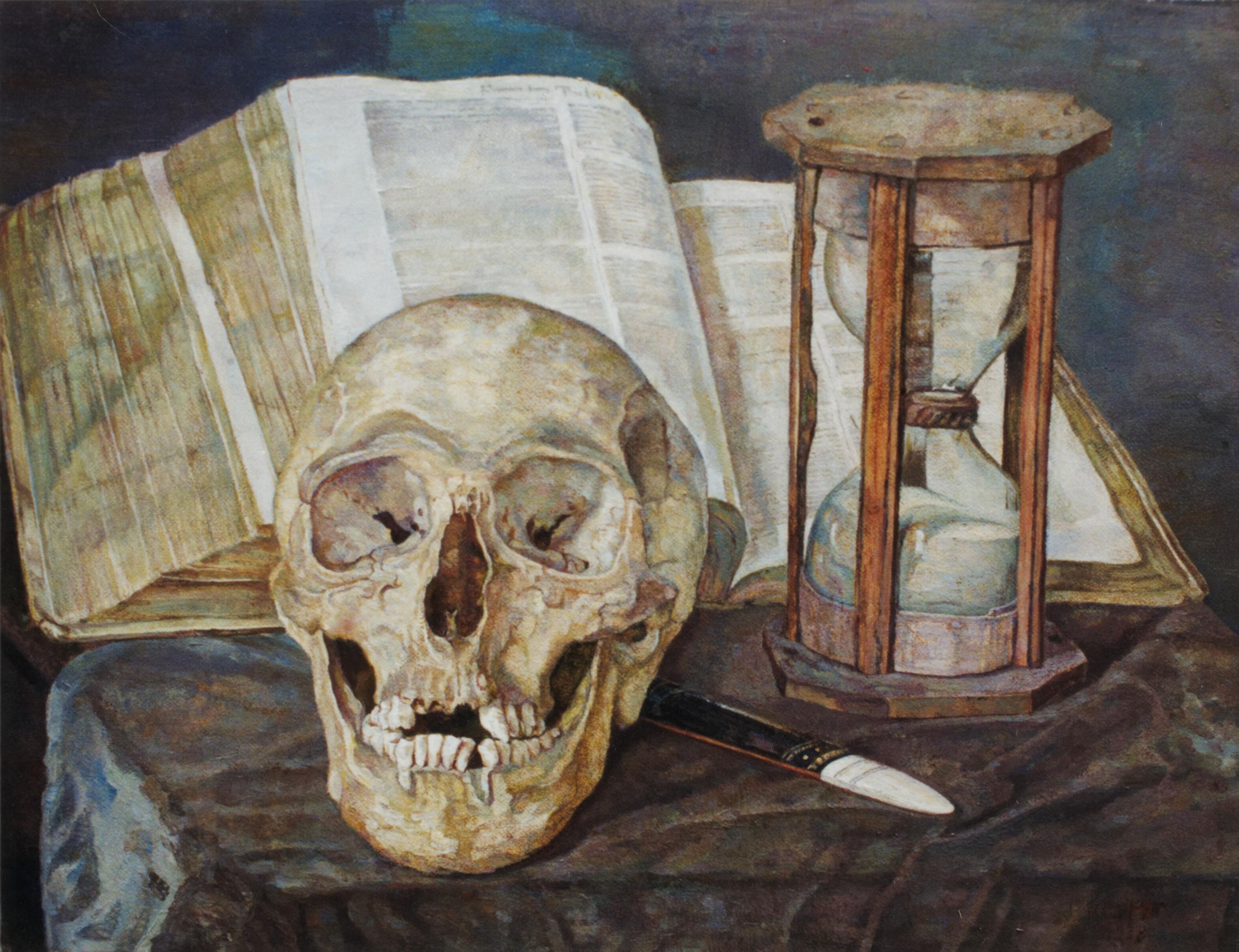
Vanitas con una calavera, un reloj de arena y un libro (1908), de Corrie Pabst, colección privada

El italiano Luigi Russolo tuvo también una formación simbolista, para decantarse poco después por el futurismo. Fue autor de Autorretrato con cráneos (1910, Galleria Civica d'Arte Moderna, Milán), donde aparece rodeado de siete cráneos en diversas posturas.
El alemán Otto Dix se inició en el realismo tradicional, con influencia de Durero, Lucas Cranach y Ferdinand Hodler, antes de enmarcarse en la Nueva Objetividad en los años 1920. Entre sus primeras obras se encuentra Florecer y marchitarse (1911), en la que colocó una calavera sobre una peana y un jarrón de flores, frente a una ventana.
Una de las primeras vanguardias del siglo fue el cubismo (1907-1914), un movimiento que se basó en la deformación de la realidad mediante la destrucción de la perspectiva espacial de origen renacentista, organizando el espacio sobre la base de una trama geométrica, con visión simultánea de los objetos, una gama de colores fríos y apagados, y una nueva concepción de la obra de arte, con la introducción del collage. Su principal referente fue Pablo Picasso, quien tras una formación académica y un primer contacto con el arte moderno durante su estancia en Barcelona, donde se integró en el círculo modernista, entre 1901 y 1907 se decantó por un estilo cercano al simbolismo, que se tradujo en los denominados períodos azul (1901-1904) y rosa (1904-1907). En 1907 realizó Las señoritas de Avignon, que inauguró su período cubista. Ese mismo año, marcado seguramente por la muerte de Cézanne, realizó Naturaleza muerta con calavera (Museo del Hermitage, San Petersburgo), donde aparece una calavera en un estudio de artista, mientras en un espejo se refleja un cuadro de desnudo pintado en rosa y azul, relacionando el placer sexual con la muerte, seguramente en alusión a las enfermedades venéreas. Otro hecho luctuoso, la muerte de su padre en 1913, le llevó a pintar Guitarra, calavera y periódico (1914, Musée d'art moderne Lille Métropole, Villeneuve-d'Ascq), donde dispuso sobre una mesa dos guitarras, un periódico de Le Journal y una calavera.

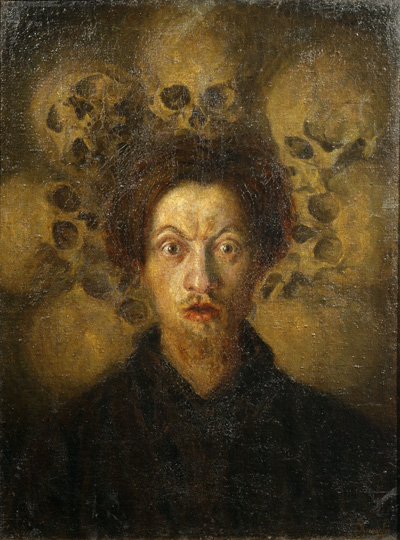
Autorretrato con cráneos (1910), de Luigi Russolo, Galleria Civica d'Arte Moderna, Milán

Picasso realizó una serie de vanitas entre 1939 y los primeros años 1940, fechas en que concurrieron la muerte de su madre y varios conflictos bélicos, como el fin de la guerra civil española y el inicio de la Segunda Guerra Mundial. En varias de ellas aparecían cabezas de toro, quizá como epílogo al Guernica, cuyo toro fiero y vigoroso transmutaba aquí en un cráneo vacío e inerte. En Cráneo de toro, fruta y jarrón (1939, Museo de Arte de Cleveland), el artista malagueño contrapuso el cráneo, de connotaciones tétricas, con un jarrón y unas frutas de intenso colorido, en alusión a las atrocidades de la guerra que serían superadas en tiempos de paz. En Tres cabezas de cordero (1939, Museo Nacional Centro de Arte Reina Sofía, Madrid) se inspiró seguramente en la Cabeza de cordero y costillares de Goya, en este caso con tres cabezas en distintas posiciones sobre una mesa, una cruda imagen que denota el vacío existencial que se siente ante la presencia de la muerte. Otra defunción, la del escultor Julio González, le inspiró Cráneo de buey ante una ventana (1942, Nordrhein-Westfalen Kunstsammlung, Düsseldorf), donde mostró un cráneo de buey frente a una ventana cruciforme, de tonos verdes y violáceos. Al año siguiente elaboró Calavera, erizos y lámpara sobre una mesa (Museo Picasso de París). Otro exponente fue Naturaleza muerta con calavera y puerros (1945, Museo de Bellas Artes de San Francisco), donde figuran sobre una mesa una jarra, una calavera y un manojo de puerros. Al año siguiente pintó Naturaleza muerta con cráneo, libro y lámpara de queroseno (Museo Picasso de París). En el mismo sentido, realizó una escultura formada por un sillín y un manillar de bicicleta formando una figura semejante al cráneo de un toro (Cabeza de toro, 1942, cuero y metal, Museo Picasso de París).
El otro gran exponente del cubismo fue Georges Braque, amigo de Picasso, cuya evolución compartió en paralelo, hasta el punto de que hubo un momento que las obras de ambos eran casi indistinguibles. Tras la Primera Guerra Mundial, en la que fue gravemente herido, introdujo en sus temáticas la naturaleza muerta, en una fórmula cubista de recomposición de planos y ritmos plásticos, en espacios cerrados, casi táctiles. Entre los años 1930 y 1940 realizó varias vanitas, como Balaustre y cráneo (1938, colección privada), Calavera, collar y crucifijo (1939, colección privada) y Naturaleza muerta con calavera (1943).
Cabe citar en último lugar dentro del cubismo al checo Bohumil Kubišta, influido en sus inicios por Van Gogh y Cézanne, pasó en breves períodos por el fauvismo y el expresionismo hasta llegar al cubismo, que combinó con el dinamismo futurista. Fue autor de Naturaleza muerta con calavera (1912, Museo Nacional de Praga), que revela su drama existencial y que le acerca a un cierto «cubismo expresionista».

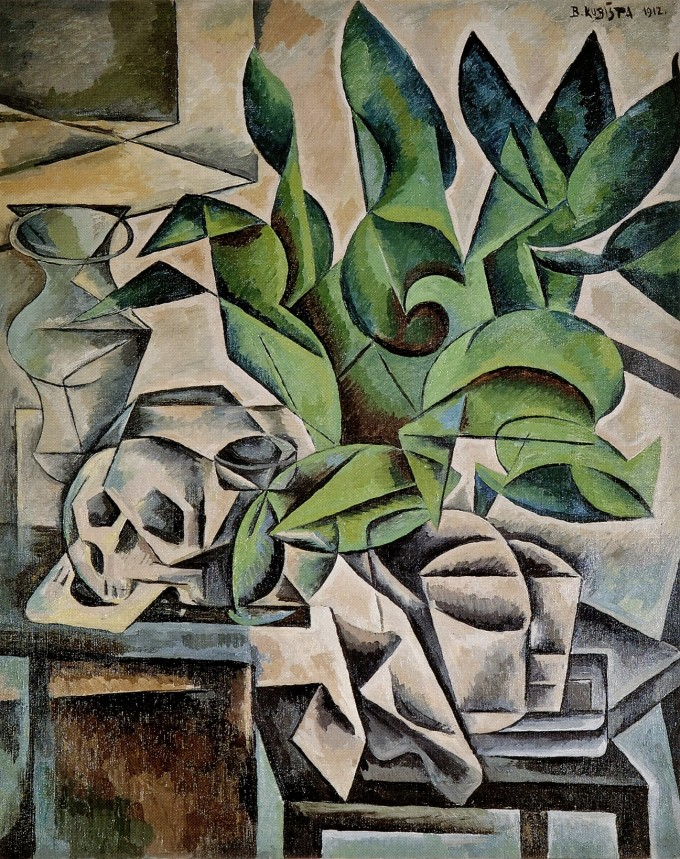
Naturaleza muerta con calavera (1912), de Bohumil Kubišta

El género experimentó un cierto crecimiento tras la Primera Guerra Mundial, ya que los horrores de la guerra provocaron un clima de crisis existencial y de decepción en los valores tradicionales de la modernidad basados en el positivismo, en el progreso de la ciencia y la técnica. Frente a ello, los artistas cuestionaron el sentido de la vida y el arte, y les condujo a nuevas experimentaciones y nuevos medios de expresión, o bien a la recuperación de antiguas tipologías como la vanitas, así como un mayor simbolismo en las temáticas de las obras de arte.
Georges Rouault pasó del simbolismo al fauvismo y expresionismo. Desarrolló un imaginario parecido al de James Ensor, poblado por esqueletos y máscaras. En su obra es frecuente la presencia de personajes de aspecto grotesco, generalmente jueces, payasos y prostitutas. Un exponente es su Miserere elaborado entre 1917 y 1927, inspirado en las danzas de la muerte medievales.
Felix Esterl fue un pintor austríaco vinculado al realismo expresionista, autor de retratos, paisajes y bodegones, entre los que se encuentran algunas vanitas, como Bodegón con claveles y calavera (1924, Galerie Slama, Klagenfurt), Bodegón con calavera y peonías (1928, colección privada) y Bodegón con calavera y lucio (1928, Galería Belvedere, Viena).

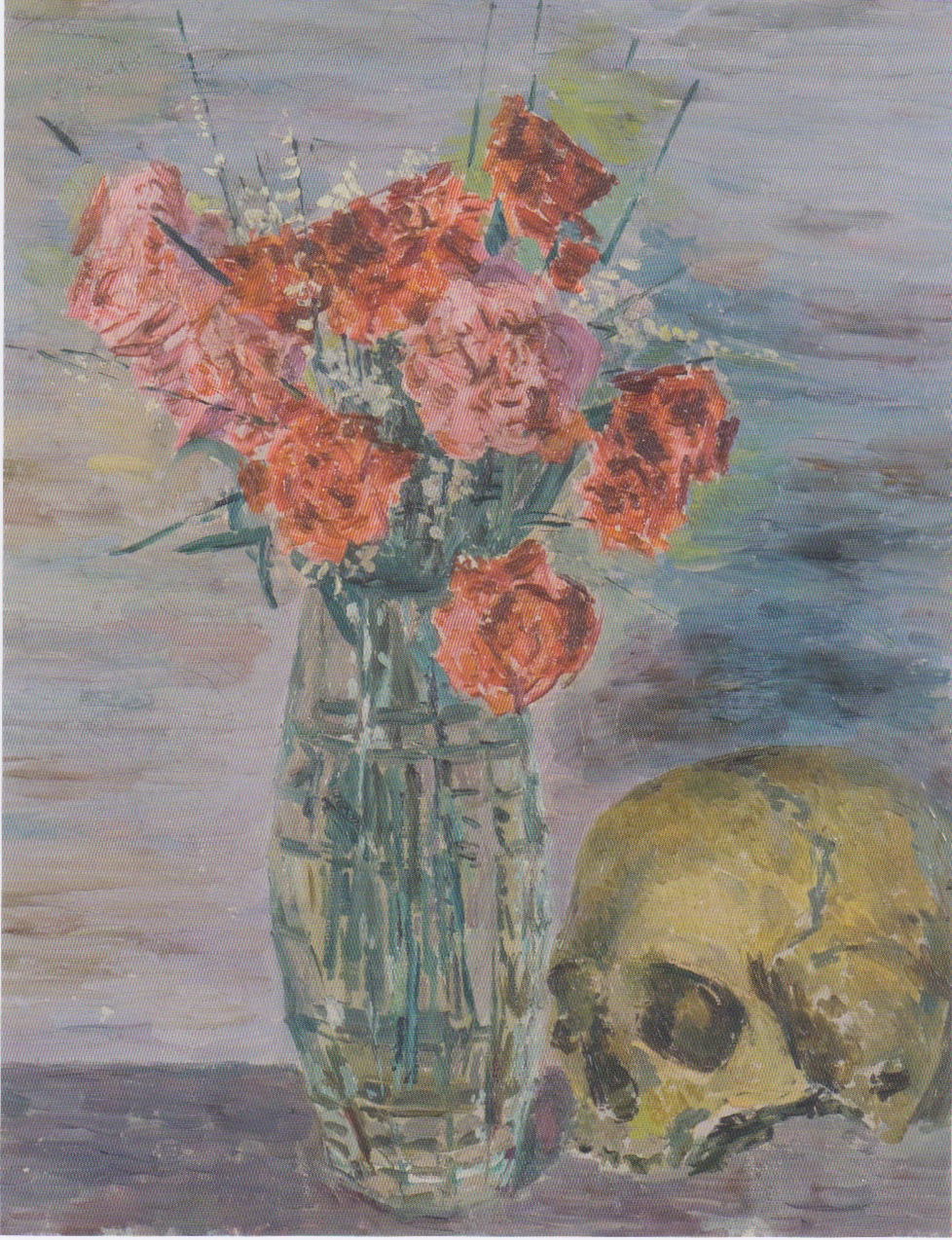
Bodegón con claveles y calavera (1924), de Felix Esterl, Galerie Slama, Klagenfurt

Estadounidense de origen armenio, Arshile Gorky recibió la influencia inicial de Picasso, con un estilo de contornos duros y lineales, con imágenes ambiguas que aluden con frecuencia a formas orgánicas. Fue autor de Naturaleza muerta con calavera (1927, colección privada), donde se aprecia una calavera y dos huesos sobre un tapete en una silla. Más adelante evolucionó a un surrealismo de corte abstracto y al expresionismo abstracto.
Dos artistas vinculados a la llamada Escuela de París, un grupo heterodoxo de artistas de procedencia diversa instalados en la capital francesa que se movieron entre el expresionismo, el cubismo y el surrealismo, coincidieron en hacer una reinterpretación del famoso buey desollado de Rembrandt. Chaïm Soutine, ruso de familia judía, desarrolló un estilo violento y apasionado, de temática angustiosa y desolada. Entre 1925 y 1929 realizó diversos bodegones de animales muertos, unas imágenes crudas y descarnadas ejecutadas con violentas pinceladas. Algunos ejemplos son: Aves muertas sobre un mantel blanco (1924), Faisán (1926-1927) y El buey desollado (dos versiones, 1925 y 1926). Marc Chagall, igualmente de origen ruso, realizó obras de carácter onírico, cercanas a un cierto surrealismo, con una gama de color exaltada, en temas populares y religiosos, con desproporción y falta de interés por la jerarquización en la narración de los hechos. Realizó su versión de El buey desollado en 1947.

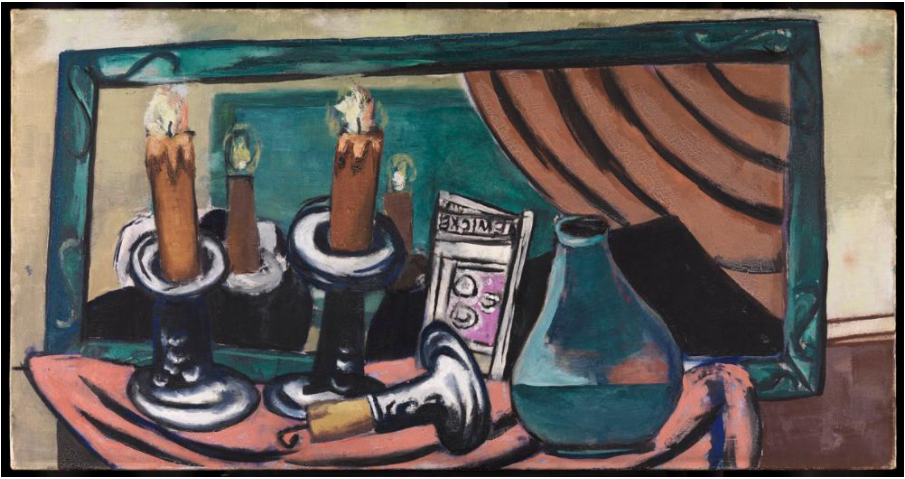
Naturaleza muerta con vela volcada (1930), de Max Beckmann, Staatliche Kunsthalle, Karlsruhe

En Alemania surgió en la posguerra el grupo Neue Sachlichkeit (Nueva Objetividad), un movimiento de reacción frente al expresionismo que retornó a la figuración realista y a la plasmación objetiva de la realidad circundante, con un marcado componente social y reivindicativo. Alguno de sus componentes trató el género de la vanitas, como George Grosz y Max Beckmann. El primero evolucionó del expresionismo al dadaísmo y la Nueva Objetividad, con una temática social, sarcástica, dura y descarnada, de dibujo preciso y composición cercana al cubofuturismo. Fue autor de Entierro de Oskar Panizza (1917-1918, Galería Estatal de Stuttgart), una densa composición donde una multitud de gente transita por una calle entre altos edificios, mientras en el centro un esqueleto bebe alcohol de una botella, con una gama cromática donde predomina el rojo sangre. Beckmann, de formación académica e inicios cercanos al impresionismo, evolucionó tras la guerra a un estilo dramático y violento, con influencia de antiguos maestros como Matthias Grünewald, El Bosco y Pieter Brueghel el Viejo, al tiempo que tomó del cubismo su concepto de espacio, que se volvió en su obra un espacio agobiante, casi claustrofóbico, donde las figuras tienen un aspecto de solidez escultórica, con contornos muy delimitados. Fue autor de Naturaleza muerta con vela volcada (1930, Staatliche Kunsthalle, Karlsruhe), en la que dispuso sobre una mesa tres velas, dos de pie encendidas y una volcada y apagada, frente a un gran espejo horizontal.
Entre los años 1920 y 1940 se desarrolló el surrealismo, un movimiento que puso un especial énfasis en la imaginación, la fantasía y el mundo de los sueños, con una fuerte influencia del psicoanálisis, con una tendencia figurativa y otra abstracta. Uno de sus máximos exponentes fue Salvador Dalí, que evolucionó desde una fase de formación en que probó diversos estilos (impresionismo, puntillismo, futurismo, cubismo, fauvismo) hasta un surrealismo figurativo fuertemente influido por la psicología freudiana. En varias de sus obras aparece la calavera como habitual referencia del memento mori: Bailarina-calavera (1939, colección Merz, Pal), Rostro de la guerra (1940-1941, Museo Boijmans Van Beuningen, Róterdam), La tentación de san Antonio (1946, Museos Reales de Bellas Artes de Bélgica, Bruselas), El cráneo de Zurbarán (1956, The Hirshhorn Museum and Sculpture Garden, Washington D. C.). En el terreno de la fotografía, Dalí diseñó una calavera compuesta por siete cuerpos femeninos desnudos con la que se retrató vestido con esmoquin y sombrero de copa, titulada In Voluptas Mors (1951, fotografía de Philippe Halsman). La obra recoge el género tradicional de la vanitas combinado con la voluptuosidad del desnudo, fundiendo los conceptos de sexo y muerte.

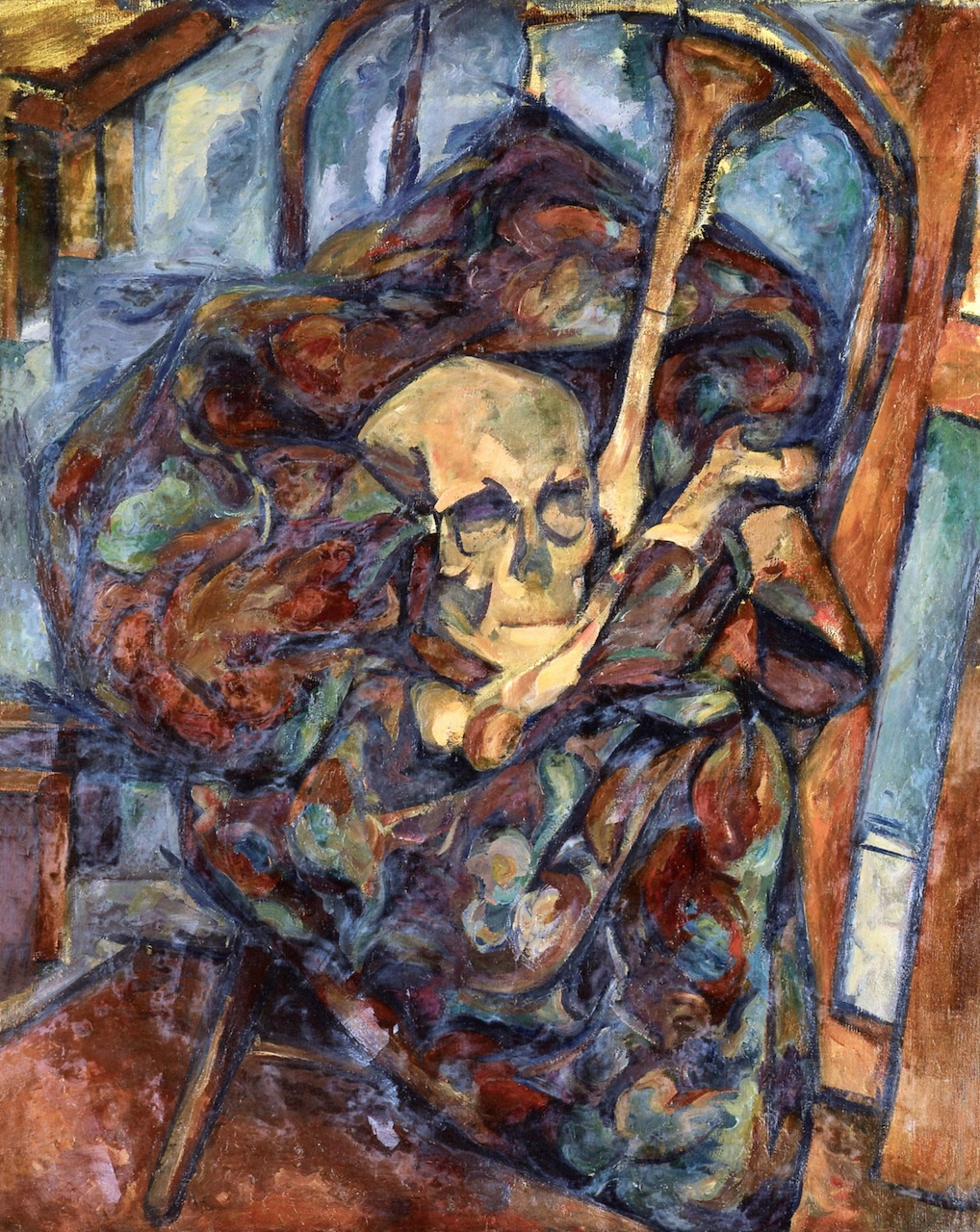
Naturaleza muerta con calavera (1927), de Arshile Gorky, colección privada

Dentro igualmente del surrealismo figurativo, el belga Paul Delvaux desarrolló una temática de paisajes urbanos semidesiertos, generalmente nocturnos, poblados por mujeres desnudas y hombres vestidos de traje o levita, con la presencia frecuente de esqueletos que evocan la muerte. Son obras de ambientes oníricos y poéticos, de fuerte simbolismo, así como de un erotismo latente. En sus cuadros, los esqueletos suplen a los vivos, aparecen andando, bailando, bebiendo, charlando entre ellos, pese a su evidente mortalidad tienen vida propia. Algunos exponentes son: La venus dormida (1944, Tate Gallery, Londres), Los esqueletos (1944, colección Ghêne), Conversación (1944, colección Demaerel), Esperando la liberación (esqueletos en un despacho) (1944, Museo de Israel, Jerusalén), Esqueleto con concha (1944, colección privada), Ecce Homo (1949, colección Vanthournot), El entierro (1951, Musée des Beaux-Arts, Mons) y Crucifixión (1951-1952, Museos Reales de Bellas Artes de Bélgica, Bruselas).
El español José Gutiérrez Solana, vinculado al expresionismo, aunó el arte tradicional con el contemporáneo, con un estilo áspero y dramático, centrado en temas sórdidos y lúgubres inspirados en la España profunda (personajes populares, procesiones, corridas de toros). Entre sus obras se encuentran La baraja de la muerte (1927, colección Mapfre), El espejo de la muerte (1929, Fundación Banco Santander), La procesión de la muerte (1930, Museo Nacional Centro de Arte Reina Sofía, Madrid) y El osario (1931, colección Mapfre).

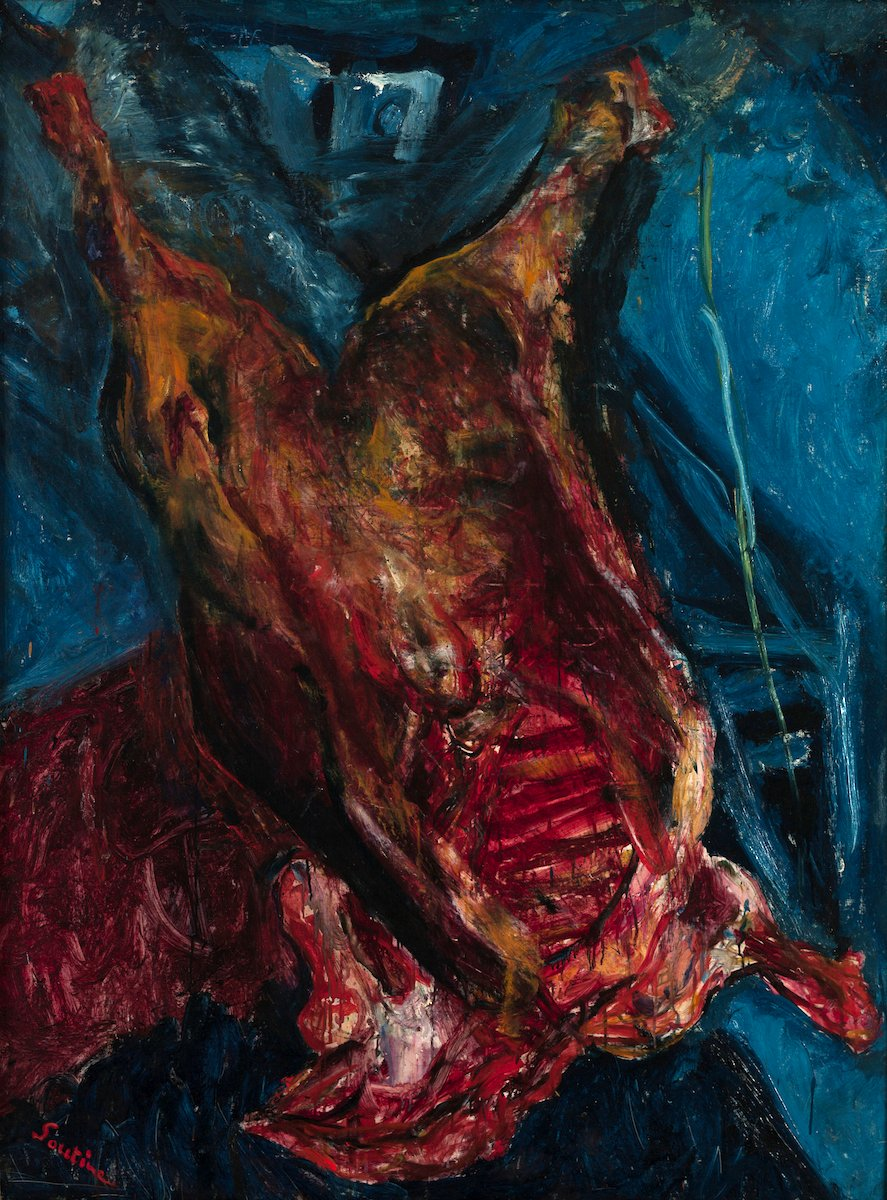
El buey desollado (1925), de Chaïm Soutine, Albright-Knox Art Gallery, Búfalo (Nueva York)

En la misma línea se encuentra Carlos González Ragel, conocido como Skeletoff, quien pobló sus obras de esqueletos en diversas actitudes (bailando, toreando, haciendo deporte), en una suerte de danza macabra mezclada en ocasiones con tópicos españoles. Creador de la «esqueletomanía», afirmaba que «mis esqueletos son estáticos, dinámicos y rumberos». Algunas de sus obras son: El Fandanguillo de Almería, Consulta del dentista y Paso del Estrecho, donde aparece Francisco Franco esqueletizado con el brazo en alto haciendo el saludo fascista.
Otro español que cultivó el género fue Luis Fernández López, que pasó por el purismo, el neoplasticismo y el surrealismo antes de encontrar un estilo personal, hermético y analítico. Marcado por la guerra civil española, elaboró una serie de obras de calaveras humanas, cabezas de toros u otros animales, como Cabeza de cordero y jamón (1940), inspirada en la obra del mismo tema de Goya.
El italiano Renato Guttuso practicó un realismo influido por Picasso, Van Gogh y los realistas franceses del siglo XIX. Entre sus obras se encuentran: Cráneo de carnero (1939, Archivo Guttuso, Roma), una impactante imagen de un cráneo con las cuencas vacías que, sin embargo, parece mirar al espectador, inspirada seguramente en la de Goya del mismo tema; y Naturaleza muerta con lámpara (1940, colección privada), en la que dispuso sobre una mesa varios objetos entre los que destaca un cráneo de animal, mientras en la parte superior cuelga una lámpara del techo, con un fondo de color rojo.
La estadounidense Georgia O'Keeffe fue exponente del precisionismo, un estilo que aglutinaba la composición cubista con la estética futurista. Se dedicó especialmente a la pintura de flores, rascacielos de Nueva York y paisajes de Nuevo México. Fue autora de Cabeza con olla rota (1942), donde aparece una calavera entre los restos de una olla rota, semejando un polluelo que sale de su cascarón.
Tras la Segunda Guerra Mundial, las vanguardias históricas dieron paso a una nueva serie de movimientos que iban desde el arte figurativo hasta el abstracto, desde el arte más tradicional hasta el arte de acción o conceptual. Uno de los primeros, en la inmediata posguerra, fue el informalismo (1945-1960), un conjunto de tendencias basadas en la expresividad del artista y en la renuncia a cualquier aspecto racional del arte (estructura, composición, aplicación preconcebida del color). Era un estilo eminentemente abstracto, donde cobró relevancia el soporte material de la obra, que asumió el protagonismo por encima de cualquier temática o composición. En esta tendencia se sitúa Antoni Tàpies, quien creó un estilo propio en el que se combinaban la tradición y la innovación dentro de un estilo abstracto pero lleno de simbolismo, dando gran relevancia al sustrato material de la obra. En su obra, Tàpies reflejó una gran preocupación por los problemas del ser humano: la enfermedad, la muerte, la soledad, el dolor o el sexo. En Cráneo blanco (1981) evocó las vanitas del Barroco español, el recordatorio de la caducidad de la vida.
Como reacción a la abstracción informalista surgió la llamada Nueva figuración (1945-1960), un movimiento que recuperó el arte figurativo, con cierta influencia expresionista y con total libertad de composición. Aunque se basaban en la figuración no quiere decir que esta fuese realista, sino que podía ser deformada o esquematizada a gusto del artista. Entre sus figuras destaca Francis Bacon, un artista de un realismo personal y subjetivo influido por Grünewald, Rembrandt, Velázquez, Van Gogh y Picasso, con un estilo austero de espacios claustrofóbicos y personajes angustiados, aislados, de formas torsionadas. En Figura con carne (1954, Instituto de Arte de Chicago) realizó una composición basada en dos cuadros de maestros barrocos: El buey desollado de Rembrandt y el Retrato de Inocencio X de Velázquez. En su peculiar estilo de deformación subjetiva de la realidad plasmó en una habitación la figura sedente del pontífice flanqueado a los lados por dos piezas de buey abierto en canal, una obra que expresa el tormento y la angustia existencial que sentía el artista.
En la misma línea, el español Eduardo Arroyo desarrolló un estilo figurativo con cierto componente onírico, enigmático, en que experimentó con diversas soluciones plásticas (mosaicos, collages) y materiales (caucho, cerámica). Interesado por el género de la vanitas, realizó numerosas obras de esta temática en diversos formatos: pintura, grabado, escultura y collage. En 1991, el Museo del Prado le invitó a participar en una serie de grabados de doce artistas contemporáneos, para lo cual eligió versionar la Vanitas de Jacques Linard que alberga el museo madrileño.

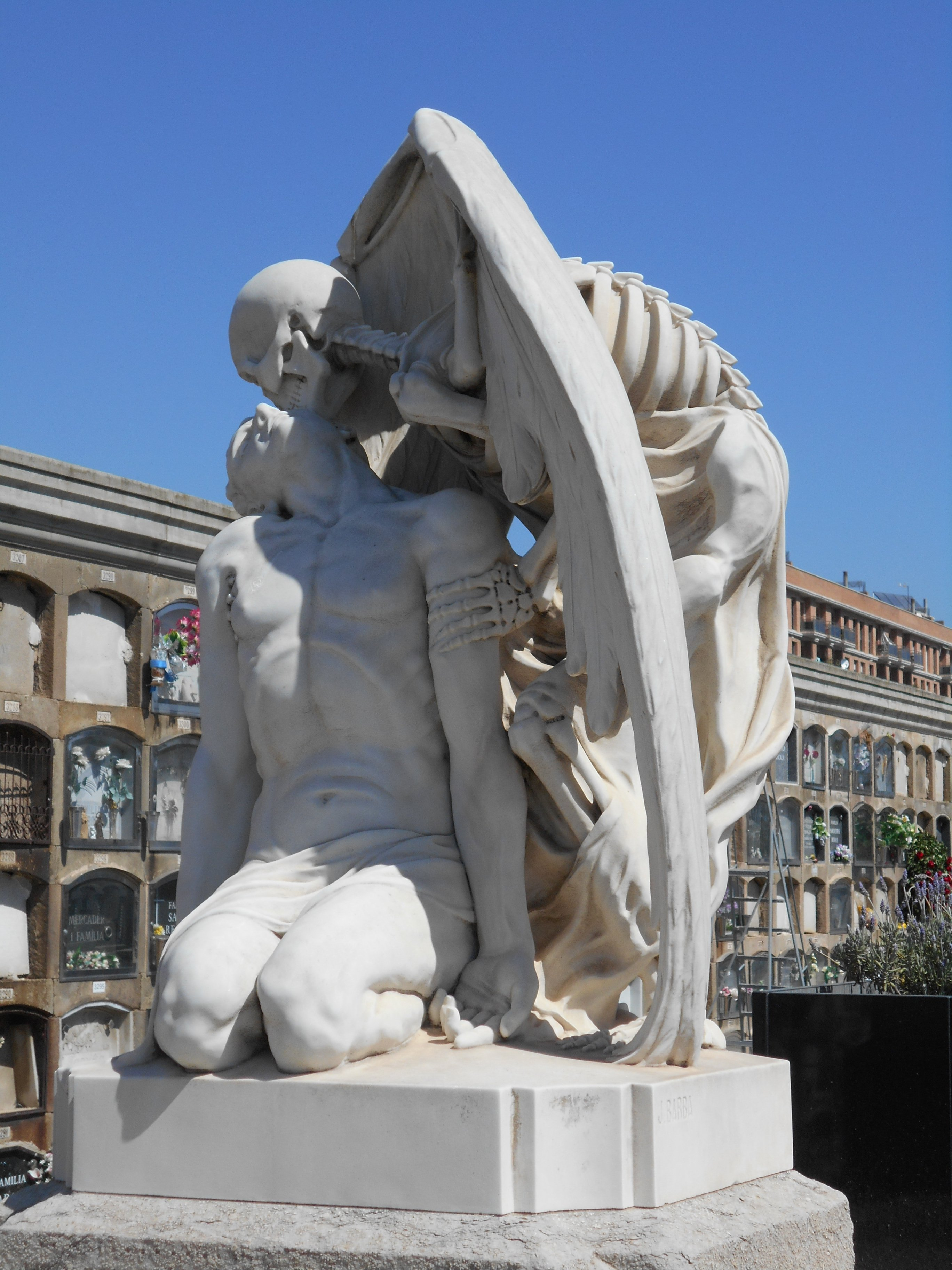
El beso de la Muerte (1930), de Jaume Barba, Cementerio de Pueblo Nuevo, Barcelona

Otro movimiento figurativo fue el pop art (1955-1970), un estilo con un marcado componente de inspiración popular que tomó imágenes del mundo de la publicidad, la fotografía, el cómic y los medios de comunicación de masas. Uno de sus principales exponentes fue Andy Warhol. Solía trabajar mediante serigrafía, en series que iban desde los retratos de personajes famosos como Elvis Presley, Marilyn Monroe o Mao Tse-tung hasta todo tipo de objetos, como su serie de latas de sopa Campbell, elaborados con un colorismo chillón y estridente y una técnica pura, impersonal. Pese a la apariencia frívola y desenfadada de sus cuadros, uno de los temas recurrentes en su obra fue la muerte. Así, entre sus famosas series de cuadros repetidos en distintas combinaciones de colores figura su serie de Calaveras (1976), en las que aparece una calavera que proyecta la sombra de un niño, con distintos fondos cromáticos, en los que predomina el verde, el amarillo, el rosa, el azul y el morado. Fue también autor de una serie de Autorretrato con calavera (1978), en la que aparece su busto con una calavera en el hombro o encima de la cabeza, realizadas a partir de diversas fotografías y con fondos en rojo, naranja, gris o amarillo.
En los años 1960 surgió el hiperrealismo, un estilo caracterizado por su visión superlativa y exagerada de la realidad, que era plasmada con gran exactitud en todos sus detalles, con un aspecto casi fotográfico. Entre sus filas se encuentra Audrey Flack, una representante del fotorrealismo, una vertiente del hiperrealismo consistente en la elaboración de lienzos tomando fotografías como modelo. Fue autora de una serie de obras inspiradas en el género de la vanitas, caracterizadas por su realismo e intenso colorido, con alusiones simbólicas tomadas del bagaje histórico de este género. Entre ellas se encuentra Marilyn (Vanitas) (1977, University of Arizona Museum of Art, Tucson), en la que aparece un libro abierto con una fotografía de Marilyn Monroe, junto a una serie de objetos como una rosa, frutas, una vela, un calendario, un espejo, un reloj de arena, un reloj de bolsillo, un vaso, una fotografía, perlas, botes de pintura, cosméticos y un paño arrugado. Los relojes y el calendario aluden al paso del tiempo, así como la descolorida fotografía, que se percibe anterior en el tiempo a la escena representada.
Desde 1975 se desarrolló el arte posmoderno, el arte propio de la posmodernidad, por oposición al denominado arte moderno. Estos artistas asumían el fracaso de los movimientos de vanguardia como el fracaso del proyecto moderno: las vanguardias pretendían eliminar la distancia entre el arte y la vida, universalizar el arte; el artista posmoderno, en cambio, era autorreferencial, el arte habla del arte, no pretendían hacer una labor social. Algunos artistas como Jean-Michel Basquiat y Keith Haring se inspiraron en el arte de culturas primitivas, concretamente en ritos mágicos ligados a la muerte, que reflejaron en sus obras. Entre las obras de Basquiat se encuentra Calavera roja (1982, colección privada), una calavera esbozada en rasgos primitivos con un fondo abstracto de los diversos signos y colores que caracterizaban su estilo, influido por el grafiti urbano. Haring también realizó diversas obras de calaveras, como su Calavera ardiente de 1987, una escultura de esmalte sobre aluminio, con unos rasgos que evocan el arte primitivo.
En Alemania se dio el neoexpresionismo, un movimiento igualmente preocupado por el fenómeno de la muerte, especialmente por la plaga del sida, con autores como Gerhard Richter, Markus Lüpertz, Georg Baselitz o A.R. Penck. Richter realizó en 1983 una serie de obras de calaveras, solas o con una vela, con un fondo neutro. Lüpertz elaboró en 1992 una serie de grabados de vanitas con calaveras como protagonistas, acompañadas a menudo de flores.
Miquel Barceló, influido por el action painting, el arte conceptual y el art brut, se inspiró igualmente en el barroco español y la pintura de Goya. Desde 1986 se interesó por las naturalezas muertas, incluido el género de la vanitas, tanto en pintura como escultura: en la primera cabe mencionar Cráneo (1986, colección privada), un cráneo de animal sobre fondo oscuro, en tonos terrosos, como es habitual en muchas de sus obras; en bulto redondo, Cráneo grande (1998, Galerie Bruno Bischofberger, Zúrich), una jarra de bronce deformada para que asemeje un cráneo de animal; y Pinocho muerto (1998), un cráneo humano de bronce con nariz larga como la del personaje Pinocho.
La fotógrafa estadounidense Cindy Sherman reflexionó con sus obras sobre los roles sociales de la mujer o del artista, con imágenes estereotipadas que parodian la cultura que representan. Desde los años 1980 recreó un mundo en descomposición, con imágenes de un cromatismo ácido. En Untitled No. 272 (1992) retrató una calavera engalanada de flores y joyas, una barroca composición que reflexiona sobre la belleza, la vida y la muerte.

### sigloXXI

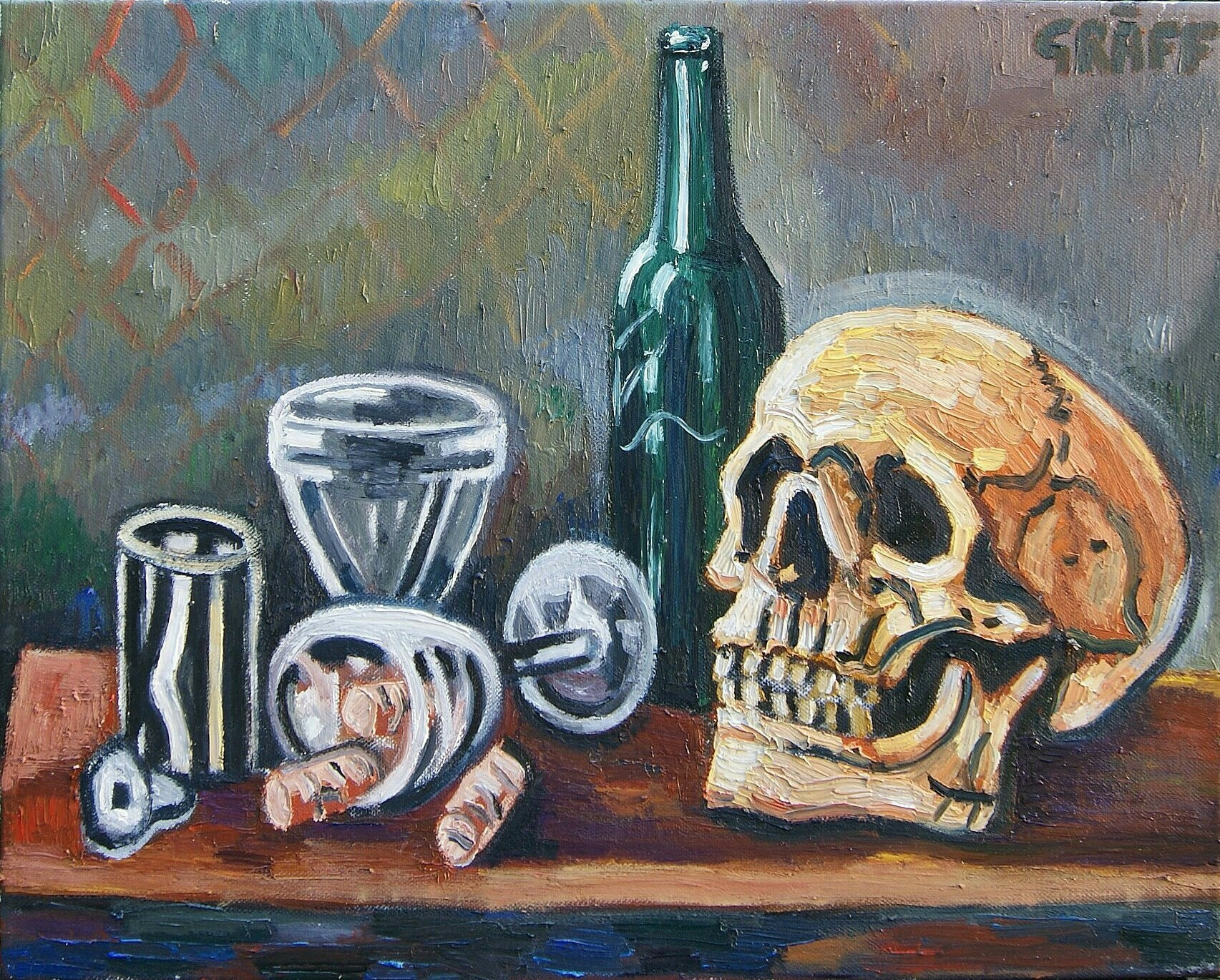
Memento mori, de Matthias Laurenz Gräff (2017)

Entre los últimos exponentes cabe citar a Jan Fabre, un artista multidisciplinar en el que era habitual la referencia al cuerpo humano y sus fluidos, así como la utilización de insectos y animales muertos, en esculturas o instalaciones artísticas. Realizó numerosas obras con calaveras, cubiertas por escarabajos, con animales muertos en las mandíbulas (en cadáver o esqueleto) o en diversas composiciones, empleando materiales como el cristal y el hueso. Entre ellas se encuentra su serie de calaveras de cristal de Murano de color azul que sostienen en su boca esqueletos de animales como ardillas, topos, pájaros carpinteros, guacamayos y ratones.
La serbia Marina Abramović se dedicó principalmente a la performance, que registraba en fotos y vídeos, con acciones de carácter simbólico que exploraban las capacidades del cuerpo y la mente. Entre ellas se encuentra Desnudo con esqueleto (2002-2005), en que aparece la artista desnuda con un esqueleto encima, mostrando la intensa relación entre la vida y la muerte.
El francés Philippe Pasqua mostró en su obra interés por los temas marginales, como la transexualidad, el síndrome de Down y la ceguera, cuestionando los valores morales de nuestro tiempo. Entre sus preferencias se encuentra la vanitas, que trató en pintura y escultura, como sus cráneos tatuados o cubiertos de mariposas, insectos que evocan la fragilidad y que al levantar sus alas del cráneo evocan la vida que se escapa.
El austríaco Matthias Laurenz Gräff aunó en su obra un cierto expresionismo con influencia del pop art, con expresión en múltiples géneros: obras históricas, políticas, religiosas, paisajes urbanos o rurales, desnudos, retratos y bodegones, incluidas vanitas como El hombre muerto no cuenta cuentos, La última vela, ¡Recuerda que eres mortal!, Memento mori, Laureles de fugacidad o Vanitas (la muerte de un ángel).
El británico Damien Hirst escandalizó con varias de sus obras, como las de animales conservados en formaldehído. Su obra Por el amor de Dios (2007), un cráneo de platino cubierto de 8601 diamantes, se vendió por cincuenta millones de libras, el precio más alto pagado por la obra de un artista vivo.
Por último, cabe citar al español Mario Monforte, quien trató la vanitas en su obra Memento Mori, con una serie de fotografías en perspectiva que creaban una ilusión frontal para asimilarse a la vanitas clásica. Dentro de dicha serie, destacó la obra Skull with Butterflies, una fotografía de un cráneo rodeado de mariposas. El statement de Memento Mori trataba sobre la fugacidad del tiempo de la sociedad moderna, atrapada entre el consumismo y las redes sociales.